# Historia económica de China antes de 1912

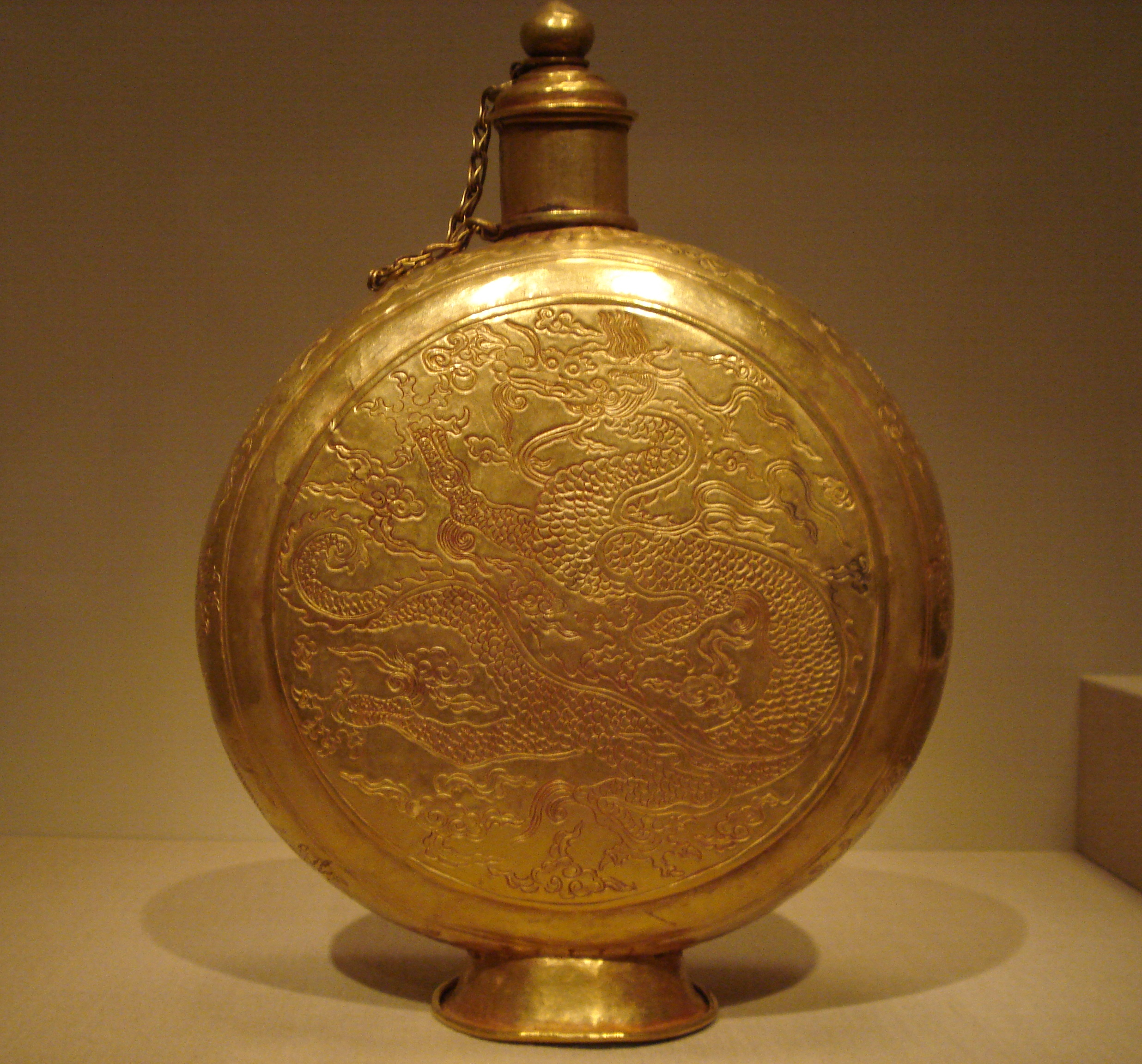
Un dragón Chino flotando entre los nubes, grabado en una cantinplora de oro de la época Ming.

La historia económica de China cubre miles de años, y la región ha experimentado la alternancia de ciclos de prosperidad y decadencia. China, durante los dos últimos milenios, fue una de las economías más avanzadas del mundo. Qin; el   Song (221 aC a 960 dC); y el imperial final, 

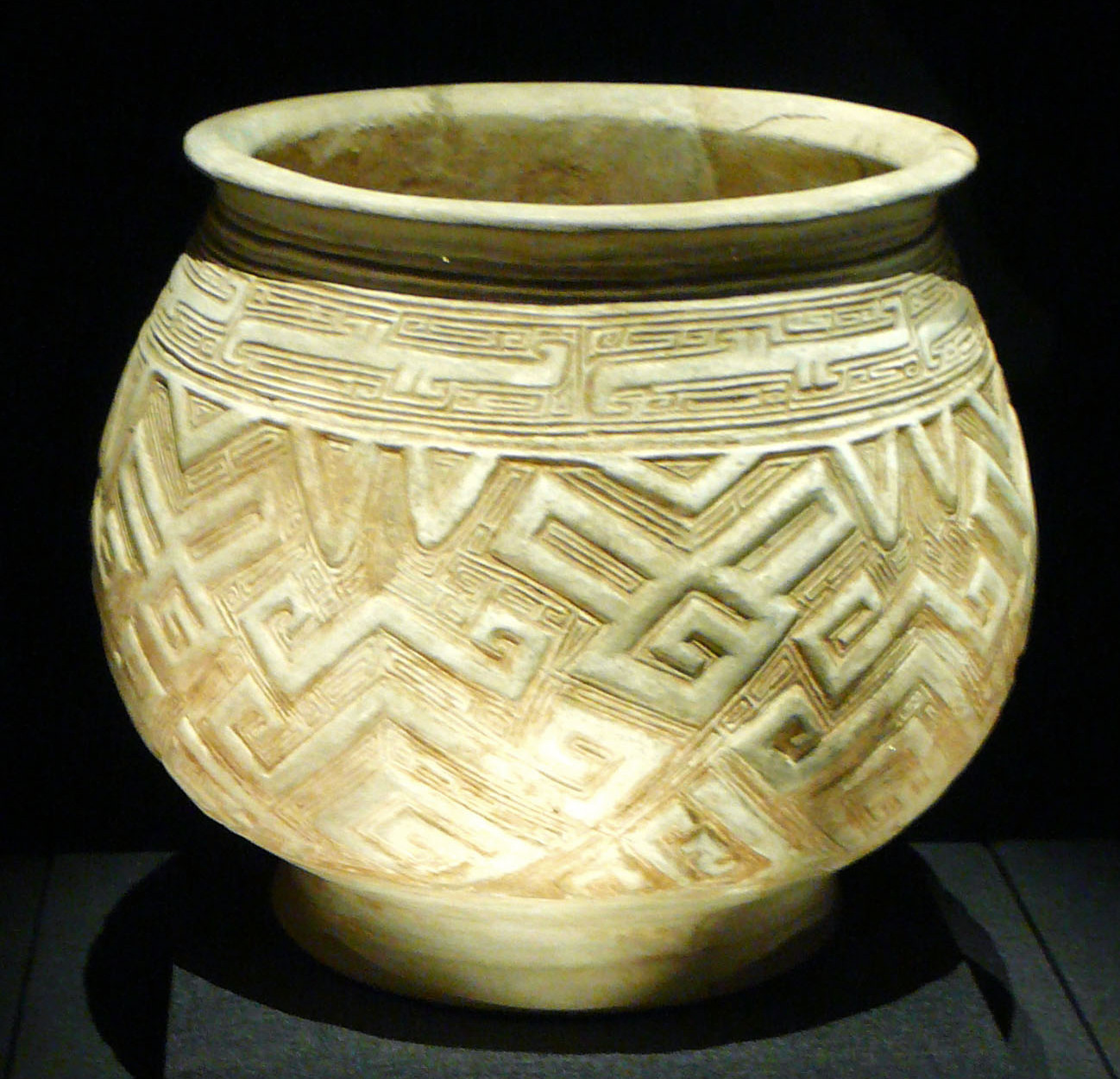
China Jarrón Shang. 1.600-1.100 aC

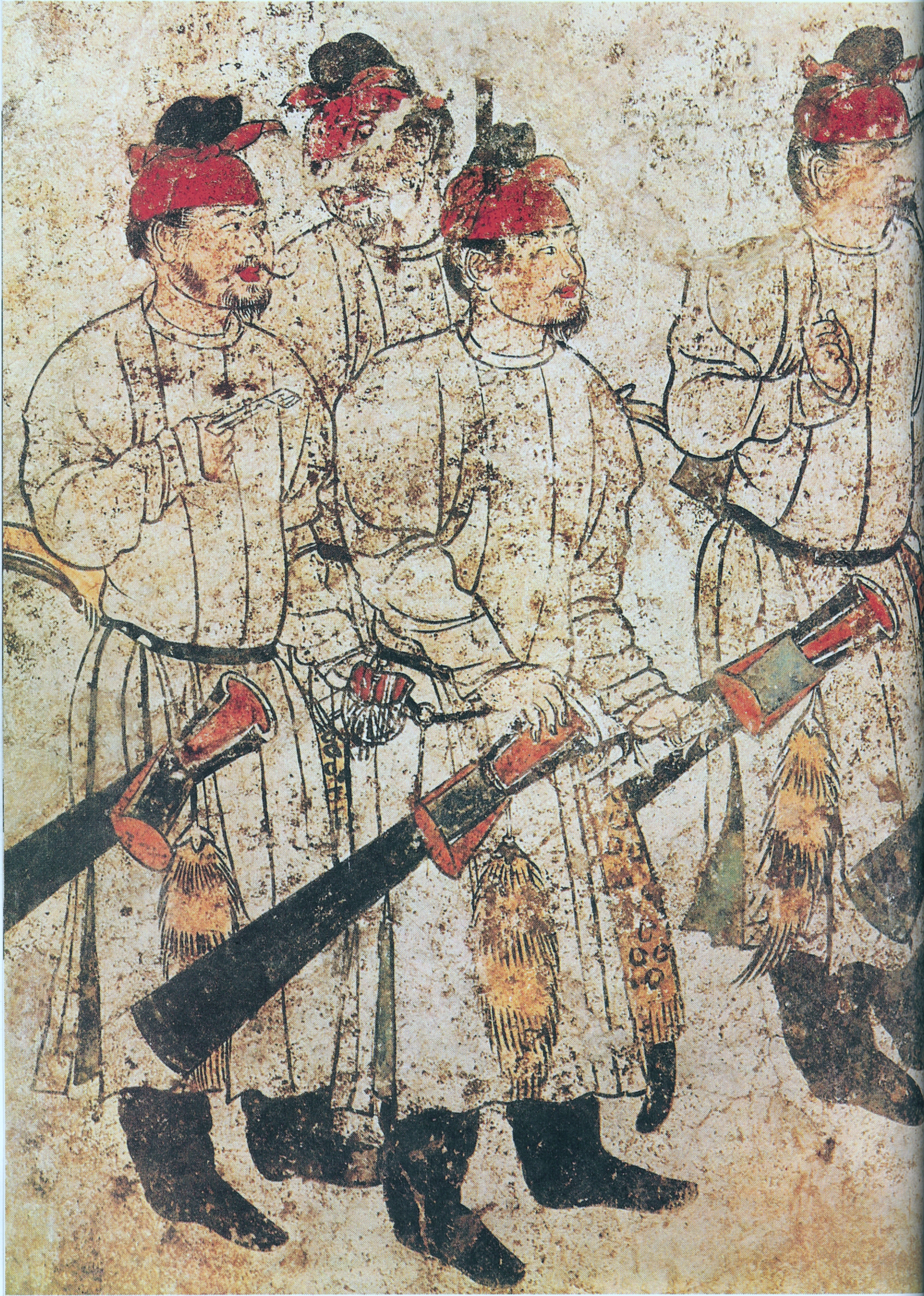
Figuras en un cortejo, tumba de Li Xian, Dinastía Tang. Sobre el 706

de Song a la caída de la dinastía Qing.

## Introducción

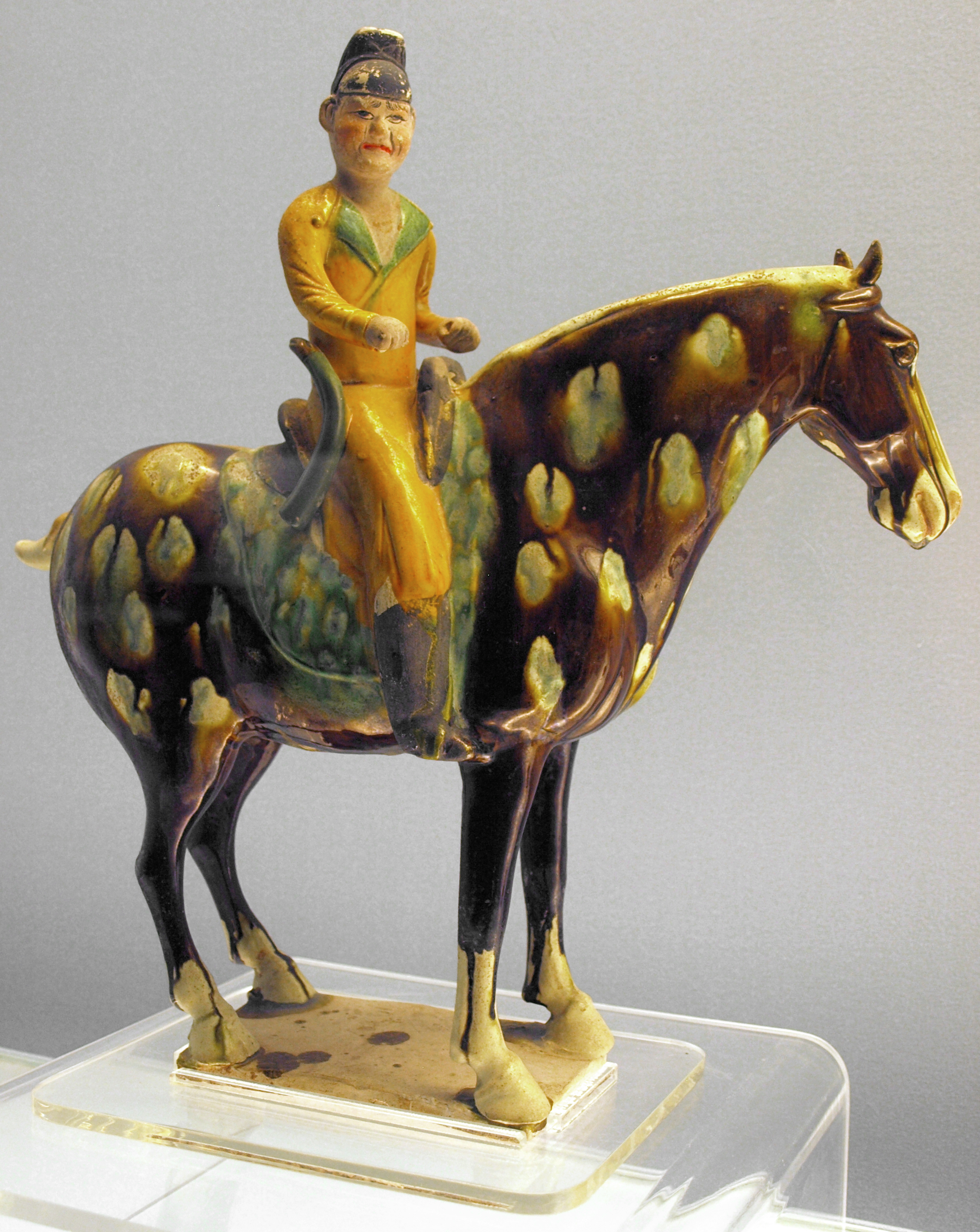
Figura de cerámica polícroma Tang. 618-907

La agricultura neolítica se desarrolló en China aproximadamente en el 8.000 a. C. Culturas estratificadas de la edad de bronce, como la Cultura de Erlitou, surgieron en el cuarto milenio a. C. Bajo los Shang (siglos XVI-XI a. C.) y Zhou occidental (siglos XI-VIII a. C.), una fuerza de trabajo dependiente trabajó en fundiciones y talleres con telares a gran escala para producir bronces y sedas para la élite. Los excedentes agrícolas producidos por la economía señorial respaldaron estas primeras industrias artesanales, así como centros urbanos y ejércitos considerables. Este sistema comenzó a desintegrarse después del colapso de la dinastía Zhou occidental en 77 a. C., dejando a China fragmentada durante la época de las Primaveras y Otoños (siglos VIII-V a. C.) y la época de los Reinos Combatientes (siglos V-III a. C.).
Cuando el sistema feudal colapsó, la mayoría del poder legislativo se transfirió de la nobleza a los reyes locales. El aumento del comercio durante el período de los Estados Combatientes produjo una clase mercantil más fuerte. Los nuevos reyes establecieron una elaborada burocracia, usándola para librar guerras, construir grandes templos y promulgar proyectos de obras públicas. Este sistema meritocrático recompensó el talento por derecho de nacimiento. El mayor uso de herramientas de hierro revolucionó la agricultura y provocó un gran aumento de la población durante este período. En 21 a. C., el rey de los Qin se declaró el primer emperador, uniendo a China en un solo imperio, sus diversas murallas estatales en la Gran Muralla, y sus diversos pueblos y tradiciones en un solo sistema de gobierno. Aunque su implementación inicial llevó a su derrocamiento en 26 a. C., las instituciones de Qin sobrevivieron. Durante la dinastía Han (siglo III a. C. hasta el siglo III d. C.), China se convirtió en un imperio fuerte, unificado y centralizado de agricultores y artesanos autosuficientes, con una autonomía local limitada.

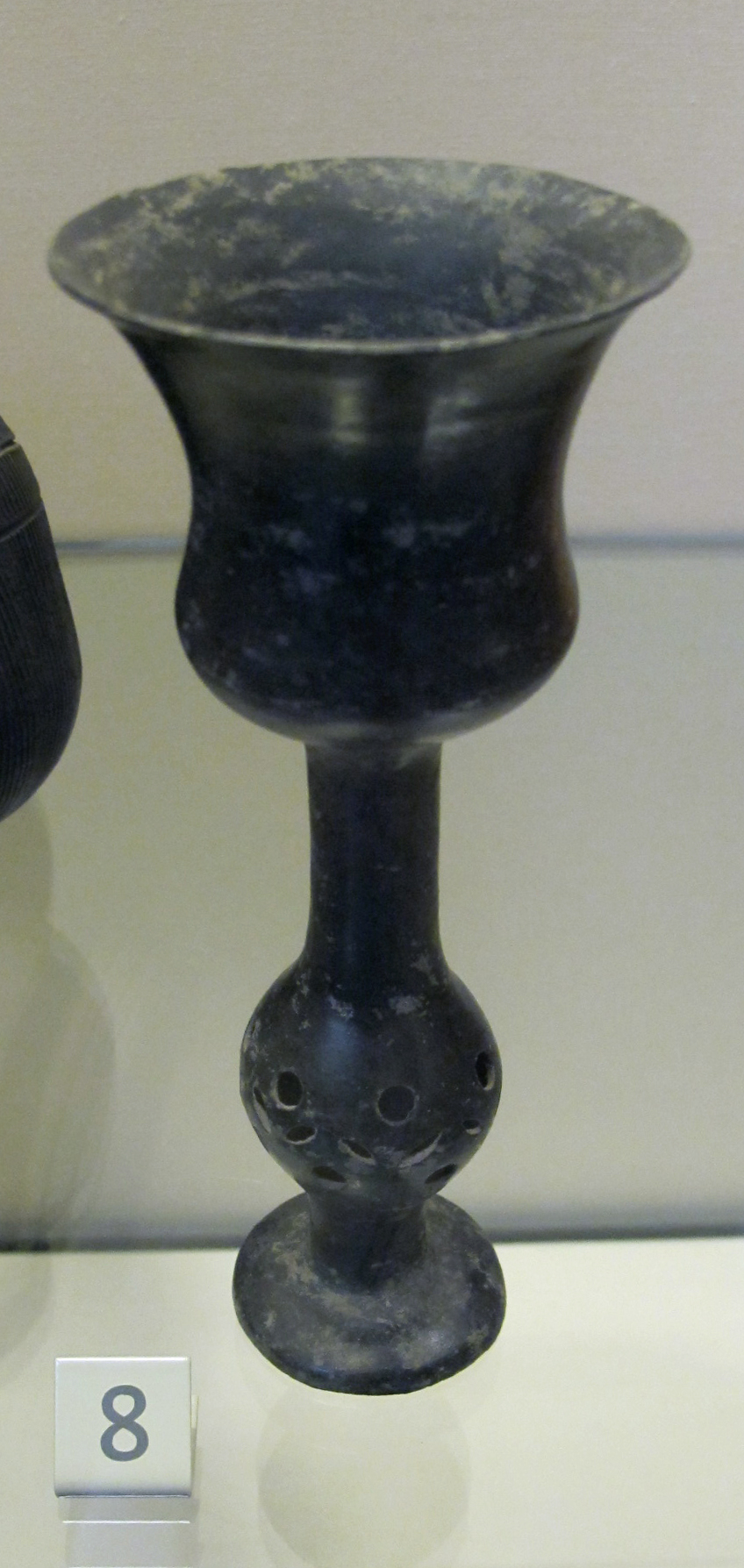
Copa de la época Longshan

El período Song (siglos X-XIII) trajo reformas económicas adicionales. El papel moneda, la brújula y otros avances tecnológicos facilitaron la comunicación a gran escala y la circulación generalizada de libros. El control de la economía por parte del estado disminuyó, lo que permitió a los comerciantes privados prosperar y un gran aumento en la inversión y los beneficios. A pesar de las interrupciones durante la conquista mongol de 1289, la segunda epidemia de peste en el siglo XIV y las rebeliones a gran escala que la siguieron, la población de China se vio impulsada por el intercambio colombino y aumentó enormemente durante la dinastía Ming (siglos XIV-XVII). La economía fue remonetizada por la plata japonesa y sudamericana traída a través del comercio exterior sobre todo a través del galeón anual de Acapulco (México) a Manila, a pesar de las políticas generalmente aislacionistas. El relativo estado económico de Europa y China durante la mayor parte de los Qing (siglos XVII-XX) sigue siendo un tema de debate, pero se produjo una Gran Divergencia en el siglo XIX, cuando la dependencia británica del contrabando de opio para financiar sus importaciones de té los llevó a una serie de guerras que pusieron fin al aislamiento y a la autonomía de China a través de varios Tratados Desiguales.

## Era preimperial

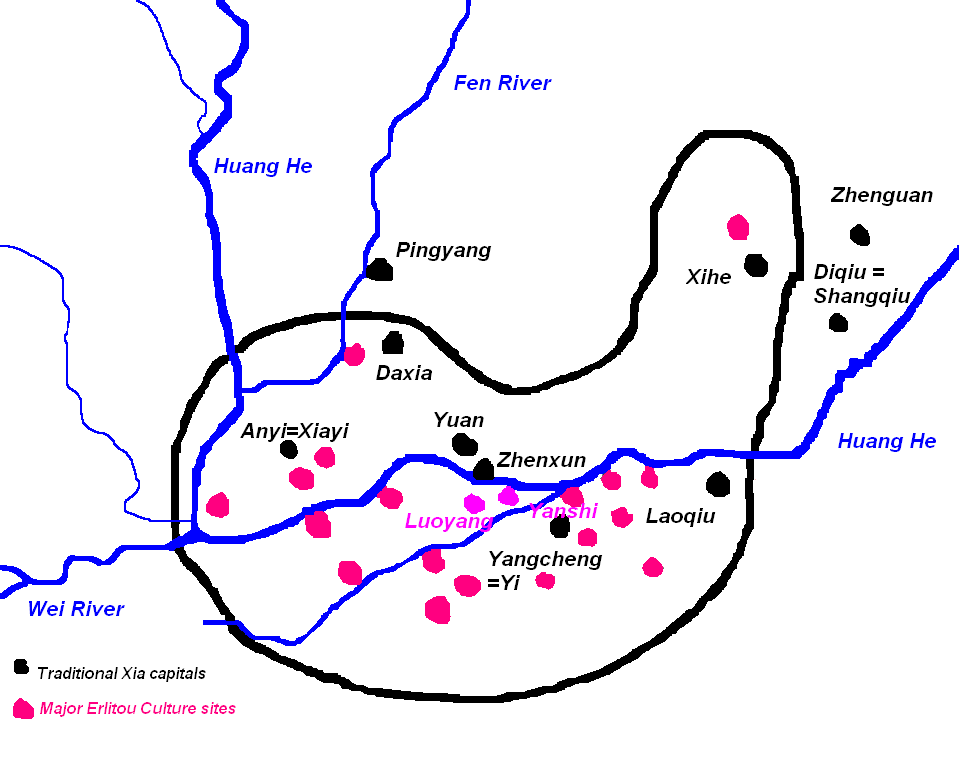
Erlitou y Xia

En tiempos neolíticos, las tribus que vivían en lo que ahora es el valle del río Amarillo practicaban la agricultura. En el tercer milenio a. C., surgieron sociedades estratificadas de la edad de bronce, sobre todo la cultura de Erlitou. Los Erlitou dominaron el norte de China y se identifican con la dinastía Xia, la primera dinastía en la historiografía tradicional china. Erlitou fue seguido por las dinastías Shang y Zhou, que desarrollaron una economía señorial similar a la de la Europa occidental medieval. Al final del período de Primaveras y Otoños, este sistema comenzó a colapsar y fue reemplazado por una economía próspera de agricultores y artesanos autosuficientes durante el período de los Reinos Combatientes. Esta transformación se completó cuando el estado de Qin unificó a China en 221 a. C., iniciando la era imperial de la historia china.

### Neolítico y principio de la edad de bronce

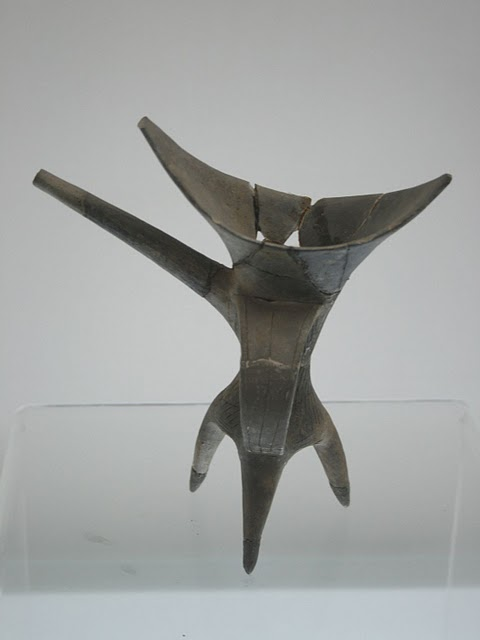
Cerámica de la época Xia

La agricultura comenzó hace casi 10.000 años en varias regiones de la China actual. Los primeros cultivos domesticados fueron el mijo en el norte y el arroz en el sur. Algunas culturas neolíticas produjeron textiles con espirales manuales desde el año 5000 a. C. Los primeros restos de seda descubiertos datan del comienzo del tercer milenio a. C. Con la cultura de Longshan del norte de China (3.er milenio a. C.), surgió un gran número de comunidades con estructuras sociales estratificadas.

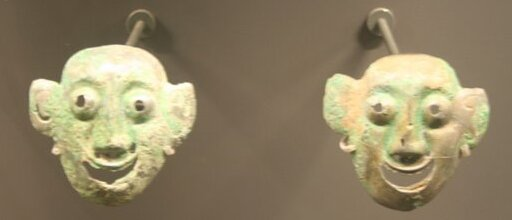
Máscaras de bronce Shang, 1.600-1400 a. C.

La cultura de Erlitou (hacia 1900-1350 a. C.), llamada así por su lugar de origen en el moderno Henan, dominó el norte de China a principios del segundo milenio a. C., cuando las sociedades urbanas y el bronce aparecieron por primera vez en la zona. Los cauris, el estaño, el jade y la turquesa que fueron enterrados en Erlitou sugieren que comerciaron con muchos vecinos. Se necesitaría una fuerza laboral considerable para construir los cimientos de tierra apisonada de sus edificios. Aunque la sociedad altamente estratificada de Erlitou no ha dejado nada escrito, algunos historiadores han identificado con ella a la legendaria dinastía Xia mencionada en las crónicas tradicionales chinas como anterior a la de Shang.
Solo un fuerte estado centralizado dirigido por élites ricas podría haber producido los bronces de la cultura de Erligang (hacia el siglo XV-XIV a. C.). Su estado, que Bagley ha llamado "la primera gran civilización del este de Asia", interactuó con los estados vecinos, que importaban bronces o los artesanos que podían fundirlos. Estos intercambios permitieron que la técnica de la metalurgia del bronce se extendiera. Algunos historiadores han identificado a Erligang como un sitio de la dinastía Shang porque corresponde al área donde las fuentes tradicionales dicen 

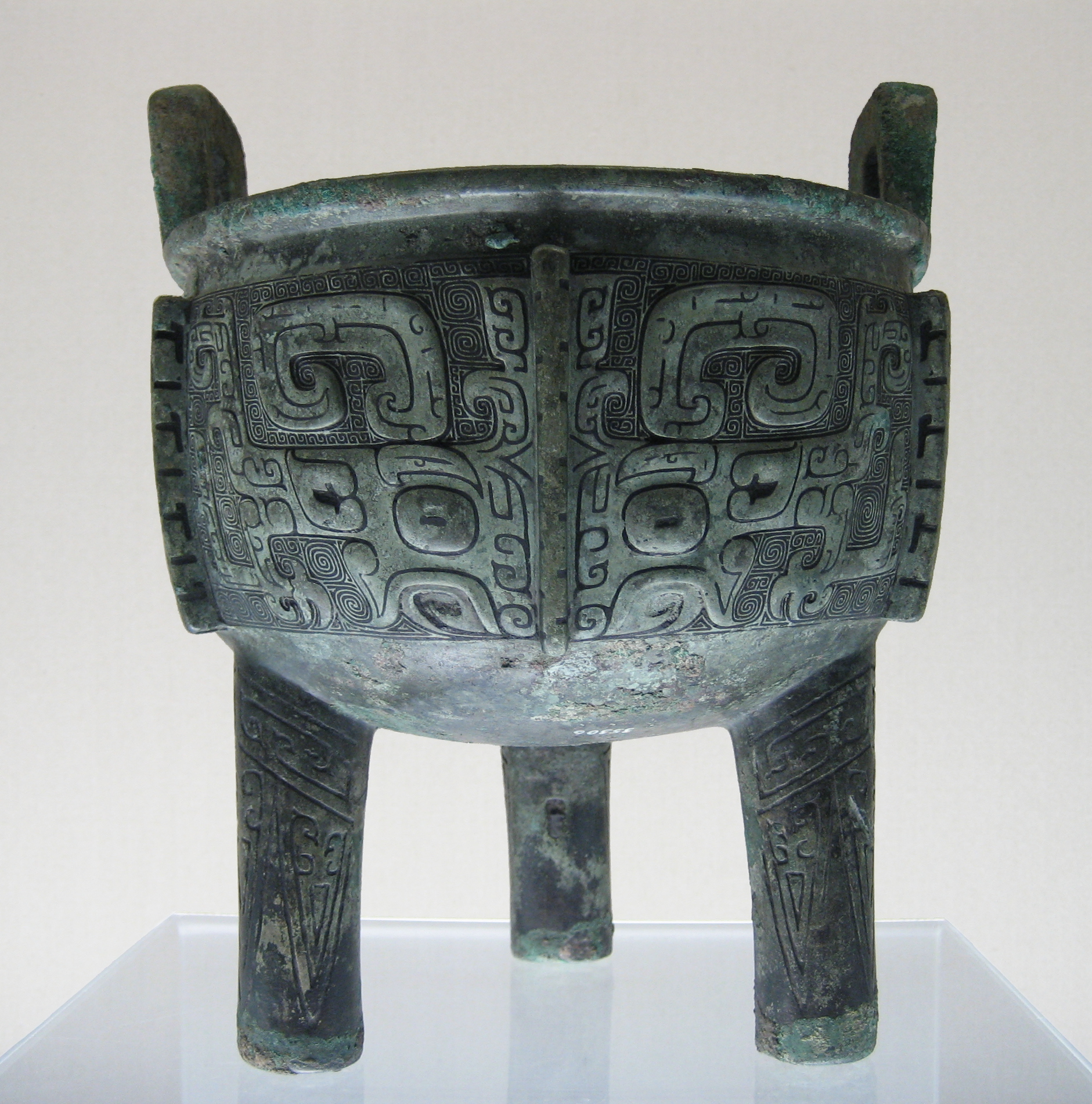
Caldero de bronce del final de la dinastía Shang

que los Shang estaban activos, pero no existe una fuente escrita hasta el momento para confirmar esta identificación.

### Dinastía Shang (hacia 1600 - hacia 1045 a.C.)
El primer sitio inequívocamente identificado con la dinastía Shang por inscripciones contemporáneas es Anyang, una capital Shang que se convirtió en un asentamiento importante alrededor de 1200 a. C. El cultivo básico de los Shang, una sociedad predominantemente agrícola, era el mijo, pero el arroz y el trigo también se cultivaron en los campos propiedad de la aristocracia real. Los excedentes agrícolas producidos por los campos reales respaldaban a la familia real Shang y a la elite gobernante, las industrias artesanales avanzadas (bronce, seda, etc.) y los grandes ejércitos. Grandes pastos reales proporcionaban animales para sacrificios y consumo de carne. Otros productos agrícolas respaldaron a la población de Shang, que se estima en unos 5,5 a 8 millones de personas.
Como la tierra solo se cultivaba durante unos años antes de dejarla en barbecho, constantemente se necesitaban abrir nuevas tierras mediante el drenaje de los campos bajos o mediante la limpieza de matorrales o bosques. Estas tareas se realizaban mediante trabajo forzoso bajo supervisión estatal, a menudo en el contexto de las expediciones de caza.

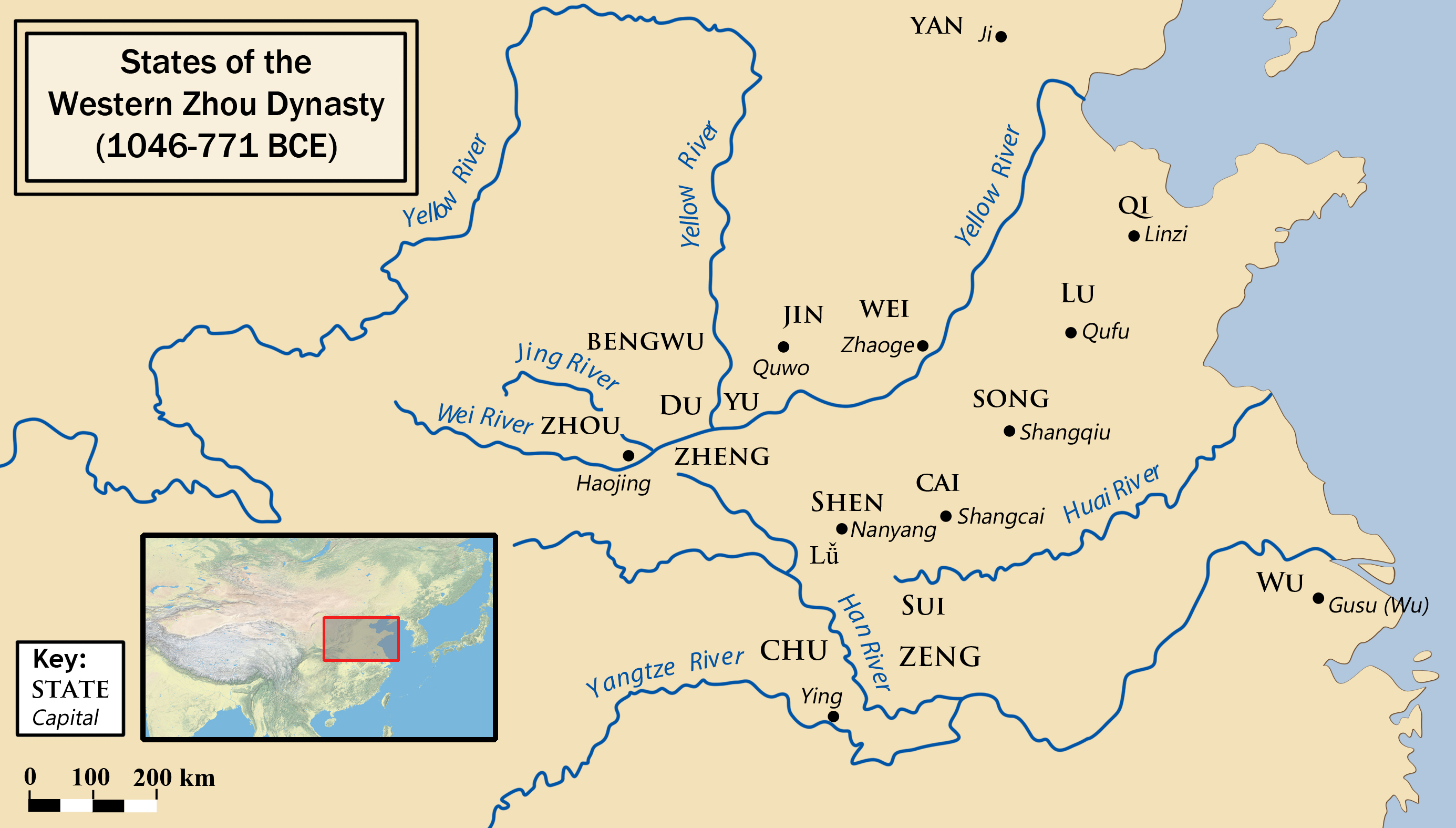
Distribución geográfica de la dinastía Zhou occidental

Al igual que sus predecesores neolíticos, los Shang usaron ruedas giratorias para fabricar textiles, pero la fuerza de trabajo Shang estaba organizada más formalmente. En tiempos de Shang, los trabajadores controlados producían seda en talleres para la aristocracia. Los campos y talleres estaban ocupados por mano de obra de diversos grados de servidumbre. Algunos historiadores han llamado a estos trabajadores dependientes "esclavos" y etiquetaron a los Shang como una "sociedad esclavista", pero otros rechazan tales etiquetas como demasiado vagas porque sabemos muy poco sobre la naturaleza de esta fuerza de trabajo.

### Dinastía Zhou occidental (hacia 1045 - 771 a.C.)

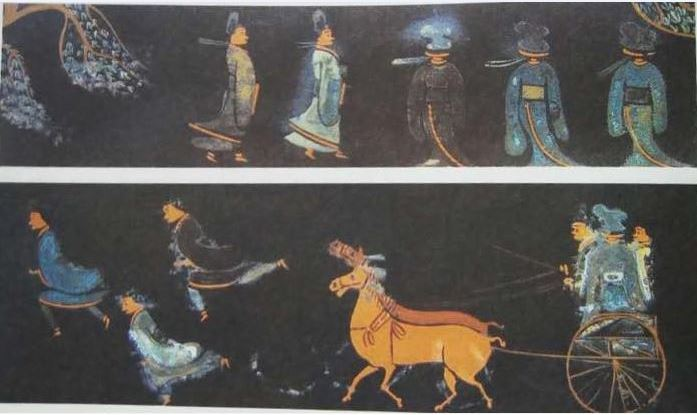
Pintura a la laca de la época de la dinastía Zhou occidental

Por citas tradicionales, la dinastía Zhou derrotó a los Shang alrededor de 1045 a. C. y tomó el control de los valles de los ríos Wei y Amarillo que los Shang dominaron. La tierra siguió perteneciendo a la familia real, que la redistribuyó entre sus dependientes en un sistema que muchos historiadores compararon con la organización feudal de la Europa medieval. La evidencia epigráfica muestra que ya a fines del siglo X a. C. se estaba comerciando con tierras, aunque todavía no se consideraban propiedad privada. Shaughnessy formula la hipótesis de que este aumento en los intercambios de tierras se debió a la división de los linajes de élite en ramas, lo que incrementó la demanda de tierras, mientras que su oferta disminuía.
El filósofo confuciano Mencio del siglo IV a. C. afirma que Zhou temprano desarrolló el sistema de campo de pozo, un patrón de ocupación de la tierra en el cual ocho familias campesinas cultivaban campos alrededor de una parcela central que cultivaban para un señor. Los historiadores modernos generalmente han dudado de la existencia de este sistema idealizado, pero algunos sostienen que pudo haber existido informalmente en los inicios de Zhou, cuando los arrendatarios dependientes que trabajaban en fincas señoriales pagaban corveas a sus propietarios en vez de alquilarlos, como lo harían 

Estados de China en el año 500 a. C.

más tarde. Muchos historiadores chinos continúan describiéndolo como histórico.
Las industrias artesanales desarrolladas durante los Shang, como los textiles, el bronce y la producción de armas, continuaron durante los Zhou pero se volvieron completamente controladas por el Estado. El gobierno de Zhou también controlaba la mayoría del comercio y el intercambio mediante el nombramiento de jia, funcionarios cuyo título se utilizó más tarde para referirse a cualquier comerciante.

### Periodo de Primaveras y Otoños (771-475 a.C.)
El colapso de Zhou inició el período de Primaveras y Otoños, llamado así por los anales de primaveras y otoños de Confucio. Era una época de guerra entre Estados, cuando el sistema semifeudal anterior cayó en declive y el comercio comenzó a florecer. La competencia entre los Estados llevó a un rápido avance tecnológico. Se habilitaron herramientas de hierro, produciendo excedentes agrícolas que acabaron con lo que alguna vez existió del sistema de campo de pozo. Hacia el final de esta era, la introducción de la tecnología del hierro causó el colapso total del sistema feudal y marcó el comienzo de una nueva era de desarrollo. Los desarrollos chinos en esta época incluyen el primer aislamiento de azufre elemental en el siglo VI a. C..
Durante el período de Primaveras y Otoños, muchas ciudades crecieron en tamaño y población. Linzi, la capital próspera de Qi, tenía una población estimada en más de 200.000 habitantes en el 650 aC, haciéndola una de las ciudades más grandes del mundo. Junto a otras ciudades grandes, Linzi sirvió como un centro de administración, comercio, y actividad económica. La mayoría de las personas de las ciudades se dedicaban a la agricultura y, por lo tanto, eran autosuficientes. El crecimiento de estas ciudades fue un desarrollo importante para la antigua economía china.
El comercio a gran escala comenzó en el período de Primaveras y Otoños a medida que los comerciantes transportaban mercancías entre los Estados. Se emitieron grandes cantidades de moneda para acomodar el comercio. Aunque algunos Estados restringieron el comercio, otros lo alentaron. Zheng en el centro de China prometió no regular a los comerciantes. Los comerciantes de Zheng se hicieron poderosos en toda China, desde Yan en el norte hasta Chu en el sur.

Evolución de los Reinos Combatientes

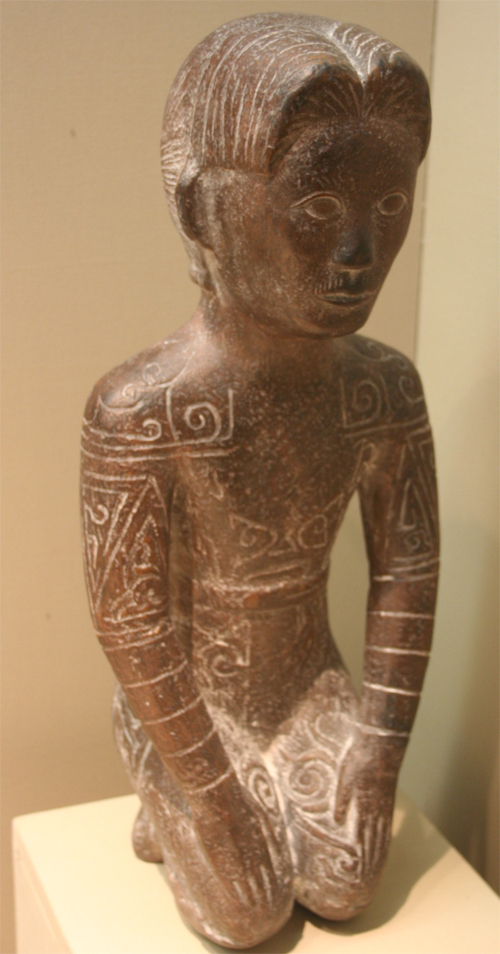
Estatua del período de los Reinos Combatientes

Las grandes fincas feudales se dividieron, un proceso que se apresuró cuando Lu cambió su sistema impositivo en 594 a. C. Bajo las nuevas leyes, los productores de granos fueron gravados por la cantidad de tierra cultivada en lugar de una cantidad igual que se aplicaba a cada noble. Otros estados siguieron su ejemplo. Los campesinos libres se convirtieron en la mayoría de la población y proporcionaron una base impositiva para los estados centralizadores.

### Período de los Reinos Combatientes (475-221 a.C.)
Artículo principal: Período de los Reinos Combatientes
El período de los Reinos Combatientes vio rápidos avances tecnológicos y desarrollos filosóficos. Cuando los gobernantes compitieron para tomar el control de las tierras de los demás, implementaron varias reformas, lo que cambió en gran medida el sistema económico de China. Los terratenientes y comerciantes comunes prosperaron y la aristocracia restante perdió influencia. Algunos comerciantes, como Lü Buwei, pueden haber sido tan ricos como estados menores.

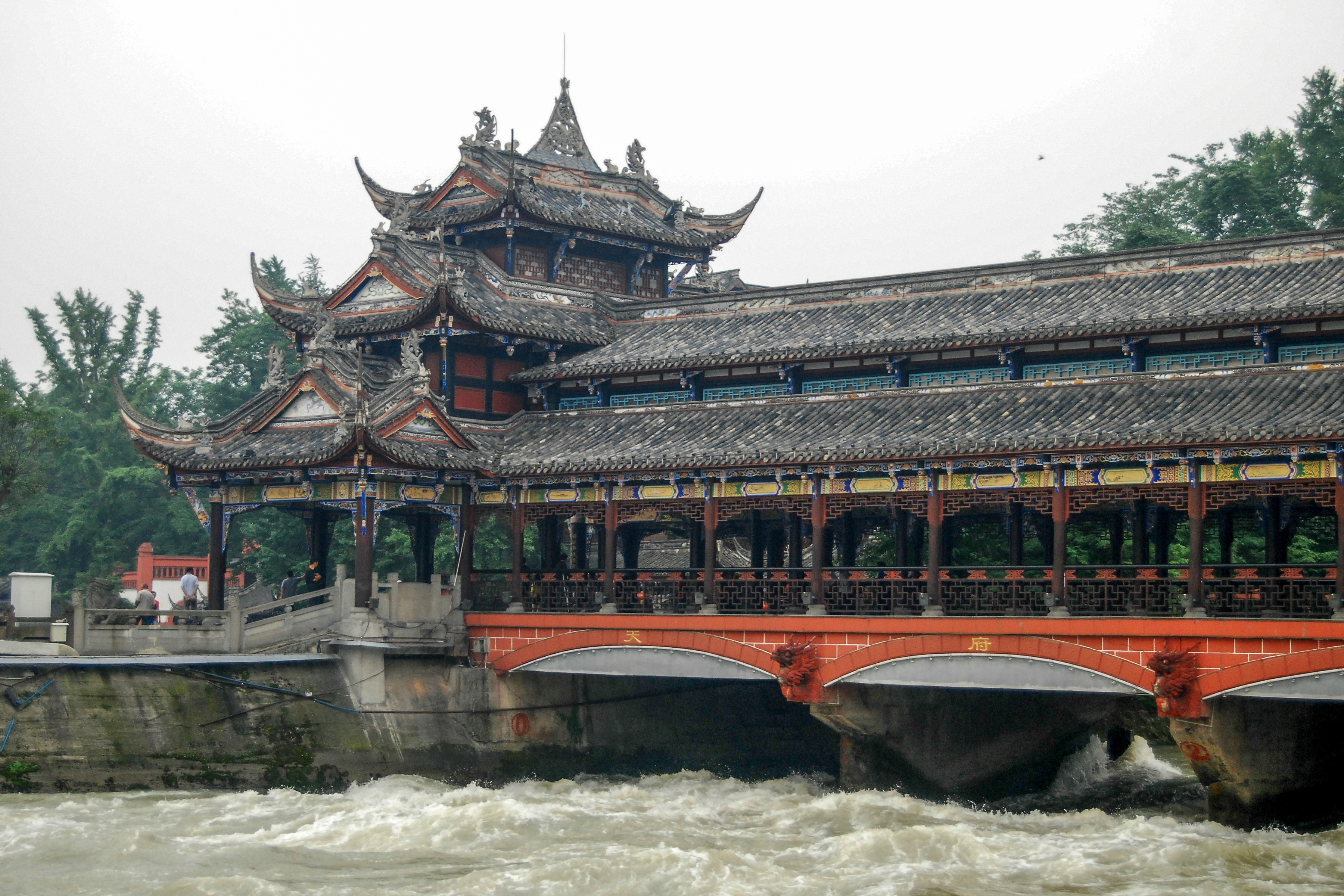
Sistema de irrigación Dujiangyan

Las fundiciones patrocinadas por el Estado hicieron que las herramientas de hierro fueran omnipresentes; se introdujeron el arado de hierro, los bueyes de tiro, el cultivo en hileras y el arado intensivo. El hierro fundido fue inventado en China durante el siglo IV a. C.. Los gobiernos, que controlaban las ferrerías más grande, desarrollaron un monopolio en el equipo militar, fortaleciendo los Estados a expensas de los señores feudales. Las herramientas agrícolas de hierro permitieron un aumento masivo de los bienes agrícolas excedentes.
Después de las reformas de Shang Yang en el siglo III a. C., la tierra podía ser comprada y vendida, estimulando el progreso económico en la agricultura y el aumento de la productividad. Los nuevos Estados poderosos emprendieron proyectos de irrigación a gran escala, como el Canal de Zhengguo y el Sistema de Irrigación Dujiangyan. Grandes cantidades de tierras anteriormente desoladas fueron cultivadas e integradas a la economía de Qin. El boom agrícola permitió ejércitos más grandes.

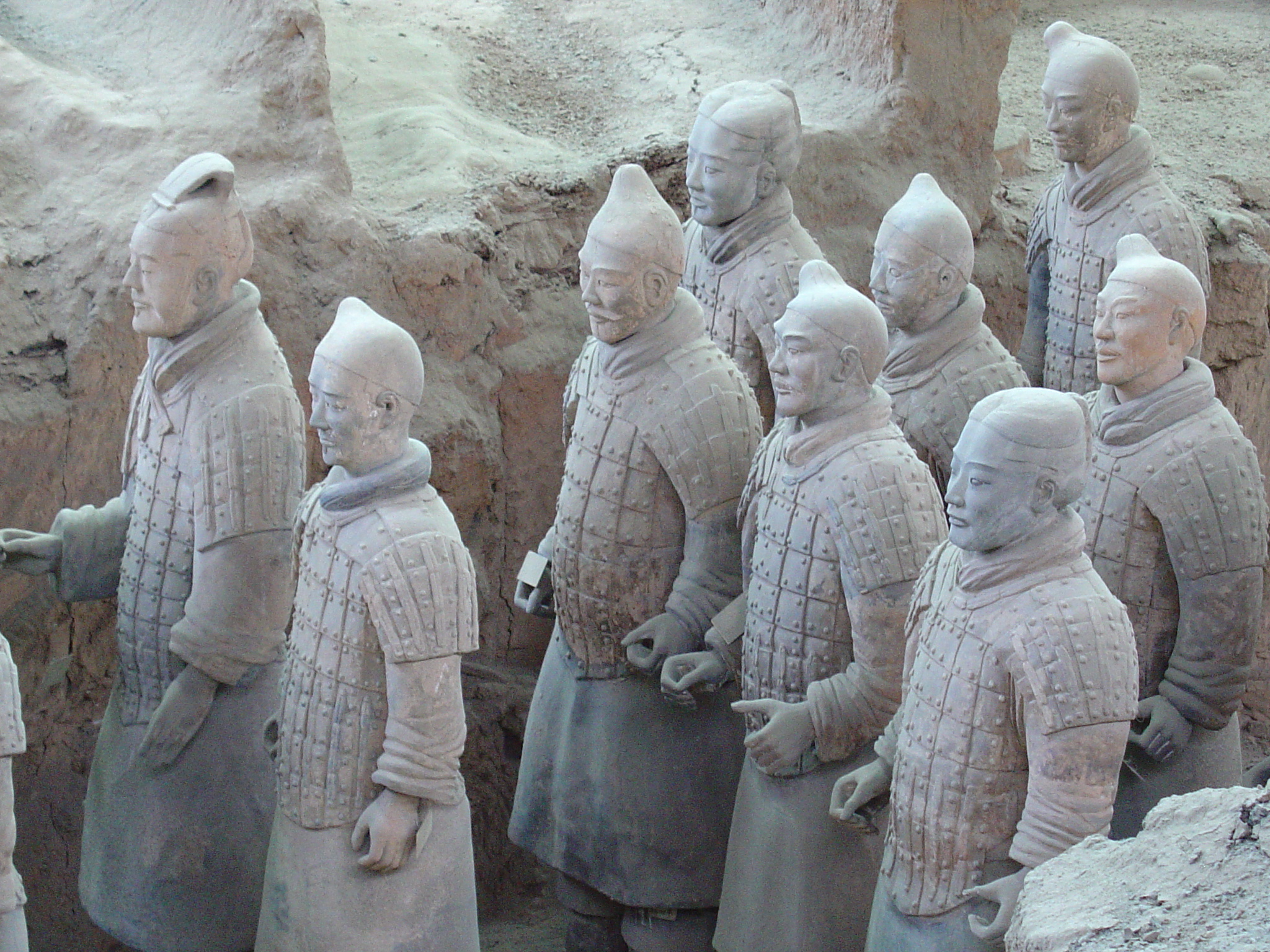
Ejército de Terracota de la tumba del primer emperador Qin

En esta era, el poder creciente del Estado fortaleció la monarquía, lo que le permitió emprender reformas para fortalecer la autoridad del monarca. La más amplia de estas reformas fue llevada a cabo en Qin por Shang Yang, incluida la abolición de la nobleza feudal, la redistribución de las tierras de los nobles basada en el mérito militar y la propiedad privada de la tierra. Alentó el cultivo de tierras inestables, otorgó rangos nobles a los soldados que tenían un buen desempeño en la batalla y estableció un código legal eficiente y estricto. La monarquía absoluta persistió en China hasta su debilitamiento gradual durante las dinastías Song y Ming.

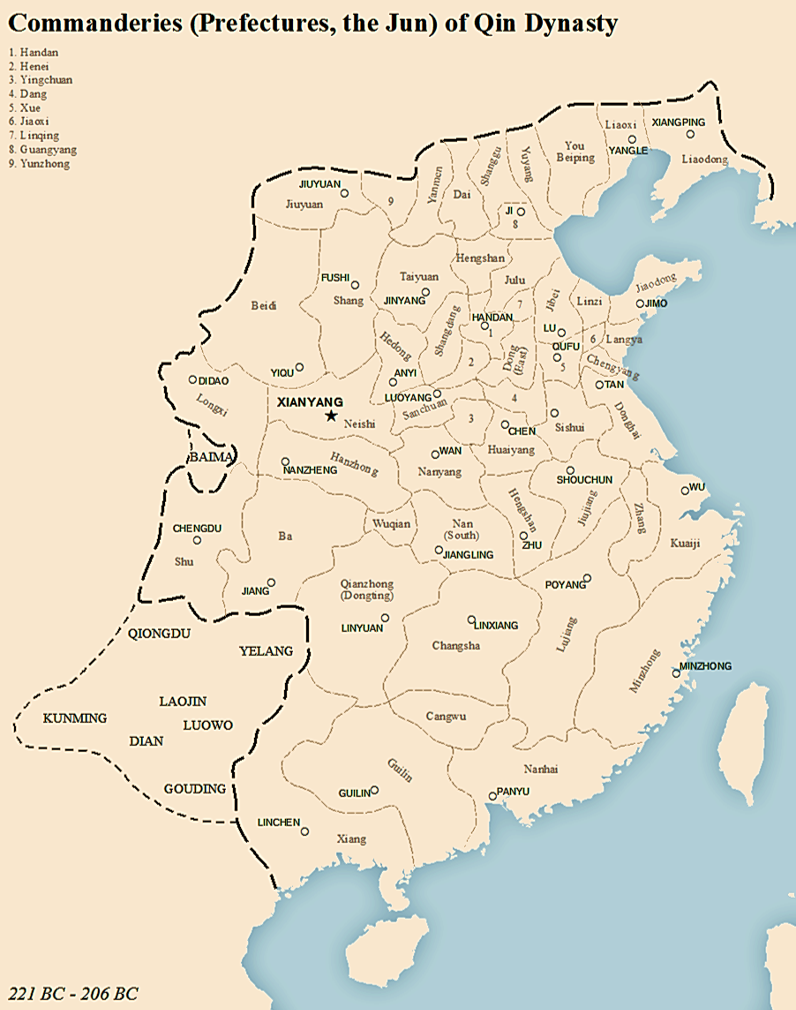
Prefecturas de la dinastía Qin

## Era imperial temprana

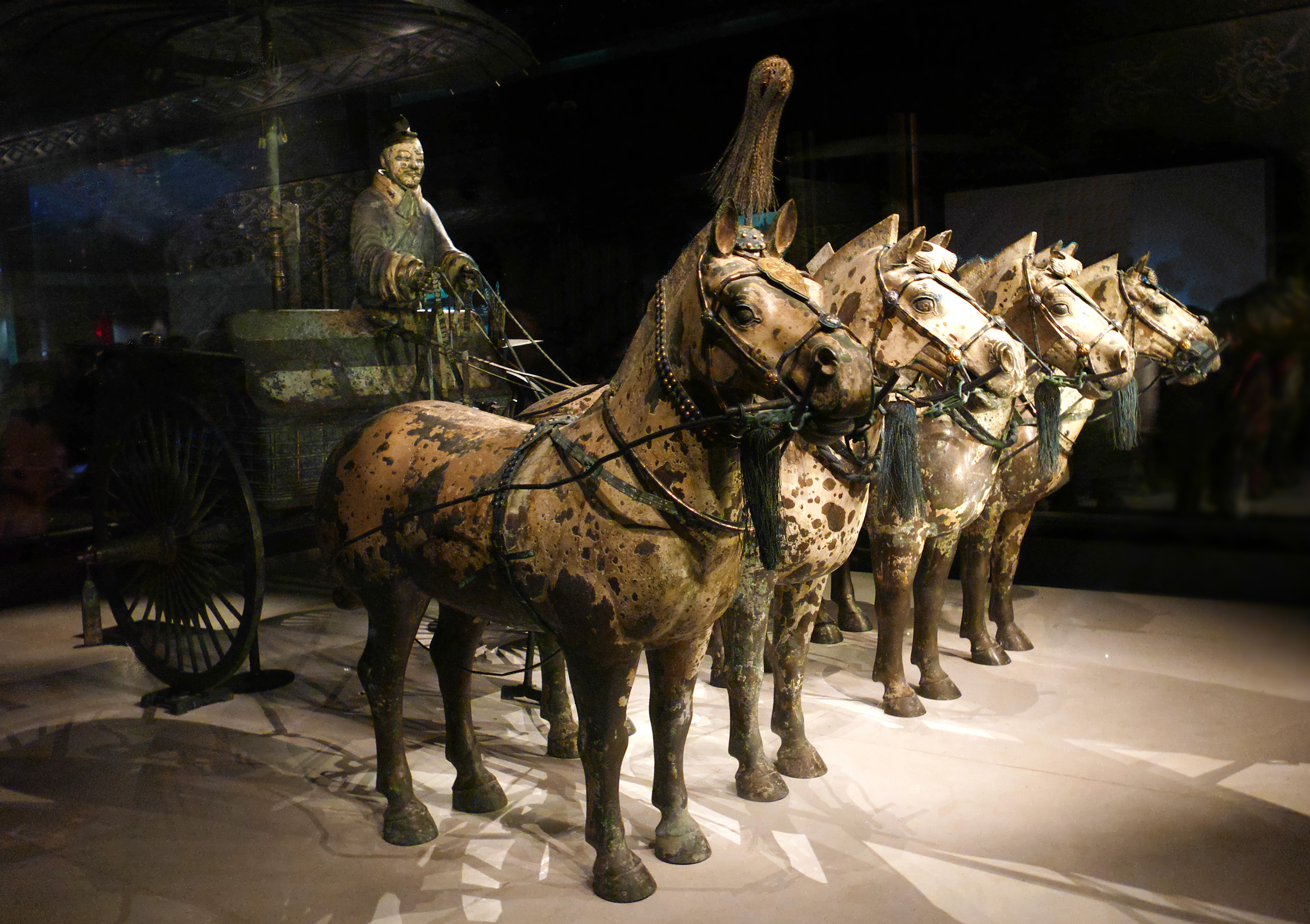
Museo de la tumba de Qin Shi Huangdi

La temprana era imperial estuvo marcada por una monarquía fuerte, unificada y centralizada, aunque los funcionarios locales todavía mantenían una autonomía limitada. Durante la época imperial temprana, los campesinos y artesanos autosuficientes dominaban la economía y operaban en gran medida independientemente del mercado en general. El comercio era relativamente frecuente, y aumentó después de la dinastía Han con el desarrollo de la ruta de la seda. El sinólogo Joseph Needham ha afirmado que el PIB per cápita de China superó a Europa desde el siglo V a. C. en adelante por un margen sustancial. El levantamiento de Wu Hu paralizó la economía, que no se recuperó hasta la dinastía Tang, bajo la cual se transformó en la economía mercantil de las dinastías Song y Ming.

### Dinastía Qin (221-206 a.C.)
Artículo principal: Dinastía Qin

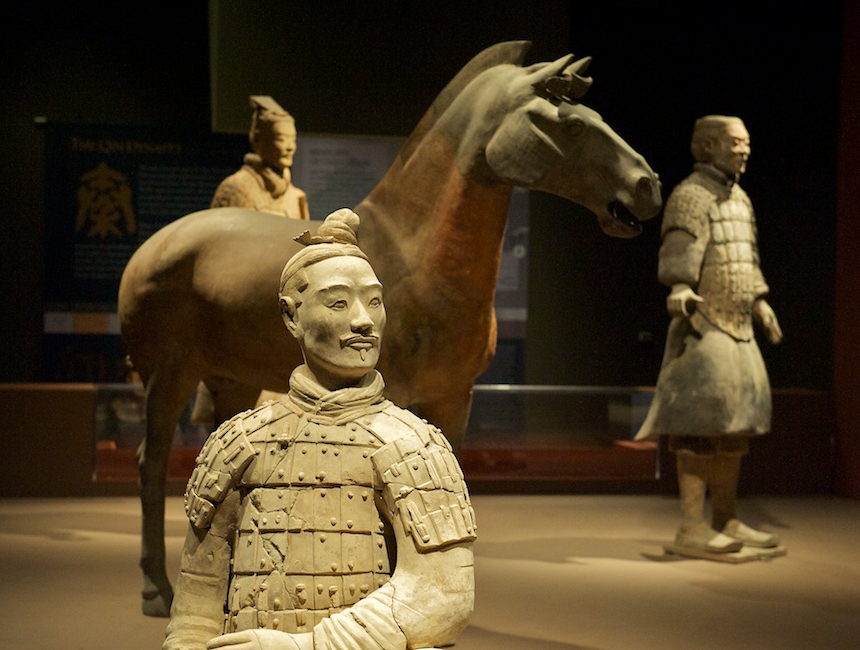
Ejército de Terracota de la tumba del primer emperador Qin

En 221 aC, el estado de Qin conquistó los estados restantes en China, convirtiéndose en lo que los estudiosos consideran el primer estado chino unificado. Se expandió rápidamente, extendiendo la frontera sur desde el Yangtze hasta el Vietnam moderno, y la frontera norte hasta la moderna Mongolia. Si bien las dinastías Xia, Shang y Zhou tenían una autoridad nominal sobre toda China, el sistema feudal otorgó a la mayoría de las regiones un alto grado de autonomía. Bajo los Qin, sin embargo, se estableció un estado centralizado, y todo el imperio tenía medidas uniformes y monedas comunes para facilitar el comercio. Además, el gobierno de Qin emprendió muchos proyectos de obras públicas, como la Gran Muralla China. Los Qin iniciaron lo que se considera el "primer imperio chino", que duró hasta el levantamiento Wu Hu.
Qin Shi Huangdi, el primer emperador Qin unificó los estándares de escritura, medidas de peso y de longitud de las ruedas, mientras abolía las monedas antiguas, que variaban entre Estados. También emitió un código uniforme de leyes en todo el imperio, lo que facilitó el comercio. Los muros defensivos entre estados fueron demolidos debido a su influencia disruptiva sobre el comercio. El Imperio Qin no regresó al viejo sistema feudal, sino que estableció un sistema de 36 mandatarios, cada uno gobernando una serie de condados. Otras políticas de Qin incluyen fuertes impuestos a las manufacturas de la sal y el hierro, y la migración forzada de muchos chinos hacia nuevos territorios en el sur y el oeste.

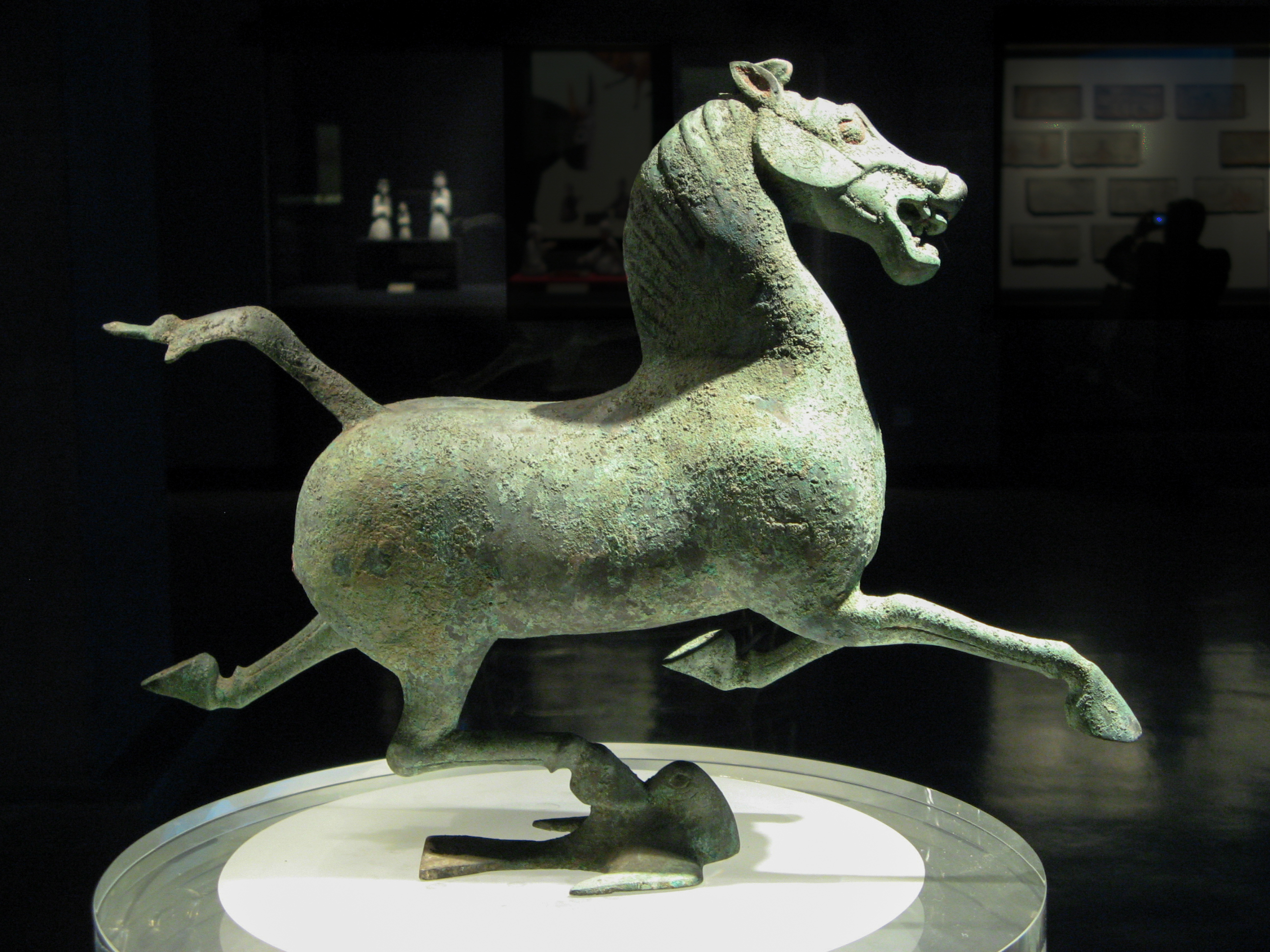
Época Han. Caballo volador de bronce, 34,5 cm. Gansu Museum

El gobierno de Qin emprendió muchos proyectos de obras públicas, a menudo los trabajadores fueron reclutados por el estado para pagar una deuda tributaria. El más famoso de estos proyectos es la Gran Muralla china, construida para defender al estado de las incursiones de los Xiongnu. Otros proyectos de Qin incluyen el Canal Lingqu, que unía filiales de los ríos Yangtze y Perla y posibilitó las conquistas del sur de Qin, así como un extenso sistema de carreteras estimado en 6.840 km.
Sin embargo, las leyes legalistas de Qin y la pesada carga de sus impuestos y obligaciones no fueron aceptadas fácilmente por el resto del imperio. A diferencia de los otros Estados, Qin promulgó específicamente leyes para exiliar a los comerciantes y expropiar su riqueza, así como imponer monopolios sobre la sal, el hierro, los bosques y otros recursos naturales. Los eruditos notan que la lista de mercaderes prominentes durante los Estados Combatientes compilados en la Sima Qian's Shiji (Gran Historia) durante la dinastía Han no incluye un solo comerciante de Qin. Por todo esto se produjeron rebeliones poco después de la muerte del primer emperador de Qin, y en 206 a. C., los Qin colapsaron.

### Dinastía Han (206 a.C. - 220 d.C.)

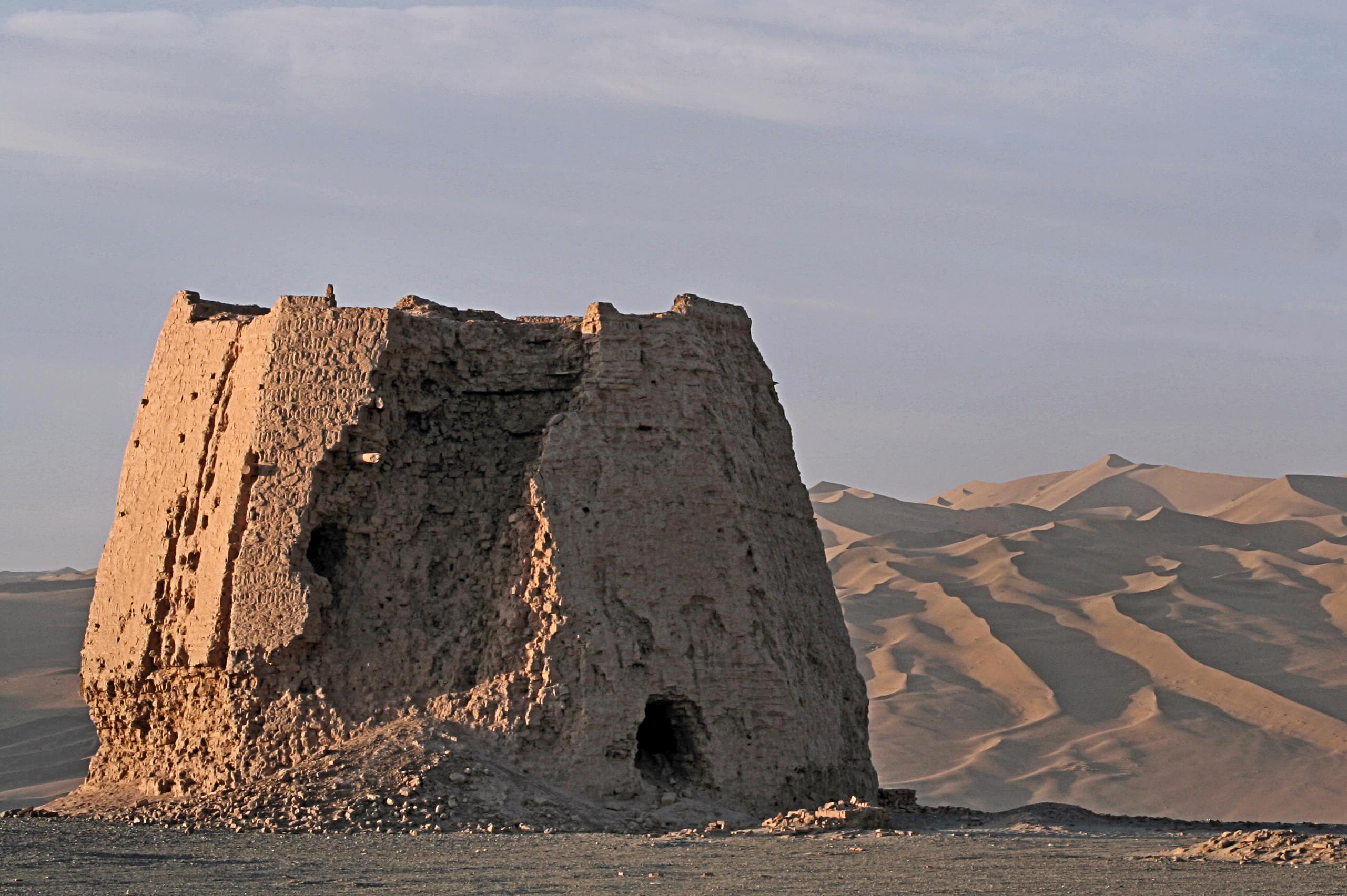
Torre de vigilancia de la época Han en la Ruta de la Seda, Dunhuang, Gansu

Artículo principal: Economía de la dinastía Han

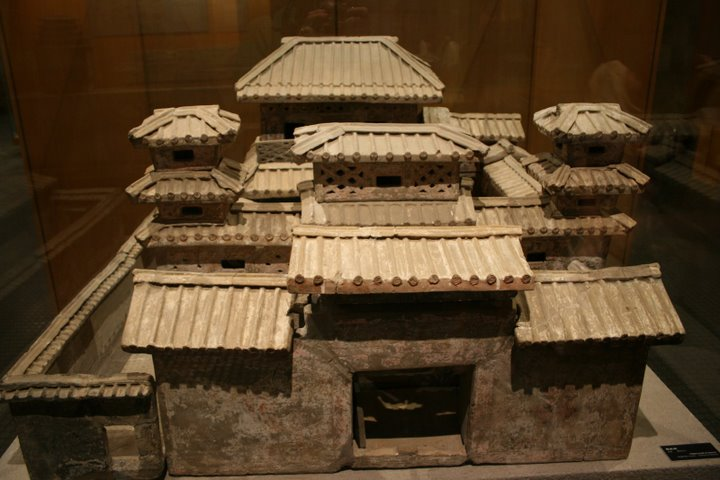
Modelo de palacio de cerámica de la era Han

La dinastía Han es recordada como la primera de las Edades Doradas de China. Al salir de la devastación de la contienda Chu-Han, la dinastía Han recuperó rápidamente a China para convertirla en una de las naciones más poderosas y populosas de la Tierra. Los Han alcanzaron su tamaño máximo bajo el emperador Wu, quien sometió al Xiongnu y tomó el control del Corredor del Hexi, abriendo la Ruta de la Seda. La economía prosperó durante la dinastía Han, que tenía una población registrada de 58 millones de habitantes. Surgieron empresas a gran escala, algunas de las cuales fueron nacionalizadas más tarde temporalmente durante la dinastía Han Occidental. Las innovaciones tecnológicas, como la carretilla, el papel y un sismógrafo, se inventaron durante este período.

#### Dinastía Han del Oeste

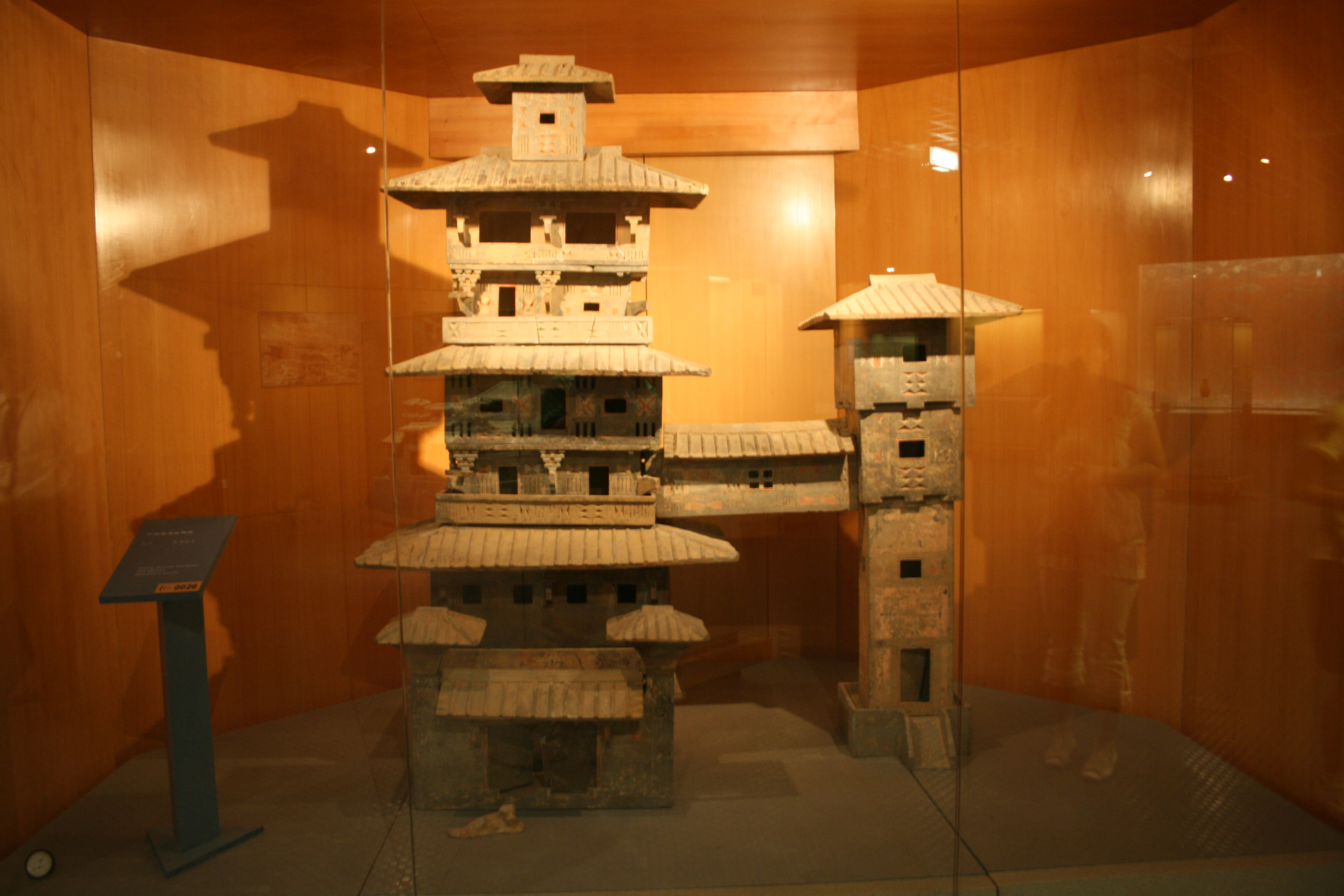
Modelo de cerámica de una torre del palacio imperial de Chang'an

Los reinados de los emperadores Wen y Jing fueron un período de paz y prosperidad. Durante sus reinados, el control estatal de la economía fue mínimo, siguiendo el principio taoísta de Wu wei (無為), que significa "acción sin acción". Como parte de su política de laissez-faire, los impuestos agrícolas se redujeron del 1/15 de la producción agrícola al 1/30 y durante un breve período, se abolieron por completo. Además, el trabajo de corvea requerido de los campesinos se redujo de 1 mes cada año a un mes cada tres años. La acuñación de monedas fue privatizada.

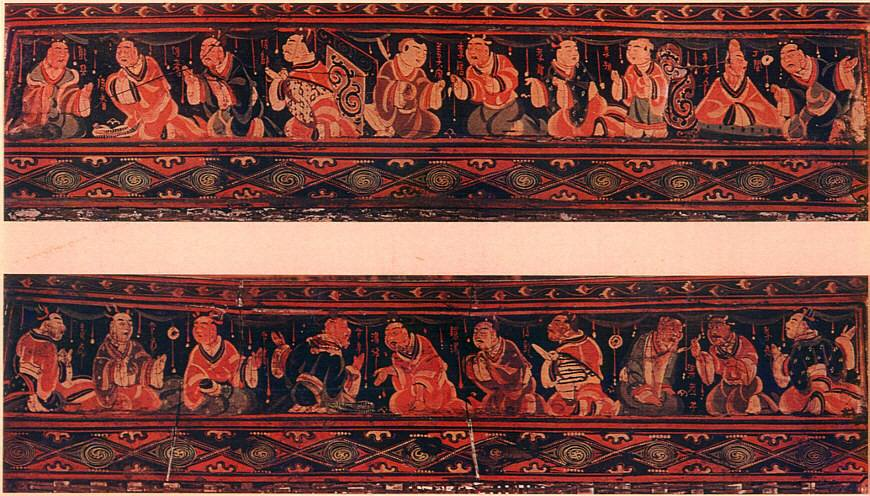
Pinturas de laca de la época Han

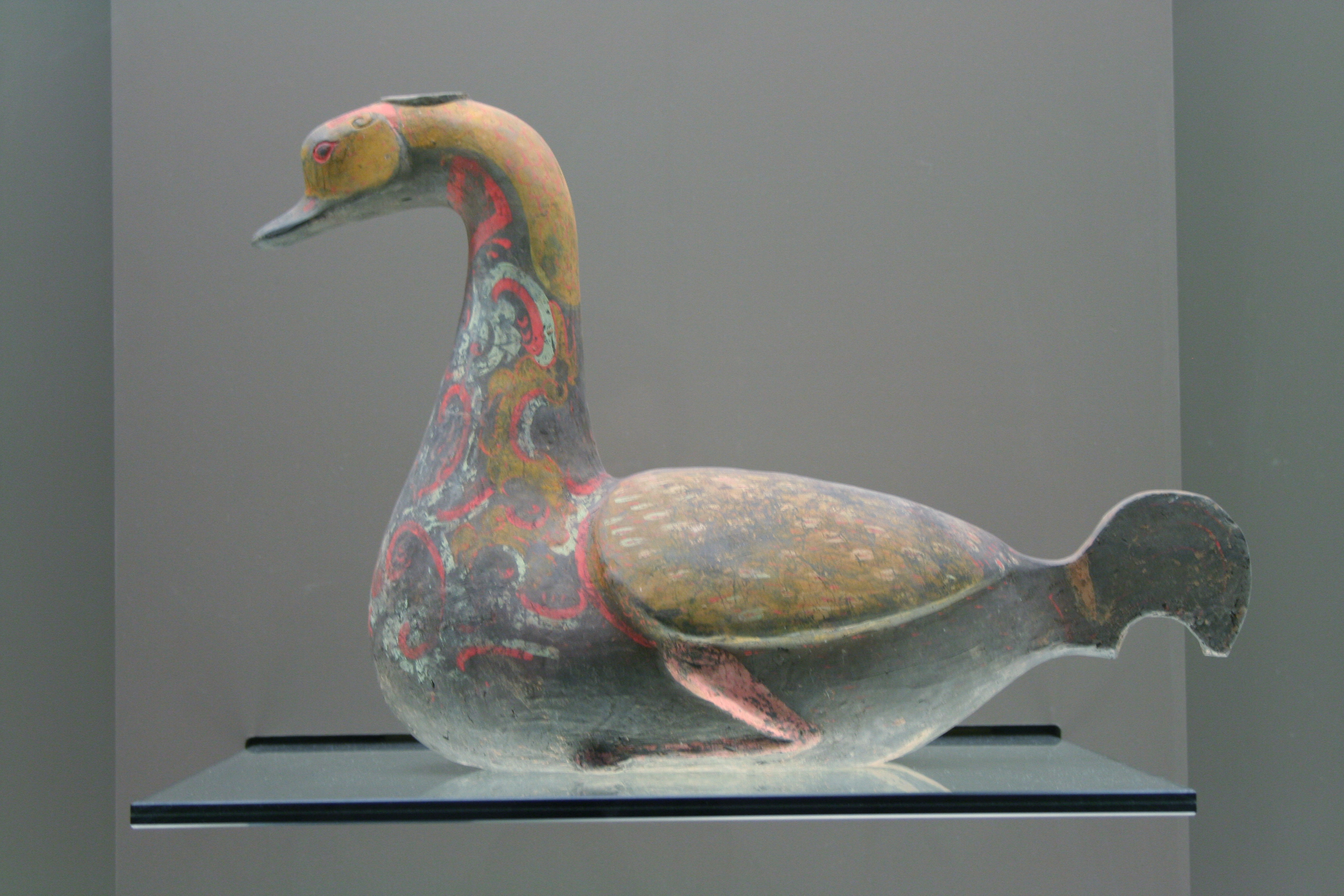
Pato de cerámica Han del Oeste. Cernuschi Museum

Tanto el sector privado como el público florecieron durante este período. Bajo el emperador Jing,
   " ... las cuerdas que solían colgar las bolsas de monedas se estaban rompiendo debido al peso, y las bolsas de grano que habían estado almacenadas durante varios años se estaban pudriendo porque habían sido descuidadas y no se habían comido." 
Los castigos criminales severos, como cortarle la nariz a un ofensor, fueron abolidos. 

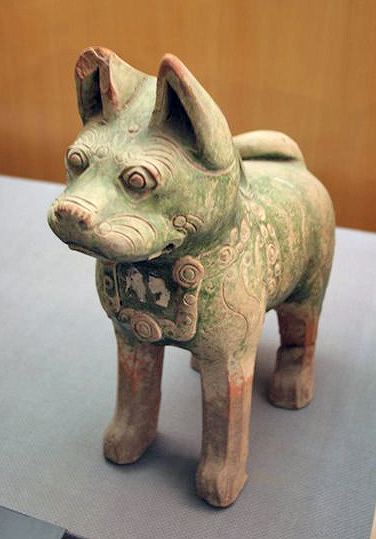
Perro de cerámica de la época Han del Este

El sistema tributario Han se basó en dos impuestos; un impuesto a la propiedad de la tierra y un impuesto de capitación igual para todos. La carga impositiva promedio del individuo consistía en una trigésima parte de la producción en tierra y un impuesto de 20 monedas pagado por cada persona entre 7 y 14 años, con otro impuesto de capitación para los mayores de 14. A fines de la dinastía Han, la tasa de impuestos para la agricultura se redujo a una centésima, y los ingresos perdidos se compensaron con el aumento de los impuestos de capitación. A los comerciantes se les cobraba el doble de la tarifa del individuo. Otro componente importante del sistema impositivo fue el trabajo de Corvea. Todo hombre sano, definido como un hombre en buen estado de salud por encima de 20 años, tenía derecho a dos años de servicio militar o un mes de servicio militar y un año de trabajo forzado (más tarde los que estaban por encima de 56 años estaban exentos de cualquier servicio militar o corvea).
El emperador Wu, por otro lado, desató un debate cuando intervino en la economía para pagar sus guerras. Sus intervenciones fueron acaloradamente debatidas entre los reformistas, que estaban compuestos principalmente por letrados confucianos que favorecían las políticas de laissez-faire, y los modernistas, un grupo de funcionarios gubernamentales que apoyaban los monopolios estatales sobre la sal y el hierro y las políticas impositivas altas que el emperador Wu había promovido. Estos debates se registraron en el libro Discursos sobre la sal y el hierro, un documento importante que muestra el antiguo pensamiento económico chino. Aunque las políticas modernistas se siguieron a través de la mayor parte de los Han occidentales después del emperador Wu, los reformistas derogaron estas políticas en Han del Este, excepto por el monopolio gubernamental de acuñar monedas.

#### Industria Han

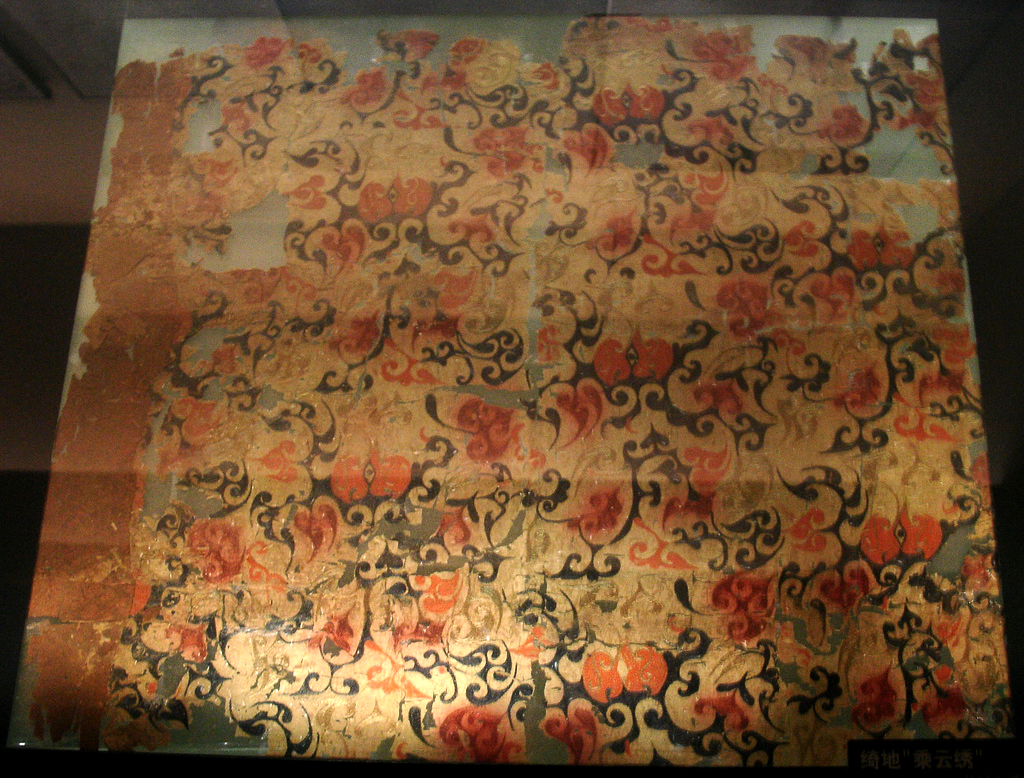
Tejido de seda de la época Han

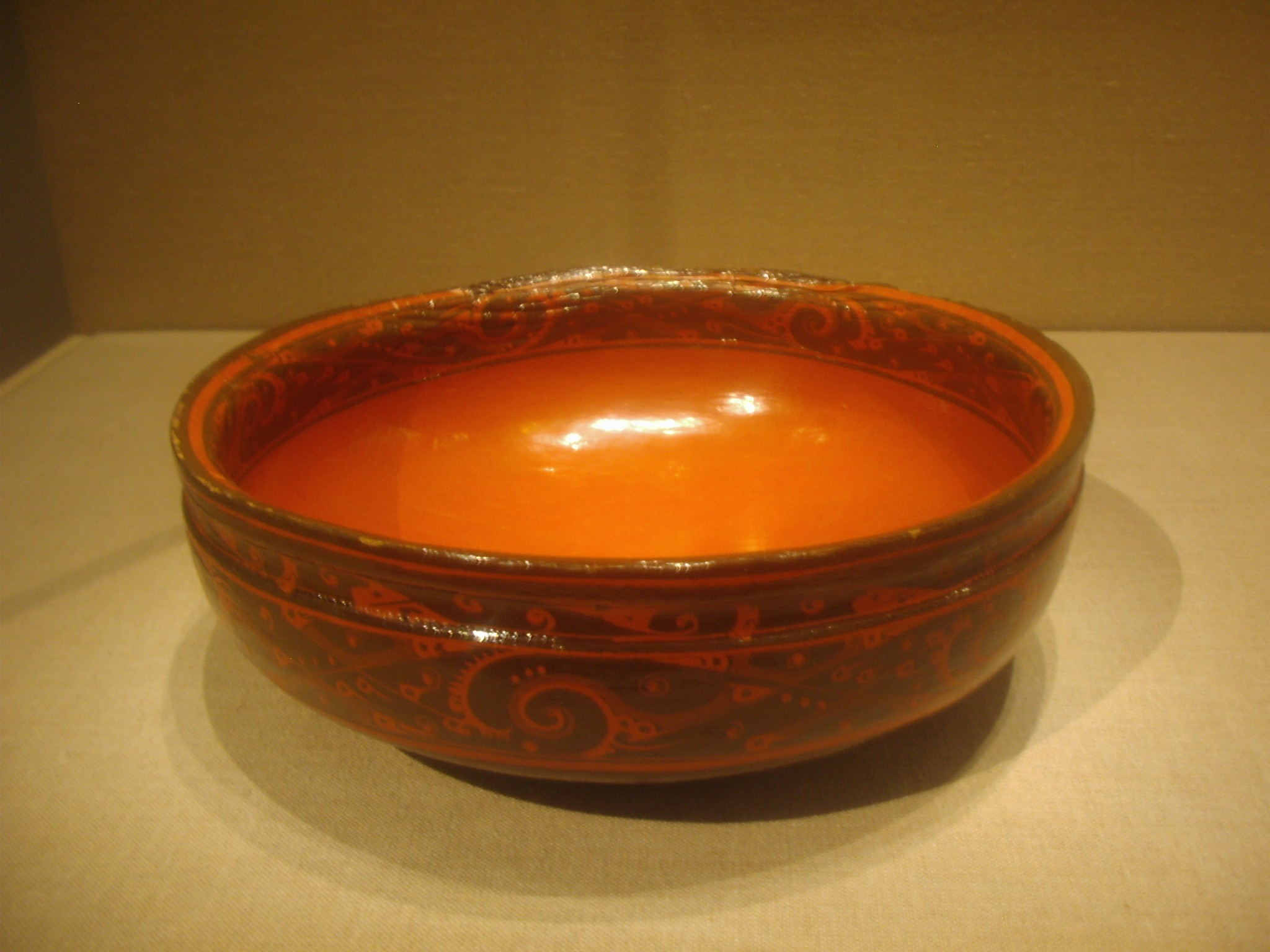
Bol lacado. Dinastía Han Occidental

A principios de la dinastía Han Occidental, los hombres más ricos del imperio eran mercaderes que producían y distribuían sal y hierro y obtenían riquezas que rivalizaban con los ingresos fiscales anuales recaudados por la corte imperial. Estos comerciantes invirtieron en tierras, convirtiéndose en grandes terratenientes y empleando a un gran número de campesinos. Un industrial de la sal o el hierro podría emplear a más de mil campesinos para extraer salmuera líquida, sal marina, sal de roca o mineral de hierro. Se desarrollaron técnicas avanzadas de perforación que permitieron perforar hasta 4800 pies, lo que permitió a los chinos extraer sal e incluso gas natural para usar en combustible e iluminación.
El emperador Wu de Han (141-87 aC) consideraba que tales industrias privadas a gran escala eran una amenaza para el Estado, ya que alejaban las lealtades de los campesinos de la agricultura y hacia los industriales. La nacionalización de los intercambios de sal y hierro eliminó esta amenaza y produjo grandes ganancias para el estado. Esta política estaba en línea con los objetivos expansionistas del Emperador Wu de desafiar a la Confederación Xiongnu nómada mientras colonizaba el Corredor Hexi y lo que ahora es Xinjiang de Asia Central, Vietnam del Norte, Yunnan y Corea del Norte. El historiador Donald Wagner estima que la producción del monopolio de hierro Han fue aproximadamente de 5.000 toneladas (suponiendo 100 toneladas por forja de hierro), aunque la cifra real fue mucho mayor debido a la producción privada ilegal y el crecimiento después de la privatización bajo el Han final.
Aunque muchos industriales se vieron en bancarrota por esta acción, el gobierno seleccionó a antiguos comerciantes como Sang Hongyang (aproximadamente en el 80 aC) para administrar los monopolios nacionales.  Aunque una facción política en la corte logró que los monopolios del gobierno central fueran abolidos del 44 al 41 antes de Cristo, los monopolios se reanudaron hasta el final del régimen de Wang Mang (r. 9-23 dC). Después de su derrocamiento, el gobierno central cedió el control de estas industrias a empresarios privados.
El licor, otro producto rentable, también fue nacionalizado por el gobierno durante un breve período entre 98 y 81 a. C. Después de su regreso a la propiedad privada, el gobierno impuso fuertes impuestos a los comerciantes de alcohol.

Lámpara de bronce Han

Además de los monopolios efímeros del Estado, el gobierno operó un sector separado de industrias artesanales destinado a satisfacer las necesidades de la corte y el ejército, una práctica que se continuó a lo largo de la historia china, aunque la importancia de este sector disminuyó después la dinastía Tang.
Las industrias ligeras como los textiles y la cerámica también se desarrollaron sustancialmente durante este período. En particular, la cerámica hecha a mano se hizo en grandes cantidades; su precio bajó sustancialmente, lo que le permitió reemplazar los calderos de bronce que se habían utilizado durante Zhou. La porcelana también surgió durante este período.

#### Agricultura Han
El uso generalizado de herramientas de hierro que había comenzado durante el período de los Estados Combatientes permitió que la agricultura china aumentara su eficiencia. Estos incluyen el arado de "dos dientes" y una hoz temprana. El uso de arados arrastrados por el ganado mejoró con la introducción del arado de tres cabezas de ganado, que requería dos operarios y el arado de dos reses que requía uno. Otro invento importante fue la invención del arnés de cuello del caballo, en contraste con el arnés de garganta anterior. Esta innovación, junto con la carretilla, integró la economía china al reducir drásticamente los costos de transporte y permitir el comercio a larga distancia.
La sembradora también se desarrolló durante este período, lo que permitía a los agricultores perforar semillas en hileras precisas, en lugar de arrojarlas al azar. Durante el reinado del emperador Wu de Han, el 'Dai Tian Fa', se introdujo una forma temprana de rotación de cultivos. Los agricultores dividieron su tierra en dos porciones, una de las cuales se plantaría y la otra se dejaría en barbecho.

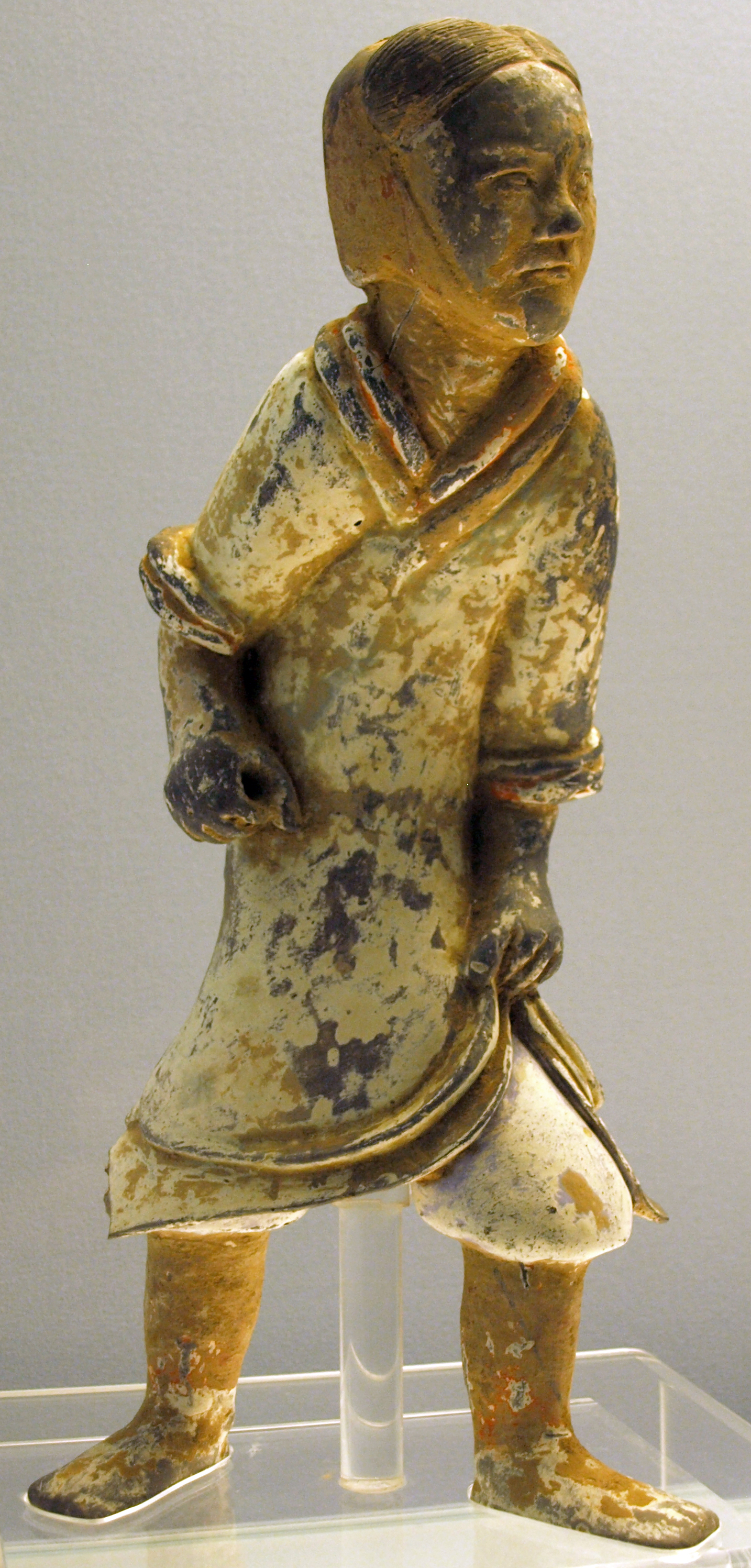
Soldado de cerámica. Han Este

#### Comercio y moneda Han
Artículo principal: Relaciones sino-romanas

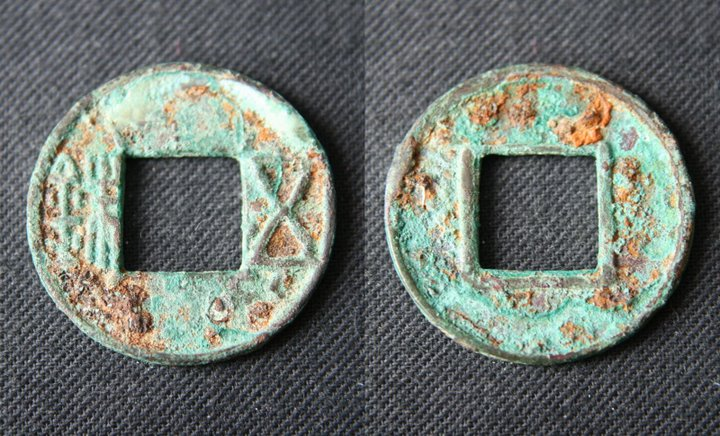
Wushu Han 140-87 dC, 25 5mm

Las fuentes de ingresos utilizadas para financiar las campañas militares del emperador Wu y los esfuerzos de colonización incluyeron la incautación de tierras de nobles, la venta de oficinas y títulos, el aumento de los impuestos comerciales y la emisión de monedas de acuñación por parte del gobierno. El gobierno central había intentado previamente -y fracasado- monopolizar la acuñación de monedas, tomando el poder de las cecas a nivel de comandancia y del reino. En 119 aC, el gobierno central introdujo la moneda wushu (五 銖) que pesó 3.2 g (0.11 onzas), y en 113 a. C. se convirtió en la única moneda legalmente aceptada en el imperio, ya que el gobierno prohibió las casas de moneda privadas. El régimen de Wang Mang introdujo una variedad de monedas nuevas y livianas, incluido el dinero de cuchillo arcaico, que devaluó las monedas. La moneda de wushu fue reinstaurada en el año 40 d. C. por el fundador de Han del Este, el emperador Guangwu, y se mantuvo como la moneda estándar de China hasta la dinastía Tang.
El comercio con las naciones extranjeras a gran escala comenzó durante el reinado del emperador Wu, cuando envió al explorador Zhang Yi a contactar a las naciones al oeste de China en busca de aliados para luchar contra los Xiongnu. Sin embargo, después de la derrota de los Xiongnu, los ejércitos chinos se establecieron en Asia Central y las Regiones Occidentales, comenzando la famosa Ruta de la Seda, que se convirtió en una importante avenida del comercio internacional.

#### Dinastía Xin
En 8 dE, el canciller Wang Mang usurpó el trono de los emperadores Han y estableció su propia dinastía, los Xin. Wang Mang quería restaurar a los Han a lo que él creía que era la condición "idílica" de los primeros Zhou. Prohibió el comercio de tierras y esclavos e instituyó numerosos monopolios estatales. Estas políticas ultramodernas resultaron altamente impopulares entre la población, que lo derrocó y ejecutó en el 25 d. C. y restauró a la dinastía Han.

#### Dinastía Han del Este

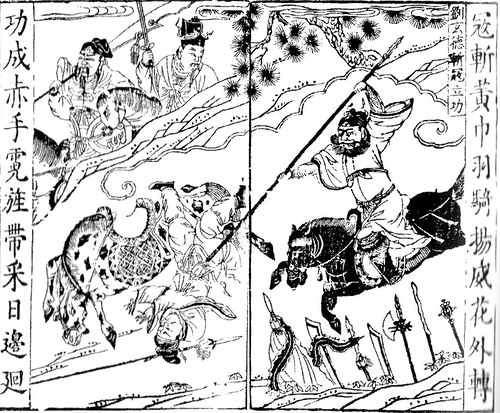
Rebelión de los turbantes amarillos

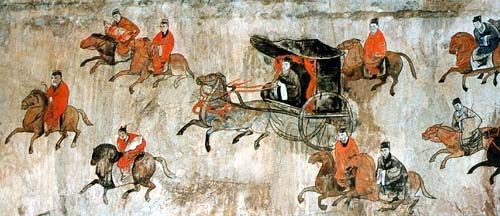
Mural de la tumba Dahuting, dinastía Han del Este

Bajo la dinastía Han del Este, que siguió al derrocamiento de Wang Mang, se restablecieron las políticas de laissez-faire anteriores, y el gobierno abolió el servicio militar obligatorio y se retiró de la administración de la economía. Un nuevo período de prosperidad y pensamiento intelectual, llamado la Regla de Ming y Zhang, comenzó. Este período vio el nacimiento del gran científico, Zhang Heng, y la invención del papel. Sin embargo, a fines del siglo II, la sociedad Han comenzó a desintegrarse. En 184, un predicador campesino comenzó una rebelión llamada Rebelión de los Turbantes Amarillos, que puso fin a la dinastía Han en todo menos en el nombre.

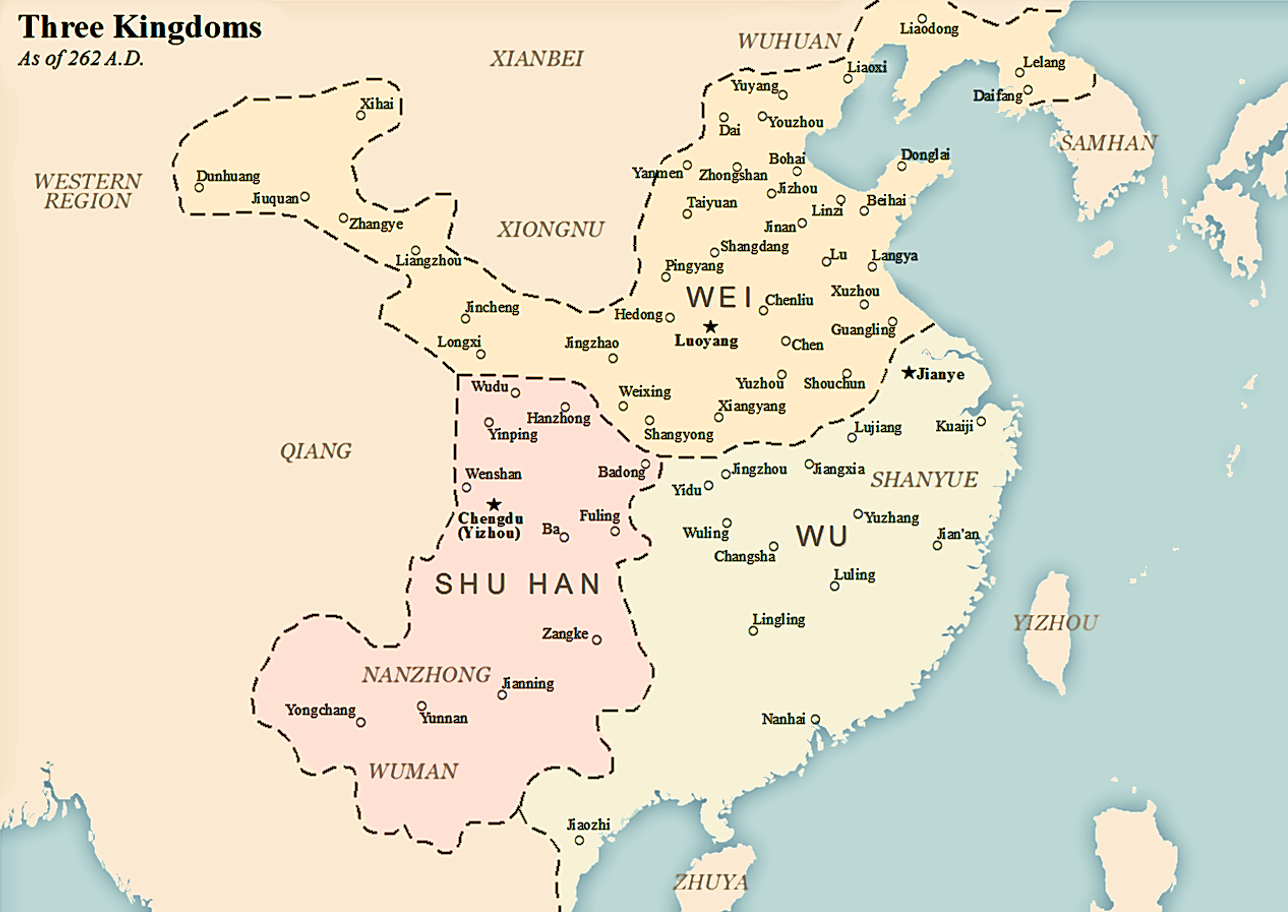
China en el periodo de los Tres Reinos

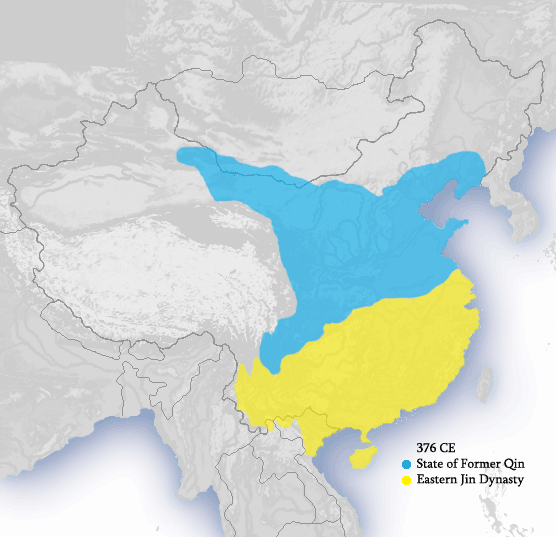
Estados de Fú Jian y Jin en el 376

### Wei y Jin (220-304)

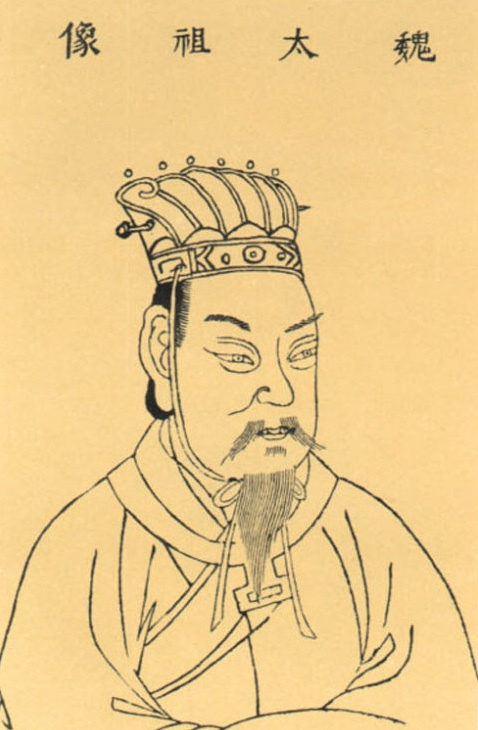
Cao Cao

También conocido como el período de los Tres Reinos, las eras Wei y Jin, que siguieron al colapso de la dinastía Han, vieron una guerra a gran escala que envolvió a China por primera vez en más de 150 años. El número de muertos y el daño económico posterior fueron significativos. Los poderosos terratenientes aristocráticos ofrecieron refugio a los campesinos desplazados, utilizando su mayor autoridad para reclamar privilegios abolidos durante los Qin y Han. Estos refugiados ya no estaban sujetos a impuestos por parte del Estado. Durante la era Jin, la población imponible fue de 20 millones 

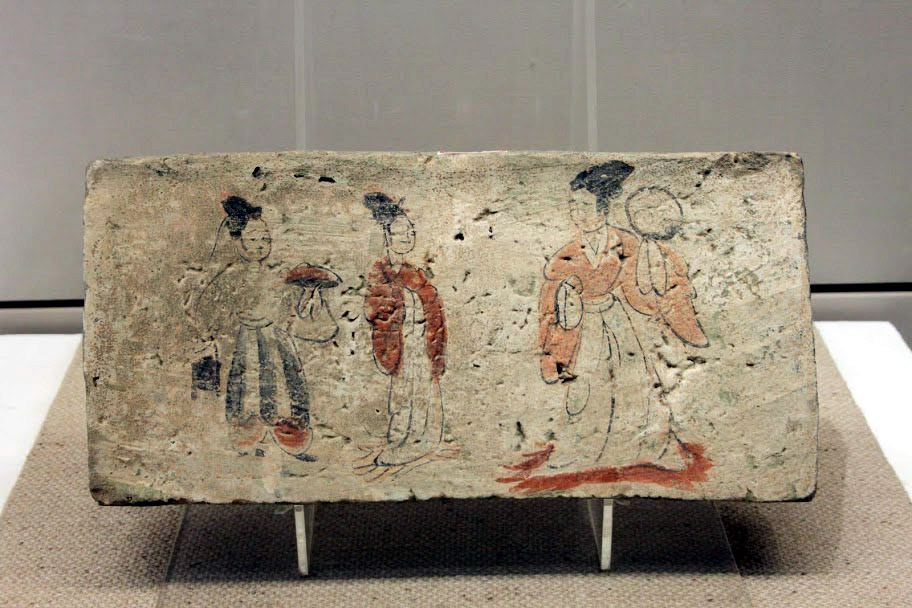
Loseta pintada del periodo de los Tres Reinos

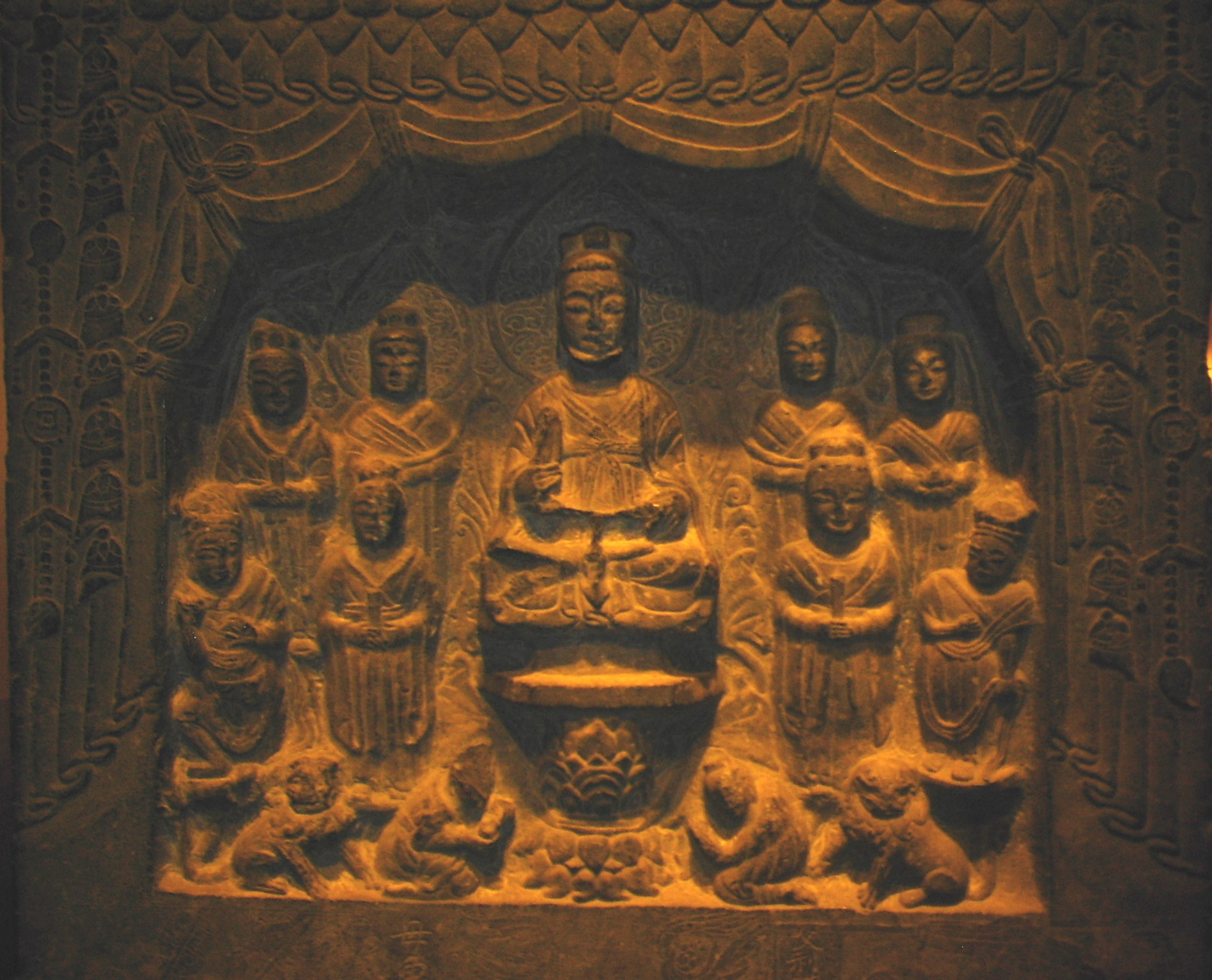
Estela taoísta de Zhou del norte

mientras que durante la Han había sido de 57 millones. La mayor parte del norte de China fue unificada por Cao Cao, quien fundó la dinastía Wei (220-265), y Jin reunificó el resto de China en el 280. El estado centralizado se debilitó después de perder los ingresos fiscales de aquellos campesinos que estaban bajo la protección de grandes terratenientes. Sin embargo, la economía se recuperó levemente bajo las políticas de Cao Cao, que nacionalizó las tierras abandonadas y ordenó a los campesinos trabajar en ellas, y restituyó el odiado monopolio de hierro, que continuaría bajo Jin y las Dinastías del sur. Más tarde, la Guerra de los Ocho Príncipes, que, junto con la política de Jin de trasladar a los bárbaros Wu Hu a China para aliviar la escasez de mano de obra, causó la caída de China.

### Wu Hu (304-420)
En el año 304, hubo un levantamiento masivo de clanes bárbaros que estaban bajo control chino. Después de varios años de guerra civil entre varios príncipes de la dinastía Jin, los mongoles Xiongnu, dirigidos por Liu Yuan, se sublevaron y declararon su independencia de China. Varios otros grupos de etnia no china pero bajo control chino también se sublevaron, incluidos los Jie, Qiang, Di y Xianbei. Estos grupos se conocieron colectivamente como Wu Hu, y cometieron genocidios contra los chinos Han en el valle del río Amarillo. El colapso del Imperio Jin siguió a estas revueltas. La invasión de los Wu Hu provocó la despoblación a gran escala y desaparición de la economía de mercado que se desarrolló durante los Qin, Han, Wei y Jin, lo que permitió que la economía señorial feudal volviera a ser prominente. Las grandes fincas señoriales eran autosuficientes y estaban aisladas del mercado en general. Estas fincas eran economías autónomas que practicaban la agricultura, el pastoreo, la silvicultura, la pesca y la producción de artículos de artesanía. El intercambio ya no se realizaba a través del dinero, sino del trueque. Después del renacimiento económico que ocurrió después de la unificación de Sui, la economía señorial volvió a declinar.

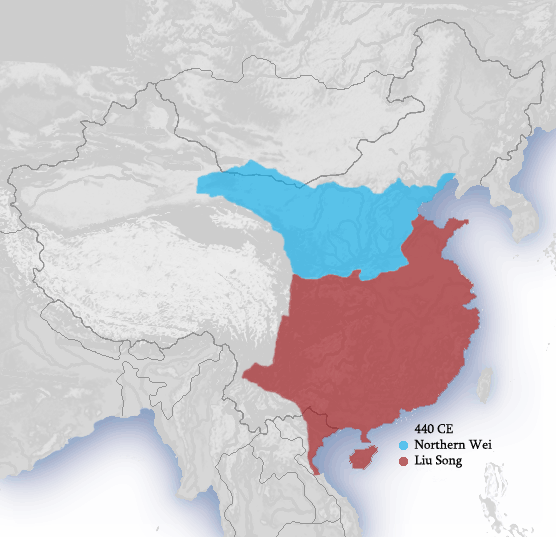
Dinastías Meridionales y Septentrionales en el año 440

Una breve recuperación económica se produjo en el norte bajo Fú Jiān, de la tribu Di, antigua Qin, quien reunificó el norte de China. Fu Jian reparó proyectos de irrigación construidos bajo Han y Jin, y estableció albergues y estaciones para comerciantes cada 20 kilómetros. Bajo el gobierno de Fu Jian, el comercio y la agricultura se revivieron significativamente, y muchas naciones enviaron de nuevo tributo a la corte de Fu Jian. Esta recuperación terminó cuando Fu Jian fue derrotado en el año 383, en la decisiva batalla de Fei por las fuerzas de Jin, causando que su imperio colapsase en una serie de estados pequeños. Esta batalla es considerada una de las más importantes en la historia de China porque preserva la civilización china del peligro de la destrucción.

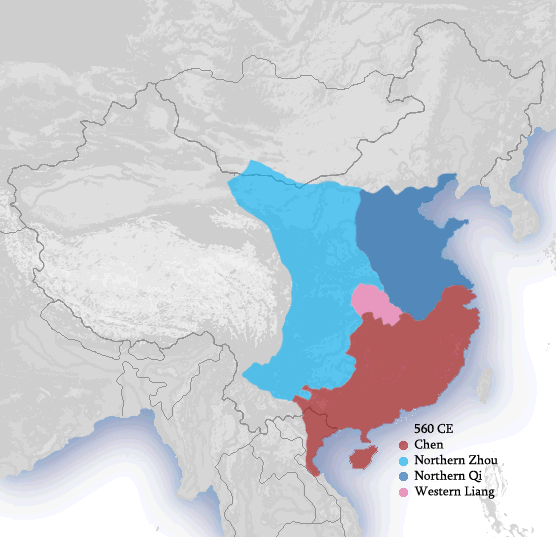
Dinastías Meridionales y septentrionales en el año 560

Mientras tanto, la dinastía Jin legítima había huido hacia el sur, entonces una periferia subdesarrollada del Imperio chino. Los gobernantes de Jin intentaron desarrollar esta región como un centro de gobierno y una base para la reconquista de su patria. Los gobernantes de Jin concedieron grandes extensiones de tierra en el sur a inmigrantes chinos y terratenientes que huían del gobierno bárbaro, quienes preservaron el sistema de gobierno que estaba en su lugar antes del levantamiento. La migración de las personas del norte estimuló la economía del sur, lo que le permitió competir con la economía del norte. Las técnicas agrícolas mejoradas introducidas en el sur aumentaron la producción y la economía de mercado sobrevivió a medida que los gobernantes de Jin aplicaban las leyes. La mejora de la economía del sur se puede ver más adelante cuando financió las expediciones de Liu Yu para recuperar Sichuan y la mayor parte del territorio chino de los estados bárbaros del norte.

### Dinastías Meridionales y Septentrionales (420-581)
Las dinastías Meridionales y Septentrionales, a pesar de la guerra constante, se recuperaron en gran parte del levantamiento de los bárbaros Wu Hu. La primera parte de la era vio a la mayor parte de China reunificada por la dinastía local de Liu Song, cuya frontera norte se extendía hasta el Río Amarillo. El fundador de la dinastía Liu Song, Liu Yu, recuperó gran parte del territorio de China, conquistando la mayoría de los estados que el Wu Hu había establecido en el siglo IV, excluyendo el estado de Xianbei del norte de Wei. Bajo su hijo, China fue testigo de un breve período de prosperidad durante la era Yuanjia. Sin embargo, una posterior invasión de Xianbei confinó una vez más a las dinastías chinas a los territorios al sur del río Huai. A partir de entonces, China se dividió en las dinastías del norte y del sur, que se desarrollaron por separado; el norte prospera bajo un nuevo sistema de campos iguales, mientras que la economía del sur continúa desarrollándose a la manera de Wei y Jin. En el 589, la dinastía Sui restauró el dominio nativo en el norte de China y reunificó el país.

#### Dinastías Meridionales
La era Yuanjia, inaugurada por Liu Yu y su hijo, Wen Ti, fue un período de gobierno próspero y crecimiento económico, a pesar de la guerra en curso. El emperador Wen Ti era conocido por su administración frugal y su preocupación por el bienestar de la gente. Aunque carecía del poder marcial de su padre, era un excelente gerente económico. Redujo impuestos y gravámenes a los campesinos y los alentó a establecerse en áreas que habían sido reconquistadas por su padre. Redujo el poder de los terratenientes ricos y aumentó la población imponible. También promulgó un sistema de revisión del desempeño de los funcionarios públicos. Como resultado de sus políticas, esa parte de China experimentó una era de prosperidad y recuperación económica. 
Durante la era Yuanjia, los chinos desarrollaron el proceso de fusión conjunta para la fabricación de acero, que implicaba fundir hierro fundido y hierro forjado para crear acero, aumentando la calidad y el volumen de producción de hierro chino.
Hacia el final del reinado de Wen Ti, el estado de Xianbei del norte de Wei comenzó a fortalecerse, y derrotó decisivamente un intento de Wen Ti de destruirlo. Después de esta victoria, Wei lanzó repetidas incursiones en las provincias del norte, finalmente capturándolas en el año 468.

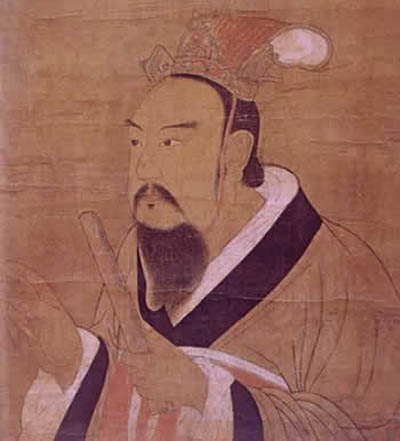
Emperador Wu de Liang

La prosperidad económica del sur de China continuó después de la caída de Liu Song y fue mayor durante la sucesiva dinastía Liang, que brevemente reconquistó el norte con 7.000 soldados bajo el mando del general Chen Qingzhi. El emperador de Liang, Wu Ti, otorgó una subvención de 400 millones de monedas a los monasterios budistas, lo que indica la cantidad de riqueza presente en el sur. Se registró que durante su reinado, la ciudad de Nankín tenía una población de hasta 1,4 millones de habitantes, superior a la de la era Han. La economía de las Dinastías del Sur finalmente disminuyó en prosperidad después del saqueo desastroso de Nankín por el general bárbaro Hou Jin.

#### Dinastías Septentrionales

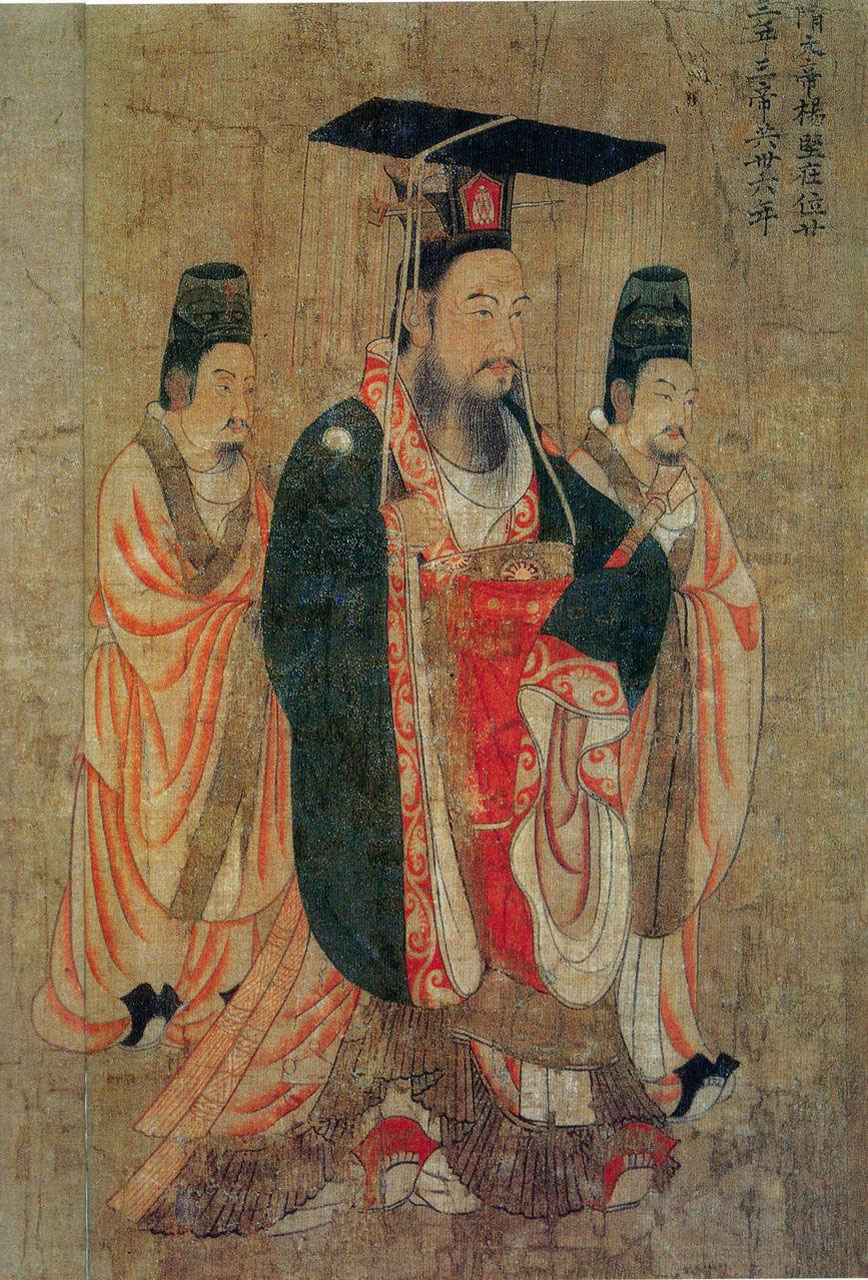
Yang Jian (Sui Wendi Ti)

Después de la conquista por Xianbei del norte de China, experimentó una recuperación económica bajo los Wei del Norte que fue incluso mayor que la era próspera de Yuanjia. Esto se produjo principalmente bajo el gobierno del emperador Xiaowen de Wei del Norte, quien introdujo varias reformas diseñadas para una mayor homogeneidad del territorio dominado por los Wei del Norte, que incluía prohibir el idioma y las costumbres de Xianbei y promover la ley, el idioma y los apellidos chinos. Se introdujo un nuevo sistema agrícola; en el sistema de campos iguales por el cual el Estado alquilaba tierras a los campesinos de por vida, recuperándolas después de la muerte del inquilino. Los campesinos también recibieron parcelas privadas más pequeñas que podrían ser heredadas. El ganado y las herramientas agrícolas también se alquilaban o vendían a los campesinos.

División administrativa de China en 610 bajo los Sui

El Estado también introdujo el sistema Fubing, en el que los soldados cultivarían tierras y también recibirían entrenamiento militar. Este sistema militar fue utilizado hasta la dinastía Tang, y empoderó a los chinos han, que formaban la mayoría del ejército. Además, Xiaowen fortaleció el control del estado sobre las provincias mediante el nombramiento de funcionarios locales en lugar de depender de los propietarios locales y por el pago a los funcionarios con salarios regulares. La capital fue trasladada a Luoyang, en el centro de la llanura del norte de China, lo que revitalizó la ciudad y las provincias circundantes. Las reformas de Xiaowen tuvieron mucho éxito y condujeron a la prosperidad para el norte de China. Bajo el emperador Xiaowen, se estimaba que la población sujeta a impuestos era de 30 millones, lo que superó a la de los Jin.
Después del gobierno de Xiaowen, la economía del norte de Wei comenzó a deteriorarse, y las hambrunas y las sequías minaron el dominio Wei. Desde 523 en adelante, los nobles conservadores de Xianbei dominaron el norte e invirtieron muchas de las reformas de Xiaowen, estableciendo sus propios regímenes y luchando entre sí. No fue sino hasta 577 que el norte de China se volvió a reunir con el norte de Zhou, que pronto fue usurpado por el chino han, Yang Jian, que restableció el dominio nativo sobre el norte de China.

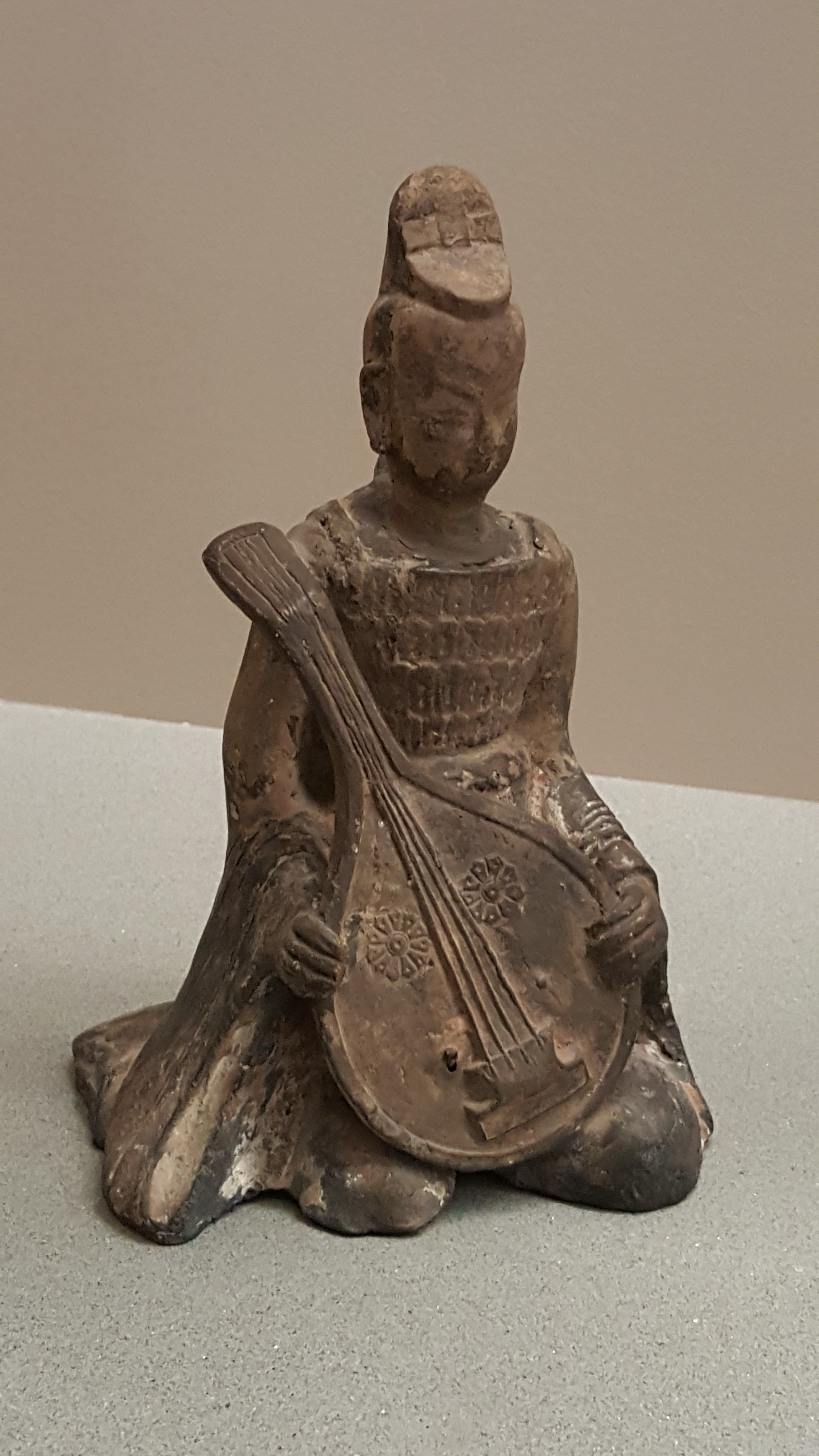
Sui. Tañedor de laúd

### Dinastía Sui (581-618)

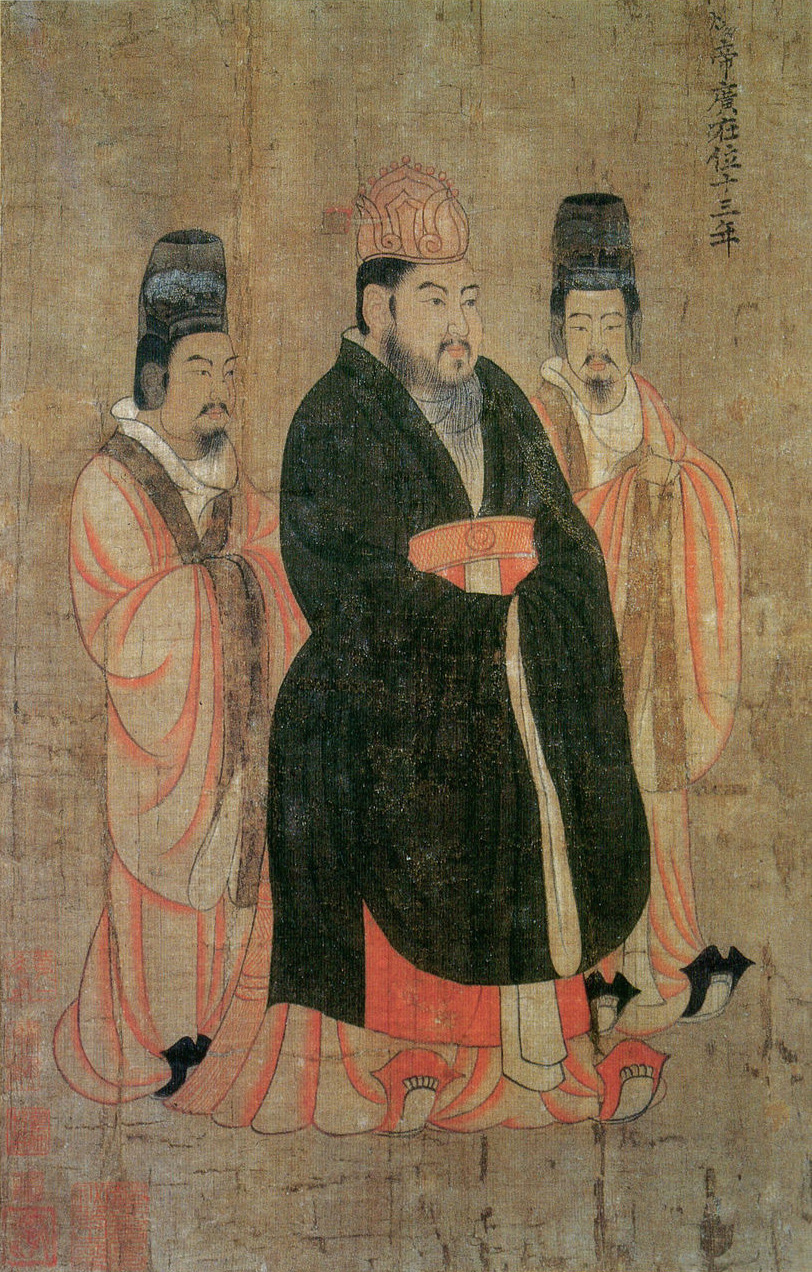
Sui Yang Ti (Yang Guang)

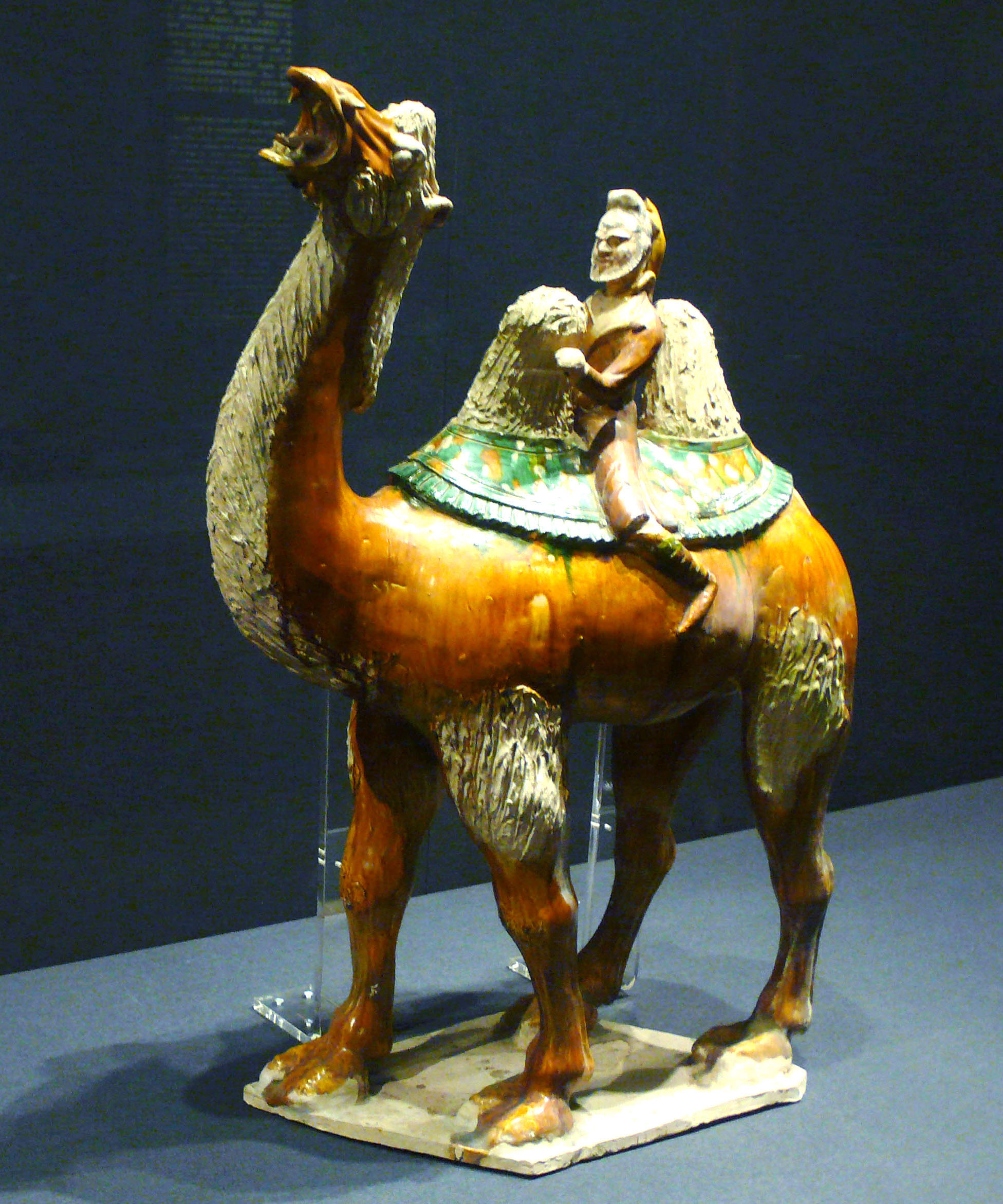
Un camello bactriano chino de la era Tang montado por un comerciante barbudo de Persia; los camellos fueron los animales de carga clave utilizados en el comercio de la Ruta de la Seda.

La dinastía Sui se estableció sobre el Zhou del Norte, cuyo trono fue usurpado por Yang Jian en 581. Yang Jian rápidamente promulgó una serie de políticas para restaurar la economía de China. Su reunificación de China marcó la creación de lo que algunos historiadores llaman el "Segundo Imperio chino", que abarca las dinastías Sui, T'ang y Song Septentrional. A pesar de su brevedad, la dinastía Sui reunificó a China, y sus leyes y administración formaron la base de las posteriores dinastías Tang, Song y Ming. Durante la dinastía Sui China tenía una población de alrededor de 45 millones de habitantes en su apogeo. 
Una de las primeras prioridades de Yang Jian (o Sui Wen Ti) fue la reunificación de China. Chen, que gobernaba el sur, era débil en comparación con Sui y su gobernante era incompetente y amante del placer. El sur de China también tenía una población más pequeña que el norte. Después de ocho años de preparación, los ejércitos Sui marcharon y derrotaron a Chen en el 589, reunificando a China e impulsando una recuperación en la economía china. La población registrada aumentó en un cincuenta por ciento de 30 a 46 millones en veinte años. Para alentar el crecimiento económico, el gobierno Sui emitió una nueva moneda para reemplazar a las emitidas por sus predecesores, Zhou del Norte y Chen. También alentaron a los comerciantes extranjeros a viajar a China e importar bienes, y construyeron numerosos albergues para alojarlos. Los Sui continuaron usando el sistema de campos iguales introducido por Wei del norte. Todos los hombres sanos recibieron 40 mou de tierras en propiedad absoluta y un arrendamiento de por vida de 80 mou de tierra, que se devolvía al Estado cuando el destinatario moría. Incluso las mujeres podían recibir un arrendamiento de por vida de 40 mou de tierras que se devolvían al Estado al morir. El gobierno Sui cobraba tres "Shi" de grano cada año. Los campesinos debían realizar 20 días de trabajo para el Estado por año, pero los mayores de 50 podían pagar una pequeña tarifa.

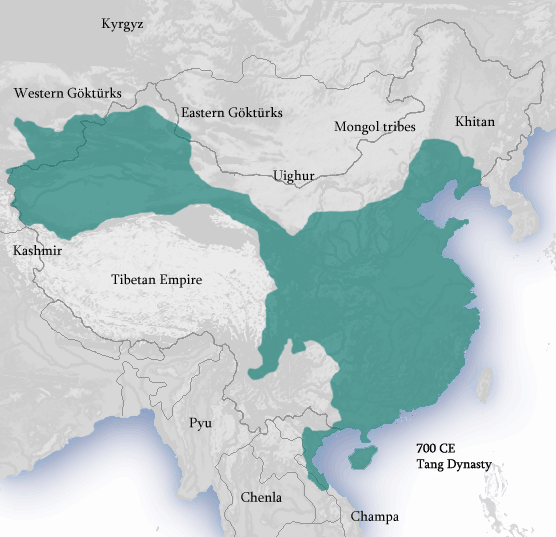
China bajo la Dinastía Tang, sobre el año 700

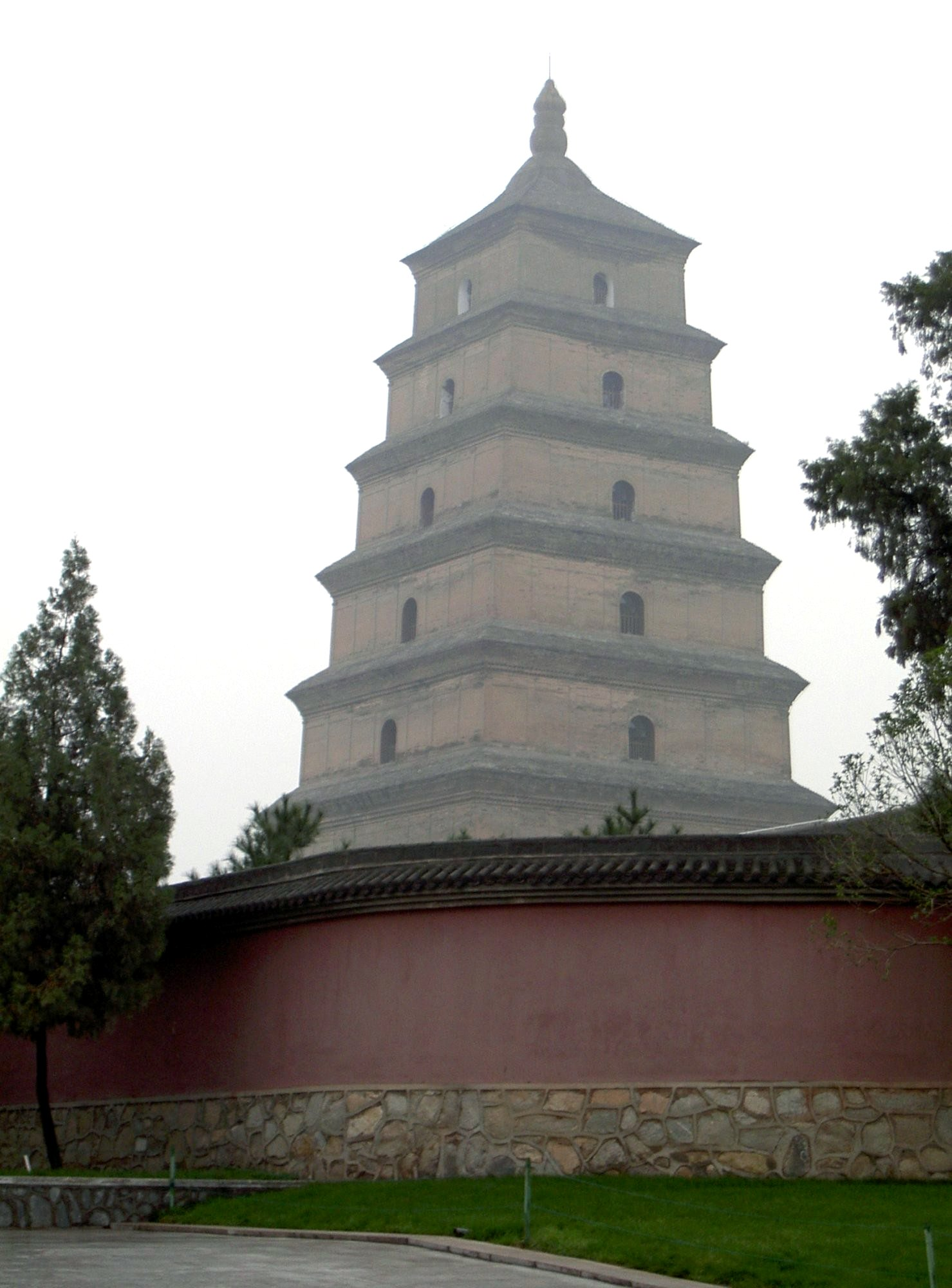
Pagoda del Pato Salvaje en la actual Xian, construida en el 652

En el año 604, Wen Ti fue asesinado por su hijo Yang Guang, que se convirtió en Yang Ti de Sui. Yang Ti era un gobernante ambicioso que de inmediato emprendió muchos proyectos, incluida la construcción del Gran Canal y la reconstrucción de la Gran Muralla. Miles de trabajadores forzados murieron durante la construcción de los proyectos, y finalmente las mujeres tuvieron que trabajar en ausencia de hombres. Sui Yang Ti también lanzó una serie de campañas infructuosas contra Goguryeo, en la actual Corea. Estas campañas afectaron negativamente a la imagen de la dinastía, mientras que sus políticas llevaron a la gente a la revuelta. Los levantamientos agrarios y las incursiones de los Gokturks se hicieron comunes. En el 618, Yang Ti fue asesinado y la dinastía Sui terminó.

### Dinastía Tang (618-907)

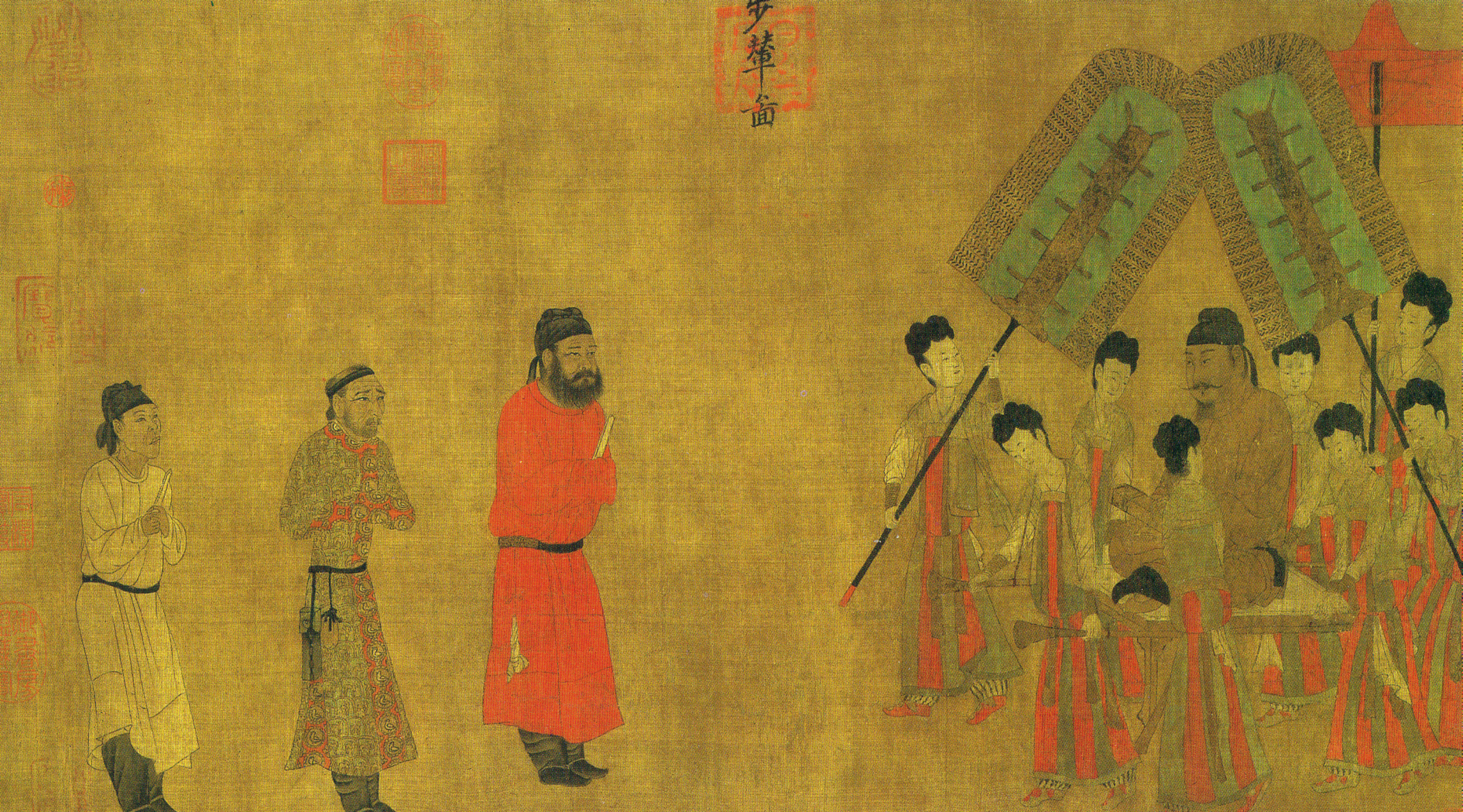
El emperador Taizong recibe en audiencia al embajador del Tíbet

La dinastía Tang fue otra edad de oro de la historia China, que comenzó a partir de las ruinas de Sui. En 630, los Tang habían conquistado el poderoso Gokturk Khagnate, evitando las amenazas a las fronteras de China durante más de un siglo. Una serie de gobernantes fuertes y eficientes, comenzando con el fundador e incluyendo a una mujer, expandió el Imperio Tang hasta el punto en que rivalizó con los posteriores Yuan, Ming y Qing. El Tang fue un período de rápido crecimiento económico y prosperidad. Los gobernantes Tang emitieron grandes cantidades de dinero para facilitar el comercio y distribuyeron tierras bajo el sistema de igualdad de campos. La población se recuperó y luego superó los niveles Han, alcanzando un volumen estimado de 80 millones de habitantes. Aunque el Estado se debilitó después de la desastrosa Rebelión An Shi, y se retiró de la gestión de la economía en el siglo noveno, esta retirada alentó el crecimiento económico y ayudó a la economía a desarrollarse y evolucionar hacia la economía mercantil de las dinastías Song y Ming.

#### Antes de la rebelión de An Shi
El emperador Taizong de Tang, el segundo gobernante de la dinastía, es considerado como uno de los más grandes gobernantes en la historia de China. Bajo su mandato, China progresó rápidamente de las ruinas de una guerra civil a una nación próspera y poderosa. Su reinado se llama la era de Zhenkuan. Taizong redujo las obligaciones de mano de obra para el Estado y bajó los impuestos; además, tuvo cuidado de evitar emprender proyectos que pudieran agotar el tesoro y agotar la fuerza de la población. Bajo su reinado, se introdujo un código legal llamado Código de Tang, moderando las leyes de Sui.

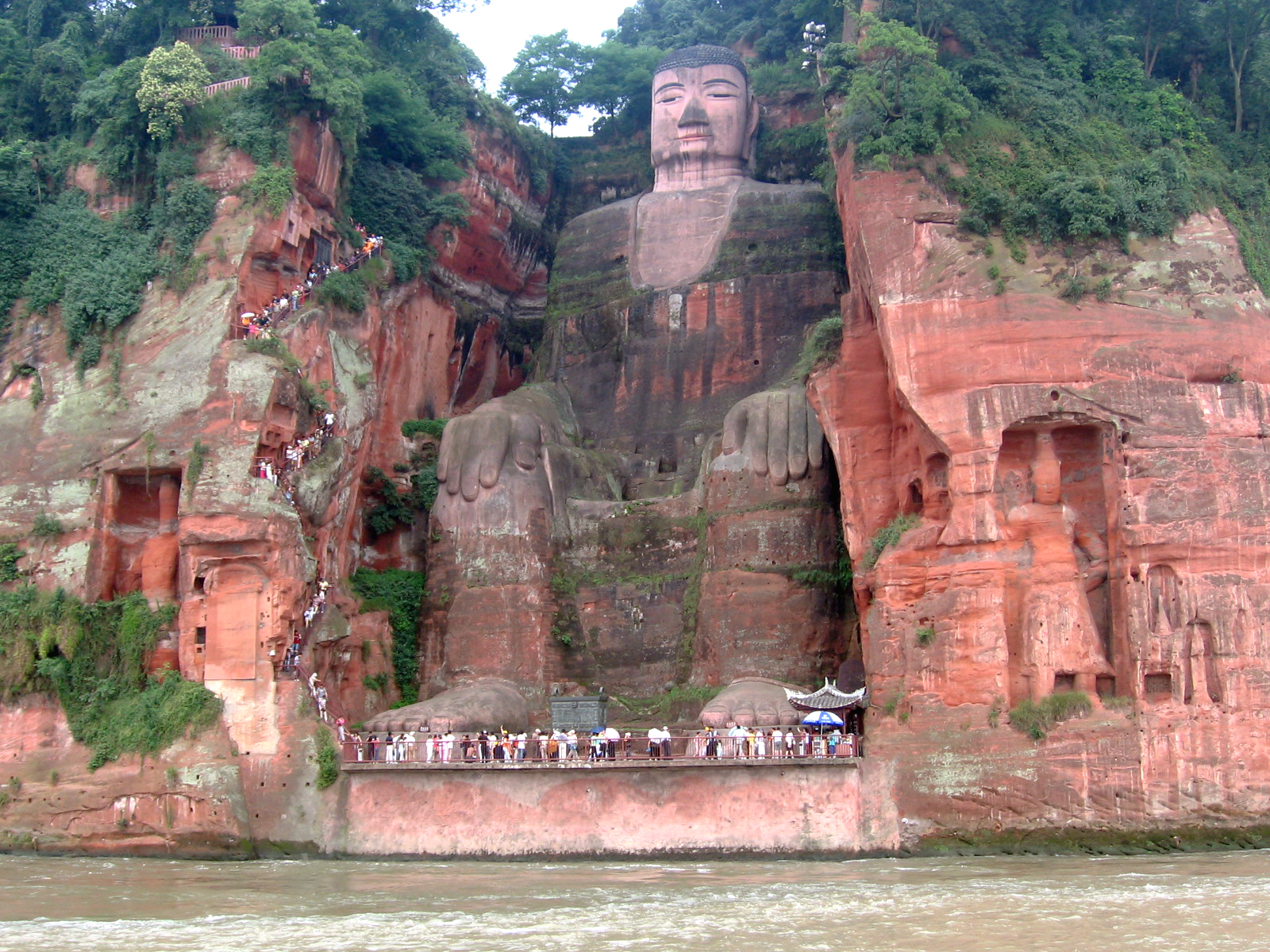
Leshan Buda de 71 metros, construido del 713 al 803

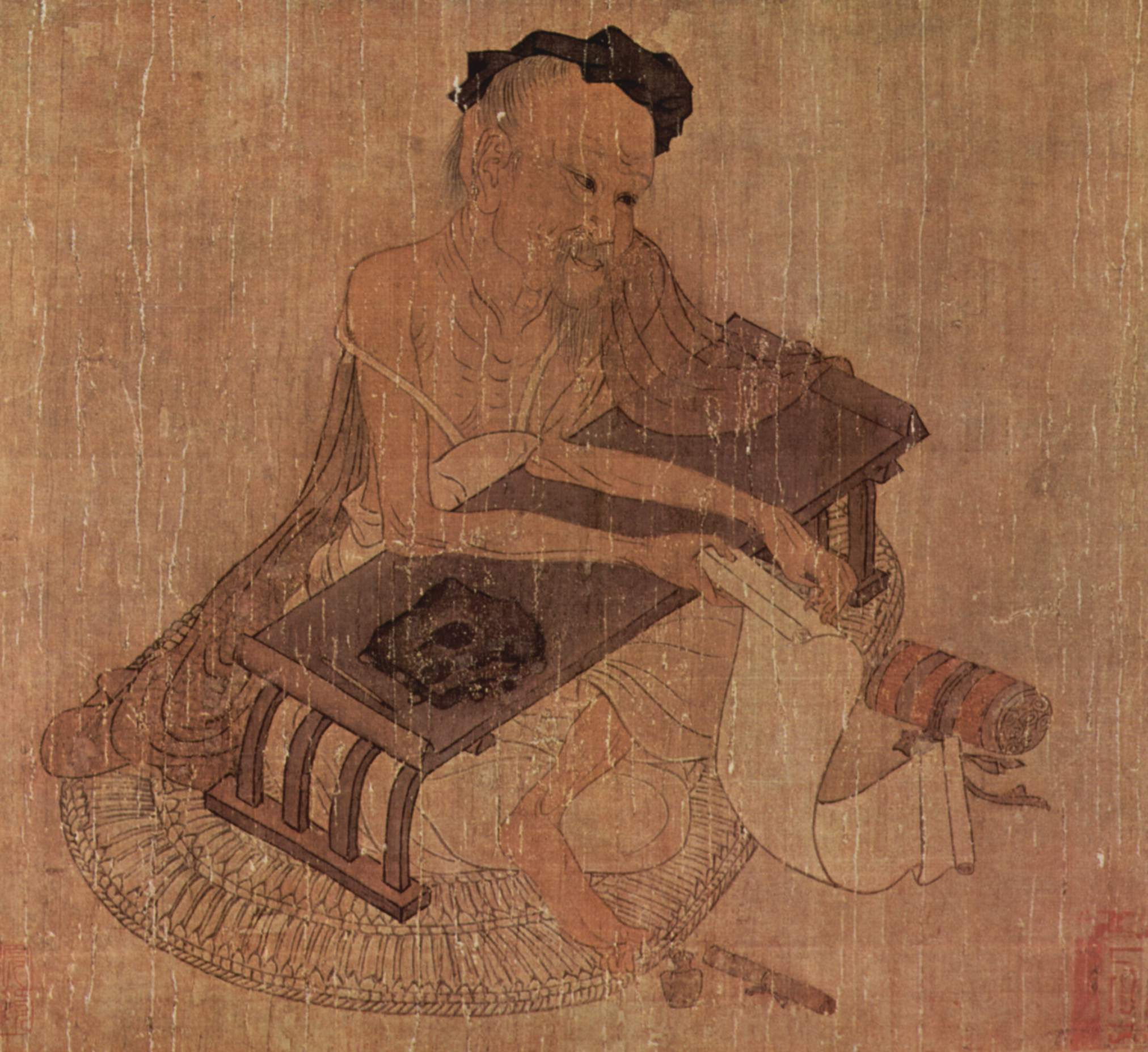
Wang Wei, poeta. 701-761

Durante el reinado de Taizong y hasta la Rebelión de An Shi, el Imperio chino atravesó un período relativamente pacífico de desarrollo económico. Taizong y la conquista por su hijo de Gokturk, Xueyantue, Gorguryeo y otros imperios enemigos garantizaron una paz relativa para China. El control sobre las provincias occidentales de China reabrió la Ruta de la Seda, lo que permitió el comercio entre China y las regiones al oeste. Los ejércitos Tang repetidamente intervinieron en las regiones occidentales para preservar este estado de paz y prosperidad. 

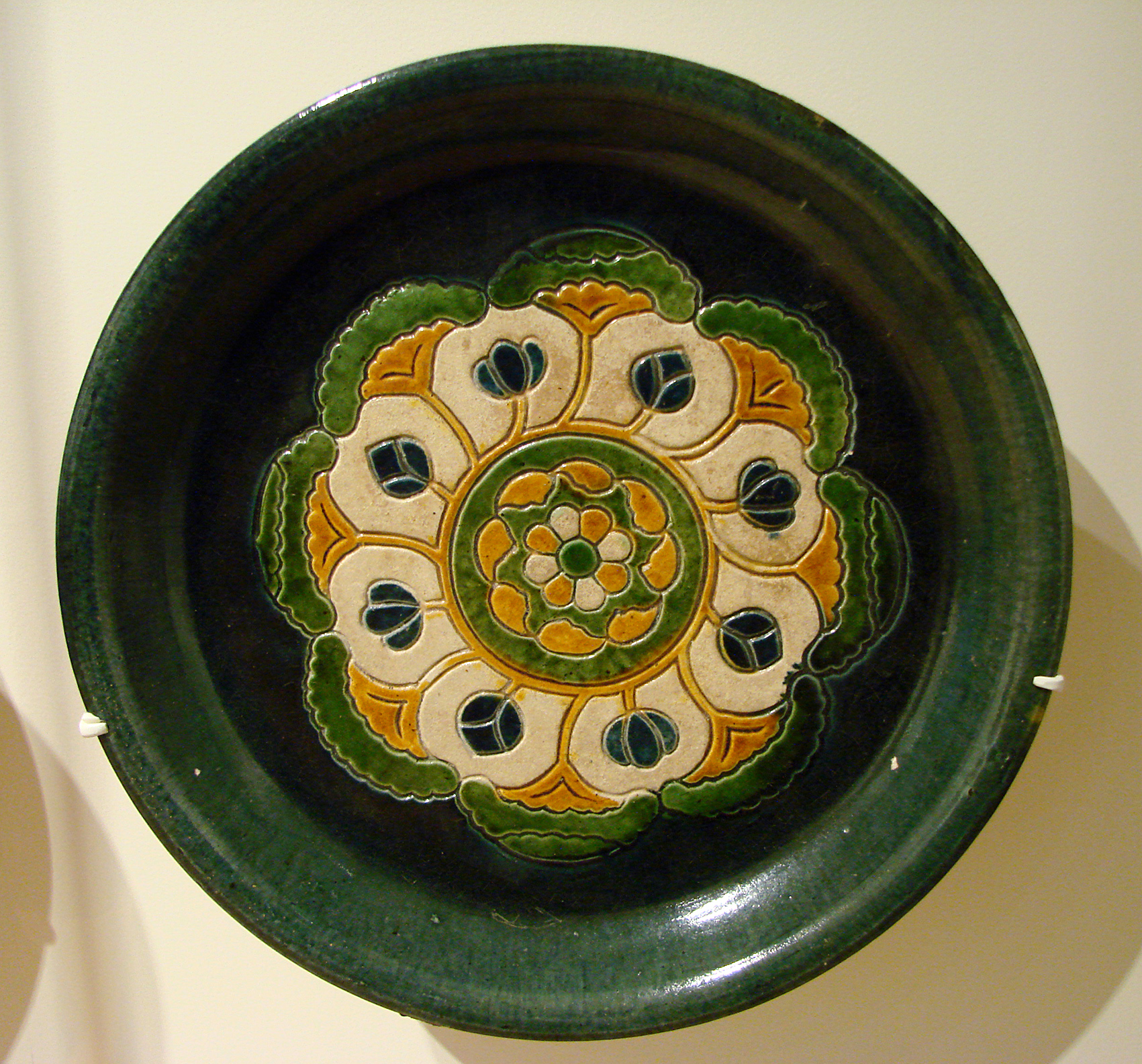
Plato de ofrendas Tang. Museo Guimet

El sistema de igualdad de campos no permitía grandes transacciones de tierras y, por lo tanto, durante los comienzos las propiedades de la era Tang permanecieron pequeñas. El gobierno Tang administró la economía a través de la regulación burocrática de los mercados, limitando los tiempos en los que podían intercambiar bienes, estableciendo estándares para la calidad del producto y regulando los precios de los productos agrícolas.

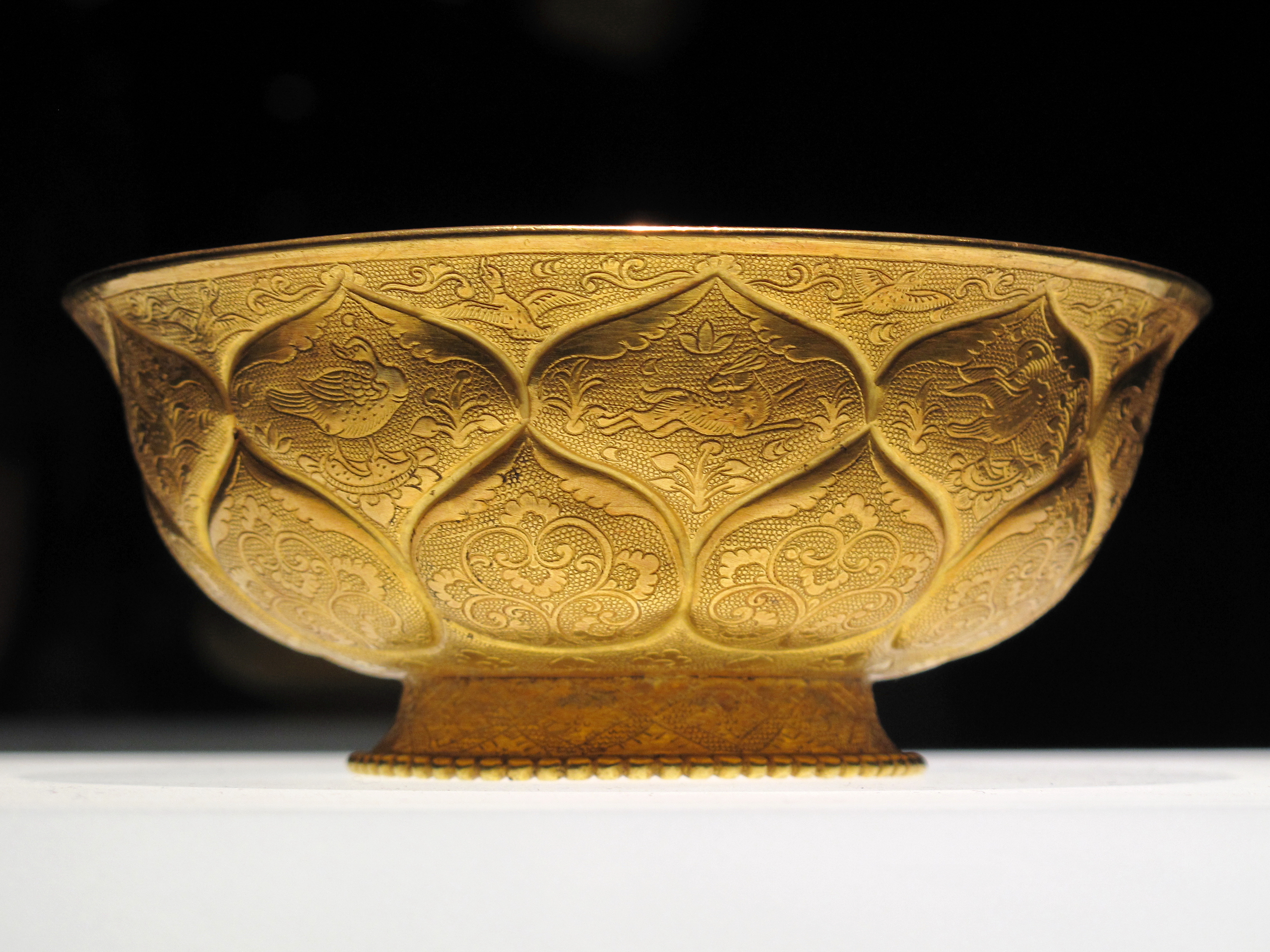
Bol de oro Tang

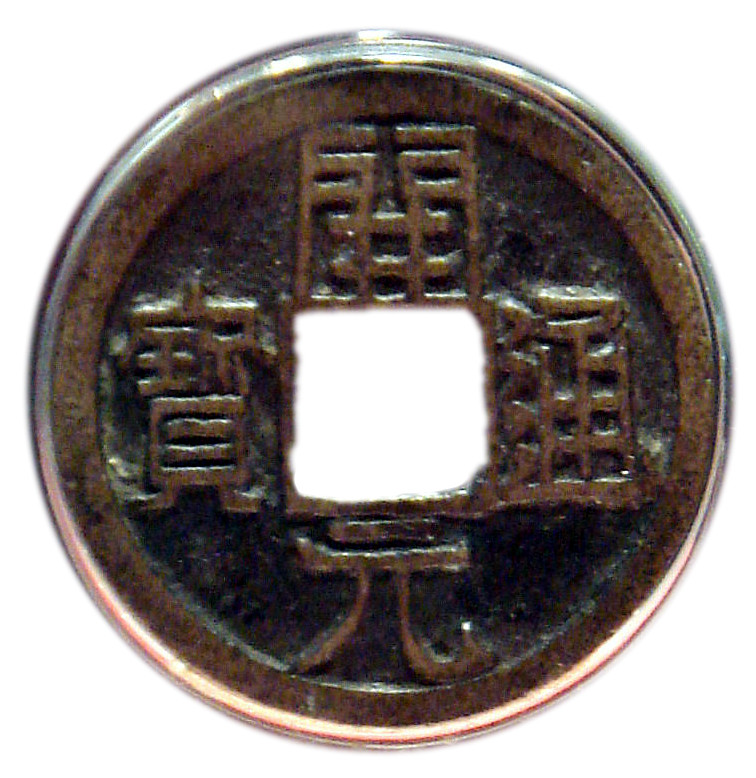
Moneda Kaigentsuho acuñada el 621

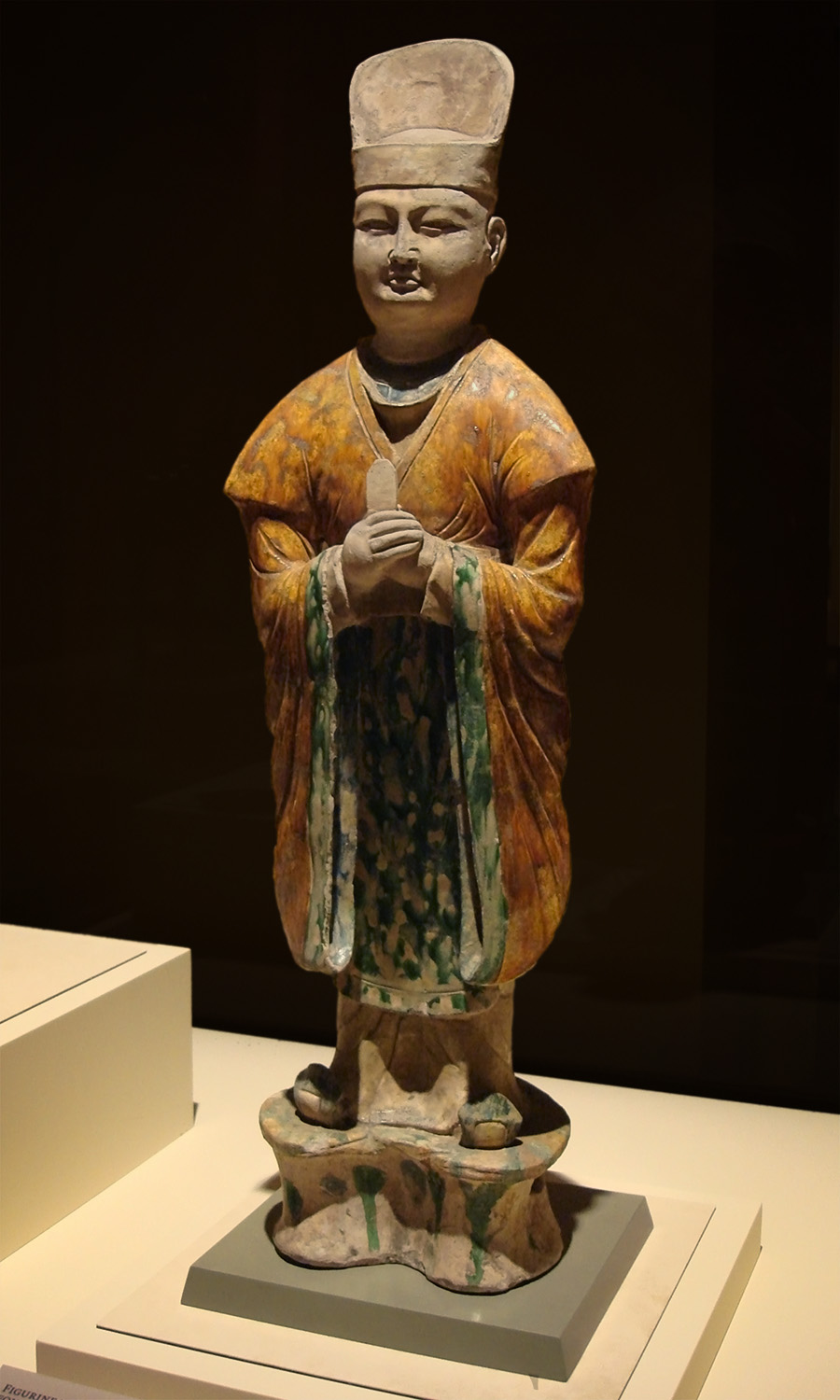
Figura de Letrado Tang

Durante Tang, el sistema de impuestos se basó en el sistema de igualdad de campos, que igualaba la riqueza entre los agricultores. La carga impositiva de los campesinos se basaba en la población por hogar, más que en el valor de la propiedad. El impuesto estándar ascendía a 2 tan (aproximadamente 100 litros) de grano, así como a 2 Zhang (alrededor de 3-1/3 metros) y 5 Chi (aproximadamente 1/3 de un metro) de tela. El campesino era elegible para 20 días de trabajo obligatorio para el Estado; si incumplía, estaba obligado a pagar 3 Chi de tela por día perdido. Suponiendo que cada agricultor tuviera 30 mou de tierra que producía 1 tan de grano al año, la tasa impositiva ascendía al 25% de los ingresos del agricultor. Los impuestos comerciales fueron más ligeros, con un 3,3% de los ingresos.
El gobierno de Tang operaba una enorme industria artesanal, separada de la industria de la artesanía privada que servía a la mayoría de la población. La industria de la artesanía pública proporcionó al gobierno, el ejército y la nobleza Tang diversos productos. Las industrias artesanales del gobierno retardaron el crecimiento del sector privado que no se desarrolló rápidamente hasta después de la Rebelión de Anshi, cuando la interferencia del gobierno de Tang en la economía (y el tamaño de las industrias artesanales del gobierno) disminuyó drásticamente. A pesar de esto, una gran cantidad de hogares trabajaban en la industria privada; los eruditos han estimado que el 10% de la población de Tang China vivía en ciudades.

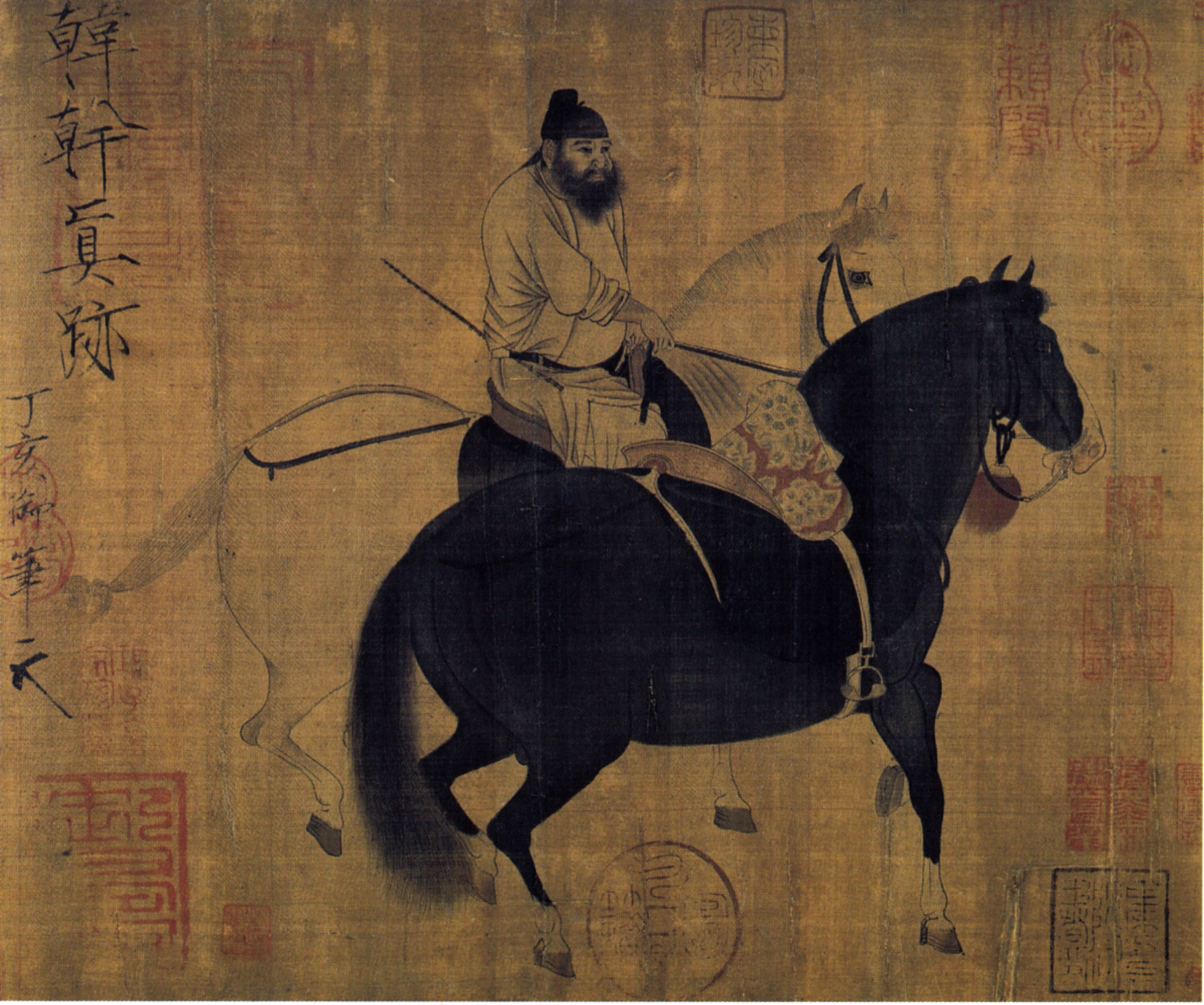
Palafrenero llevando dos caballos por Han Gan 706-783

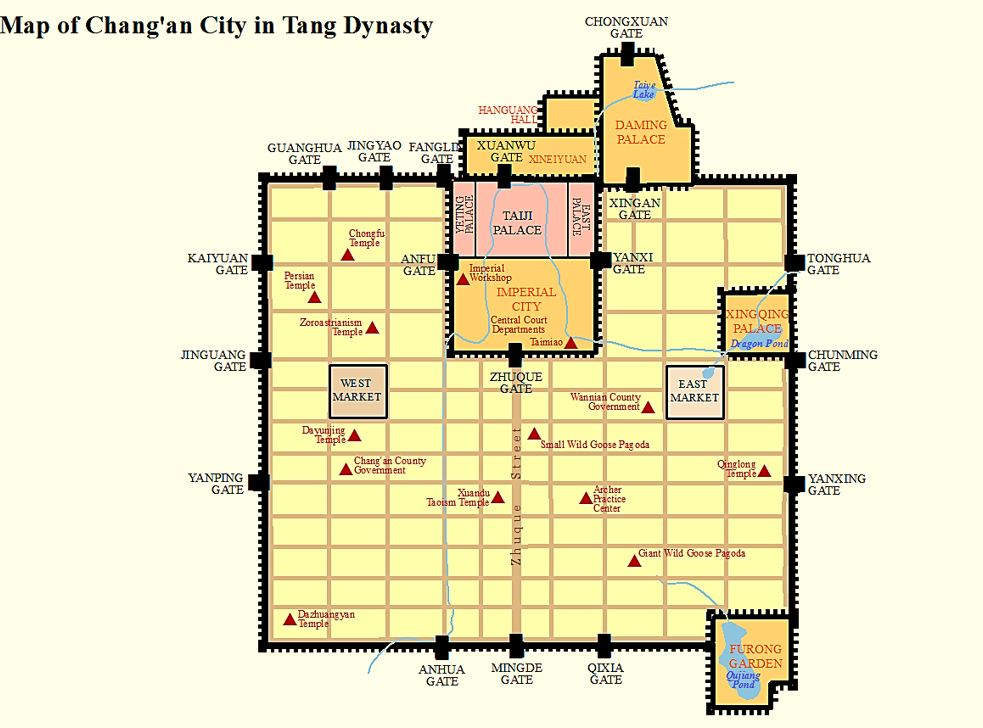
Chang'an en la era Tang

El apogeo de la prosperidad Tang se produjo durante la era Kaiyuan del emperador Xuanzong de Tang, quien expandió la influencia Tang hacia el oeste hasta el Mar de Aral. El emperador Xuan era un administrador capaz, y su era Kaiyuan se compara a menudo con la era anterior de Zhenkuan en la eficacia de la administración. Después de esta era, la dinastía Tang entró en declive.

#### Después de la rebelión de An Shi
El reinado del emperador Xuanzong terminó con la victoria árabe en Talas y la Rebelión de An Shi, la primera guerra dentro de China en más de 120 años, dirigida por un general sogdiano llamado An Lushan que utilizó una gran cantidad de tropas extranjeras. La economía de Tang fue devastada ya que las regiones del norte, el pilar de la actividad económica, fueron destruidas. Las ciudades de Luoyang y Chang'an fueron reducidas a ruinas. Después de la guerra, el gobierno central de Tang nunca recuperó su antiguo poder, y los generales locales se independizaron del dominio Tang. Estos generales ejercieron un poder enorme, transmitieron sus títulos por herencia, recaudaron impuestos y mantuvieron sus propios ejércitos. Aunque la mayoría de estos jiedushi fueron sofocados a principios del siglo IX, los jiedushi de Hebei, muchos de ellos antiguos oficiales de An Lushan, conservaron su independencia.
El debilitado gobierno Tang se vio obligado a abolir muchas de sus regulaciones e intervenciones después de la rebelión; esto estimuló involuntariamente el comercio y el comercio en China, que alcanzó un apogeo a principios del siglo IX. El centro económico de China se desplazó hacia el sur porque el norte había sido devastado.
El sistema de igualdad de campos, que había formado la base de la agricultura durante los últimos dos siglos y medio, comenzó a colapsar después de la Rebelión de An Shi. El sistema de igualdad de campos se había basado en que el estado poseía grandes extensiones de tierra, pero las propiedades estatales habían disminuido a medida que se privatizaban o se concedían a los campesinos. Los terratenientes que aumentaban constantemente sus propiedades exacerbaron el colapso. El sistema Fubing, en el que los soldados servían al ejército y se mantenían en tierras de igual campo, fue abolido y reemplazado por el sistema Mubing, que dependía de un ejército voluntario y permanente. En 780, el gobierno de Tang suspendió el sistema de igualdad de campos y reorganizó el sistema tributario, recaudando impuestos basados en el valor de la propiedad dos veces al año, en primavera y otoño.
La impresión de tipos de madera comenzó a desarrollarse durante los siglos VIII y IX. Esto fue fruto de la gran industria papelera que había surgido desde los Han. La impresión con tipos de madera permitió la producción rápida de muchos libros y aumentó la velocidad a la que se extendió el conocimiento. El primer libro que se imprimió de esta manera, con una fecha de producción, fue Jin Gang Jin, un texto budista impreso en 868, pero la copia manual de los manuscritos seguía siendo mucho más importante en los siglos venideros. Durante los últimos años de la dinastía Tang, el comercio exterior también comenzó con el este de África, la India y el Medio Oriente.

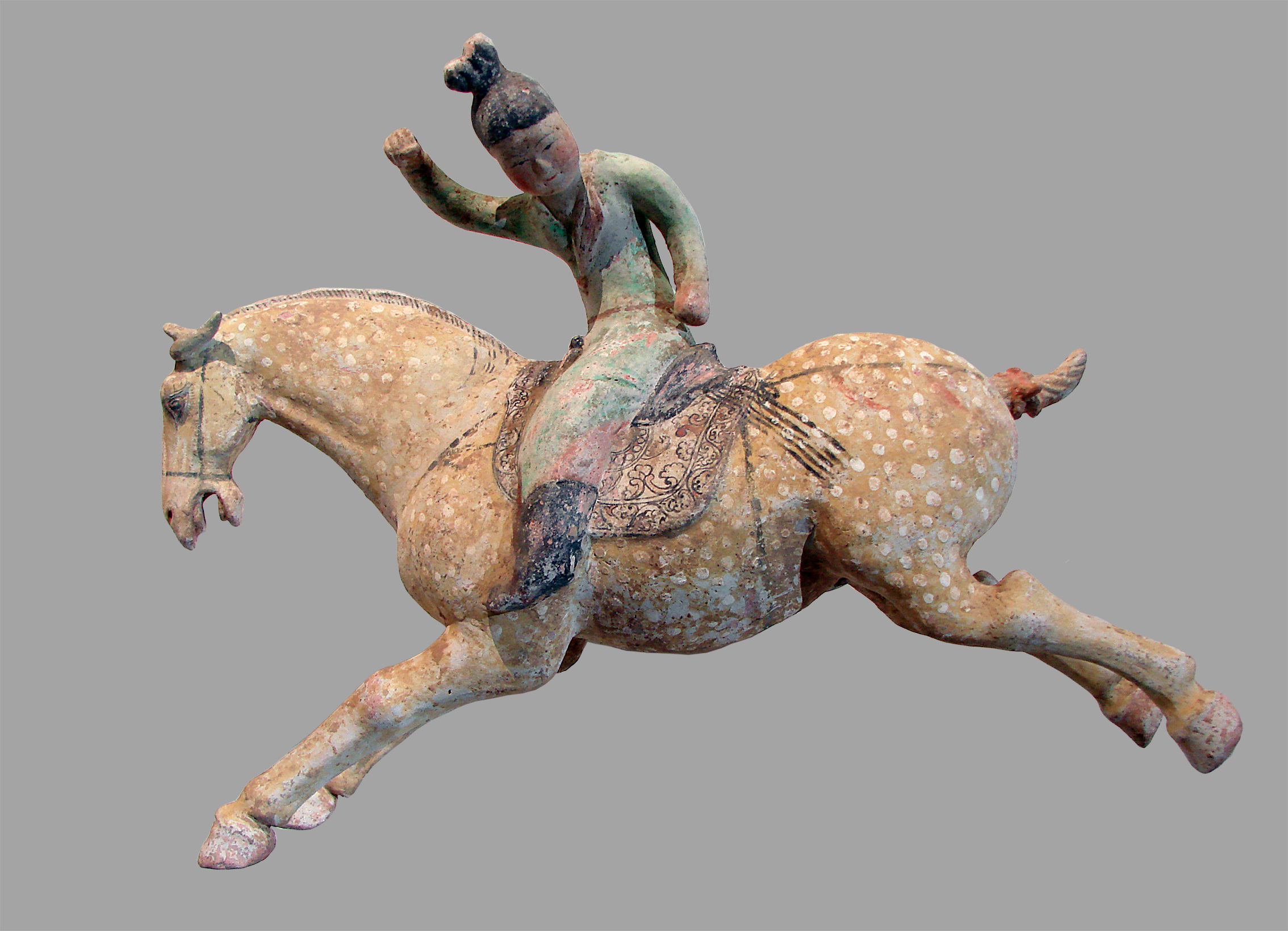
Jugadora de polo Tang. Museo Guimet

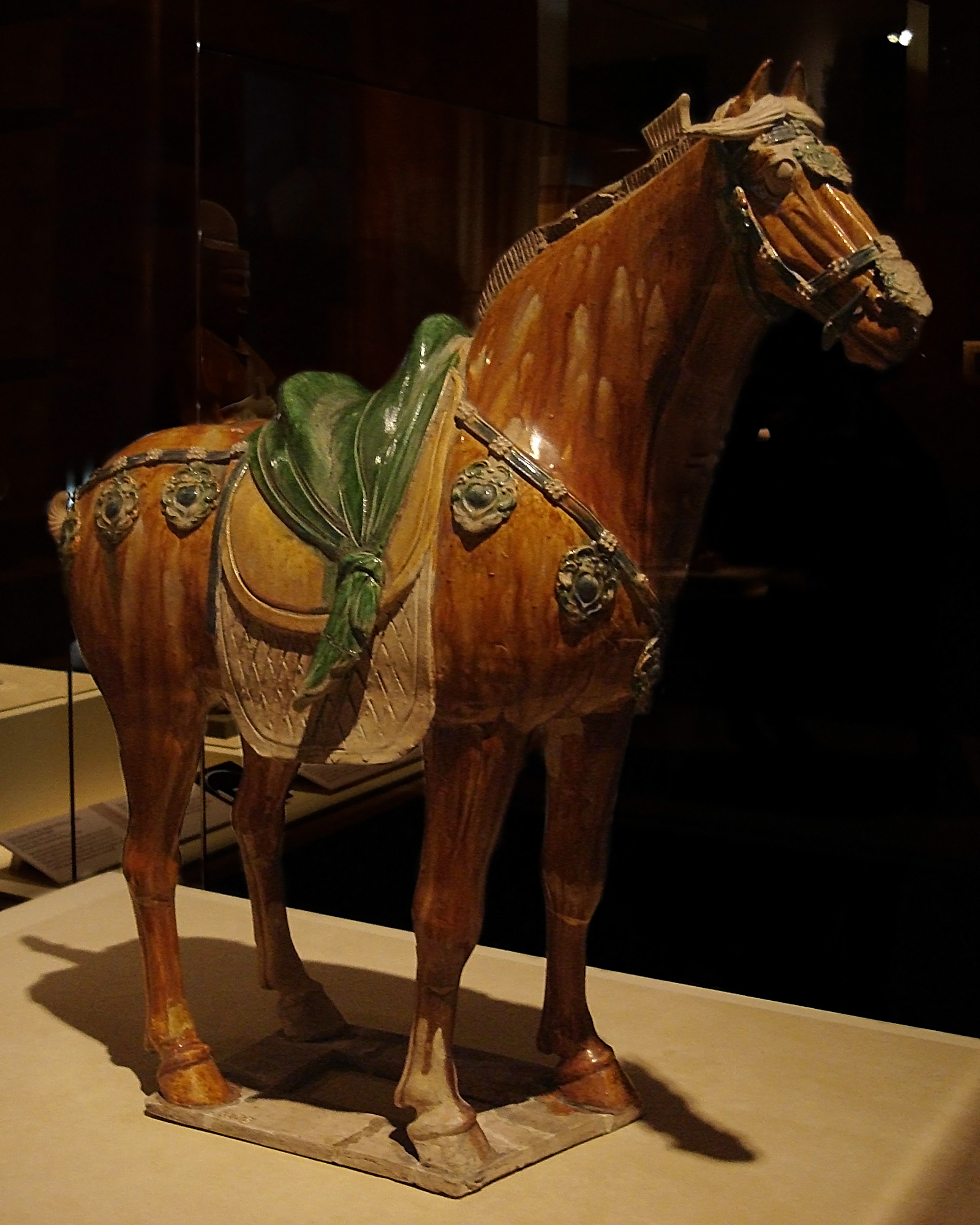
Caballo de porcelana Tang

Aunque la economía se recuperó durante el siglo IX, el gobierno central se debilitó. El problema más apremiante fue el monopolio de la sal del gobierno, que aumentó los ingresos después de que el sistema de igualdad de campos colapsó y el gobierno ya no pudo cobrar el impuesto a la tierra de manera efectiva. Después de la rebelión de An Shi, el gobierno de Tang monopolizó la sal para recaudar ingresos y pronto representó más de la mitad de los ingresos del gobierno central. Durante el reinado de los emperadores Shi y Yi, los comerciantes de sal privados fueron ejecutados, y el precio de la sal era tan alto que muchas personas no podían pagarlo. Finalmente, los comerciantes privados de sal se aliaron y se rebelaron contra el ejército Tang. Esta rebelión, conocida como la Rebelión de Huang Chao, duró diez años y destruyó el campo de Guangzhou a Chang'an. Después de la rebelión, dos generales, el Shatuo Li Keqiang y el ex rebelde Zhu Wen, dominaron la corte de Tang. La guerra civil estalló de nuevo a principios del siglo X, terminando con la victoria de Zhu Wen. Tras su victoria, Zhu Wen obligó al emperador Tang a abdicar, y el imperio Tang se desintegró en un grupo de estados conocidos como las Cinco Dinastías y los Diez Reinos.

### Período de las Cinco Dinastías y los Diez Reinos (907-960)

China - Dinastía Song del Norte hacia 1111

Las Cinco Dinastías y los Diez Reinos fue un período de guerra e interrupción. Después de 907, el gobierno de Tang se desintegró efectivamente en varios estados pequeños en el sur, mientras que en el norte se produjeron una serie de dinastías efímeras e invasiones bárbaras. Un evento clave de la época fue la conquista del norte de China por los turcos Shatuo. Durante su gobierno, los Shatuo otorgaron  la zona vital de las Dieciséis Prefecturas, que contiene las defensas geográficas naturales del norte de China y la sección oriental de la Gran Muralla, a los kitán, otro pueblo bárbaro. Esto efectivamente dejó al norte de China indefenso frente a las incursiones del norte, un factor importante en la caída posterior de la dinastía Song. Las invasiones de Shatuo y Kitán perturbaron gravemente la actividad económica en el norte y desplazaron la actividad económica hacia el sur, y el dominio de los nativos chinos no se restableció hasta la dinastía Zhou Posterior, precursora de los Song.

Song Taizu 960-976

Las provincias del sur permanecieron relativamente poco afectadas por el colapso. El período de las Cinco Dinastías y los Diez Reinos fue en gran medida de prosperidad continua en estas regiones.

## Era imperial tardía

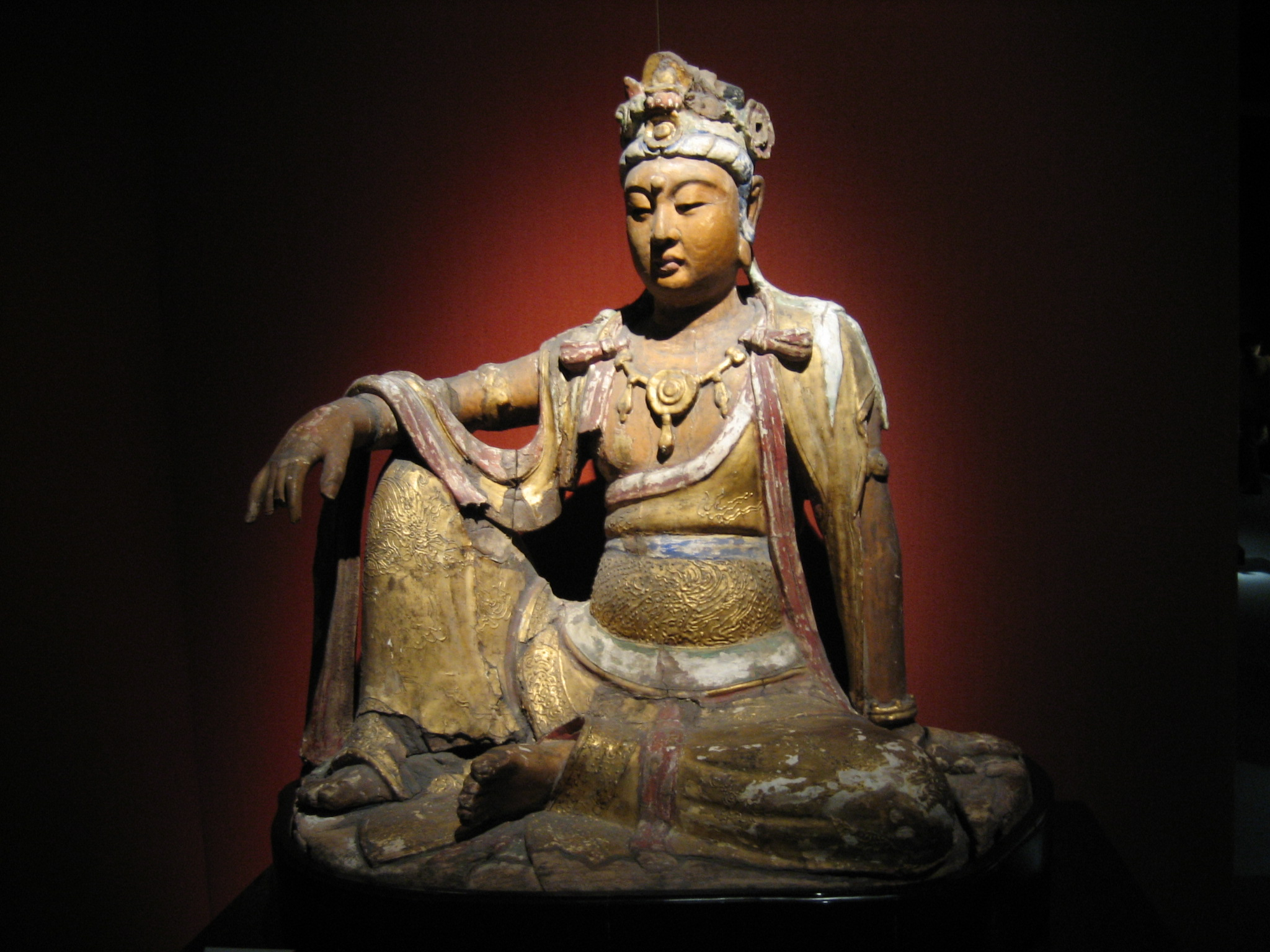
Bodhisattva de madera Song

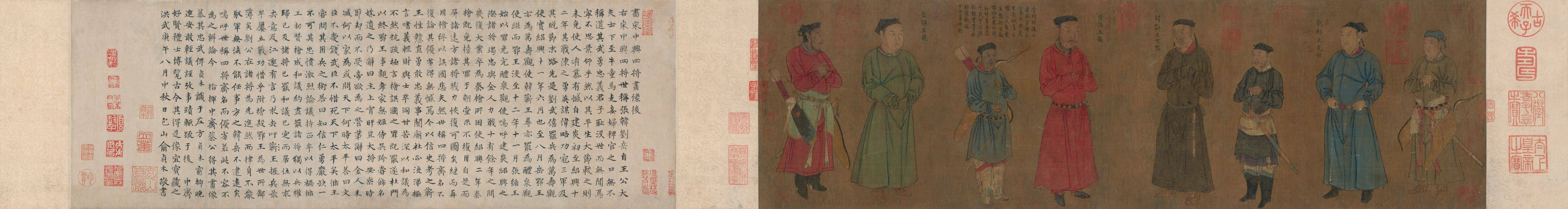
Cuatro Generales Song entre ellos Yue Fei (1103-1142)

En 960, Zhao Kuangyi encabezó un golpe que estableció la sexta dinastía en cincuenta años. La dinastía Song vio un crecimiento económico pronunciado de China. La Era Imperial Tardía, alentada por el avance tecnológico, vio los comienzos de la empresa a gran escala, el trabajo asalariado y la emisión de papel moneda. La economía experimentó grandes aumentos en la producción manufacturera. El comercio de ultramar floreció bajo la dinastía Ming. La inversión, el capital y el comercio se liberalizaron a medida que la tecnología avanzó y el estado central se debilitó. Las industrias manufactureras del gobierno fueron privatizadas. La aparición de mercados rurales y urbanos, donde la producción estaba orientada al consumo, fue un desarrollo clave en esta época. La creciente riqueza de China en esta era conduce a la pérdida del vigor marcial; la era involucró dos períodos de gobierno nativo, cada uno seguido de períodos de dominio extranjero. Al final de la aislacionista dinastía Manchú Qing (1664-1911), el desarrollo de China se desaceleró, quedando rezagado con respecto al de occidente.

### Dinastía Song (960-1279)

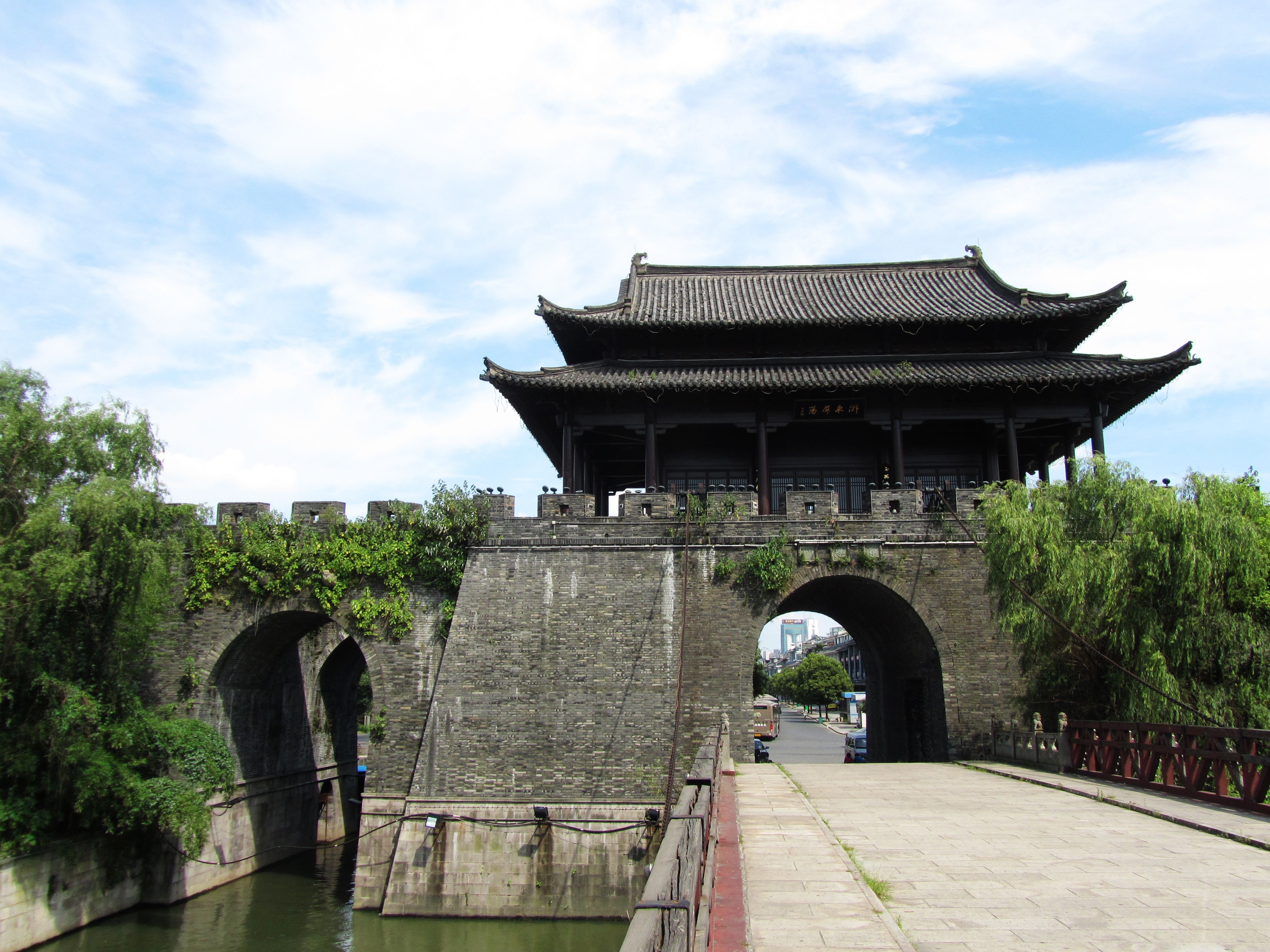
Puerta Ying'en en Shaoxing construida en 1223

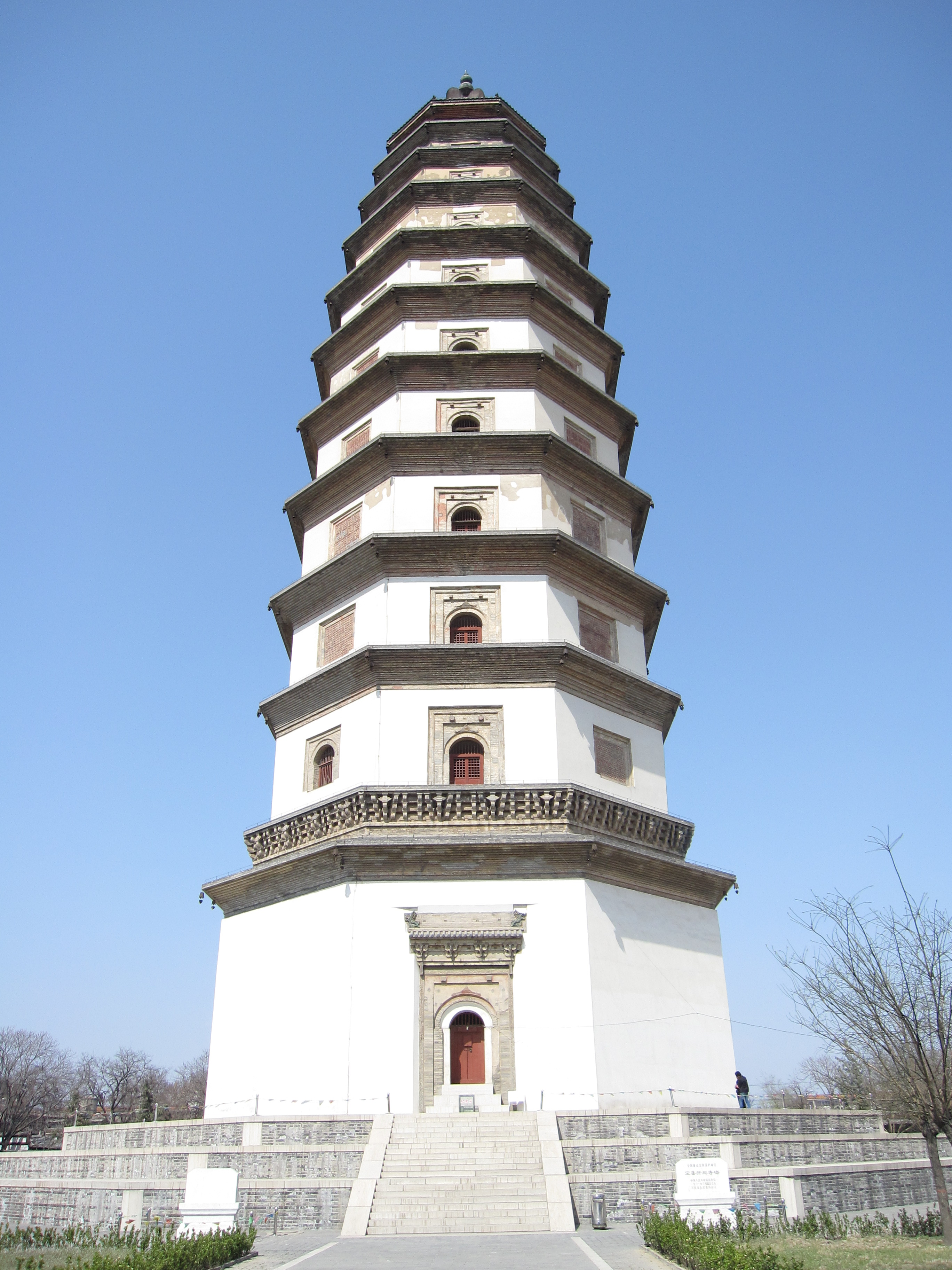
Dingzhou, Liaodi Pagoda construida en 1055

En 960, el general Zhou posterior Song Taizu derrocó a su soberano imperial y estableció la dinastía Song, la sexta en cincuenta y tres años. Diecinueve años después, se había reunificado la mayor parte de China. Este fue uno de los períodos más prósperos en la historia de China. A diferencia de sus predecesores, la monarquía y la aristocracia se debilitaron bajo los Song, permitiendo que una clase de nobleza no aristocrática ganara poder. El gobierno central se retiró de la administración de la economía (excepto durante la cancillería de Wang Anshi y los Song del Sur), lo que provocó drásticos cambios económicos. Los avances tecnológicos alentaron el crecimiento; tres de las llamadas Cuatro Grandes Invenciones: pólvora, impresión con tipos de madera de madera y la brújula, fueron inventadas o perfeccionadas durante esta época. La población aumentó a más de 100 millones durante el período Song. Sin embargo, Song se convirtió en la primera dinastía china unificada en ser completamente conquistada por los invasores.

#### Song del norte, 960-1126
Después de usurpar el trono de la dinastía Zhou Posterior, el emperador Taizu de Song (960-976) pasó dieciséis años conquistando el resto de China, reuniendo gran parte del territorio que una vez perteneció a los imperios Han y Tang y poniendo fin a la agitación del período de las Cinco Dinastías y los Diez Reinos. En Kaifeng, estableció un fuerte gobierno  

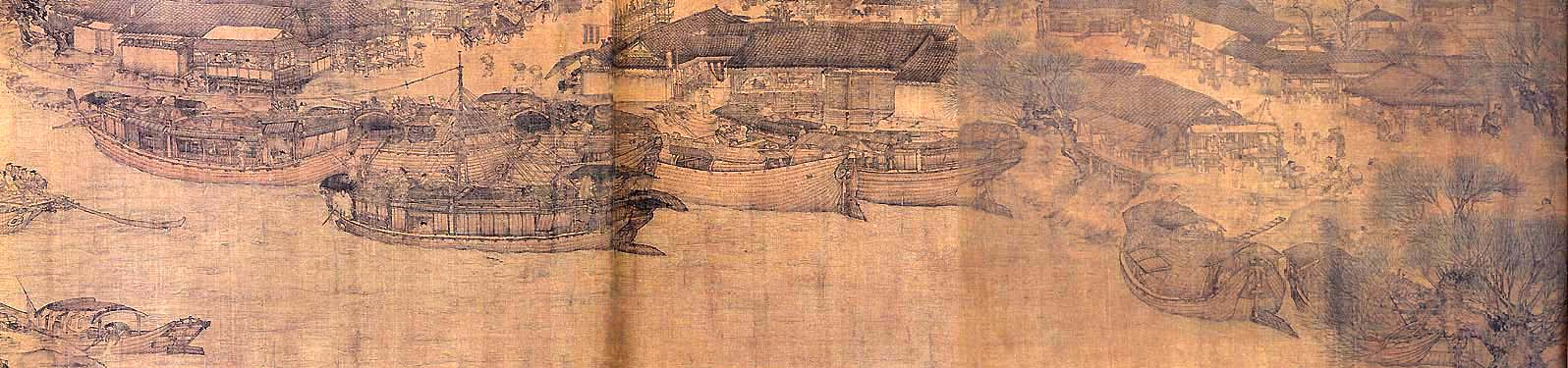
Qingming Festival. Barcos en el río de Zhang Zeduan (1085–1145)

central sobre el imperio. Aseguró la estabilidad administrativa promoviendo el sistema de examen del servicio civil para seleccionar los burócratas estatales por habilidad y mérito (en lugar de posición aristocrática o militar) y promovió proyectos que aseguraron la eficiencia en la comunicación en todo el imperio.  

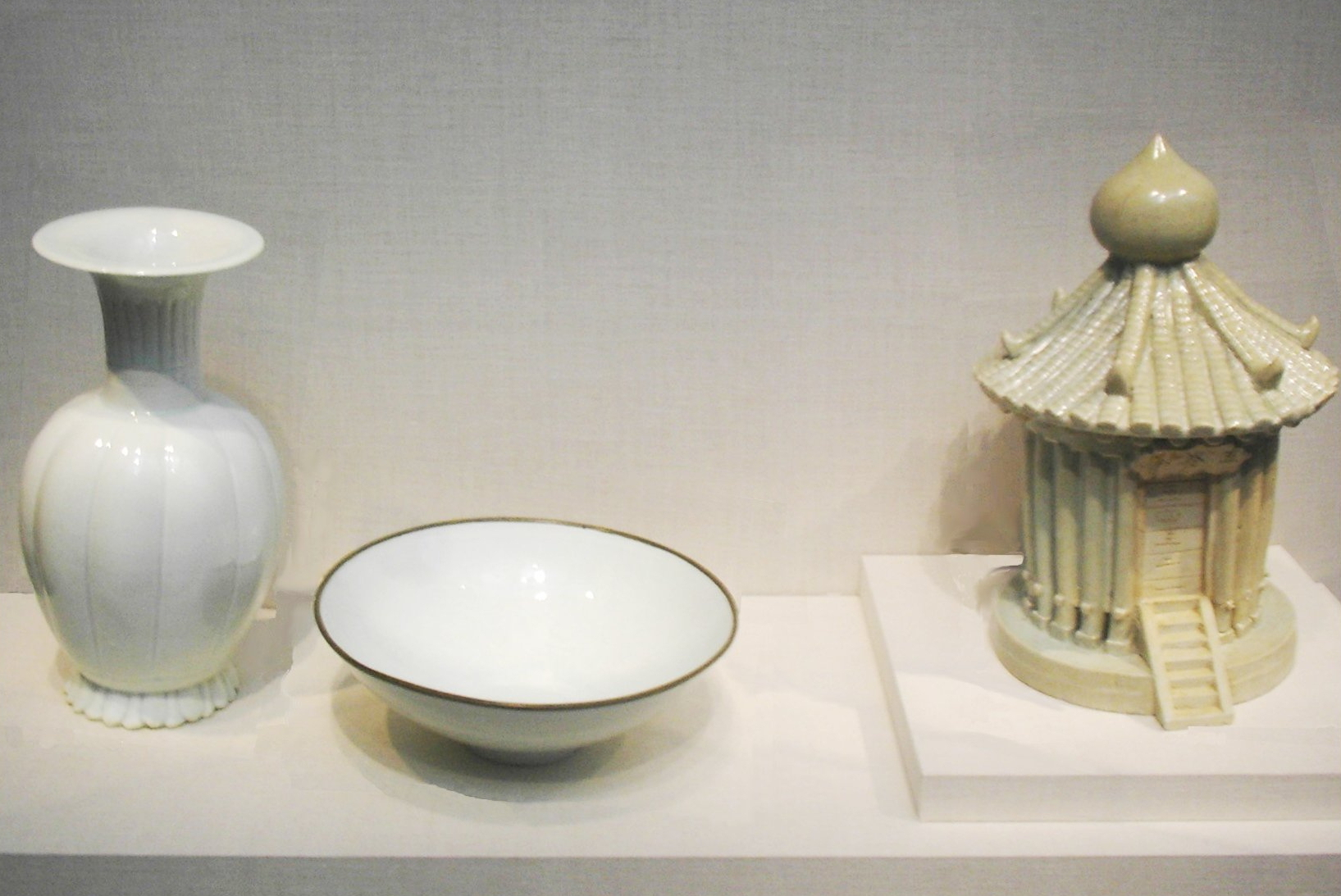
Porcelana Song

En uno de esos proyectos, los cartógrafos crearon mapas detallados de cada provincia y ciudad que luego se recopilaron en un gran atlas. El emperador Taizu también promovió innovaciones científicas y tecnológicas innovadoras al apoyar obras tales como la torre del reloj astronómico diseñada y construida por el ingeniero Zhang Sixun. 

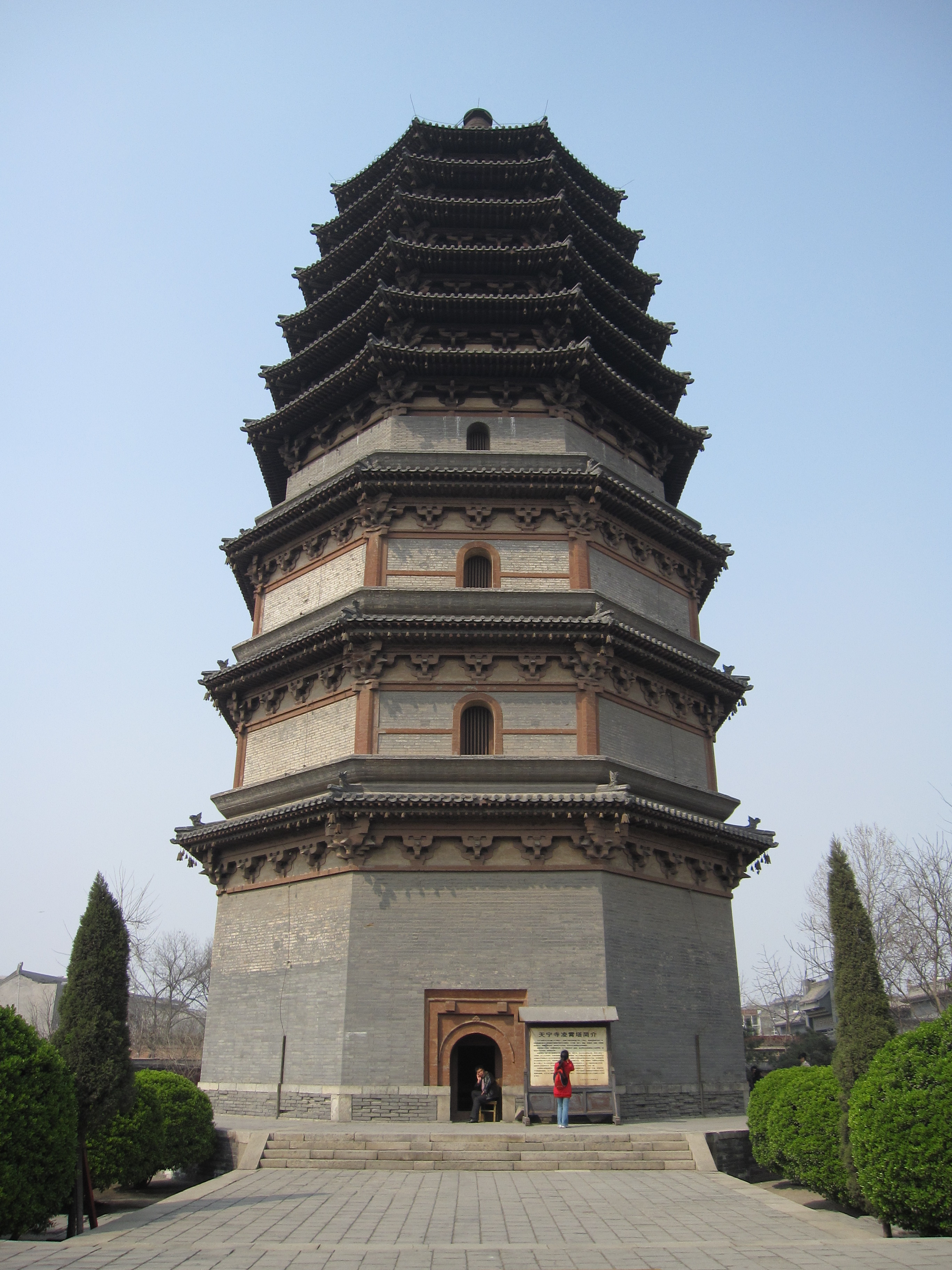
Zhengding Lingxiao Pagoda construida en el 1045

El emperador Song mantuvo relaciones diplomáticas con la Dinastía Chola de la India, el Califato fatimí de Egipto, Srivijaya, el Kanato Kara-Khanid de Asia Central, el reino Goryeo en Corea y otros países que también eran socios comerciales de Japón. Los registros chinos incluso mencionan una embajada del gobernante de "Fu lin" (拂 i, es decir, el Imperio bizantino), Miguel VII Dukas, y su llegada en 1081. Sin embargo, los estados vecinos más cercanos de China tuvieron el mayor impacto en su política interna y externa. Desde su inicio bajo Taizu, la dinastía Song alternó entre la guerra y la diplomacia con la etnia khitans de la dinastía Liao en el noreste y con los tanguts del oeste de Xia en el noroeste. La dinastía Song usó la fuerza militar en un intento de sofocar a la dinastía Liao y recuperar las Dieciséis Prefecturas, un territorio bajo control kitán que tradicionalmente se consideraba parte de China propiamente dicha. Las fuerzas de Liao rechazaron las fuerzas Song, que se involucraron en agresivas campañas anuales en el territorio norteño de Song hasta 1005, cuando la firma del Tratado de Shanyuan puso fin a estos enfrentamientos en la frontera norte. Los Song fueron forzados a rendir tributo a los jitenses, aunque esto causó poco daño a la economía de los Song ya que los Khitans eran económicamente dependientes de la importación de cantidades masivas de bienes de territorio Song.

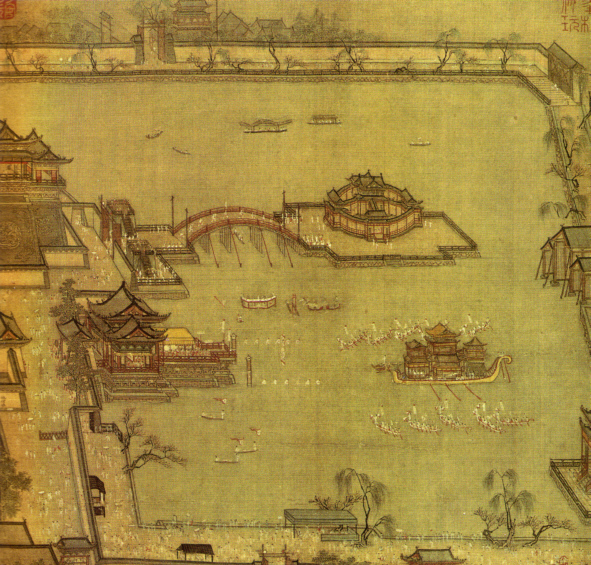
Juegos en el estanque del palacio imperial Song en Kaifeng. Pintura sobre seda de Zhang Zeduan

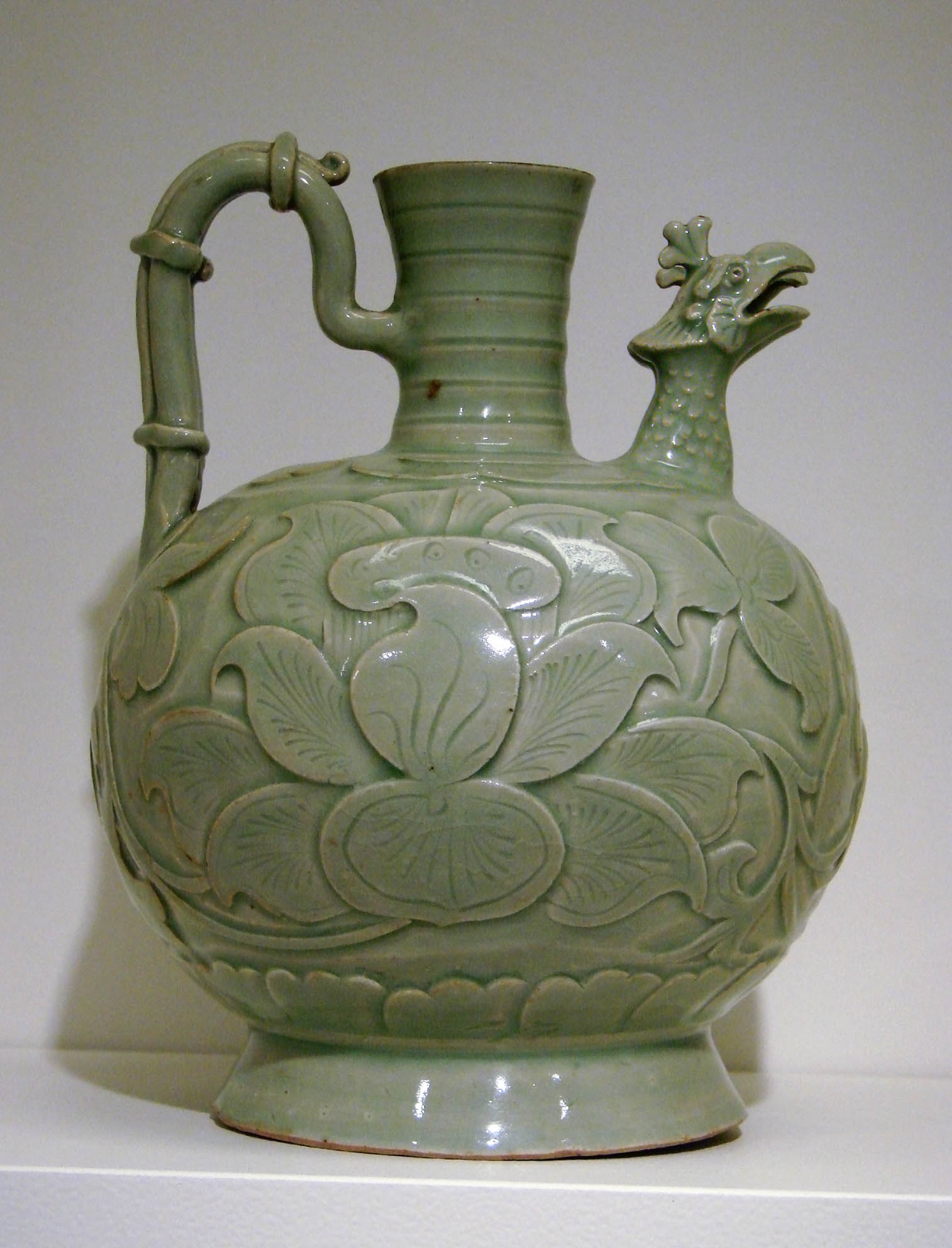
Vasija Fénix Song. Musée Guimet

La dinastía Song logró ganar varias victorias militares sobre los tanguts a principios del siglo XI, culminando en una campaña liderada por el científico, general y estadista budista Shen Kuo (1031-1095). Sin embargo, esta campaña fue en última instancia un fracaso debido a que un oficial militar rival de Shen desobedeció las órdenes directas, y el territorio ganado en el Xia occidental finalmente se perdió. También hubo una guerra significativa contra la dinastía Lý de Vietnam de 1075 a 1077 por una disputa fronteriza y por la ruptura de las relaciones comerciales del Song con el reino de ệi Việt. Después de que las fuerzas de Lý infligieran grandes daños en una incursión en Guangxi, el comandante de Song, Guo Kui (1022-1088) penetró hasta Thăng Long (la moderna Hanói). Las grandes pérdidas en ambos bandos llevaron al comandante Lý Thường Kiệt (1019-1105) a realizar intentos de paz, permitiendo que ambas partes se retiraran del esfuerzo bélico; los territorios capturados en poder de Song y Lý se intercambiaron mutuamente en 1082, junto con los prisioneros de guerra.

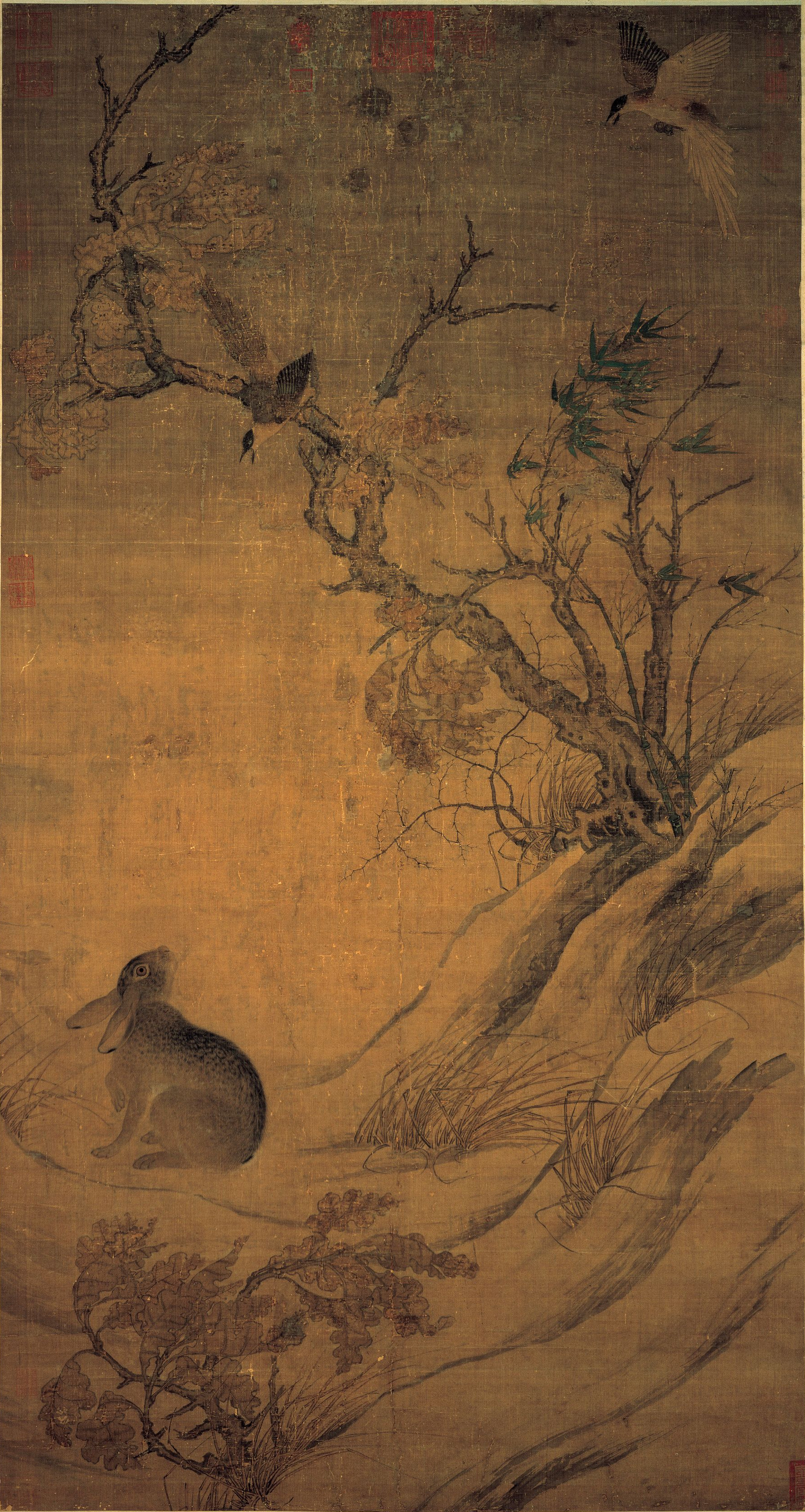
Cui Bai - Urracas y liebre. Siglo XI

Durante el siglo XI, el canciller, Fan Zhongyan (989-1052) intentó instituir las Reformas Qingli, que incluyeron medidas tales como mejorar el sistema de reclutamiento de funcionarios, aumentar los salarios de los funcionarios menores y establecer programas de patrocinio para permitir que una gama más amplia de personas bien educada fuera elegible para el servicio estatal.Después de que Fan fuera obligado a renunciar, Wang Anshi (1021-1086) se convirtió en canciller de la corte imperial. Con el respaldo del emperador Shenzong (1067-1085), Wang Anshi criticó severamente el sistema educativo y la burocracia estatal e implementó una serie de reformas llamadas Nuevas Políticas. Estas implicaron la reforma del impuesto al valor de la tierra, el establecimiento de varios monopolios gubernamentales, el apoyo de las milicias locales y la creación de estándares más altos para el examen imperial para hacerlo más práctico para los hombres expertos en el arte de gobernar.
Los "Reformadores", recibieron la oposición de los ministros en la facción "Conservadora" liderada por el historiador y el Canciller Sima Guang (1019-1086). Una de las víctimas más importantes de la rivalidad política, fue el famoso poeta y estadista Su Shi (1037-1101), que fue encarcelado y finalmente exiliado por criticar las reformas de Wang.
Mientras los Jurchen, una tribu sujeta de los Liao, se rebelaron contra ellos y formaron su propio estado, la dinastía Jin (1115-1234). El oficial Song Tong Guan (1054-1126) aconsejó al emperador Huizong (1100-1125) formar una alianza con los jurchens, y la campaña militar conjunta bajo esta alianza llevada a cabo en el mar derrocó y conquistó por completo a la dinastía Liao en 1125.
Sin embargo, la actuación deficiente y la debilidad militar del ejército Song fue observada por los Jurchens, quienes inmediatamente rompieron la alianza, comenzando las Guerras Jin-Song de 1125 y 1127. Durante la última invasión, los Jurchens capturaron la capital, pero el emperador Huizong, su sucesor, el emperador Qinzong, y la mayor parte de la corte imperial se habían retirado
Las restantes fuerzas Song se reagruparon bajo el autoproclamado Emperador Gaozong de Song (1127-1162) y se retiraron al sur del Yangtze para establecer una nueva capital en Lin'an (la moderna Hangzhou). La conquista de los Jurchen del norte de China y el cambio de capitales de Kaifeng a Lin'an fue la línea divisoria entre las dinastías Song del Norte y del Sur.

#### Song del sur, 1127–1279

China - Dinastía Song del Sur hacia 1142

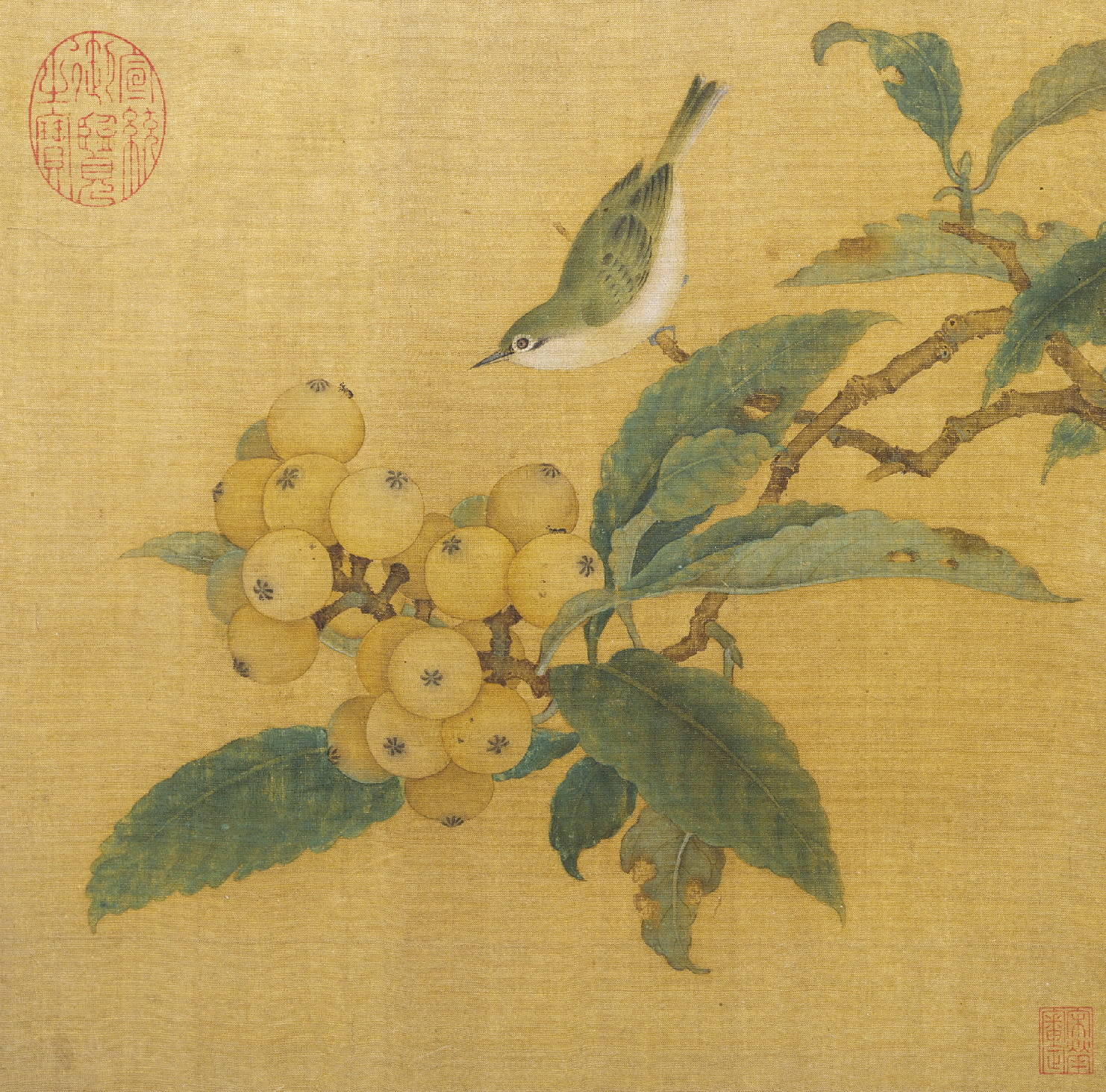
Pintura anónima. Song del sur

El gobierno Song patrocinó proyectos masivos de construcción naval y mejora de puertos, y la construcción de faros y 

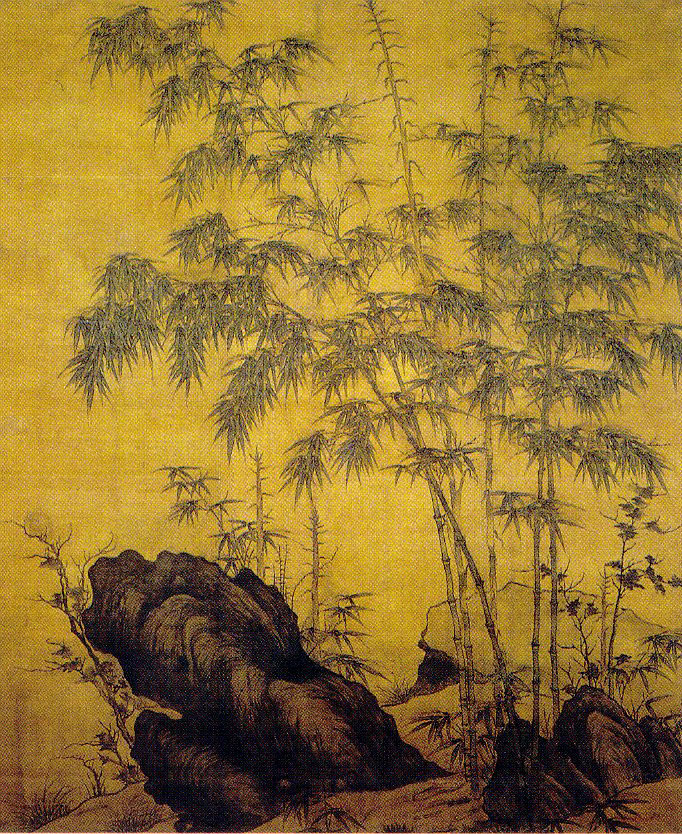
Li kan Bambú y Rocas

almacenes marítimos para apoyar el comercio marítimo con el extranjero, incluidos los principales puertos marítimos internacionales, como Quanzhou, Guangzhou y Xiamen, que mantenían el comercio de China. La dinastía Song estableció la primera armada permanente de China en 1132, con una sede en Dinghai. Con una armada permanente, los Song estaban preparados para enfrentarse a las fuerzas navales Jin en el río Yangtze en 1161, en la Batalla de Tangdao y en la Batalla de Caishi. Durante estas batallas, la armada Song empleó veloces naves de guerra impulsadas por paletas armadas con catapultas a bordo de las cubiertas que lanzaban bombas de pólvora. Aunque las fuerzas Jin comandadas por Wanyan Liang (el Príncipe de Granizo) contaban con 70.000 hombres en 600 buques de guerra, y las fuerzas Song solo 3.000 hombres en 120 buques de guerra, las fuerzas de la dinastía Song vencieron en ambas batallas debido al poder destructivo de las bombas y los ataques rápidos en naves de paletas. La fuerza de la armada se enfatizó fuertemente después de eso. Un siglo después de que se fundó la armada, había crecido en tamaño a 52.000 infantes de marina de combate.
El gobierno Song confiscó tierras propiedad de la aristocracia terrateniente con el fin de recaudar ingresos para estos proyectos, un acto que causó pérdida de lealtad entre los principales miembros de la sociedad Song, pero no detuvo los preparativos defensivos. Las cuestiones financieras empeoraron por el hecho de que muchas familias adineradas utilizaron sus conexiones sociales con los funcionarios para obtener la exención de impuestos.
Aunque la dinastía Song pudo contener a los Jin, un nuevo enemigo llegó al poder sobre la estepa, los desiertos y las llanuras al norte de la dinastía Jin. Los mongoles, liderados por Genghis Khan (1206-1227), inicialmente invadieron a la dinastía Jin en 1205 y 1209, participando en grandes incursiones a través de sus fronteras, y en 1211 un enorme ejército mongol fue reunido 

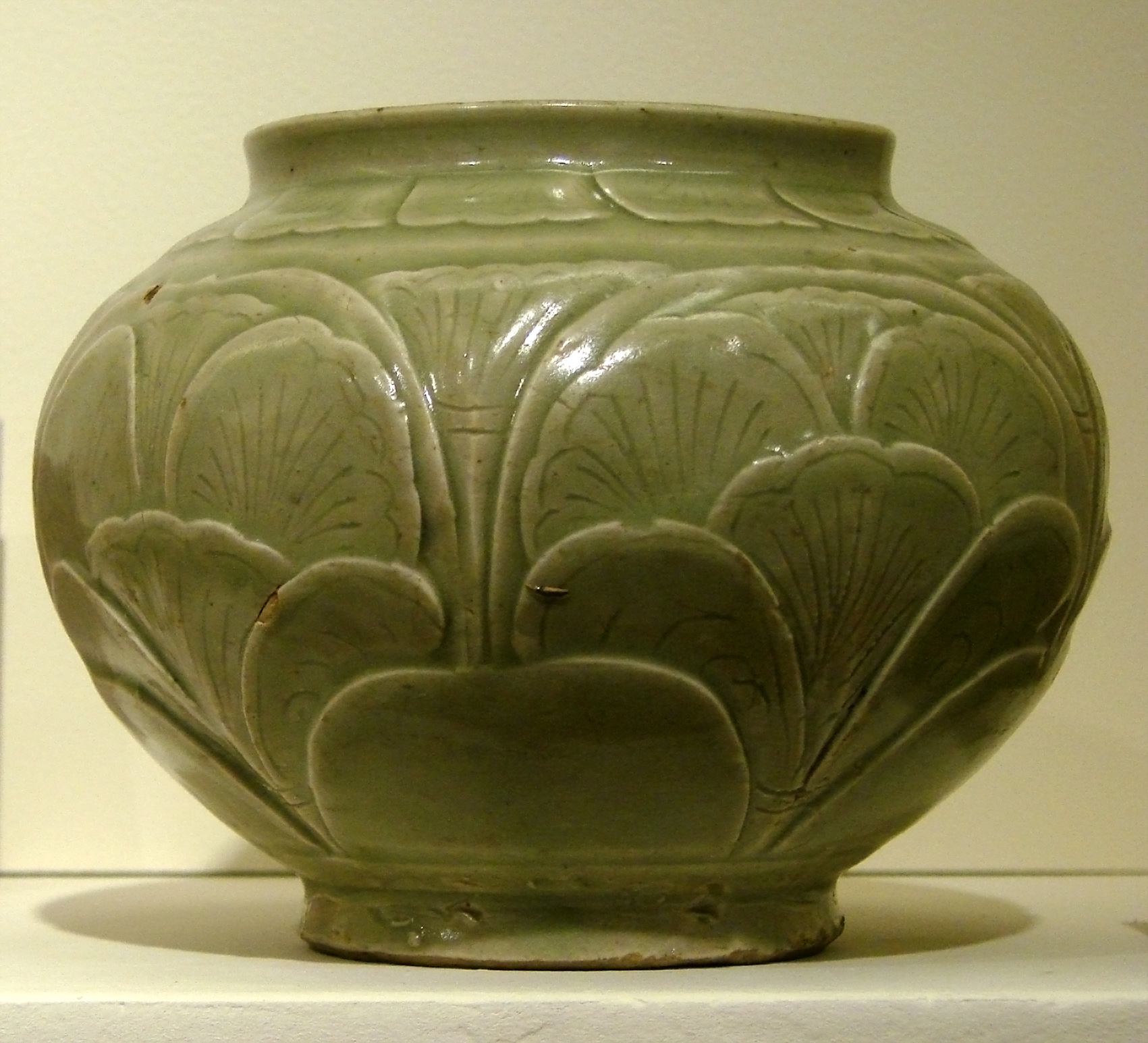
Pequeña jarra Song. Musée Guimet

para invadir a los Jin. La dinastía Jin se vio obligada a someterse y rendir tributo a los mongoles como vasallos; cuando los Jin repentinamente trasladaron su ciudad capital de Beijing a Kaifeng, los mongoles vieron esto como una revuelta. Bajo el liderazgo de Ögedei Khan (1229-1241), tanto la dinastía Jin como la dinastía Xia occidental fueron conquistadas por las fuerzas mongolas. Los mongoles también invadieron Corea, el califato abasí del Medio Oriente y el Rus de Kiev.
Los mongoles se aliaron con los Song, pero esta alianza se rompió cuando Song recuperó las antiguas capitales imperiales de Kaifeng, Luoyang y Chang'an en el colapso de la dinastía Jin. El líder mongol Möngke Khan dirigió una campaña contra el Song en 1259, pero murió el 11 de agosto durante la Batalla de la Fortaleza Diaoyu en Chongqing. La muerte de Möngke y la consiguiente crisis de sucesión llevó a Hulagu Khan a sacar a la mayor parte de las fuerzas mongoles del Medio Oriente donde estaban preparadas para luchar contra los mamelucos egipcios (que derrotaron a los mongoles restantes en Ain Jalut). Aunque Hulagu se alió con Kublai Khan, sus fuerzas no pudieron ayudar en el asalto contra el Song, debido a la guerra de Hulagu con la Horda de Oro.  Kublai continuó el asalto contra el Song, obteniendo un punto de apoyo temporal en las riberas meridionales del Yangtze. Kublai hizo preparativos para tomar Ezhou, pero una guerra civil pendiente con su hermano Ariq Böke -un reclamante rival del Khaganato Mongol- forzó a Kublai a regresar al norte con la mayor parte de sus fuerzas. En ausencia de Kublai, el Canciller Jia Sidao ordenó a las fuerzas Song que realizaran un asalto inmediato y lograron empujar a las fuerzas mongolas a las riberas septentrionales del Yangtse. Hubo escaramuzas fronterizas menores hasta 1265, cuando Kublai ganó una batalla significativa en Sichuan.

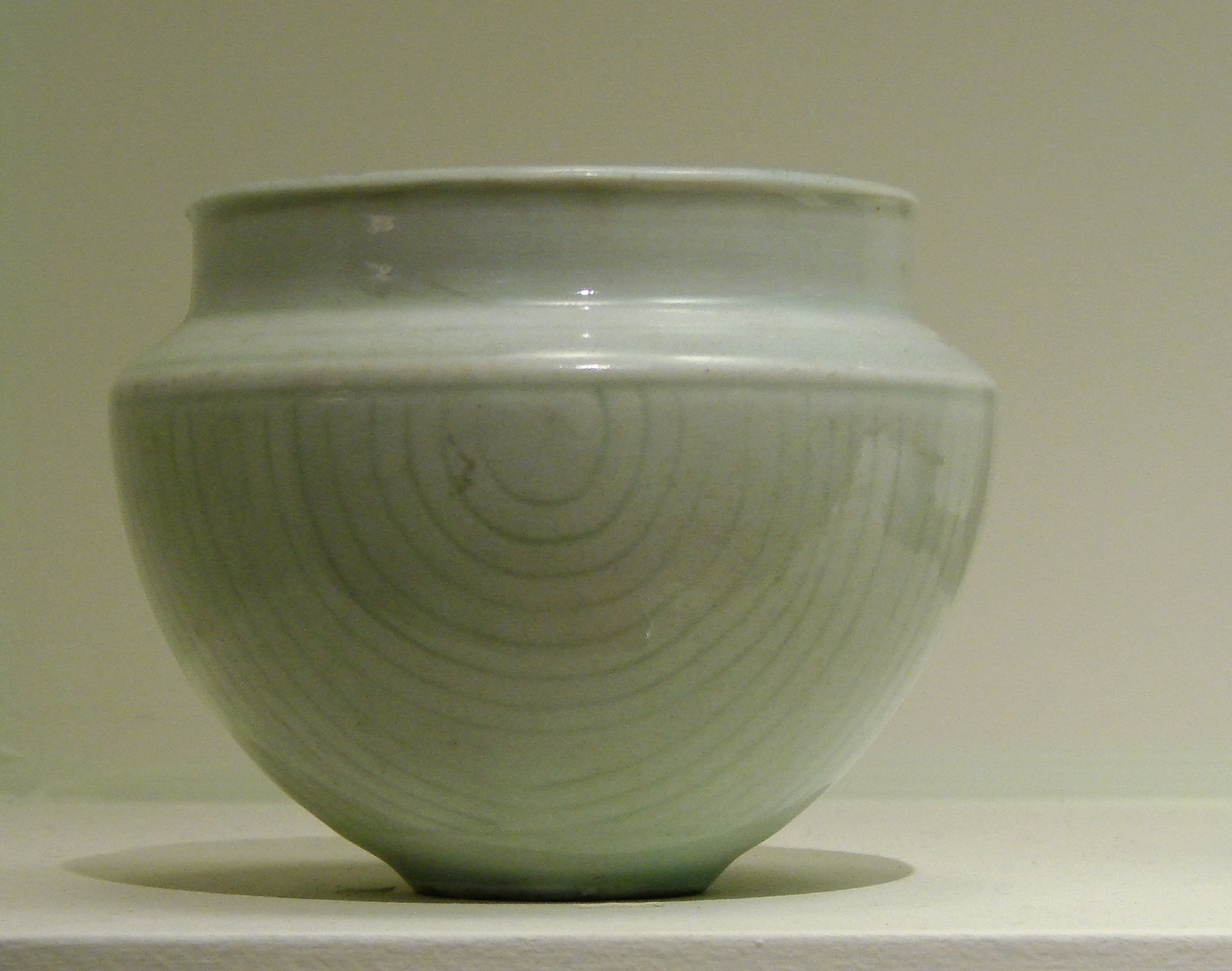
Porcelana china Song. Museo Guimet

De 1268 a 1273, Kublai bloqueó el río Yangtze con su armada y sitió a Xiangyang, el último obstáculo en su camino para invadir la rica cuenca del río Yangtze. Kublai declaró oficialmente la creación de la dinastía Yuan en 1271. En 1275, una fuerza Song de 130.000 soldados bajo el canciller Jia Sidao fue derrotada por el nuevo comandante en jefe de Kublai. En la batalla de Yamen en el delta del río Perla en 1279, el ejército Yuan, dirigido por el general Zhang Hongfan, finalmente aplastó la resistencia Song. El último gobernante, el emperador de 8 años Huaizong de Song, se suicidó, junto con el primer ministro Lu Xiufu y 800 miembros del clan real.

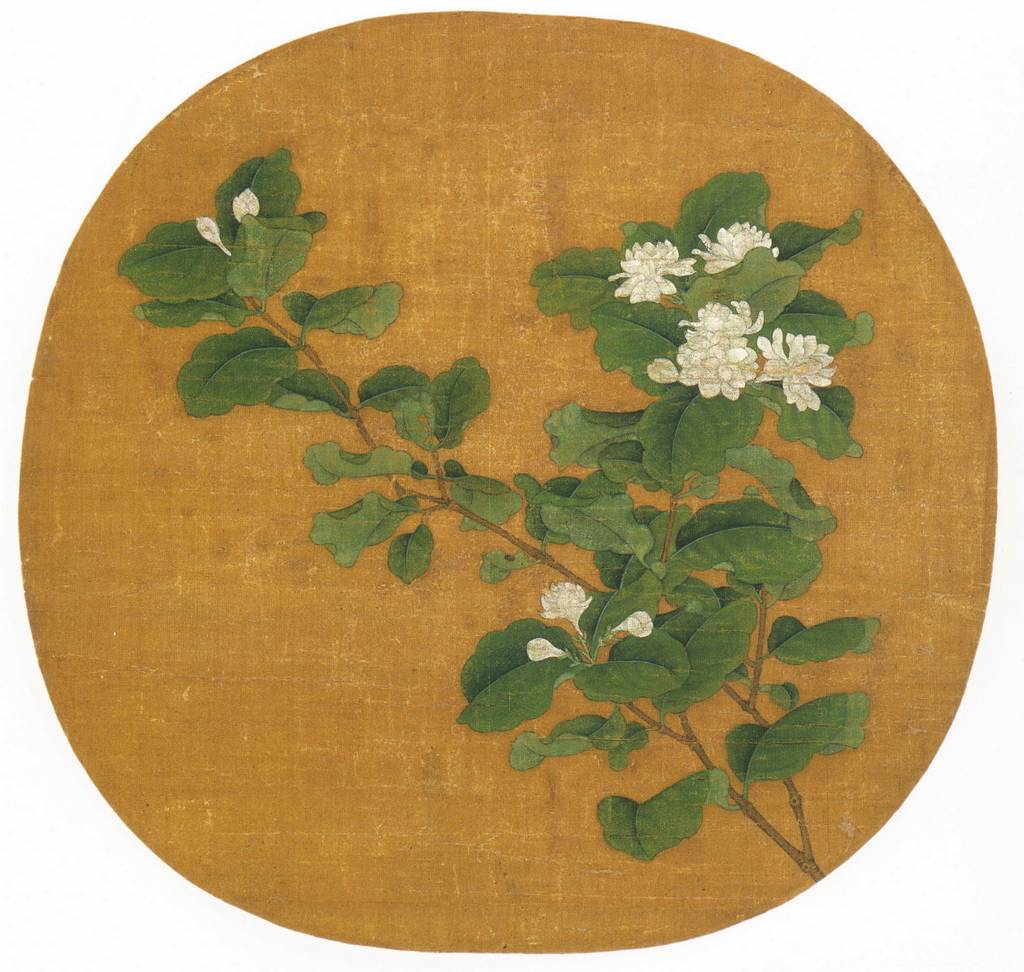
Pequeña pintura de flores de jazmín del siglo XII

#### Industria Song

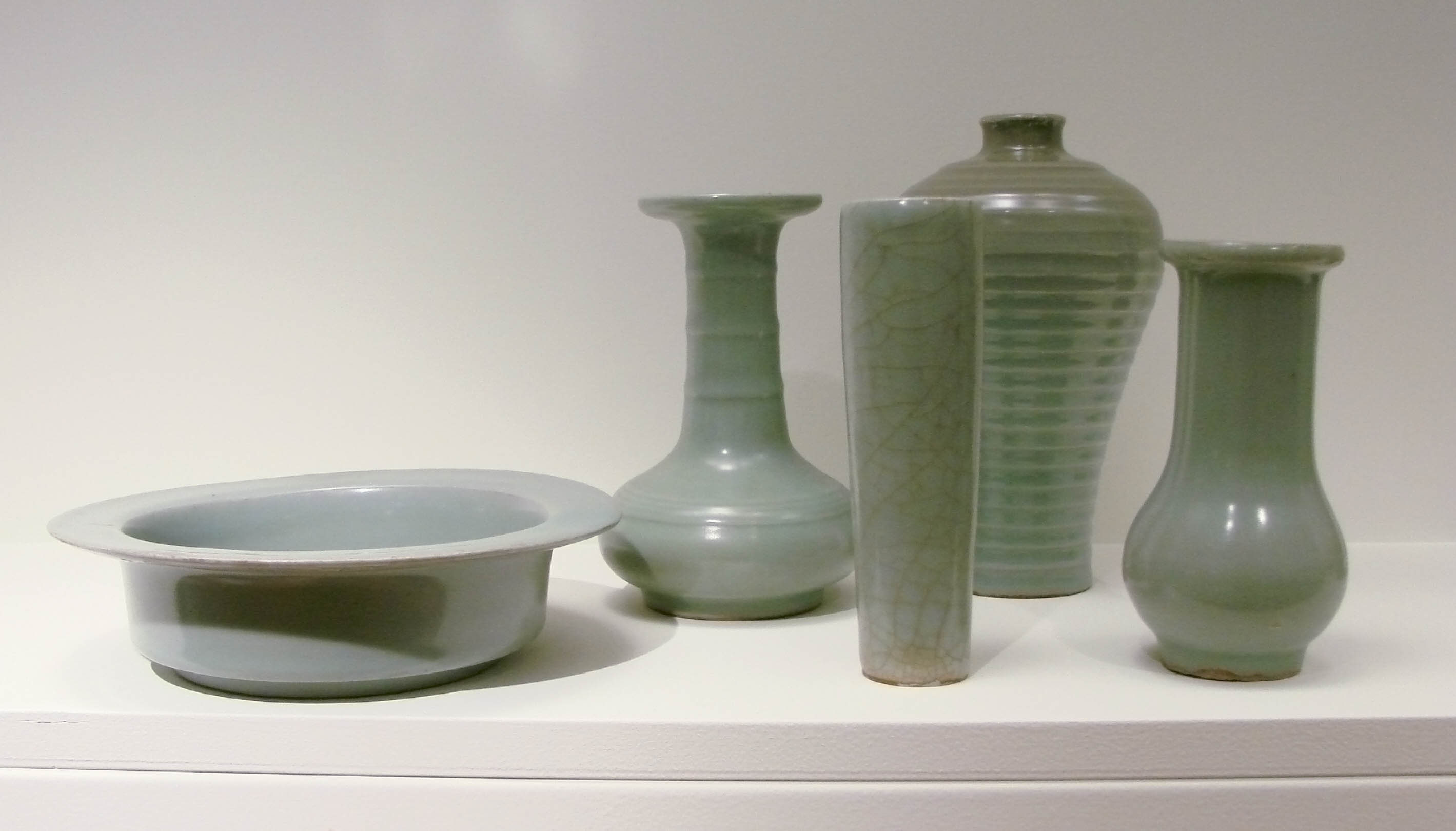
Porcelanas chinas del. Museo Guimet

Durante el siglo XI, China desarrolló tecnologías sofisticadas para extraer y usar carbón para obtener energía, lo que llevó a una producción de hierro creciente. La producción de hierro se quintuplicó del año 800 al 1078, a alrededor de 114,000 toneladas métricas, sin contar la producción de hierro no registrada. Inicialmente, el gobierno restringió la industria del hierro, pero las restricciones a la fundición privada se levantaron después de la petición del oficial prominente Bao Qingtian (999-1062) al gobierno. La producción de otros metales también se disparó. La producción oficialmente registrada de plata, bronce, estaño y plomo aumentó a 3, 23, 54 y 49 veces la de los niveles Tang. La producción de Sal oficialmente registrada también aumentó al menos un 57%.

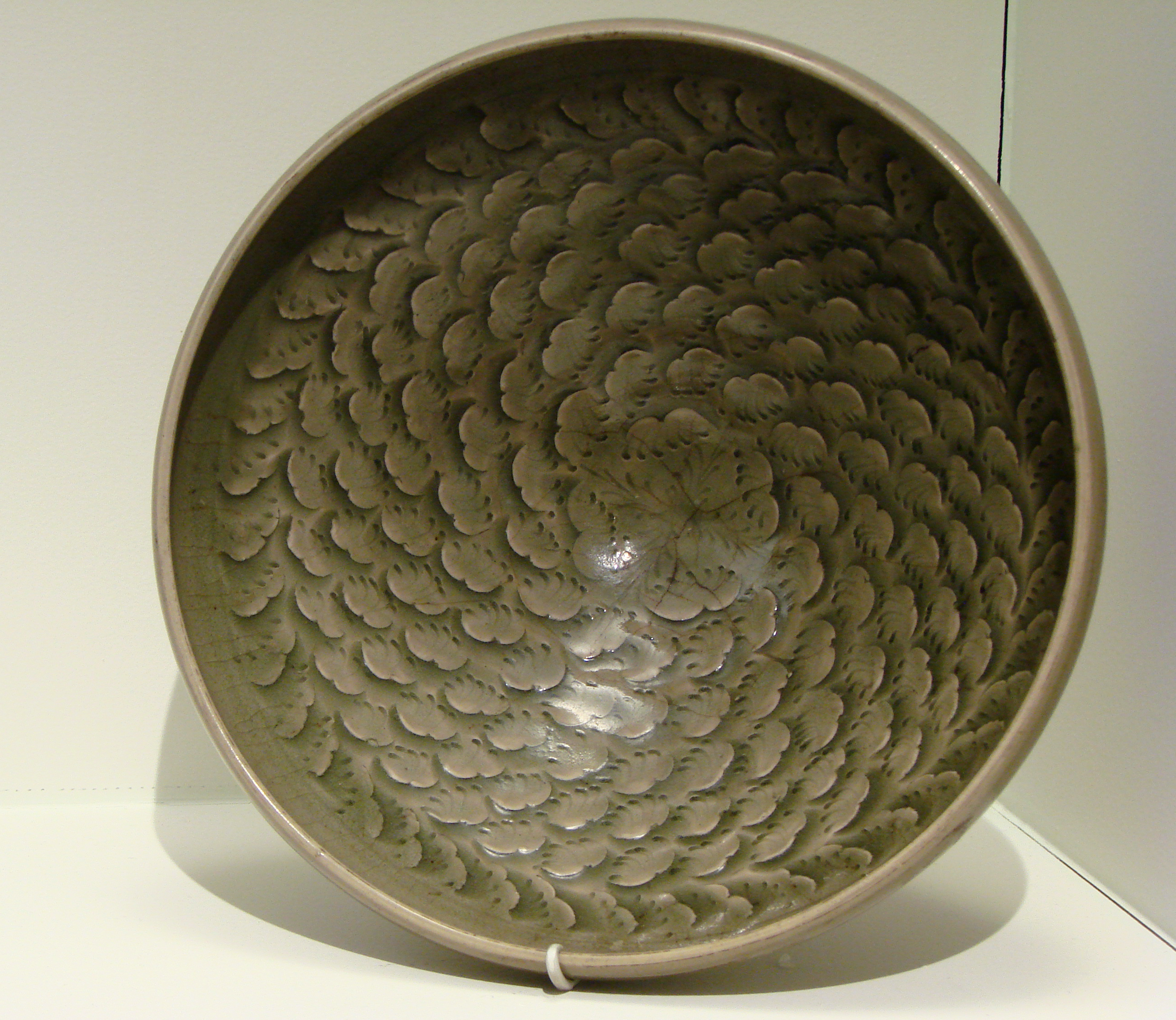
Plato Song de Yaozhou. Museo Guimet

El gobierno reglamentó varias otras industrias. El azufre, un ingrediente de la pólvora, una nueva y crucial arma introducida durante la dinastía Tang, se convirtió en una industria en crecimiento, y en 1076 se puso bajo el control del gobierno. En la provincia de Sichuan, los ingresos del monopolio del té se utilizaron para comprar caballos para las fuerzas de caballería de los Song. El canciller Wang Anshi instaló monopolios en varias industrias, lo que provocó controversia.

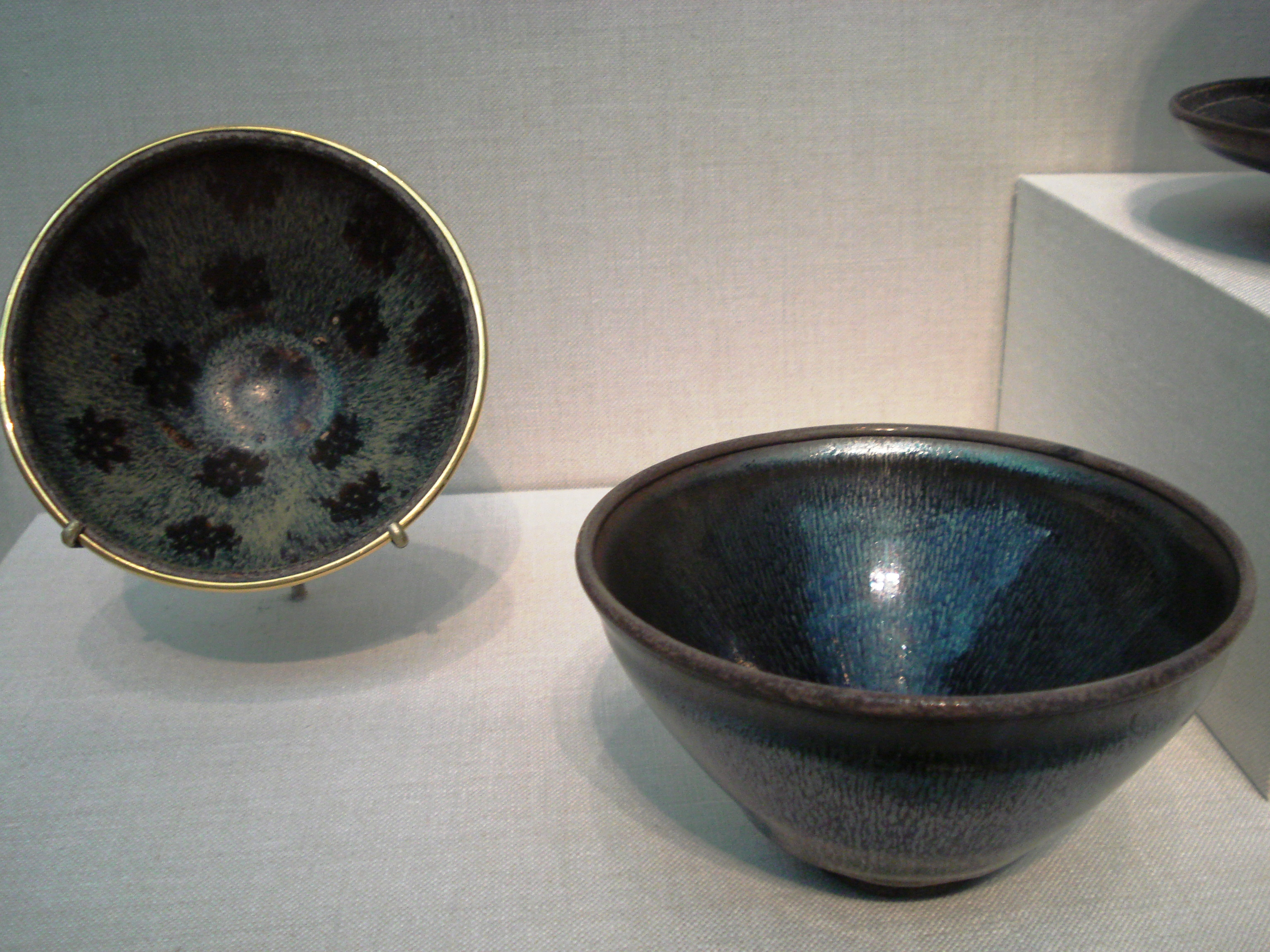
Boles de Té Song

Con el fin de abastecer el boom en el hierro y otras industrias, la producción de las minas aumentó masivamente. Cerca de Bianjing, la capital de Song, según una estimación, más de un millón de hogares usaban carbón para calefacción, lo que indica la magnitud del uso del carbón. Las industrias ligeras también comenzaron a prosperar durante los Song, incluida la porcelana, que reemplazó a la alfarería, la construcción naval y los textiles. Comparado con la era Tang, la producción textil aumentó un 55%. El historiador Xie Qia estima que más de 100.000 hogares estaban trabajando en la producción textil en tiempos de los Song, un indicador de la magnitud de la industria textil Song. La tasa de urbanización de la era Song aumentó al 12%, en comparación con el 10% durante los Tang.

#### Agricultura Song

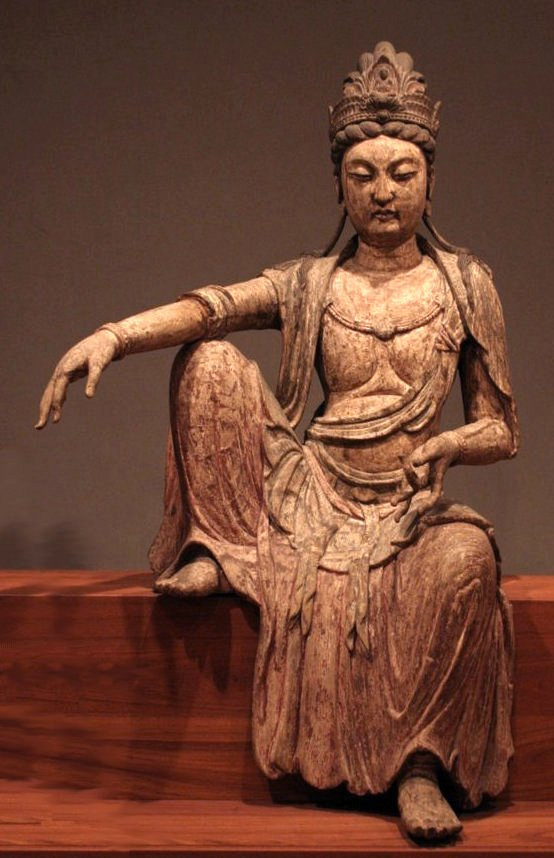
Kuan-yan bodhisattva, China, c. 1025, Honolulu Academy of Arts

La agricultura avanzó mucho bajo los Song. El gobierno Song comenzó una serie de proyectos de irrigación que aumentaron las tierras cultivables y alentó a los campesinos a cultivar más tierra. El área total de tierra cultivada se incrementó en gran medida a 720 millones de mou, una cifra no superada por las dinastías posteriores. Se cultivaron diversos cultivos, a diferencia de los monocultivos de dinastías anteriores. Cultivos especializados como naranjas y caña de azúcar se plantaron regularmente junto con arroz. A diferencia del campesinado autosuficiente anterior de las épocas Han y Tang, las familias rurales producían un excedente que podía venderse. El ingreso les permitió a las familias no solo comprar comida, sino también carbón, té, aceite y vino. Muchos campesinos Song complementaron sus ingresos con trabajos de artesanía.

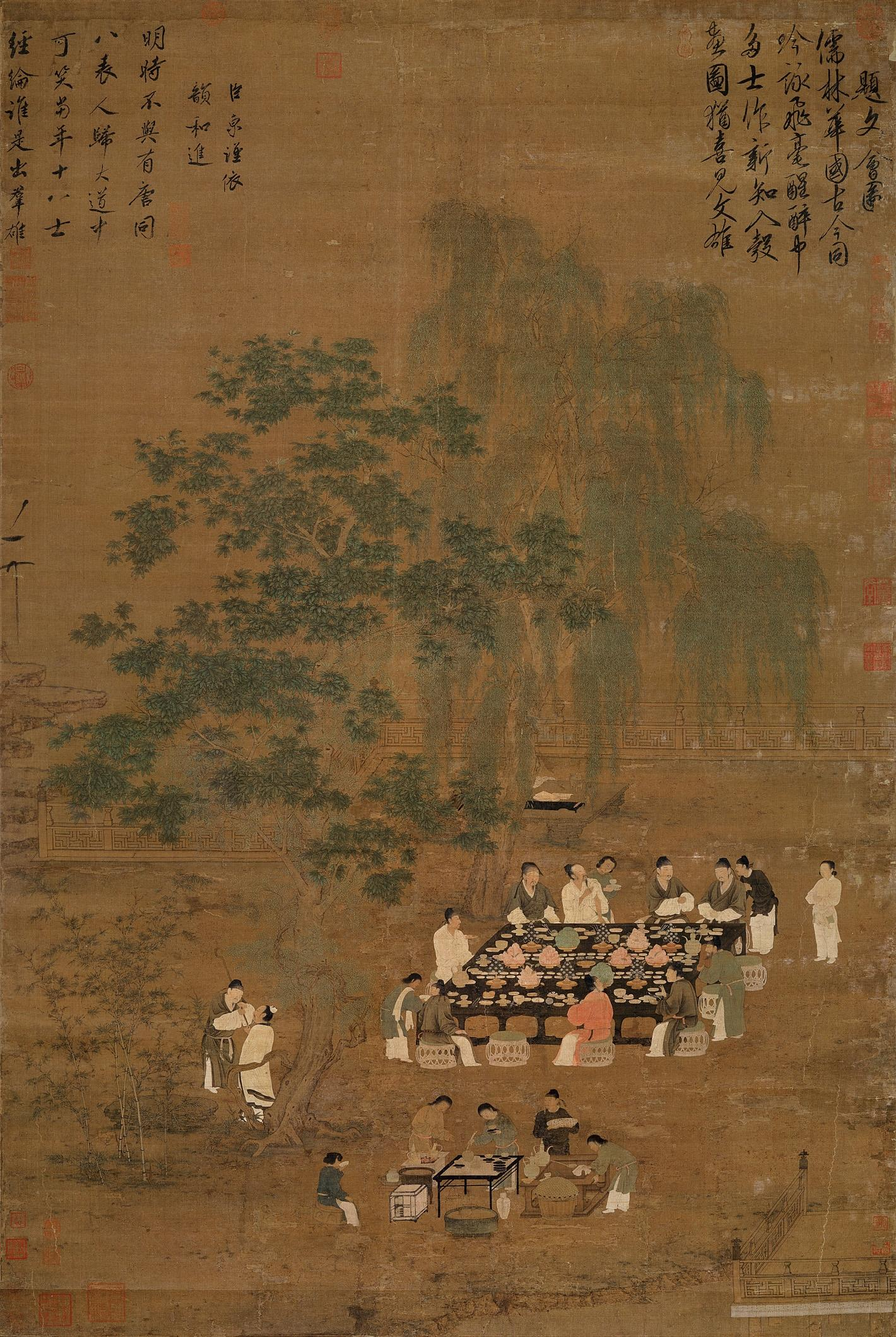
Banquete en la época Song

Las nuevas herramientas, como la rueda de agua, mejoraron enormemente la productividad. Aunque la mayoría de los campesinos en China todavía eran principalmente agricultores de arroz, algunos agricultores se especializaron en ciertos cultivos. Por ejemplo, Luoyang era conocido por su cultivo de flores; los precios de las flores alcanzaron precios tan exorbitantes que un tulipán alcanzó el precio de 10.000 monedas. Una nueva cosecha importante introducida durante los Song fue el arroz Champa, una nueva raza que tuvo rendimientos superiores a las formas anteriores de arroz y aumentó en gran medida la producción de arroz. La práctica de cultivos múltiples, que aumentó los rendimientos por parte de los granjeros permitió cosechar arroz dos veces al año y fue una innovación clave de la era Song. La producción agrícola por metro se duplicó para el sur de China, mientras que aumentó solo ligeramente en el norte. Los estudiosos ofrecen "estimaciones conservadoras" que sugieren que los rendimientos agrícolas aumentaron al menos un 20% durante la era Song. Otros eruditos señalan que aunque la tierra imponible aumentó solo un 5% durante los Song, la cantidad real de ingresos de granos aumentó en un 46%. 

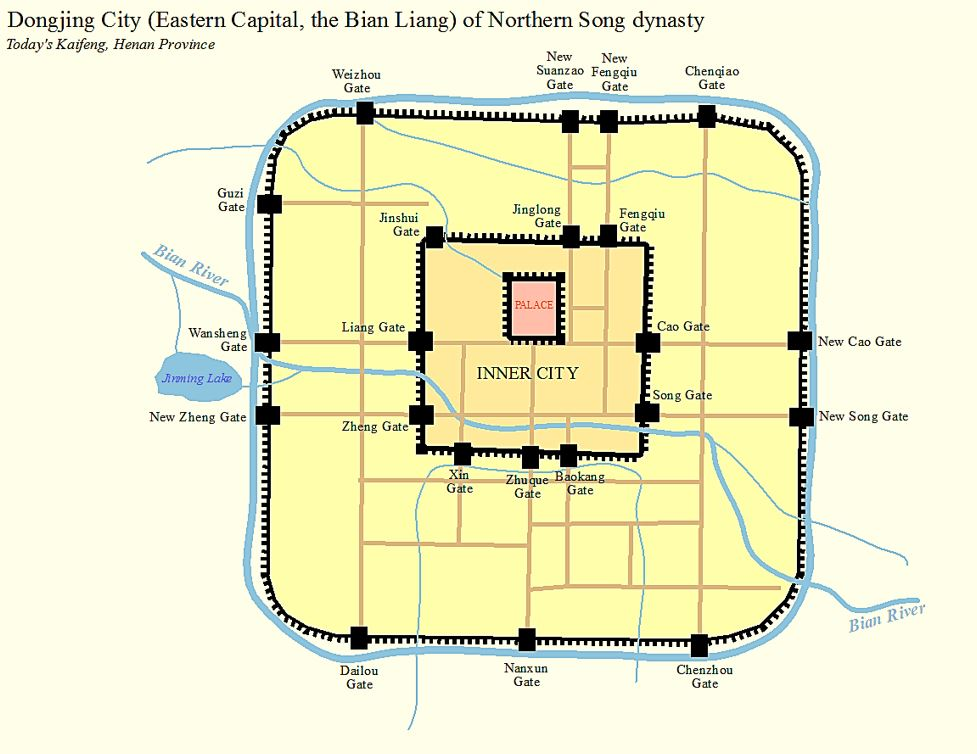
Kaifeng en la época de Song del norte

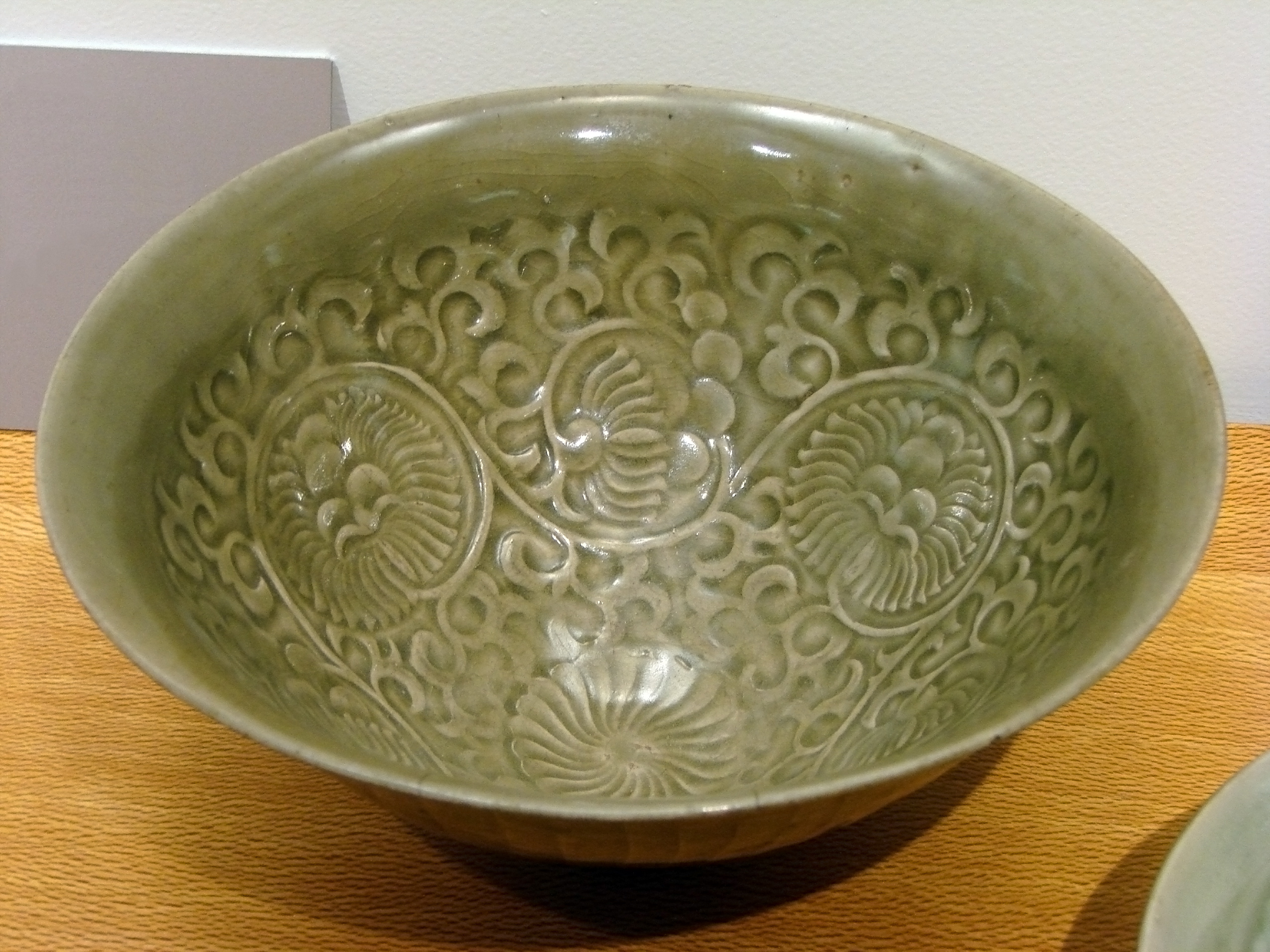
Gres chino Song. Museo Guimet

La organización agrícola también cambió. A diferencia de los Han y Tang, donde la agricultura estaba dominada por agricultores autosuficientes, o el período anterior a la guerra y la era de división (período entre Han y Tang), que estaba dominado por terratenientes aristocráticos, durante el Song la agricultura estaba dominada por terratenientes no aristocráticos. La mayoría de los agricultores ya no poseía su tierra; se convirtieron en inquilinos de estos terratenientes, que desarrollaron la economía rural a través de la inversión. Este sistema de agricultura continuará hasta el establecimiento de la República Popular de China bajo Mao.

#### Comercio Song

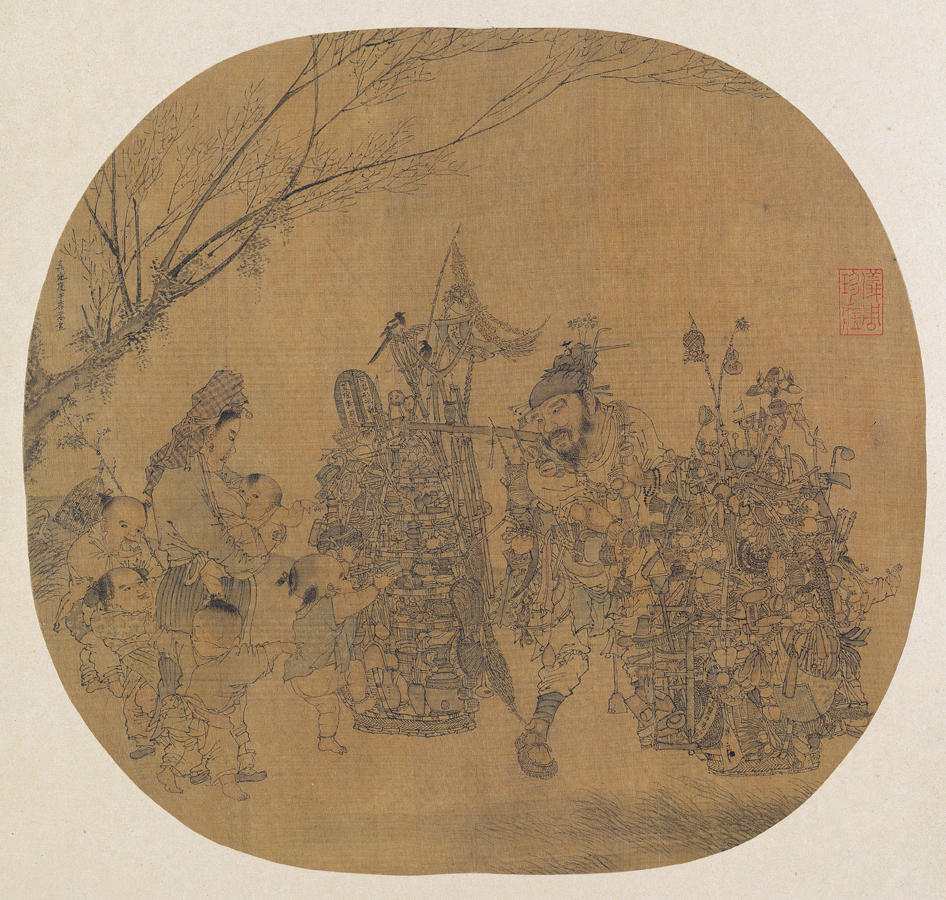
Li Sung. Vendedor ambulante. 1210

Durante la dinastía Song, la clase mercantil se volvió más sofisticada, respetada y organizada. La riqueza acumulada de la clase mercantil a menudo rivalizaba con la de los funcionarios académicos que administraban los asuntos del gobierno. Por sus habilidades organizativas, Ebrey, Walthall y Palais afirman que los comerciantes de la dinastía Song:
   "... establecer alianzas y sociedades anónimas, con una separación de propietarios (accionistas) y gerentes. En las grandes ciudades, los comerciantes se organizaban en gremios de acuerdo con el tipo de producto vendido; establecían precios periódicamente y organizaban las ventas de los mayoristas a los propietarios de tiendas. Cuando el gobierno requisó bienes o tasó impuestos, se ocupó de los jefes de gremio."
Desafortunadamente, al igual que sus contrapartes en Europa, estos gremios restringieron el crecimiento económico a través de la colaboración con el gobierno para restringir la competencia. 

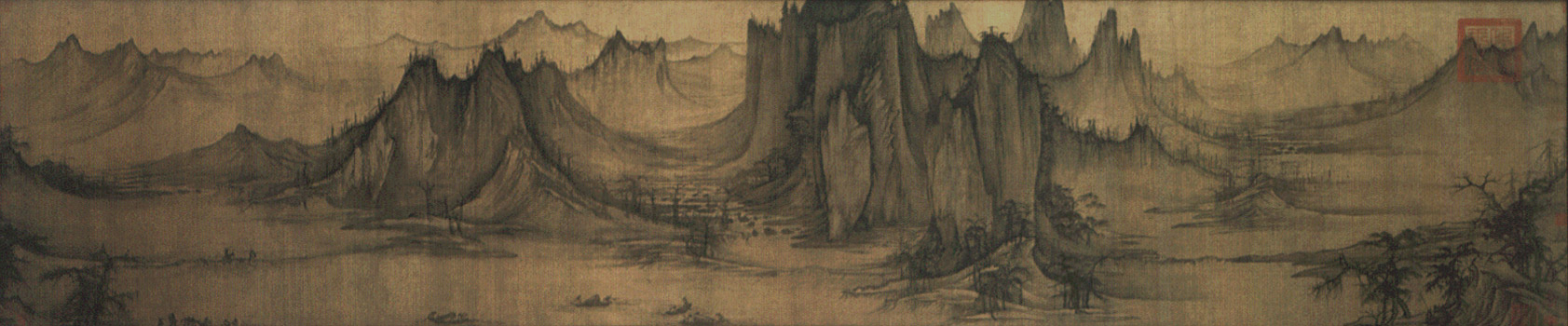
Pescadores. Época Song

Las grandes empresas privadas dominaban el sistema de mercado de la China urbana. Hubo un gran mercado negro, que creció después de la conquista de los Jur'chen del norte de China en 1127. Alrededor de 1160, los mercaderes negros pasaron de contrabando entre 70 y 80 mil cabezas de ganado.

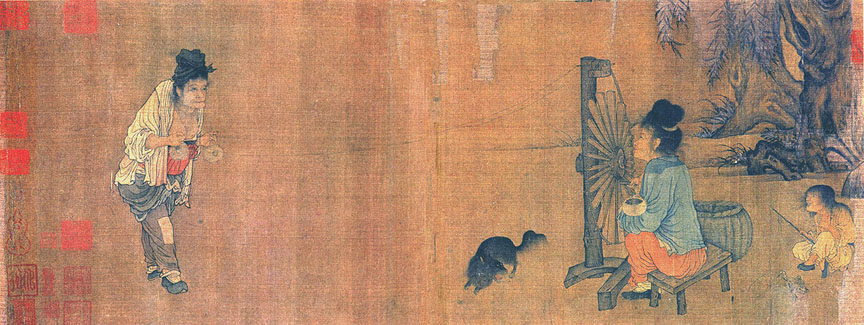
Wang Juzheng. Rueda giratoria de hilado. Época Song

Hubo muchos hornos pequeños exitosos y tiendas de cerámica propiedad de familias locales, junto con prensas de aceite, tiendas de elaboración de vino y negocios de fabricación de papel. El "... posadero, el pequeño adivino, el herborista, el traficante de telas" también experimentaron un mayor éxito económico.

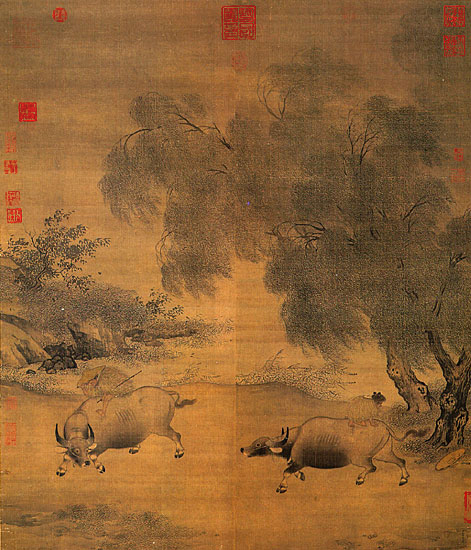
Li Di, Bueyes. Época Song

La abolición de las restricciones al comercio ayudó mucho a la economía. El comercio aumentó en frecuencia y podría llevarse a cabo en cualquier lugar, en contraste con períodos anteriores donde el comercio estaba restringido a las áreas 'Fang' y 'Shi'. En todas las ciudades principales de la dinastía Song, se abrieron muchas tiendas. Con frecuencia, las tiendas que vendían el mismo producto se concentraban en un área urbana. Por ejemplo, todas las tiendas de arroz ocuparían una calle, y todas las tiendas de pescado ocuparían otra. A diferencia de la posterior dinastía Ming, la mayoría de los negocios durante la dinastía Song eran de productores y minoristas, que vendían los productos que producían, creando así una mezcla de artesanía y comercio. Aunque la dinastía Song vio algunas grandes empresas, la mayoría de las empresas eran pequeñas.

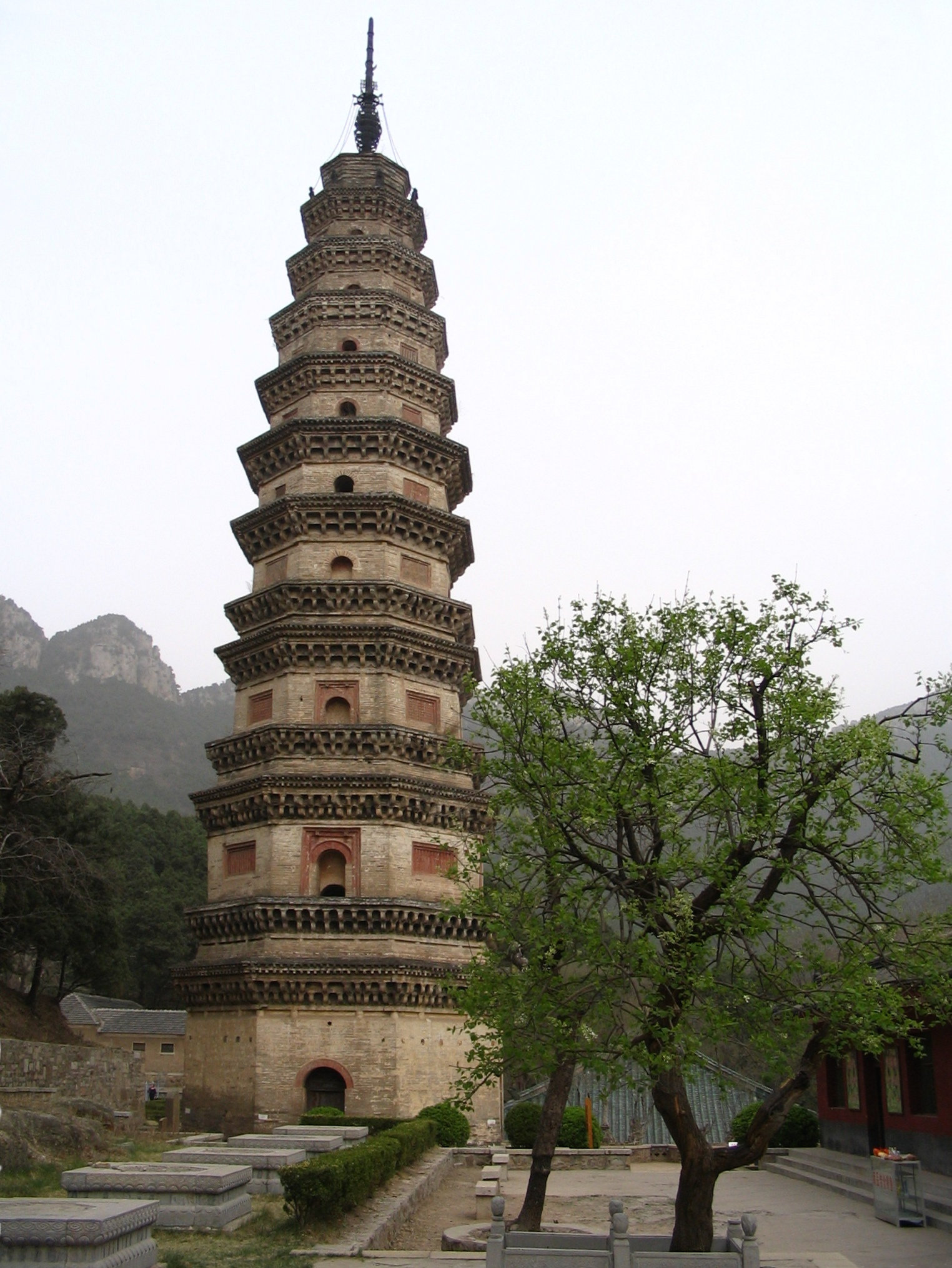
Pagoda en Lingyan Si. Construida en 1063, se derrumbó en 1210 i fue reconstruida bajo principios de geomancia en 1223.

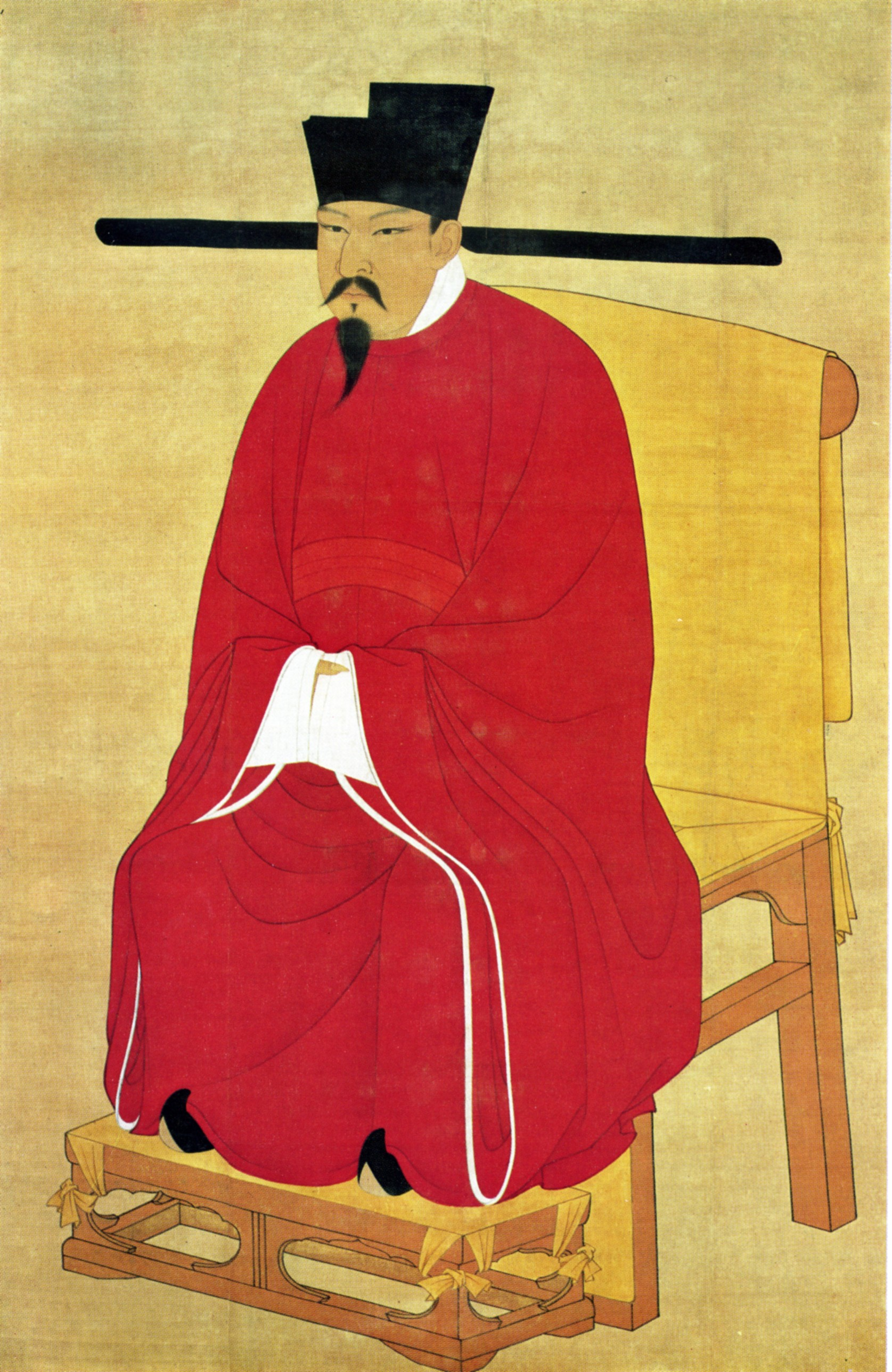
El Emperador Shenzong de Song, protector de Wang Anshi

El comercio exterior también prosperó con la invención de la brújula y el estímulo de los gobernantes Song. Los avances en las tecnologías de navegación permitieron el comercio y la inversión a gran escala. Los chinos de la era Song podían llevar a cabo grandes operaciones de comercio exterior, lo que daba a los comerciantes una gran fortuna. Las empresas comerciales de la era Song se volvieron muy complejas. 

#### Moneda Song
La próspera economía Song dio como resultado un aumento en la acuñación de moneda. En 1085, la producción de cobre alcanzó los 6.000 millones de monedas al año, frente a los 5.860 millones de 1080. Cada año se acuñaban 327 millones de monedas en el próspero período Tianbao de la dinastía Tang, de 742 a 755.
Los recibos de depósito en papel aparecieron por primera vez en el siglo X, pero los primeros recibos oficialmente patrocinados se introdujeron en la provincia de Sichuan, donde la moneda era metálica y extremadamente pesada. A pesar de que las empresas comenzaron a emitir letras de cambio privadas, a mediados del siglo XI el gobierno central introdujo su papel moneda, producido utilizando la impresión en madera y respaldado por monedas de bronce. El gobierno de Song también había estado acumulando grandes cantidades de papel tributo. Cada año antes de 1101, la prefectura de Xinan (moderna Xi-xian, Anhui) envió 1.500.000 hojas de papel en siete variedades diferentes a la capital en Kaifeng. En Song del sur, se usó moneda estándar con un valor nominal marcado. Sin embargo, la falta de estándares hizo que los valores faciales fluctuaran enormemente. No se produjo una moneda en papel estándar nacional hasta 1274, dos años antes de la caída de Song del sur.

#### Administración fiscal de los Song

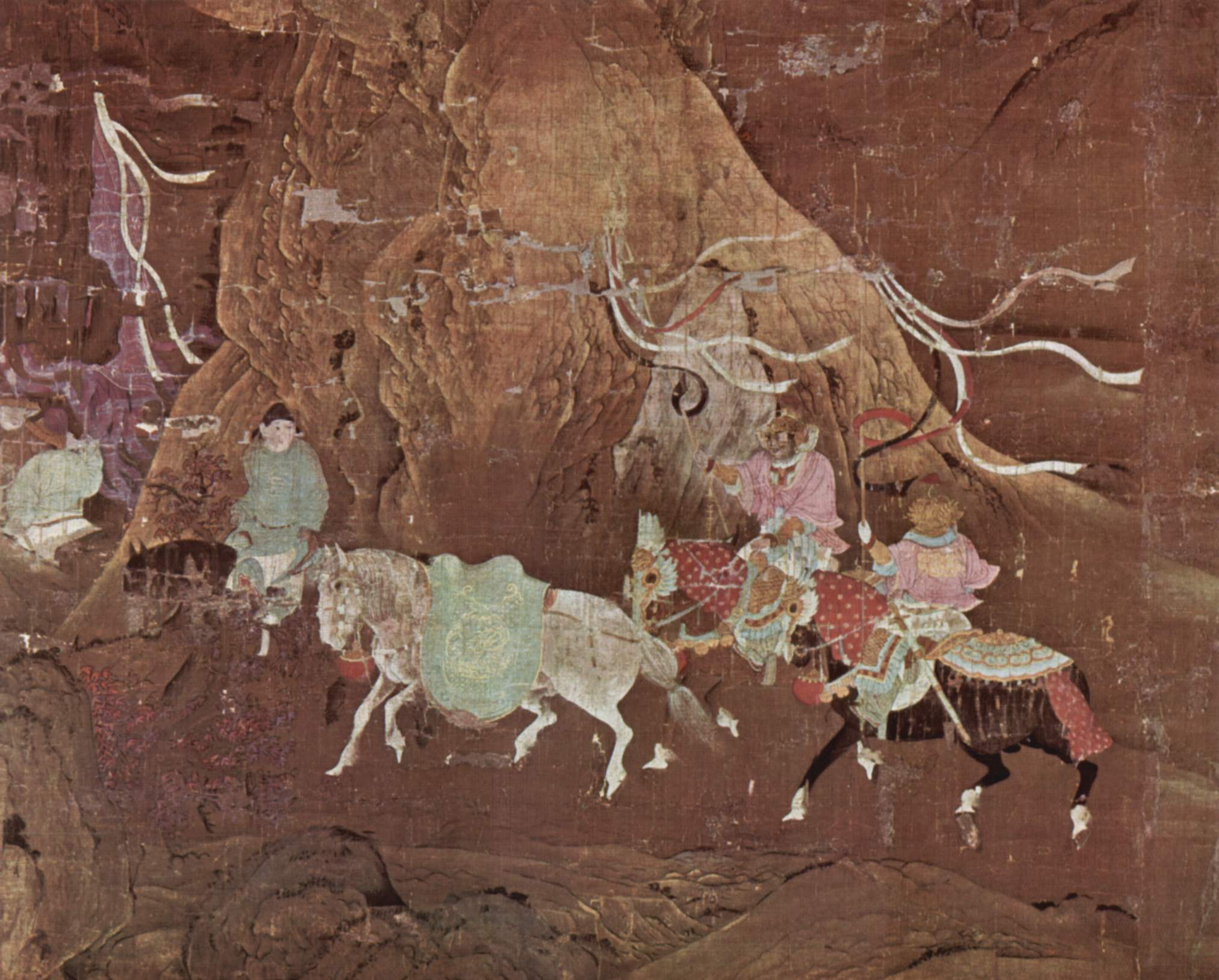
Arrieros en la época Song

El gobierno Song instituyó un sistema impositivo sobre la agricultura en el que se recaudaba un impuesto sobre el valor de la propiedad dos veces al año, que representaba aproximadamente el 10% de los ingresos.  Sin embargo, el nivel real fue más alto debido a numerosos recargos. Los impuestos comerciales fueron alrededor del 2%. Sin embargo, en un cambio importante respecto de las prácticas Tang, Song no intentó regular los precios y los mercados, con la excepción del tiempo de Wang Anshi, aunque también instituyó un monopolio indirecto de la sal, en el que los comerciantes tenían que entregar grano al estado antes de que se les permitiera vender sal.

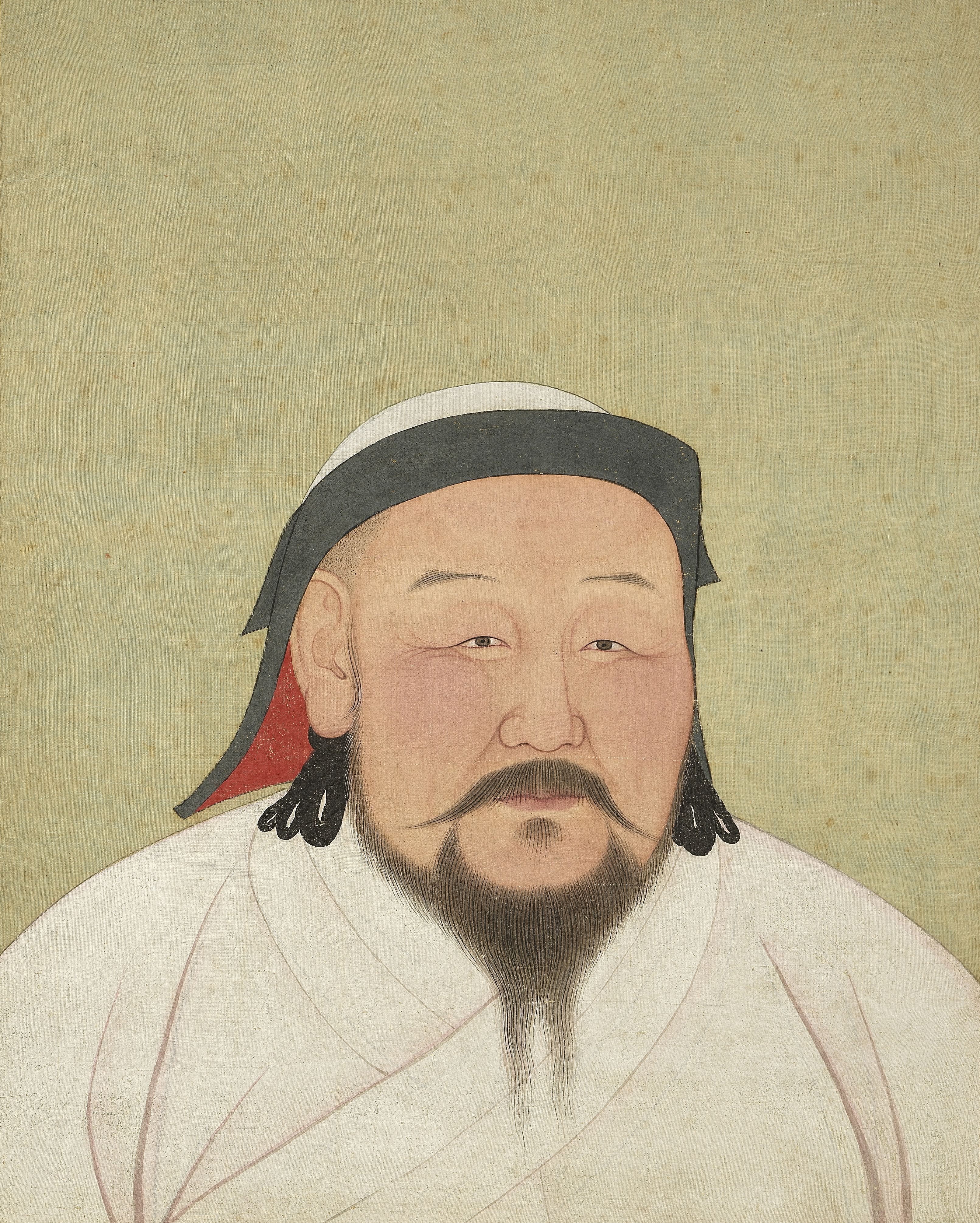
Khublai Khan

En 1069, Wang Anshi, canciller durante el reinado de Shenzong, cuyas ideas eran similares al estado de bienestar moderno, se convirtió en canciller. Creyendo que el estado debe proveer para la gente, y presionado por la necesidad de ingresos para librar una guerra irredentista contra los Xi Xia y Liao, inició una serie de reformas. Estas reformas incluyeron la nacionalización de industrias como el té, la sal y el licor, y la adopción de una política de transporte directo de bienes en abundancia en una región a otra, lo que Wang creía que eliminaría la necesidad de los comerciantes. Otras políticas incluían un programa de crédito rural para campesinos, la sustitución de mano de obra de corvea con un impuesto, préstamos a los campesinos caballos militares para su uso en tiempo de paz, entrenamiento militar obligatorio para civiles y un "buró de intercambio de mercado" para fijar los precios. Estas políticas fueron extremadamente polémicas, especialmente para los confucianos ortodoxos que favorecieron el laissez faire, y fueron derogadas en gran parte después de la muerte de Wang Anshi, excepto durante el reinado del emperador Huizong.

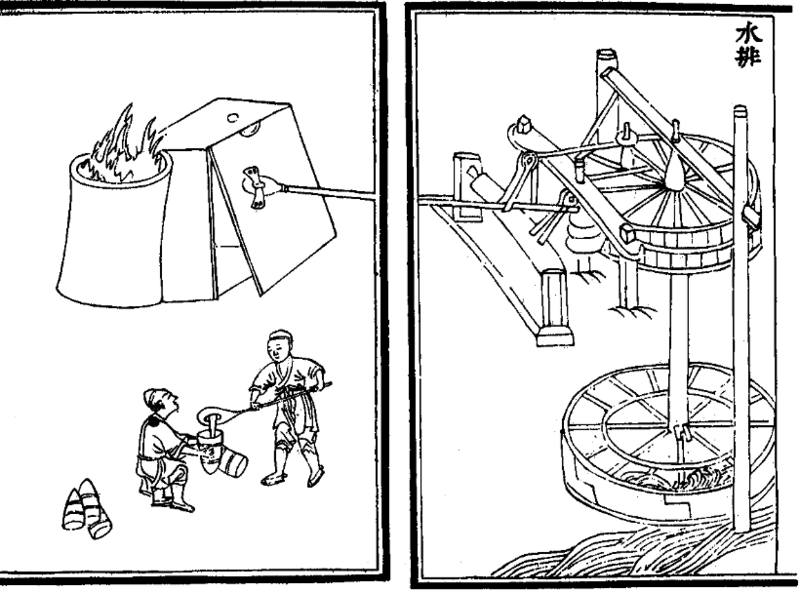
Dinastía Yuan. Un conjunto de ruedas hidráulicas para operar un alto horno que producía hierro, una ilustración del Nong Shu (農 書) publicada por el oficial Wang Zhen en 1313

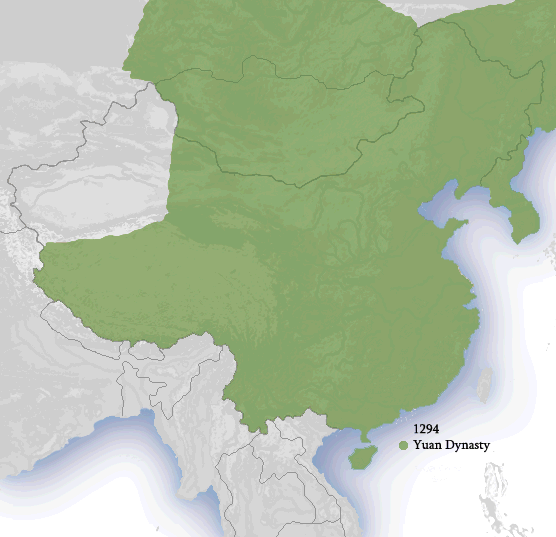
Dinastía Yuan 1294

Un segundo intento, más serio, de intervenir en la economía ocurrió a fines del siglo XIII, cuando la dinastía Song sufrió problemas fiscales al intentar defenderse de las invasiones mongolas. El Canciller Jia Sidao intentó resolver el problema a través de la nacionalización de la tierra, una política a la que se opuso fuertemente la población y luego se retiró.

### Dinastía Yuan (1271-1368)

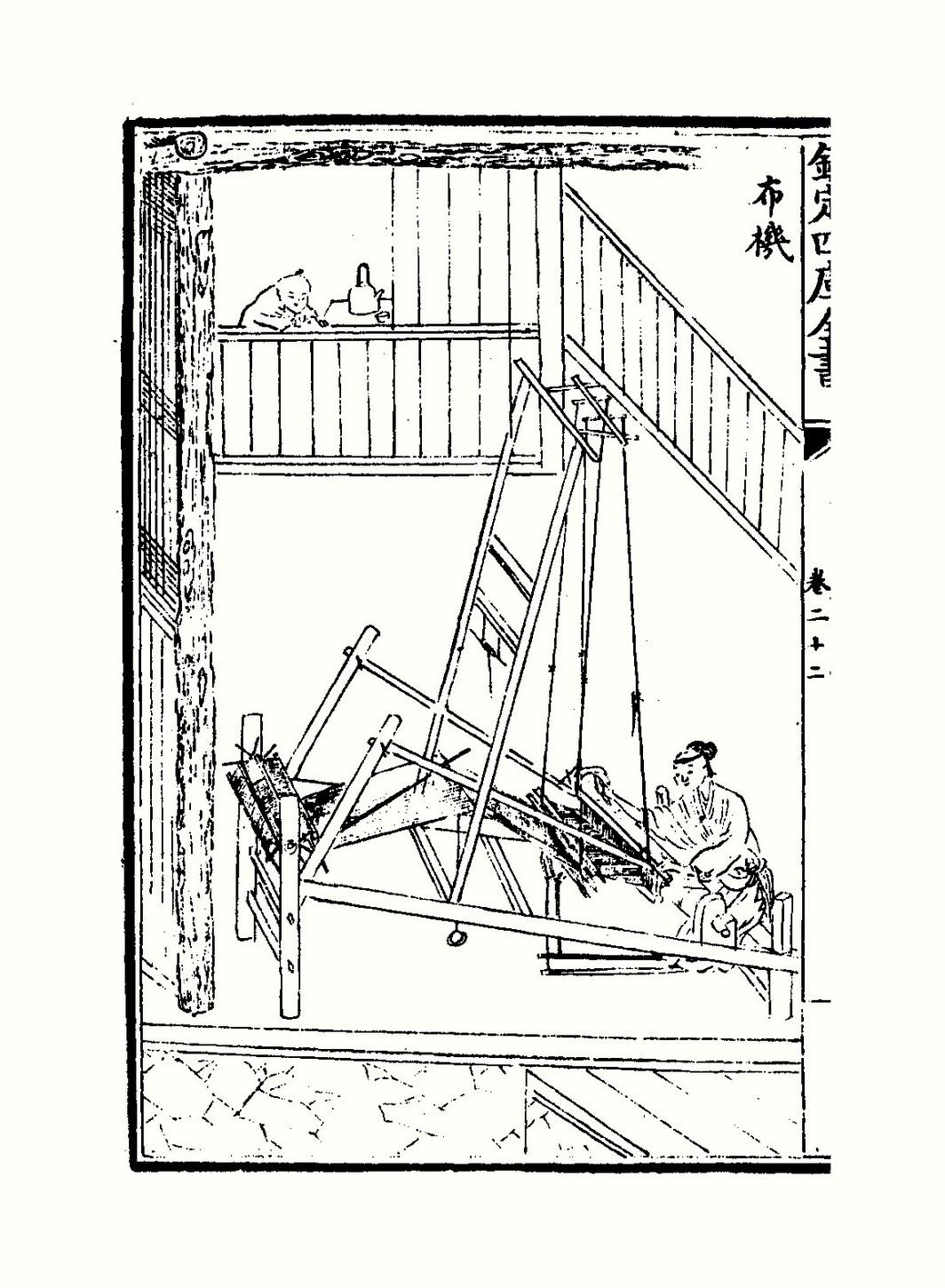
Telar. Dinastía Yuan

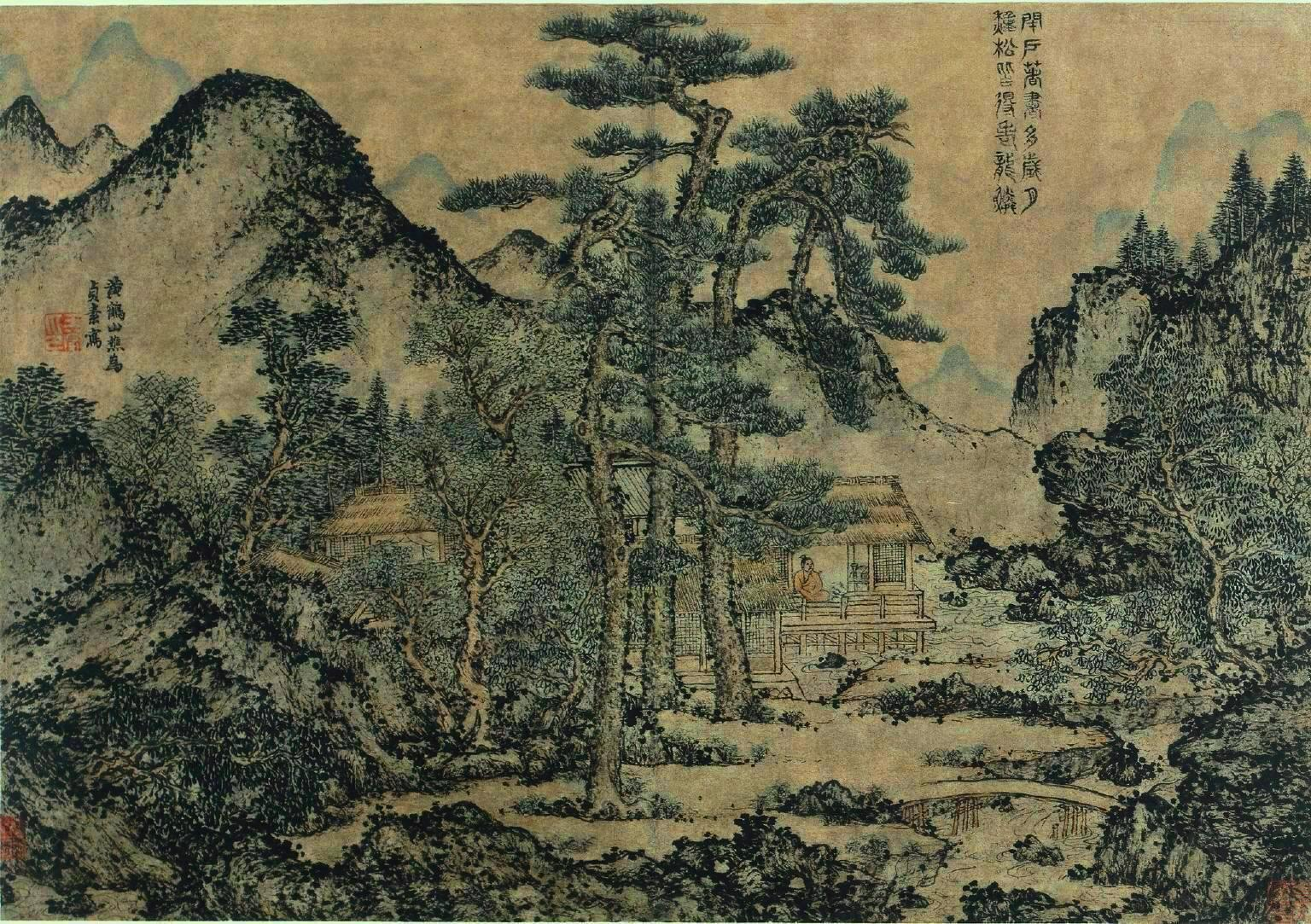
Wang Meng 1279-1368

La dinastía Yuan Mongol fue la primera dinastía extranjera en gobernar China. Como el kanato más grande del Imperio Mongol, los emperadores de Yuan tenían autoridad nominal sobre los otros tres Imperios mongoles. Este período de Pax Mongolica estimuló el comercio. Sin embargo, millones de chinos murieron a causa de la conquista mongola. Bajo el gobierno mongol, aproximadamente 65 millones de personas fueron registradas en 1290; en 1215, las dinastías de Jur'chen Jin y Song tenían poblaciones registradas de entre 110 y 120 millones. Además, el gobierno mongol impuso altos impuestos y nacionalizó ampliamente los principales sectores de la economía, dañando en gran medida lo que quedaba del desarrollo económico de China.

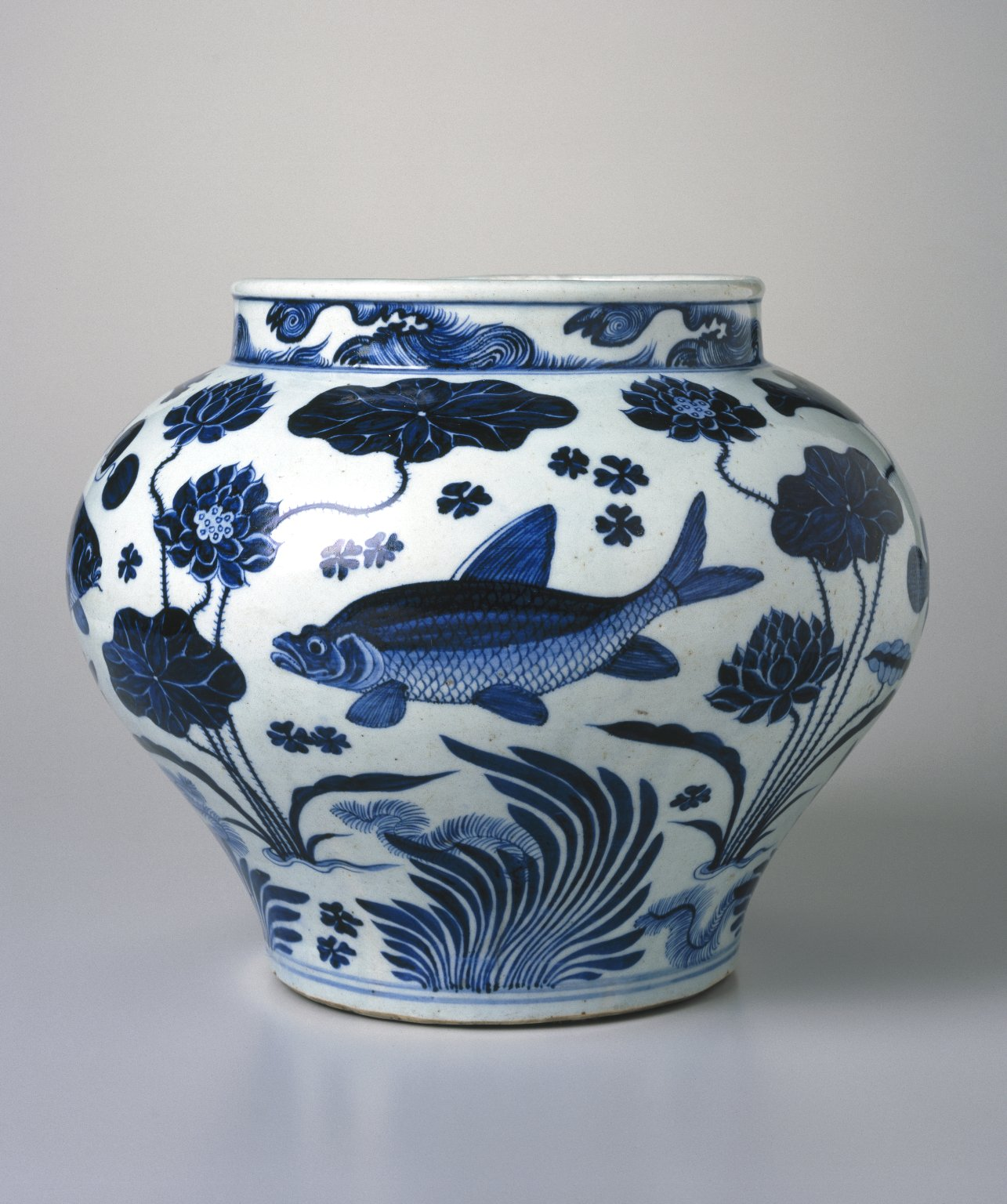
Jarrón de porcelana del siglo XIV

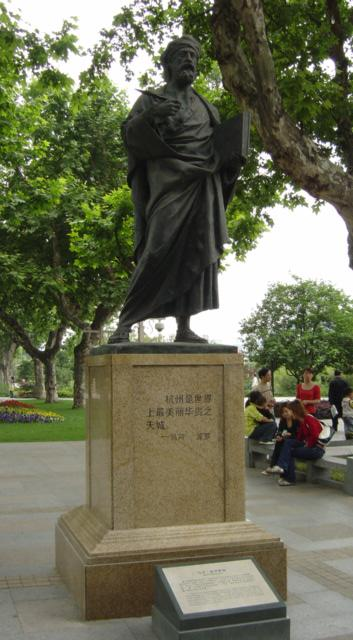
Marco Polo. Estatua en Hangzhou

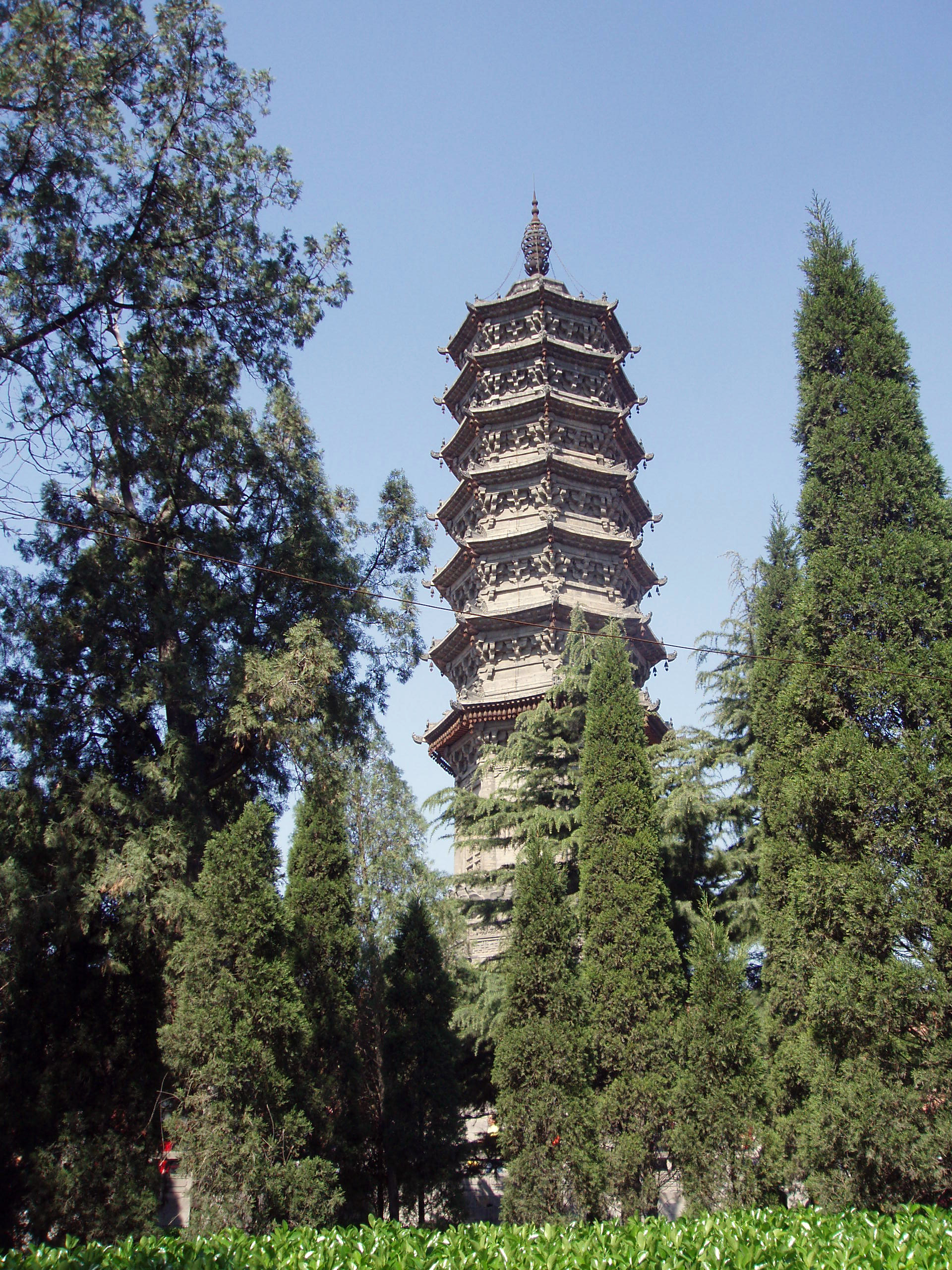
Pagoda Bailin, Zhaoxian, Hebei. construida en 1330

En su conquista de China, particularmente del norte bajo Jur'chen Jin, los mongoles recurrieron a políticas de tierra arrasada, destruyendo provincias enteras. Las fuerzas mongoles llevaron a cabo masacres en las ciudades que capturaron, y un khan propuso que todos los chinos bajo el dominio mongol fueran asesinados y sus tierras convertidas en pastizales, pero fue persuadido por su ministro Yelu Chucai, que propuso que gravar a los habitantes de la región era más ventajoso que matarlos.
Kublai Khan, después de convertirse en gobernante de China, extendió el Gran Canal, que conecta los ríos Amarillo y Yangtze, con la capital, Beijing (Pekín). Esto facilitó el transporte entre el sur, ahora el centro de actividad económica, y Beijing. Además mejoró el estatus de Pekín, ya que anteriormente había sido una ciudad periférica, y fue importante para las decisiones posteriores de los regímenes de que siguiera siendo la capital.
El gobierno de Yuan revolucionó la economía mediante la introducción del papel moneda como el medio circulante predominante. El fundador de la dinastía Yuan, Kublai Khan, emitió papel moneda conocido como Chao en su reinado. El papel moneda china estaba garantizada por el Estado y no por un comerciante privado o un banquero privado. El concepto de billetes de banco no se planteó en el mundo desde entonces en el siglo XIII hasta los billetes de banco que aparecen en el siglo XVII en Europa. Los billetes originales durante la dinastía Yuan estaban restringidos en área y duración como en la dinastía Song, pero en el curso posterior de la dinastía, enfrentanda a una escasez masiva de dinero para financiar su gobierno en China, comenzó a imprimir billetes sin restricciones de duración.
Kublai y sus gobernantes alentaron el comercio entre China y otros Kanatos del Imperio Mongol. Durante esta era, el comercio entre China y el Medio Oriente aumentó, y muchos árabes, persas y otros extranjeros ingresaron a China, algunos de los cuales inmigraron permanentemente. Fue durante este período que Marco Polo visitó China. Aunque Kublai Khan deseaba identificarse con sus súbditos chinos, el dominio mongol era estricto y ajeno a los chinos. Los exámenes del servicio civil, la forma tradicional en que las elites chinas ingresaron al gobierno, se terminaron, y la mayoría de los cargos del gobierno estuvieron en manos de no chinos, especialmente la administración financiera del estado.
El gasto excesivo de Kublai y su sucesor los obligó a recurrir a impuestos elevados y una amplia monopolización estatal de los principales sectores de la economía para financiar sus extravagantes gastos y campañas militares, lo que se convirtió en una carga importante para la economía china. Se instituyeron monopolios estatales en sal, hierro, azúcar, porcelana, té, vinagre, alcohol y otras industrias. La política más polémica de Kublai, sin embargo, fue abrir las tumbas de los emperadores Song para obtener tesoros para el tesoro, y emitir grandes cantidades de notas que causaron hiperinflación. Estas políticas entraron en gran conflicto con los ideales confucianos del gobierno frugal y los impuestos ligeros. Como resultado de las políticas de Kublai y de la discriminación de los mongoles hacia los chinos, el sur de China se vio acosado por violentas insurrecciones contra el dominio mongol. Muchos chinos se negaron a servir o asociarse con la administración Yuan, a quienes consideraban déspotas bárbaros.

Territorio controlado por los Ming sobre el año 1580

Durante la década de 1340, las frecuentes hambrunas, sequías y plagas alentaron disturbios entre los chinos. En 1351, un líder rebelde campesino, que afirmó ser descendiente del emperador Song Huizong, intentó restaurar a los Song expulsando a los mongoles. En 1360, gran parte del sur de China estaba libre del dominio mongol y se había dividido en estados regionales, como Ming de Zhu Yuanzhang, Wu de Zhang Shichen y Han de Chen Yolian. Por otro lado, el norte de China se dividió entre señores de la guerra regionales que solo eran nominalmente leales a los Yuan. En 1368, después de reunificar el sur de China, la dinastía Ming avanzó hacia el norte y capturó Pekín, poniendo fin a los Yuan.

### Dinastía Ming (1368-1644)
Artículo principal: Dinastía Ming

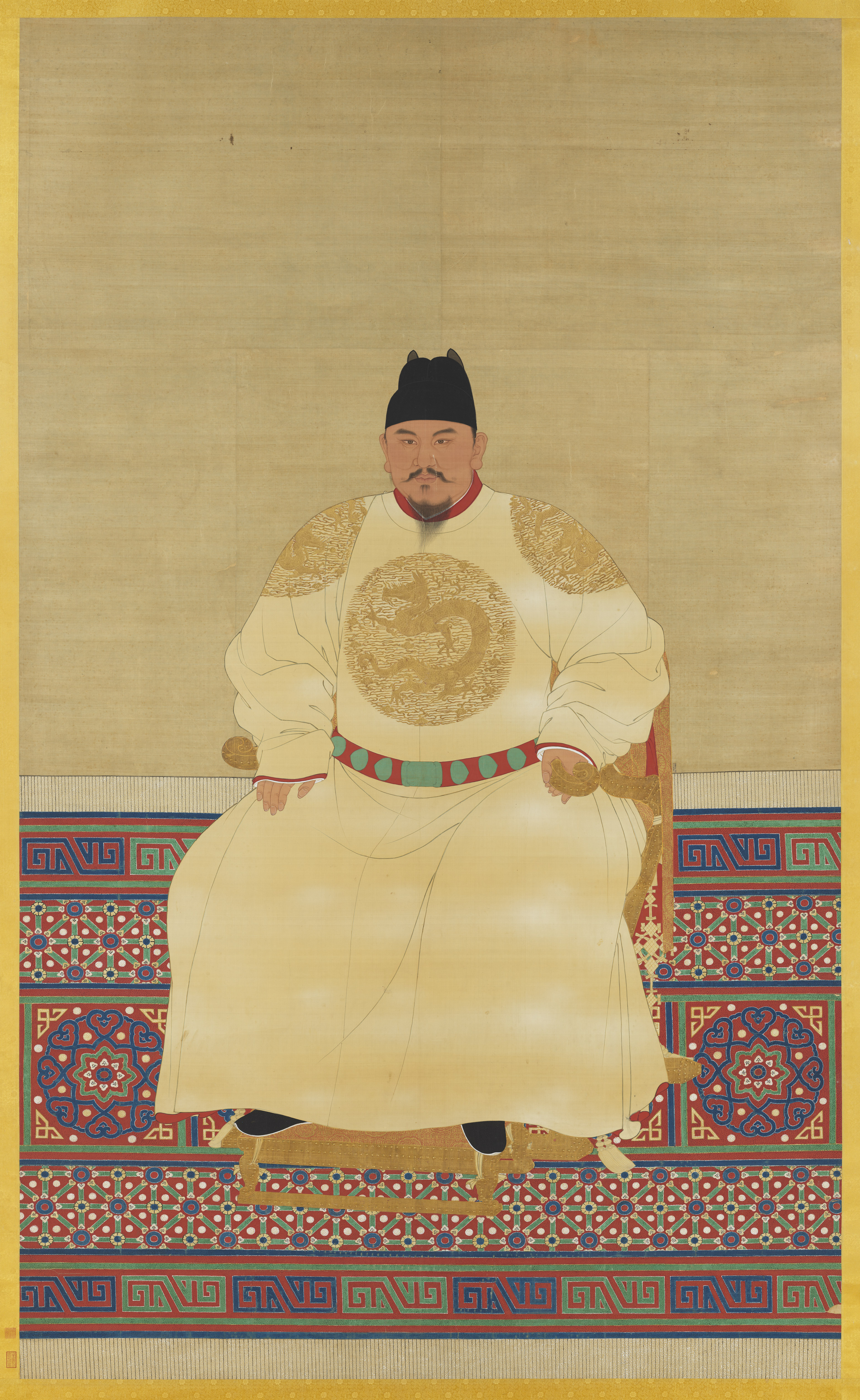
Hongwu. 1368-1398

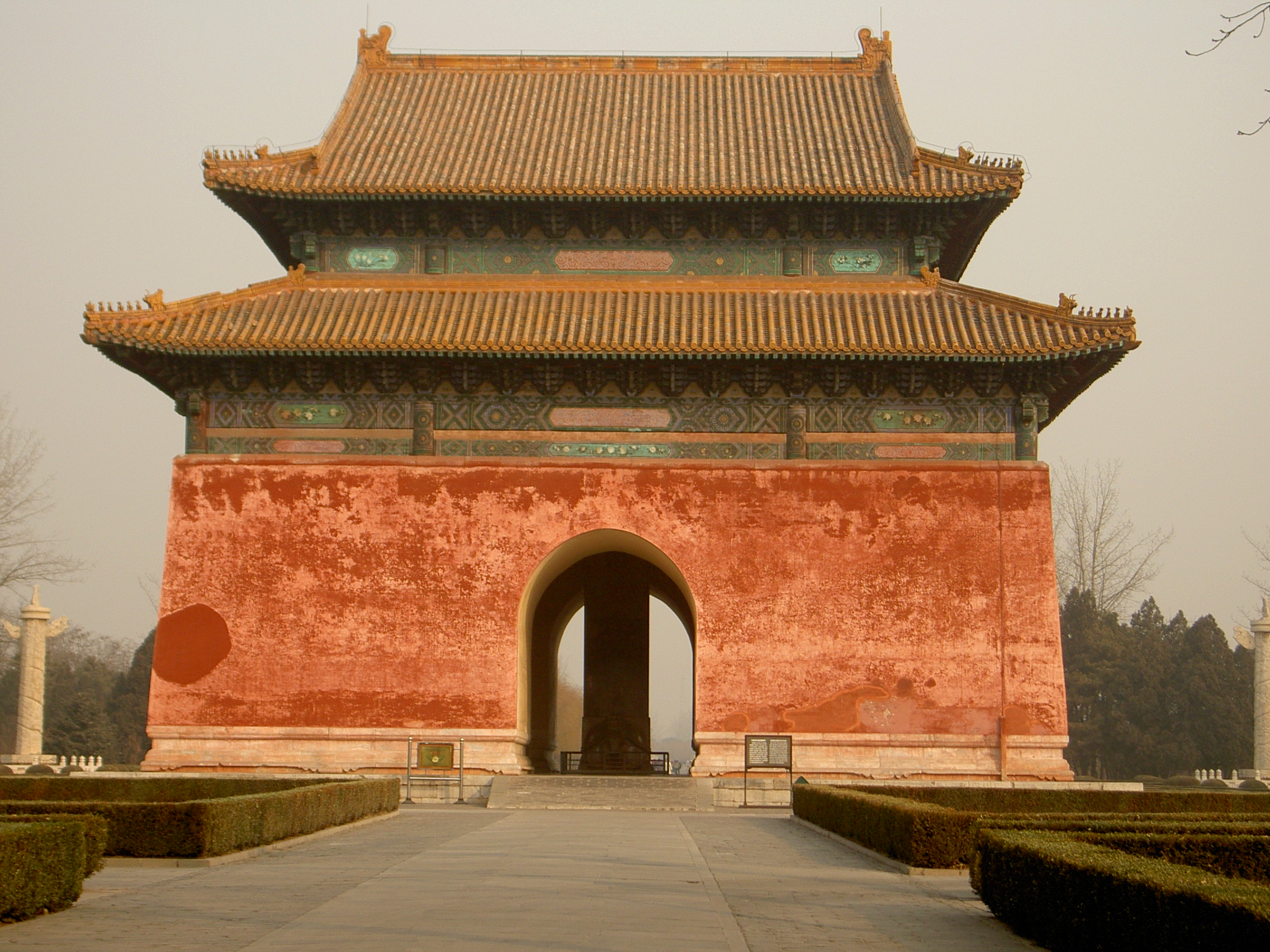
Pekín tumbas Ming vía de las almas. Época del emperador Yongle

Después de los disturbios de fines de la dinastía Yuan, el campesino Zhu Yuanzhang lideró una rebelión contra el gobierno mongol. Fundó la dinastía Ming, cuyo reinado se considera una de las Edades Doradas de China. Las industrias privadas reemplazaron a las administradas por el Estado. El comercio creciente exterior permitió establecer contacto entre Oriente y Occidente. Los cultivos comerciales se cultivaron con mayor frecuencia, se fundaron industrias especializadas y el crecimiento económico causado por la privatización de las industrias estatales dio como resultado uno de los períodos más prósperos de la historia de China, que excedió el anterior de la dinastía Song.
La era Ming fue también un período de progreso tecnológico, aunque menor que la anterior Song. Se estima que en el año 1.600, durante la era Ming, China tenía una población de aproximadamente 150 millones de habitantes. 

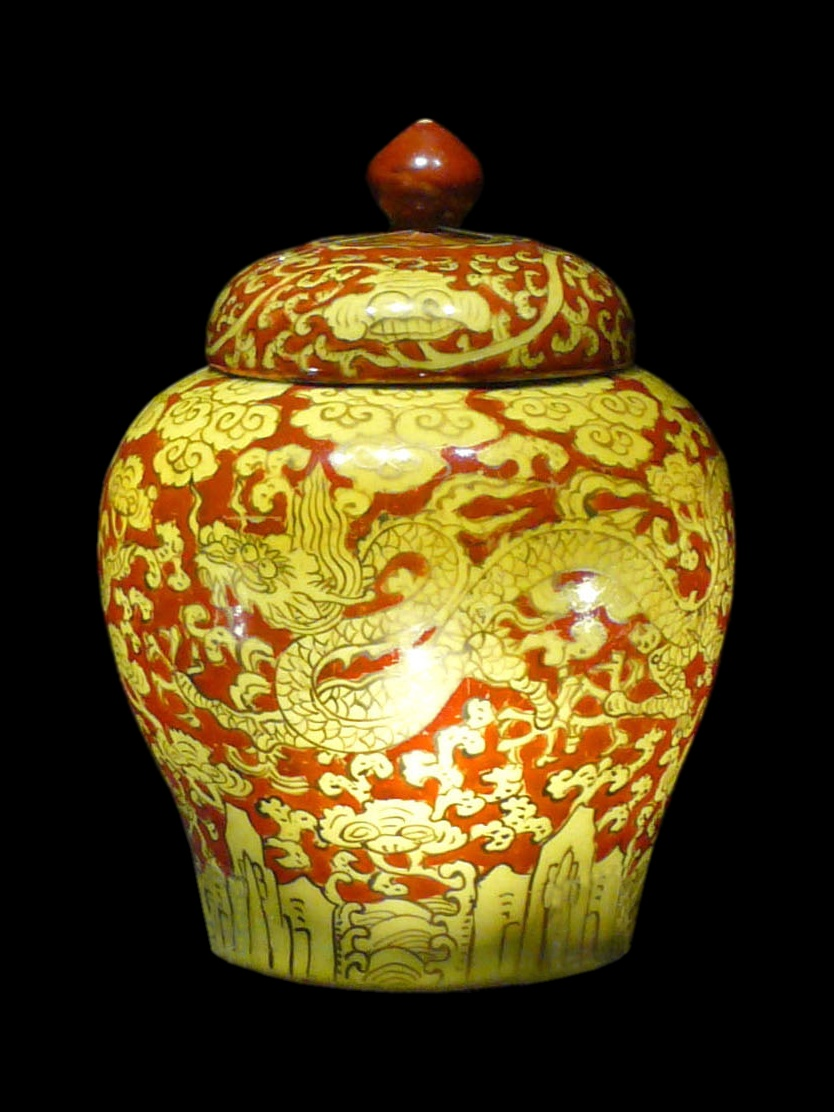
Una jarra de porcelana con un mango rojo en la parte superior junto con dragones amarillos y nubes inscritas sobre un fondo rojo, del reinado del emperador Jiajing (1521-1567). La porcelana de exportación china de finales de los Ming se dirigió a mercados extranjeros como los de Europa.

#### Comienzos de los Ming

El emperador Yongle

Zhu Yuanzhang, también llamado emperador Hongwu, nació de una familia campesina y simpatizaba con los campesinos. Zhu promulgó una serie de políticas diseñadas para favorecer la agricultura a expensas de otras industrias. El Estado brindó ayuda a los agricultores, proporcionando tierra y equipo agrícola y revisando el sistema impositivo. El Estado también reparó muchos canales y diques abandonados hace mucho tiempo que habían ayudado a la agricultura. Además, la dinastía Ming restableció el sistema de examen para los letrados al servicio de la Administración del Estado.
El sucesor y nieto de Hongwu, el emperador Jianwen, fue derrocado por su tío, Zhu Di, llamado el Emperador Yongle, en una sangrienta guerra civil que duró tres años. Zhu Di tenía una mente más liberal que su padre y derogó muchos de los controles sobre la nobleza y los mercaderes. Por lo tanto, su reinado a veces se considera como una "segunda fundación" de la dinastía Ming. Las expediciones de su eunuco musulmán Zheng He crearon nuevas rutas comerciales. Bajo el gobierno de Yongle, los ejércitos Ming disfrutaron de continuas victorias contra los mongoles, quienes se vieron obligados a reconocerlo como su gobernante. También trasladó de nuevo la capital a Beijing. Durante el reinado de Yongle, China había recuperado los territorios del este de Xinjiang, Manchuria, el Tíbet y los que se perdieron durante la era de las Cinco Dinastías y los Diez Reinos.

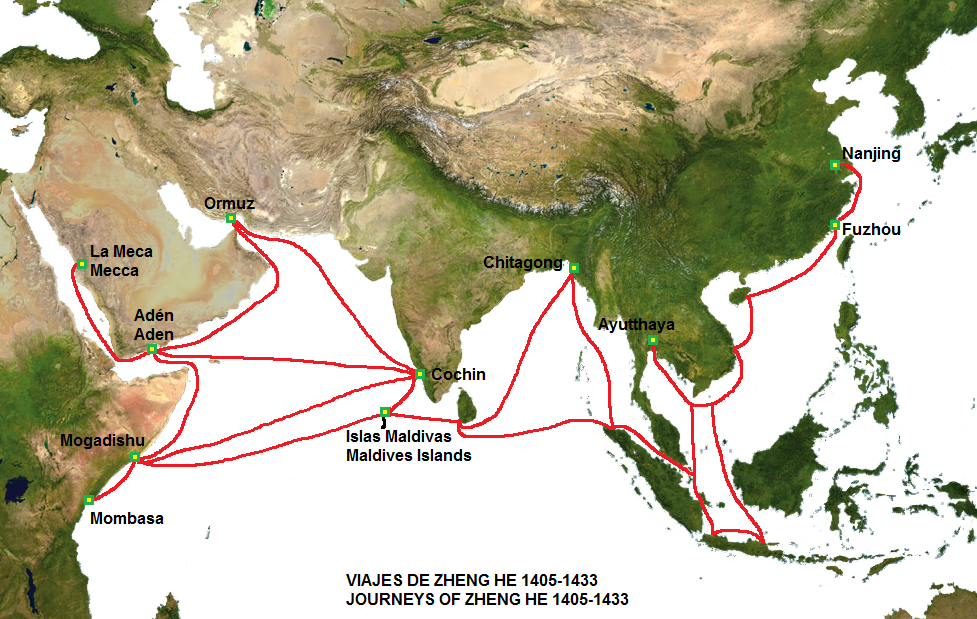
Rutas de los viajes de Zheng He 1405-1433

#### El período de la crisis de Tumu, el regreso de las dificultades
A Yongle le sucedió su hijo Hongxi (1424-1425), su nieto Xuande (1425-1435) y finalmente el hijo de este Zhengtong (1435-1449), que tenía solo ocho años cuando fue entronizado. Si los Grandes Secretarios aseguraron la regencia durante su minoría, perdieron su autoridad, que pasó a manos de los eunucos que formaban parte de la Oficina Ceremonial del palacio. La década de 1430 vio varios desastres naturales que desestabilizaron el imperio, especialmente cuando se combinaron: las crónicas indican una ola de frío seguida de una hambruna y epidemias en 1433, luego inundaciones y otros episodios muy fríos en el siguientes años. Las elecciones políticas fueron igualmente desafortunadas. En 1449, Zhengtong quiso realizar expediciones contra los Oirrats, que amenazaron la frontera norte del imperio bajo la dirección de su kan Esen. Esta campaña concluyó con una debacle y la captura del emperador en persona en la fortaleza de Tumu. En la corte, se decidió no abandonar el imperio sin un monarca y el hermano de Zhengtong fue entronizado como Jingtai. Su reinado fue catastrófico, marcado por una terrible sequía, mientras que Zhengtong, liberado por Esen porque había perdido todo su valor como rehén, fue puesto bajo arresto domiciliario por su hermano, quien se negó a devolver el poder. Pero Jingtai vio su legitimidad aún más frágil. Cayó enfermo en 1457 y fue depuesto justo antes de su muerte por Zhengtong, quien ascendió al trono una segunda vez, cambiando su nombre de reinado al de Tianshun (1457-1464). El fracaso militar contra los pueblos del Norte había provocado la pérdida de varias provincias. Se negaron a tratar de recuperarlas, prefirieron fortalecer el sistema defensivo de la Gran Muralla creando una segunda línea de defensa, particularmente cerca de la capital, en la segunda mitad del siglo XV.

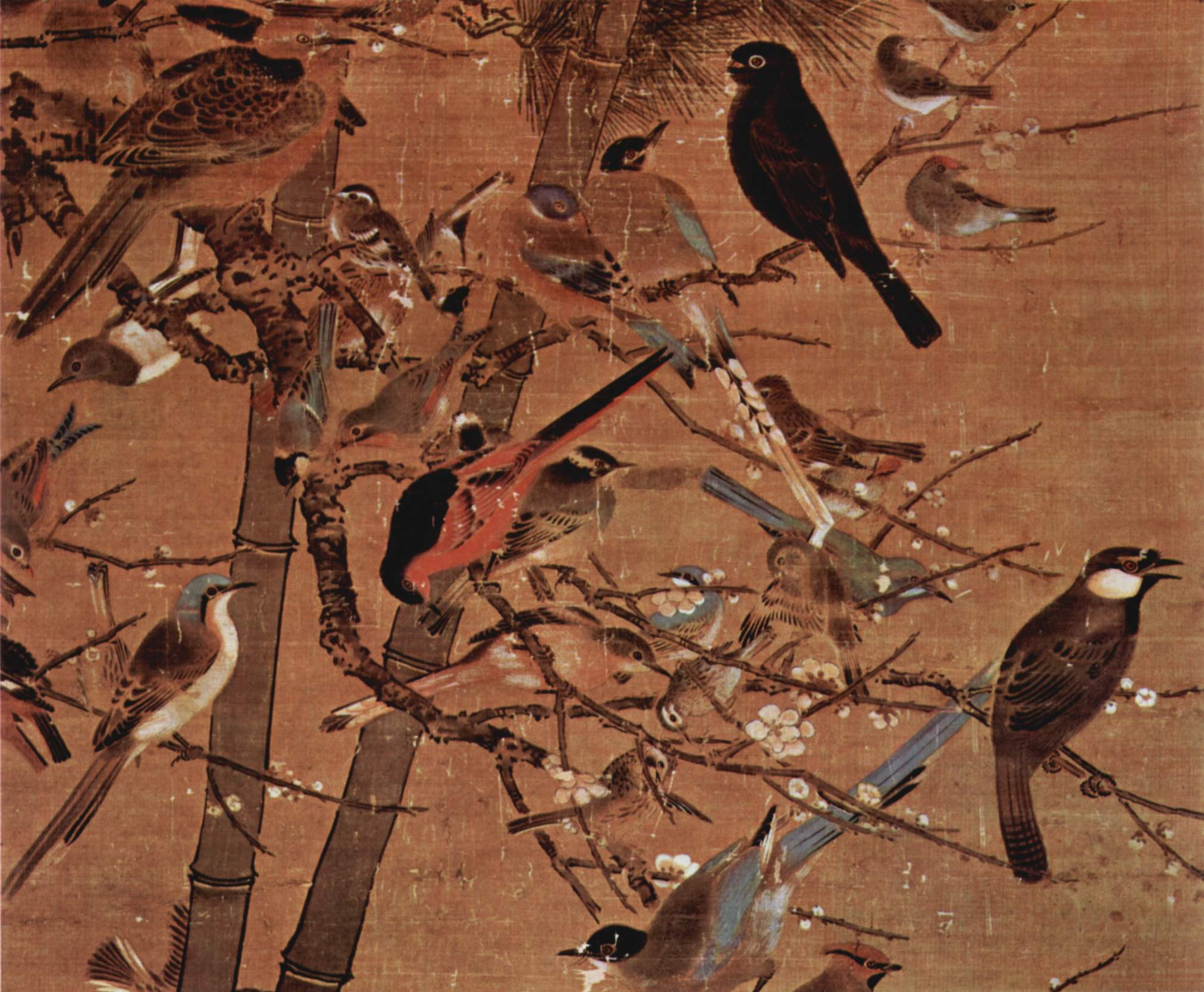
Pien Wen-chi 1413

#### El poder de los eunucos

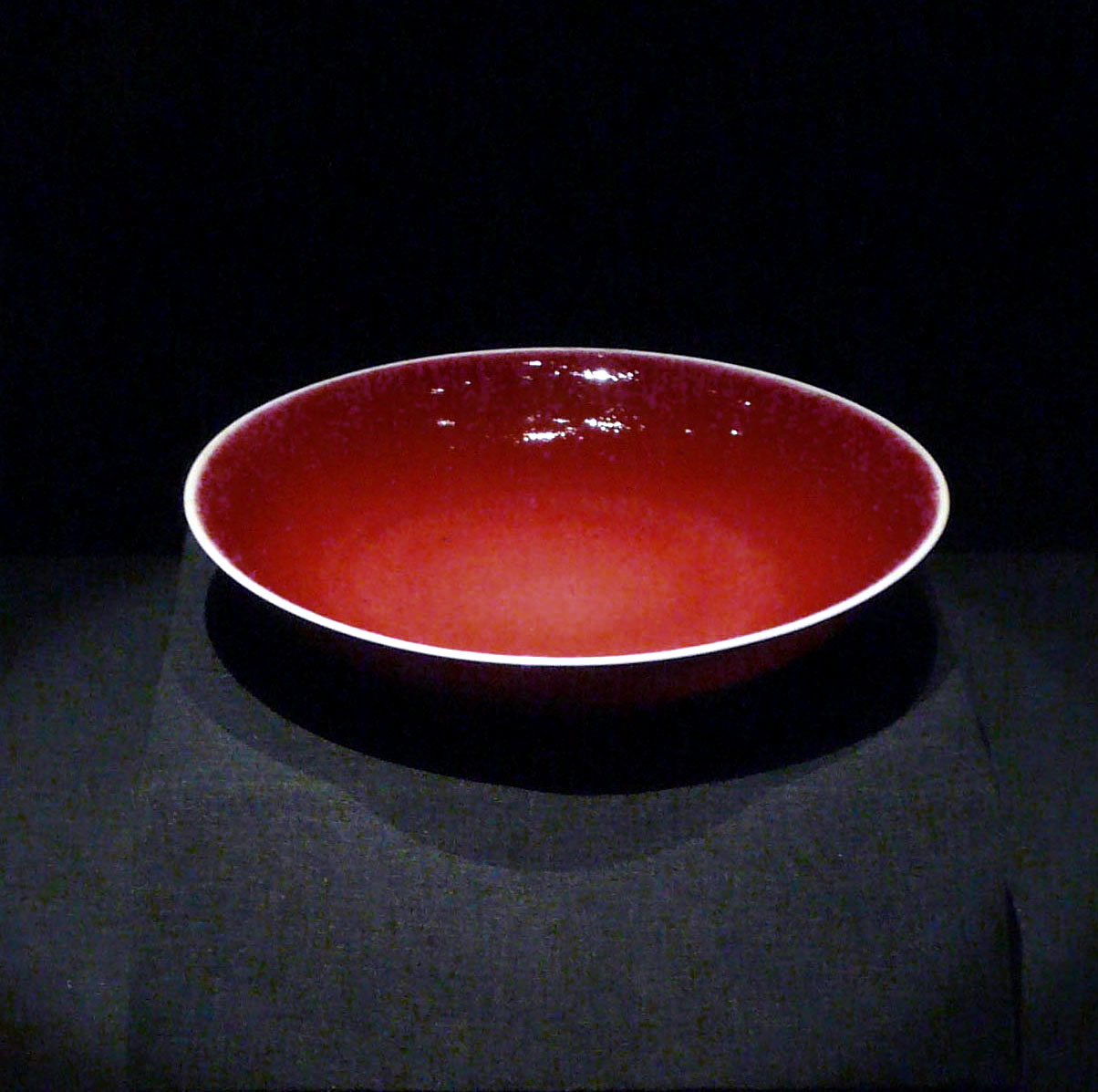
Fuente cerámica roja del periodo de Yongle

En la corte, el poder de los eunucos había aumentado considerablemente. Desde el reinado de Xuande, en 1426, se había creado el "Pabellón del Interior" (nieve), que se convirtió en el consejo privado del emperador, dando a los eunucos que constituían el control sobre toda la administración. Estos también pusieron bajo su autoridad los diversos órganos de la policía secreta imperial. Preocupados en principio por los asuntos que afectaban a la persona del emperador, habían extendido su poder militar desde el control de la guardia imperial, para dirigir también al ejército de campaña. También llevaron a cabo tareas imperiales, así como intercambios diplomáticos y tributarios con países extranjeros, lo que fortaleció su poder económico.

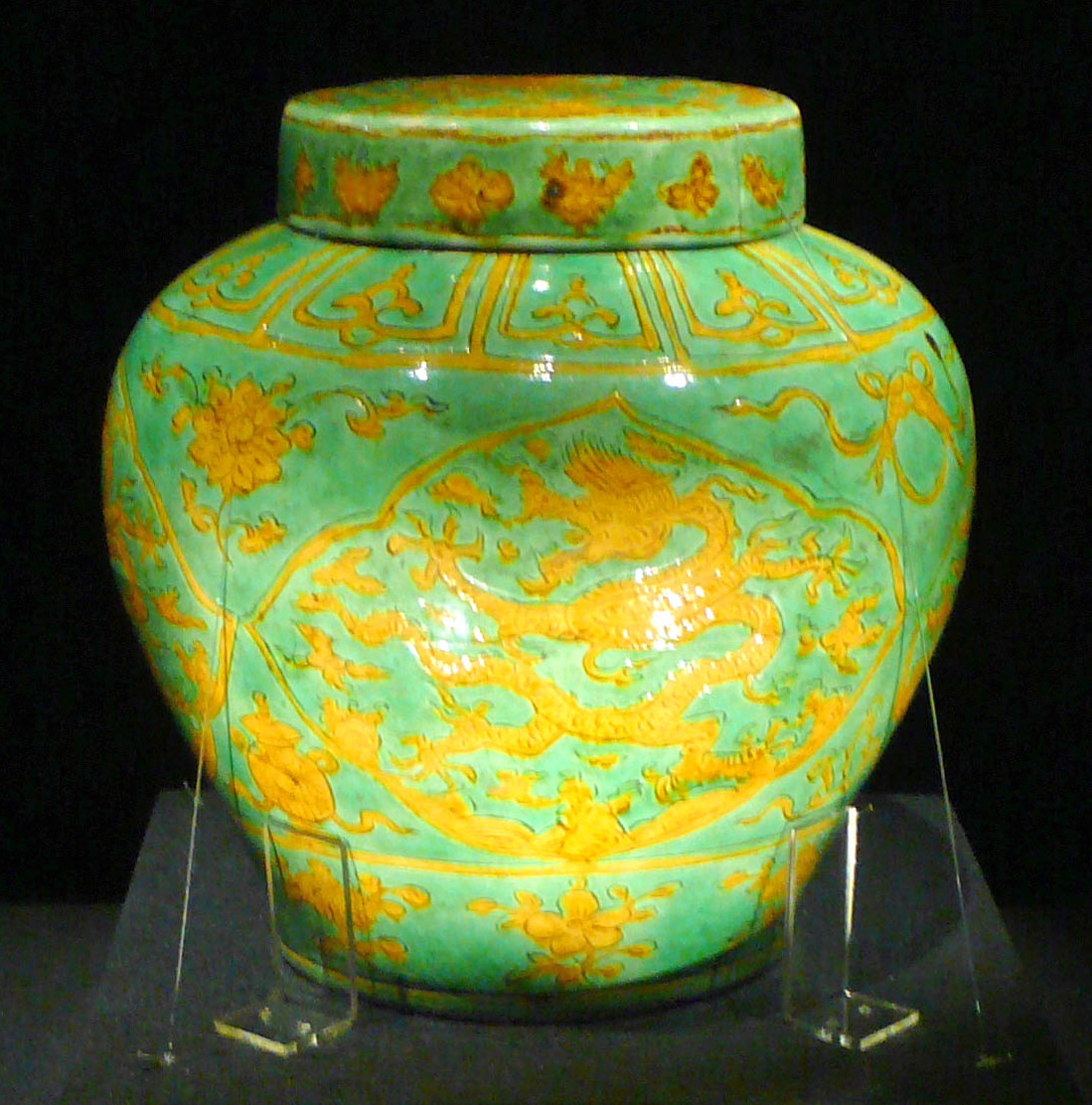
Jarrón con dragón amarillo del periodo de Wanli

La omnipotencia de los eunucos solo aumentó la desconfianza hacia ellos de los funcionarios letrados, sobre todo por lo opuesto en sus orígenes sociales y geográficos. Bajo el reinado de Zhengde (1505-1521), el poder de los eunucos era muy firme, y su líder, Liu Jin, llevó, de hecho, el imperio, ganando sus medidas brutales el resentimiento de los funcionarios. Cuando uno de los padres del Emperador, el Príncipe de Anhua, se rebeló en 1510 y fue derrotado, Liu Jin tomó medidas autoritarias que sus oponentes aprovecharon para acusarlo de querer deshacerse del emperador. El final del reinado de Zhengde vivió la revuelta del Príncipe Ning en 1519.

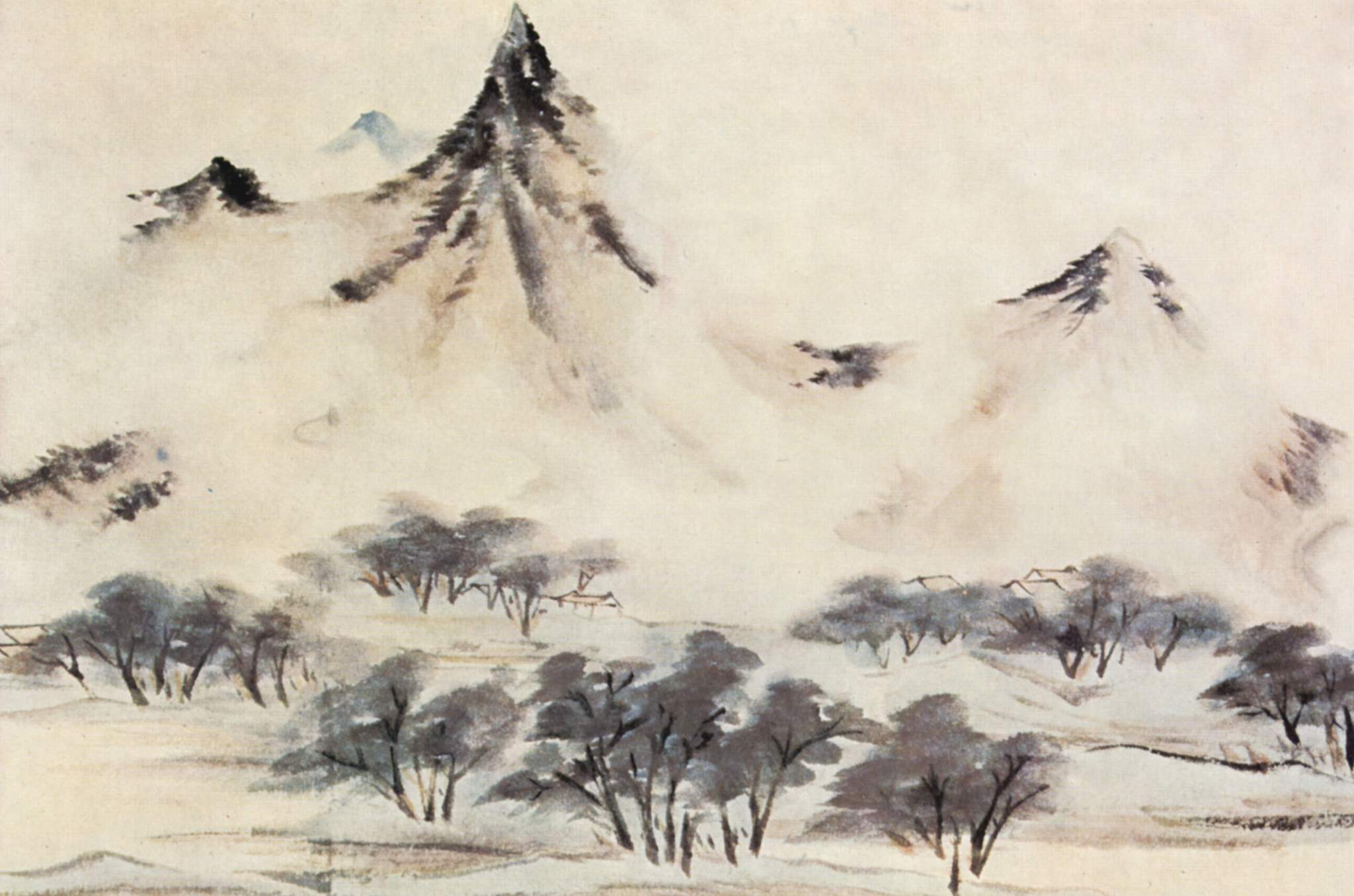
Ch'en Shun. Paisaje. Época Ming

#### El reinado de Jiajing

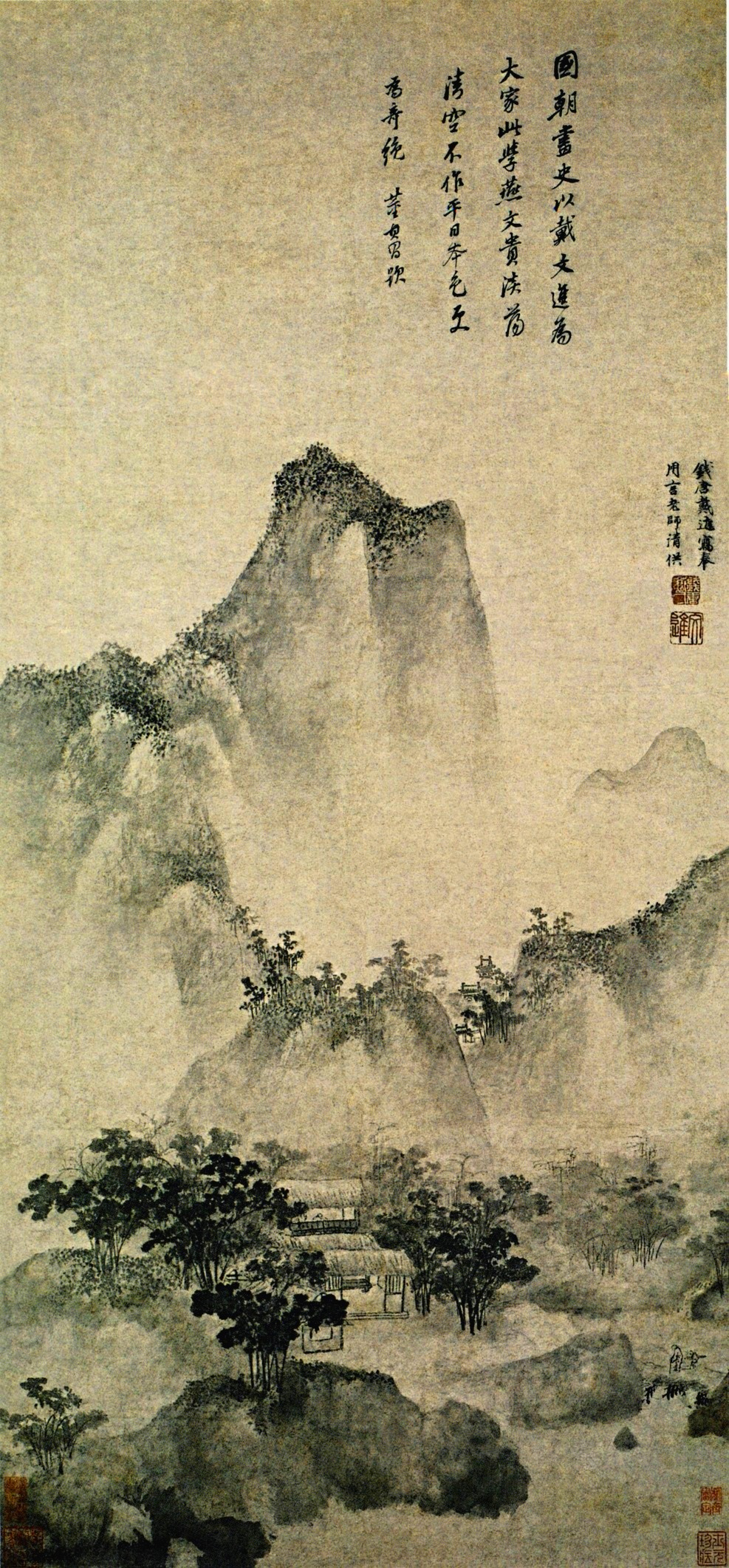
Dai Jin. paisaje en el estilo de Yan Wengui (1388-1462)

Zhengde dejó ningún heredero, cuando murió en 1521. Uno de los más poderosos funcionarios cercanos al emperador, Yang Tinghe, logró ascender al trono uno de los jóvenes primos del monarca fallecido, Zhu Houcong, que reinó con el nombre de Jiajing (1521-1566). 

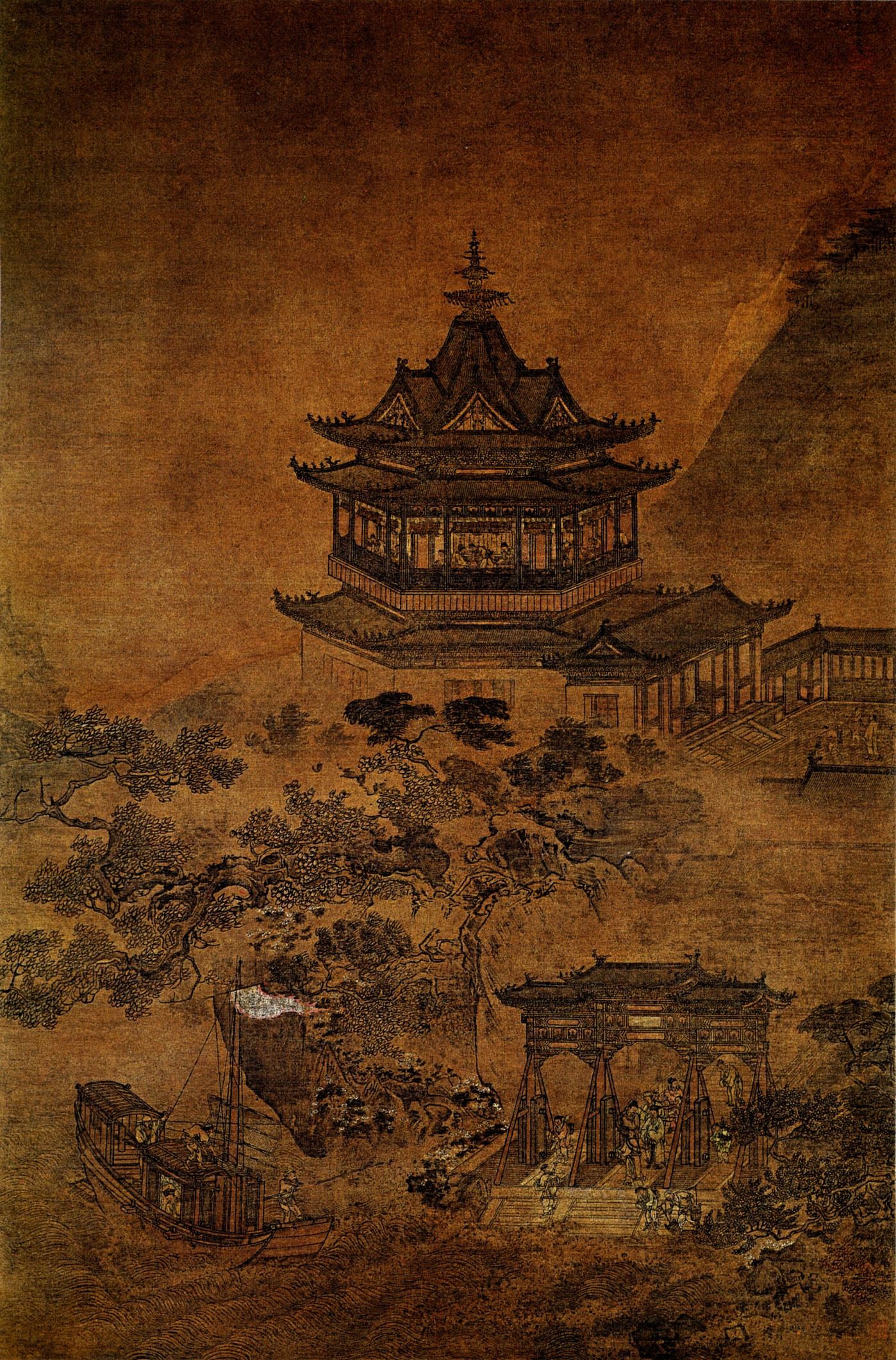
An Zhengwen - Yueyang Tower, Pekín. Época Ming

El largo reinado de Jiajing fue un período próspero económicamente, en ausencia de desastres climáticos o epidémicos, especialmente después de mediados de siglo. Estos años, sin embargo, vieron la llegada de nuevas amenazas a las fronteras del norte y del este. En el Norte en primer lugar, las tropas del líder mongol Altan Khan hicieron varias incursiones, sitiando Pekín unos días en 1550. En la costa del este los ataques de piratas Wako eran virulentos entre los años 1540 y 1565, afectando gravemente a las ricas regiones del sur (Nankín, Anhui, Zhejiang, Fujian). La réplica de los  Ming fue lenta: solo comenzó en 1555-1556, restaurando el orden sin poder detener por completo los ataques piratas.

#### El reinado de Wanli y empeoramiento de las dificultades
Longqing (1567-1572) y Wanli (1572-1620) ascendieron al trono sin problemas. Desde el punto de vista de los asuntos militares, los años 1570-1580 vieron la conclusión de la paz con los mongoles en el norte y el cese de los ataques piratas en el este. Longqing había comenzado una moderación de la política autoritaria del poder central. Esto se continuó al comienzo del reinado de Wanli, bajo la regencia del Gran Secretario Zhang Juzheng. Buscó reducir el gasto del gobierno central y reformar el sistema tributario, iniciando un nuevo censo de tierras y acelerando el proceso de monetización de los impuestos, que estaba más en consonancia con el creciente peso de la moneda. en la economía. Estas medidas no fueron populares porque fueron vistas como brutales y nunca se completaron. La muerte de Zhang Juzheng en 1582 y la mayoría de Wanli estaban a favor de un retorno de los eunucos al primer plano, y un crecimiento del derroche de la corte y los príncipes imperiales. Por otro lado los Ming fueron derrotados entre 1595 y 1598 en un conflicto en Corea contra las tropas japonesas de Toyotomi Hideyoshi.
En vista de las dificultades financieras, el poder imperial aumentó los impuestos a las actividades comerciales, pero también a la agricultura, e hizo reducciones importantes en los talleres imperiales. Esto, combinado con las crisis agrarias, creó un descontento general y varios focos de insurrección. El final del reinado de Wanli fue un período de grave crisis, marcada en los años 1615-1617 por una gran hambruna en el imperio. En los mismos años, se reanudaron los enfrentamientos en la frontera norte por la instigación de un jefe de tribu jurchen, Nurhachi, que había sido aliada Ming durante las guerras en Corea, pero que dejó de pagar su tributo en 1615. Atacó Liaodong en 1618, ganó una serie de enfrentamientos en Sarhu en 1619 y tuvieron que darle todos los territorios al norte de la Gran Muralla.

#### Administración fiscal Ming

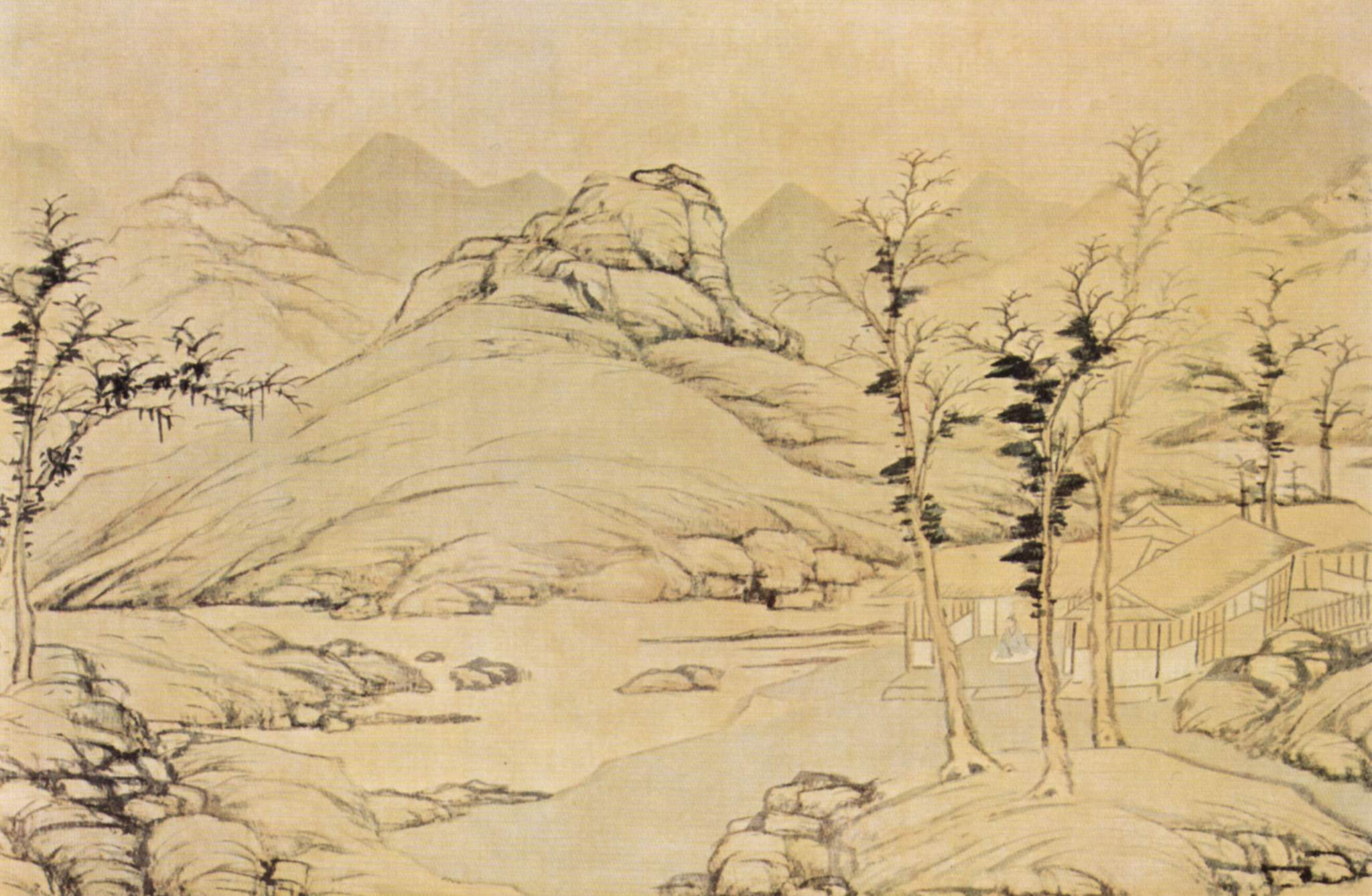
Lu Chih. Paisaje 1535

El gobierno Ming ha sido descrito como "... uno de los mayores logros de la civilización china". Aunque comenzó como un régimen despótico, el gobierno Ming se convirtió en un sistema de reparto de poder entre el emperador y el servicio civil de los letrados.
El gobierno de Ming obtuvo muchos menos ingresos que la dinastía Song. Se recaudaban las cuotas fiscales regionales establecidas por el emperador Ming Tai-Tzu, aunque en la práctica los ingresos de los Ming eran notablemente inferiores a las cuotas declaradas. La clase de la nobleza ganó concesiones del gobierno y se resistió a los aumentos de impuestos. A lo largo de la dinastía Ming, el Estado carecía constantemente de fondos. A diferencia de dinastías anteriores como Tang y Song, y dinastías posteriores como Qing, Ming no regulaba la economía, sino que tenía una política de laissez-faire similar a la de la dinastía Han. El volumen de la historia de Cambridge sobre China declara sobre la dinastía Ming que:

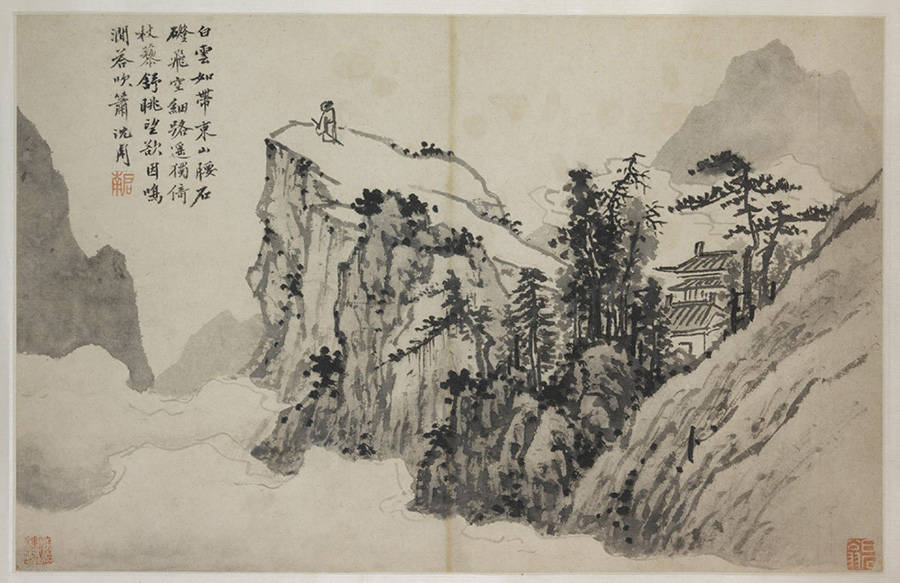
Shen Zhou. Poeta en una Montaña. Hacia 1500

   "El gobierno de Ming permitió a los chinos que podían obtener algo más que la mera subsistencia emplear sus recursos 

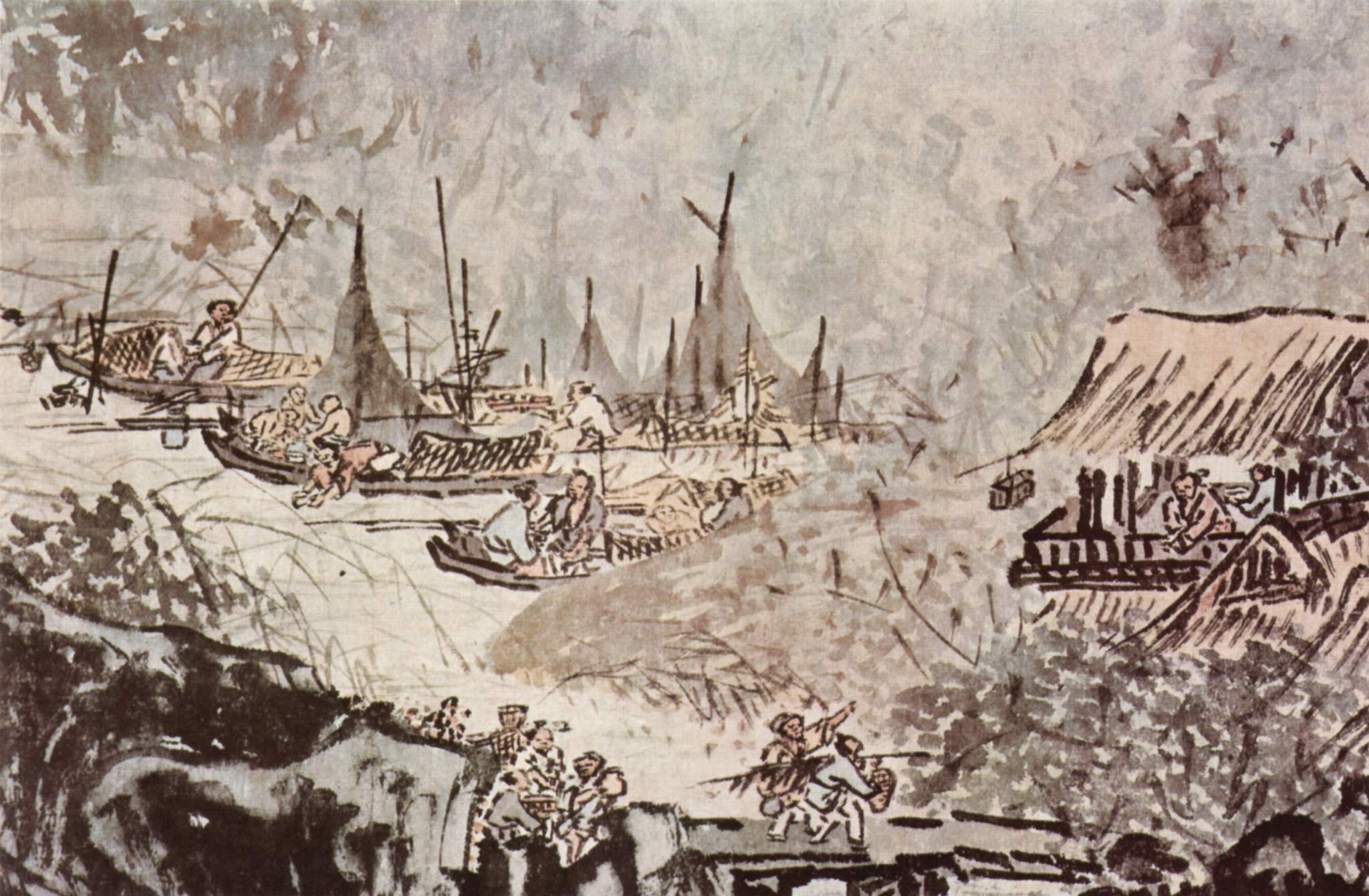
Wu Wei. Pueblo de pescadores. 1507

principalmente para los usos libremente elegidos por ellos, porque era un gobierno que, en comparación con otros en todo el mundo de entonces y más tarde, gravaba a la gente a muy bajo niveles y dejó la mayor parte de la riqueza generada por su población productiva en las regiones donde se produjo esa riqueza."

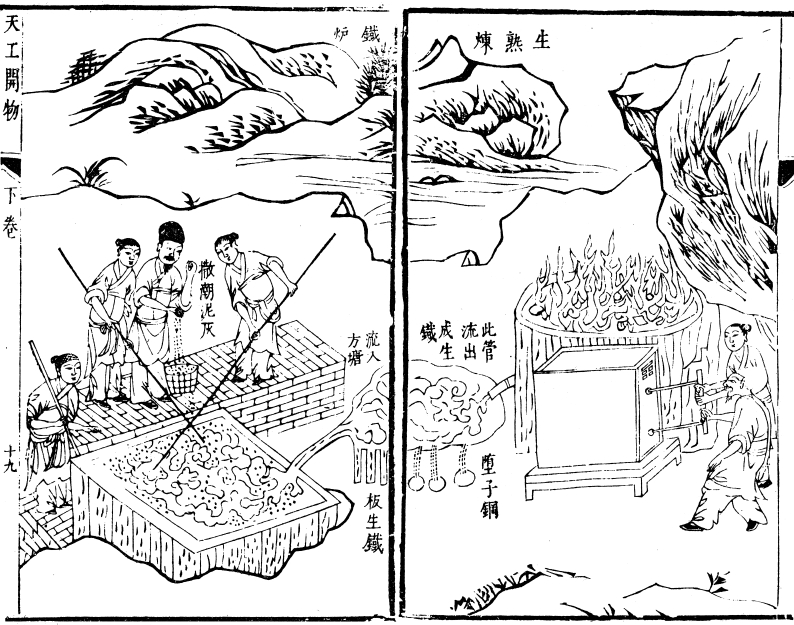
Proceso de fundición y afinado del acero según la enciclopeía Tiangong Kaiwu, 1637

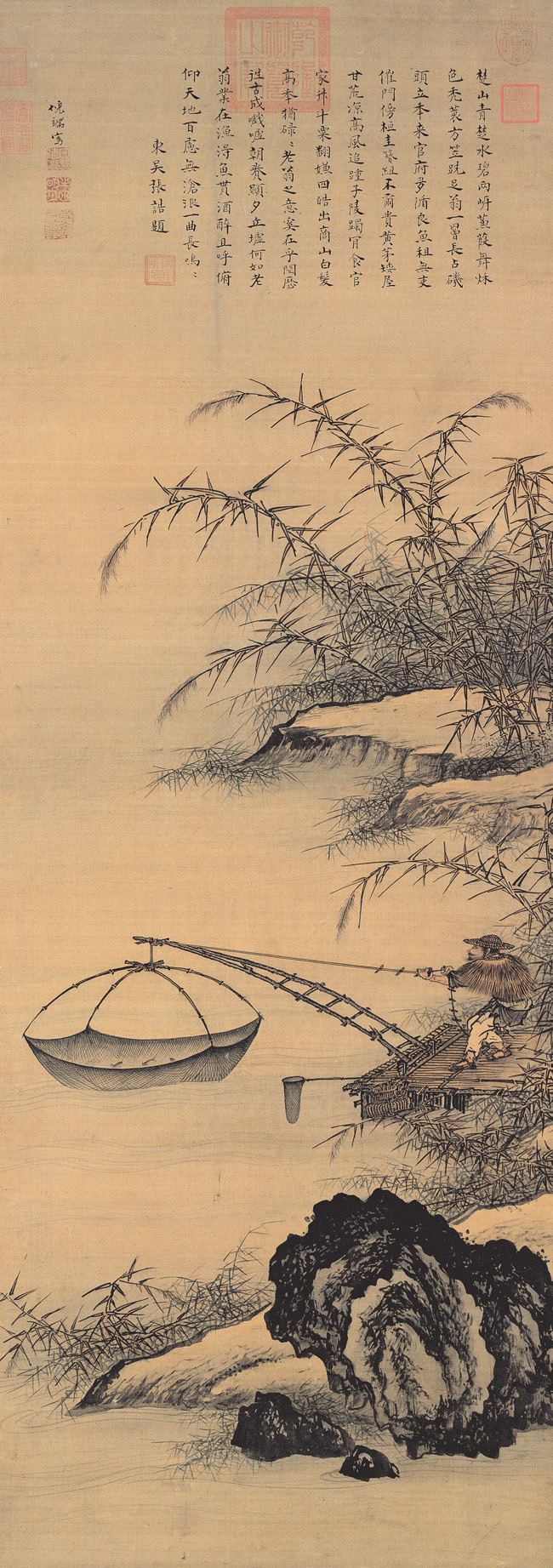
Ni Duan. Recogiendo la pesca. Época Ming

Los impuestos clave Ming incluían el impuesto a la tierra (21 millones de taels), el impuesto a los servicios (requisa directa de bienes y servicios laborales de civiles, valorado en aproximadamente 10 millones de taels) y los ingresos del monopolio de la sal Ming (2 millones de taels) ). Otras fuentes misceláneas de ingresos incluyeron el arancel interior (343,729 taels), la venta de rangos (500,000 taels), los derechos de licencia para monjes (200,000 taels) y las multas (300,000 taels) y otros, que sumaron hasta 4 millones de taels . La tasa impositiva general de Ming fue muy baja, de alrededor del 3 al 4%. Sin embargo, hacia el final de la dinastía, esta situación había cambiado drásticamente. Zhang Juzheng instituyó la única reforma dura, en la que la tasa de servicios se fusionó con el impuesto a la tierra. El monopolio de la sal del gobierno Ming fue socavado por vendedores privados, y se había derrumbado por completo en el siglo XV; los funcionarios del gobierno estimaron que las tres cuartas partes de la sal producida se vendía en privado.

#### Comercio y moneda Ming
Zhu Yuanzhang había promovido el comercio exterior como una fuente de ingresos cuando era un rebelde, pero redujo drásticamente 

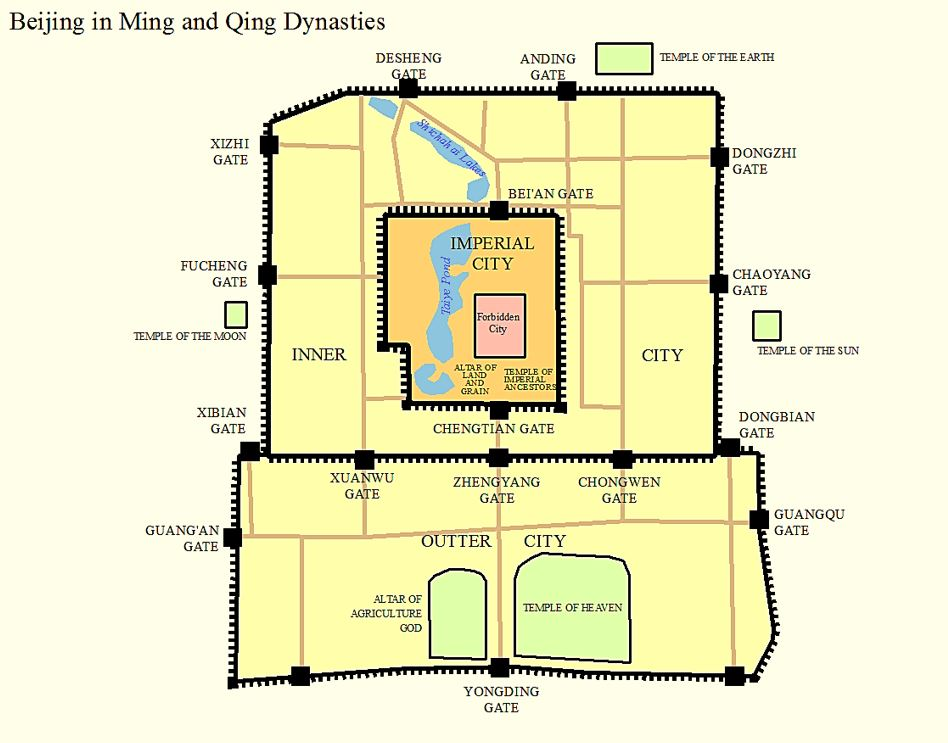
Pekín durante las dinastías Ming y Qing

esto con una serie de prohibiciones marítimas (haijin) una vez en el poder. Estas proclamaron la pena de muerte para los comerciantes extranjeros privados y el exilio para sus familiares y parientes en 1371. Los puertos extranjeros de Guangzhou, Quanzhou y Ningbo se cerraron en 1384. Después de los "viajes a los océanos occidentales" entre 1405 y 1433, que habían demostrado que China estaba técnicamente a la vanguardia de la construcción naval, se adoptó una política restrictiva de puertas cerradas para el comercio de larga distancia. El comercio legal se limitaba a las delegaciones tributarias enviadas a representantes oficiales de gobiernos extranjeros, aunque esto adquirió una escala épica bajo el emperador Yongle con los viajes de Zheng He al sudeste de Asia, India y África oriental. Estas políticas exacerbaron la piratería "japonesa" a lo largo de las costas, y muchos comerciantes chinos se unieron a sus filas en una red de comercio ilegal que los Ming no pudieron restringir. Las prohibiciones marítimas finalmente se terminaron en 1567, con el comercio solo prohibido a los estados en guerra con el trono. Needham calculó el comercio entre el final de la prohibición y el final de la dinastía (1567-1644) en unos 300 millones de taels.

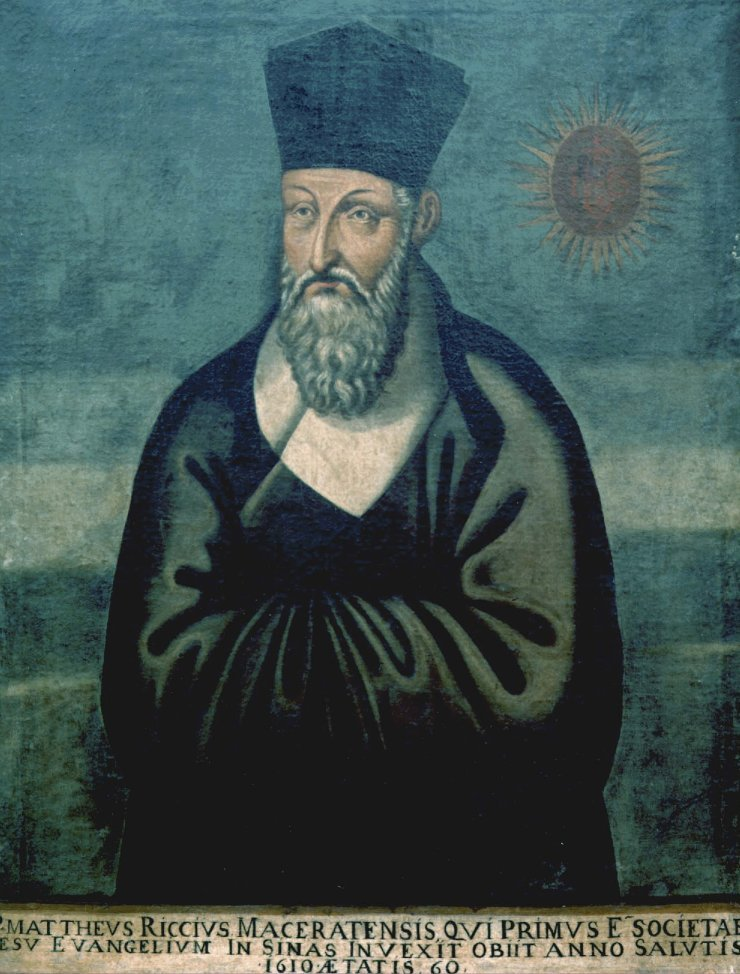
Mateo Ricci

Además de las pequeñas monedas de metales básicos, el Ming emitió papel moneda fiduciario como moneda estándar desde el comienzo del reinado hasta 1450, momento en el cual, al igual que sus predecesores, sufría de hiperinflación y falsificación desenfrenada. (En 1425, los billetes Ming se cotizaban a aproximadamente el 0.014% de su valor original bajo el Emperador Hongwu). Las necesidades monetarias se encontraron inicialmente con el comercio de lingotes en plata, pero la escasez de plata a mediados del siglo XV causó una severa contracción monetaria y forzó una gran cantidad de comercio por trueque. China no había estado muy interesada en los productos europeos o japoneses, pero la plata de Iwami Ginzan, de México y de Potosí era demasiado rentable e importante para restringir su importación. Las entradas de plata japonesa y española monetizaron la economía de China, y los doblones españoles se convirtieron en un medio común de intercambio, de manera similar al mismo proceso que se vivió en Europa. La plata llegaba a China por el Galeón de Manila como pago a las exportaciones de tejidos principalmente de seda y porcelanas que llegaban a México por el regreso anual del mismo Galeón. Los comerciantes chinos hacían los intercambios en una zona específica del puerto de Manila bajo la supervisión de las autoridades españolas que fijaban el precio de la plata a un nivel similar al de Europa y que reprimían duramente cualquier intento de fraude o piratería en su zona geográfica de influencia.
El tamaño de la economía Ming tardía es una cuestión de debate, con Twitchett afirmando que era la nación más grande y rica del mundo y Maddison que estima su PIB per cápita como promedio dentro de Asia y más bajo que el de Europa.

#### Tecnología Ming
Los avances más importantes de este periodo se deben al contacto con los europeos. Las ideas de Johannes Kepler y Galileo Galilei

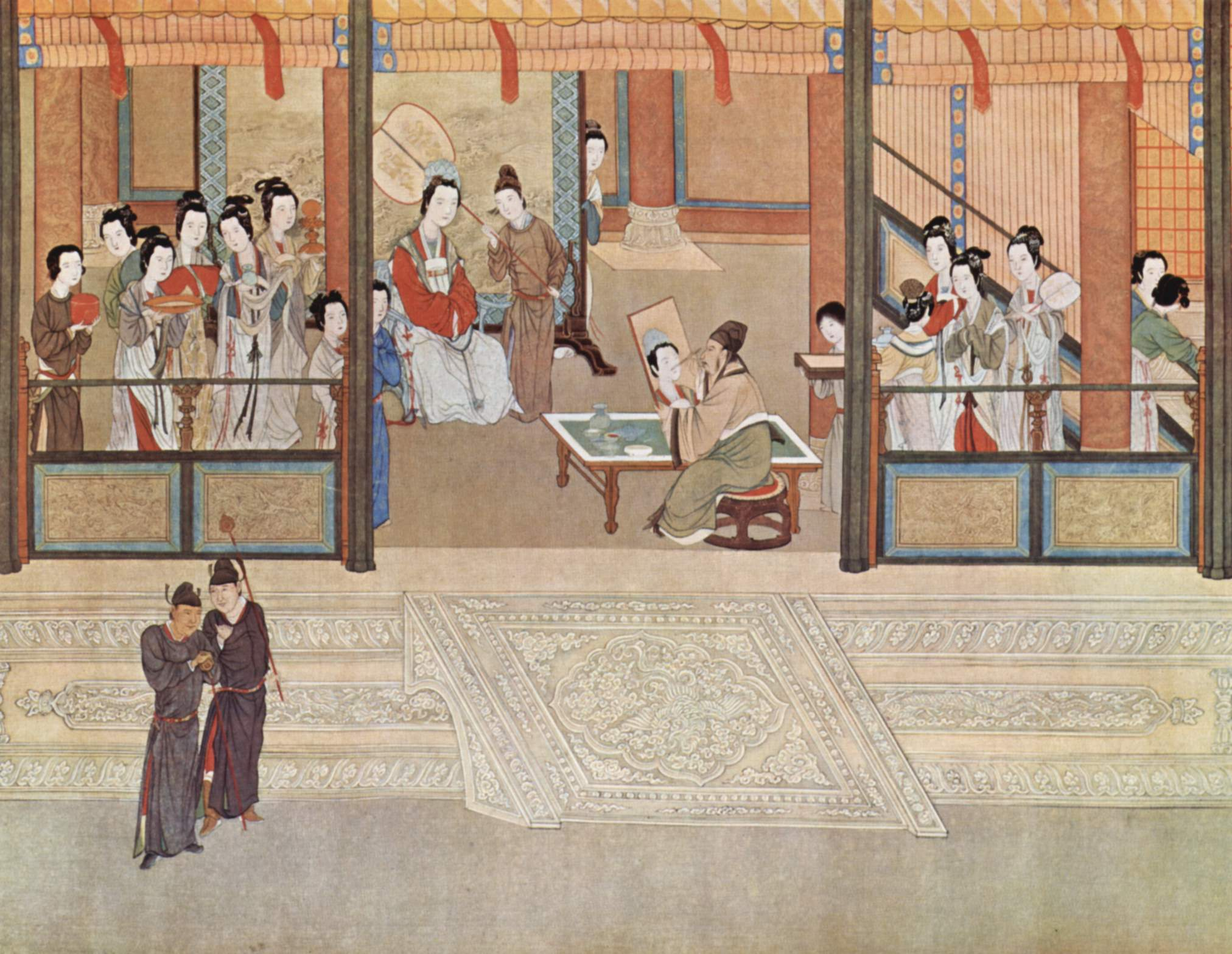
Ch'iu Ying. El palacio imperial en Pekín hacia 1550

llegaron a China a través del jesuita polaco Michael Boym en 1627. Los jesuitas promovieron la teoría de Copérnico en la corte, mientras apoyaban el sistema de Ptolomeo en sus escritos. El agente más importante de este intercambio cultural fue el jesuita Mateo Ricci, que llegó a China en 1582. En diversas ciudades chinas y finalmente en la capital Pekín difundió los conocimientos técnicos, matemáticos y cartográficos de Europa a miembros de las élites chinas hasta su muerte en 1610. También fue él quien fundó las primeras comunidades católicas en el país. Ricci escribía con fluidez en chino y participó, junto al matemático chino Xu Guangqi, en la primera traducción al chino de los Elementos de Euclides. 
El enciclopedista Song Yingxing (1587-1666) documentó un amplio abanico de tecnologías y procesos industriales y metalúrgicos en su Tiangong Kaiwu (天工開物) de 1637. Estos incluían dispositivos de tracción mecánica e hidráulica, indumentaria de buceo para los pescadores de perlas, los procesos anuales de sericultura y ruecas para tejer, procesos metalúrgicos como el crisol y el templado del acero, procesos de manufactura como el tostado de pirita para convertir el óxido sulfúrico en azufre para la pólvora y el uso de armas de fuego como la mina marina.
El agrónomo Xu Guangqi (1562-1633) se interesó en la irrigación, los fertilizantes, los granos textiles y económicos y la observación empírica de los elementos que llevó a una primera aproximación a comprender la química.
Hubo muchos avances y nuevos diseños de armas de fuego durante los comienzos de la dinastía, pero después se tendió a utilizar los modelos europeos de artillería.
Li Shizhen (1518-1593), uno de los farmacólogos más famosos de China, vivió a finales de la dinastía Ming. En 1587, completó el primer borrador de su Bengao Gangmu, que detallaba el uso de más de 1800 drogas medicinales.Eel proceso de inoculación de la viruela se desarrolló durante el reinado del emperador Longqing, mucho antes de que se implantase en cualquier otro lugar.

#### La industria Ming
Después de 1400, la recuperación económica de Ming llevó a un alto crecimiento económico y a la reactivación de industrias pesadas como el carbón y el hierro. La producción industrial alcanzó nuevas alturas superando a la de Song. Sin embargo, a diferencia de Song, los nuevos centros industriales estaban ubicados en el sur, en lugar de en el norte de China, y no tenían acceso inmediato al carbón, un factor que pudo haber contribuido a la Gran Divergencia. La producción de hierro aumentó a niveles de más de 300.000 toneladas. Nuevas innovaciones ayudaron a mejorar la capacidad industrial a niveles superiores a los Song.

#### La agricultura Ming

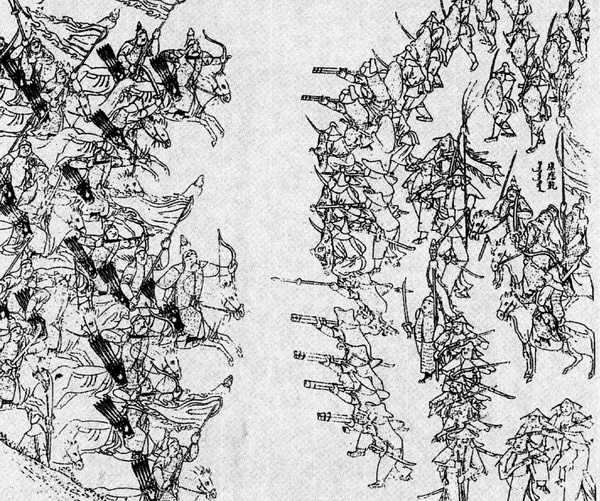
Batalla de Minggun entre los Manchúes y los Ming. 1619

Artículo principal: Intercambio colombino
Bajo los Ming, algunas áreas rurales estaban reservadas exclusivamente para la producción de cultivos comerciales. Las herramientas y carretillas agrícolas, algunas de ellas alimentadas con agua, permitieron la producción de un considerable excedente agrícola, que constituyó la base de la economía rural. Junto con otros cultivos, el arroz se cultivó a gran escala. El crecimiento de la población y la disminución de la tierra fértil hicieron necesario que los agricultores produjeran cultivos comerciales para ganarse la vida. Las fincas grandes crecieron sustancialmente; mientras que en 1379 solo 14.241 hogares tenían más de 700 mou, a fines de la dinastía Ming algunos grandes terratenientes tenían más de 70.000 mou. El aumento de la comercialización causó grandes avances en la productividad durante la dinastía Ming, permitiendo una mayor población.
Se establecieron 3 tipos de mercados. En los mercados más simples, los bienes se intercambiaban. En los mercados "urbano-rurales", los bienes rurales se vendían a los habitantes urbanos. Los comerciantes compraban productos rurales en grandes cantidades y los vendían en estos mercados. El 'mercado nacional' desarrollado durante la dinastía Song se hizo más importante durante la dinastía Ming. Además de los comerciantes y el trueque, este tipo de mercado involucraba productos producidos directamente para el mercado. Muchos campesinos Ming ya no confiaban en la agricultura de subsistencia; produjeron productos para el mercado, que vendieron con fines de lucro. La historia de Cambridge dice acerca de los Ming que:
    "La comercialización de la sociedad Ming en el contexto de comunicaciones en expansión puede considerarse como un aspecto distintivo de la historia de esta dinastía. En lo que respecta a la producción y circulación de mercancías, la era Ming marcó un punto de inflexión en la historia china, tanto en la escala en qué los bienes se estaban produciendo para el mercado y en la naturaleza de las relaciones económicas que gobernaban el intercambio comercial."

#### La crisis final de los Ming

Mapa de China bajo la dinastía Qing en 1765

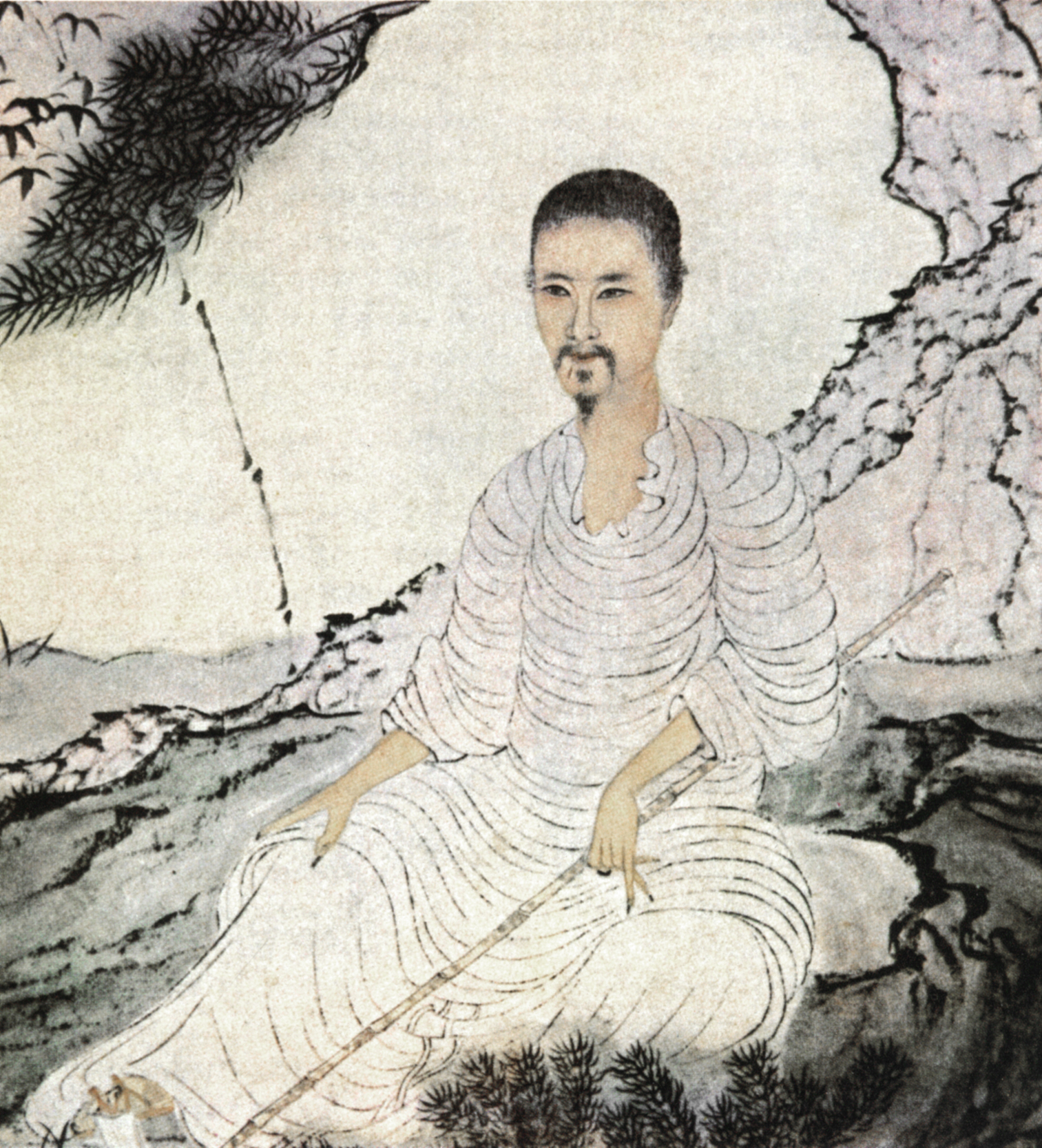
Shitao: autorretrato. 1674

Chongzhen (1628-1644) ascendió al trono imperial enfrentando problemas extremadamente difíciles, probablemente imposibles de resolver debido a su diversidad y tamaño. Los años 1627-1628 estuvieron marcados por una sequía terrible magnitud que dio lugar a una hambruna devastadora, y la situación no se había restaurado en la década de 1630, ni mucho menos (frío, langostas, sequía, epidemia viruela). Este período de crisis sin precedentes para el período Ming dejó algunas regiones despobladas a principios de la década de 1640, el imperio desorganizado, reduciendo drásticamente los ingresos fiscales de un tesoro ya a raya. Esta situación pronto degeneró en revueltas en varias provincias como las de Li Zicheng en el norte, Zhang Xianzhong en el sur.

### Dinastía Qing (1644-1912)

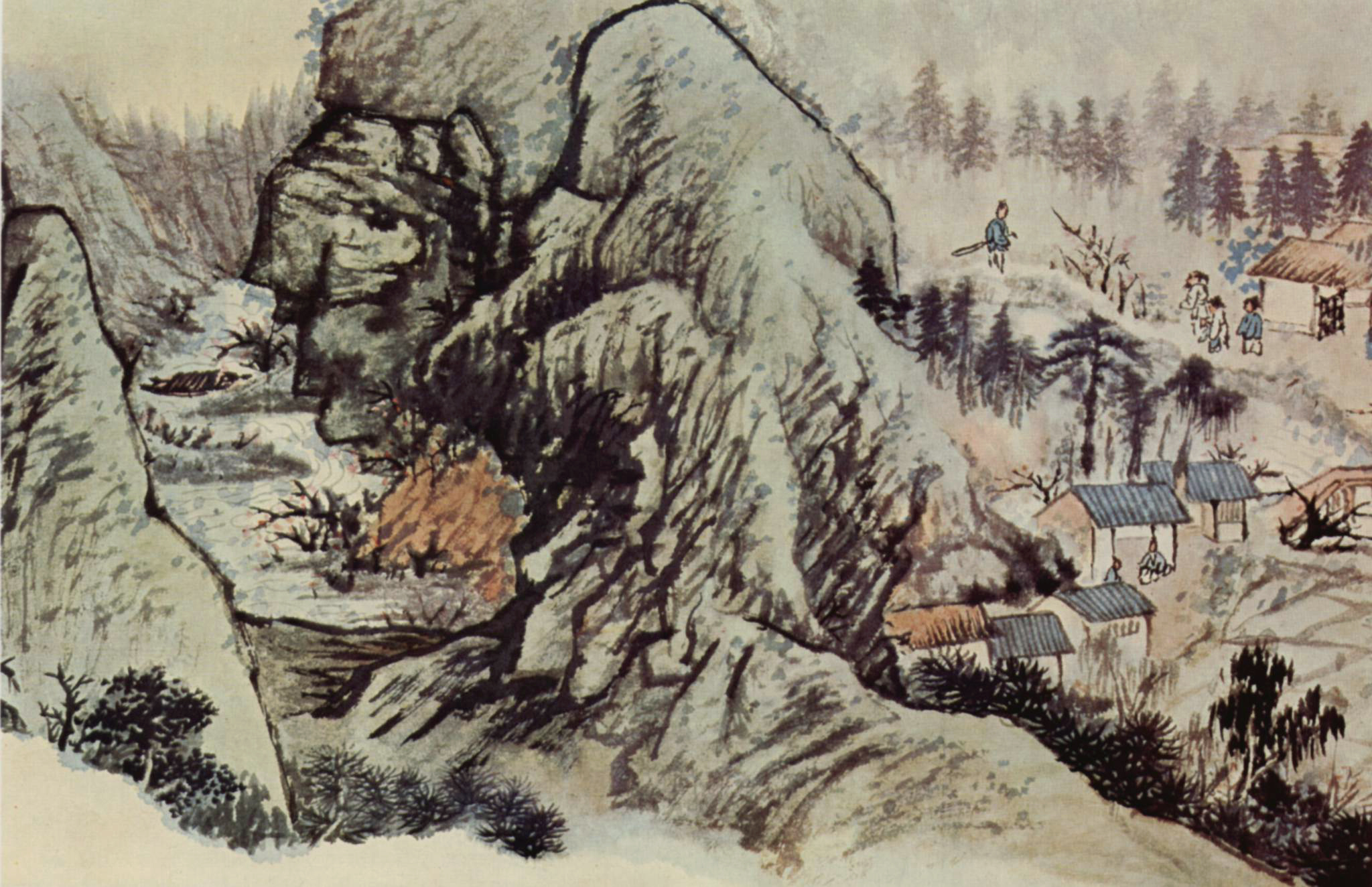
Tao Chi: poblado de montaña. 1660

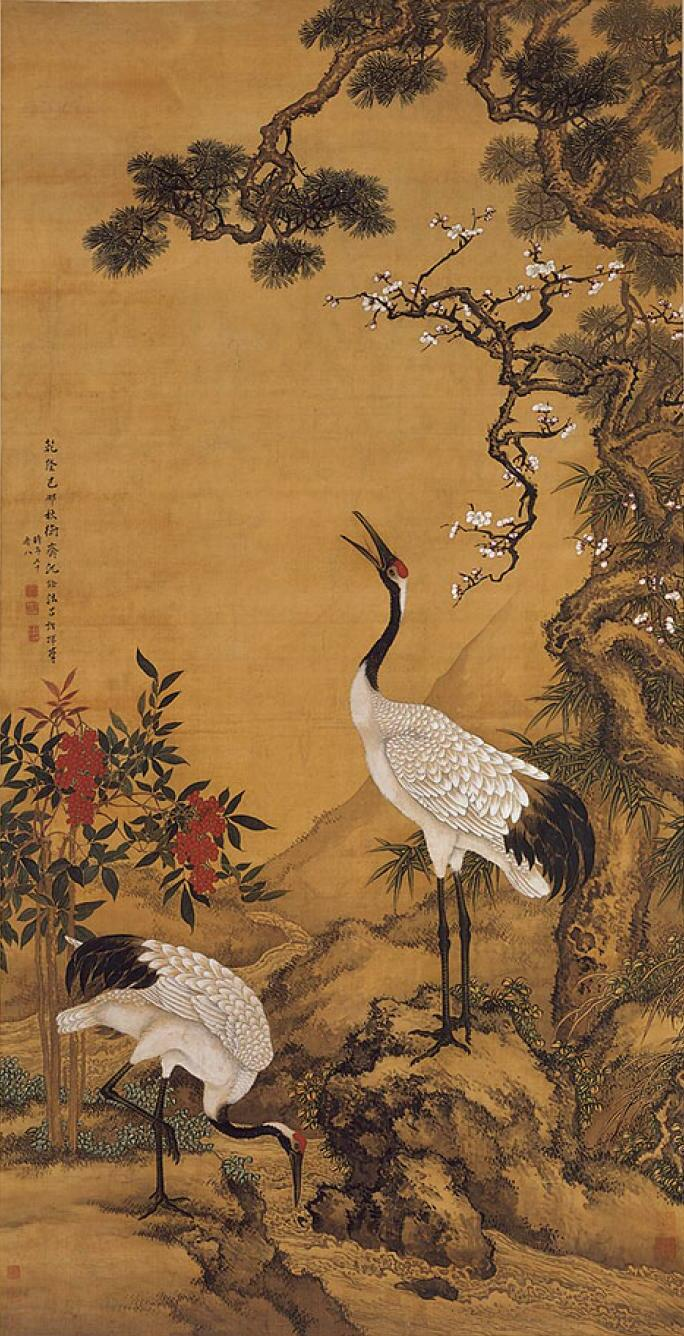
Shen Quan. Grullas bajo un pino. 1759

La última dinastía imperial de China, la dinastía Qing, fue fundada por los Jurchens, más tarde llamados Manchúes, que habían sido súbditos de los Ming y habían fundado anteriormente la dinastía Jurchen Jin. En 1616, bajo Nurhaci, los manchúes atacaron a los Ming, tomando el nombre dinástico Qing en 1636. Las empresas militares manchúes procedieron con gran regularidad, lo que les permitió pasar bajo su control el territorio que más tarde sería designado después de ellos, Manchuria y áreas adyacentes, incluida la península de Corea, que reconoció su autoridad. 
En 1644, Pekín fue saqueada por las fuerzas rebeldes de Li Zicheng y el emperador Chongzhen se suicidó cuando la ciudad cayó. La dinastía Manchú Qing se alió con el exgeneral Ming Wu Sangui y tomó el control de Pekín y rápidamente derrocó la efímera dinastía Shun de Li. Fue solo después de algunas décadas hasta 1683 que los Qing tomaron el control de toda China. Hacia el final del siglo, la economía china se había recuperado de la devastación causada por las guerras anteriores y el consecuente colapso del orden. Aunque la economía Qing se desarrolló significativamente y los mercados continuaron expandiéndose durante el siglo XVIII, no pudo seguir el ritmo de las economías de los países europeos en la Revolución Industrial.

#### Qing temprano
Aunque la dinastía Qing establecida por los manchúes se había apoderado rápidamente de Pekín en 1644, todavía existían regímenes hostiles en otras partes de China, y a los Qing les tomaría algunas décadas tomar el control de toda China. Durante este período, especialmente en los años 1640 y 1650, la gente murió de inanición y enfermedad, lo que provocó una disminución de la población. En 1661, enfrentando ataques en la costa de fuerzas leales a los Ming, el gobierno Qing adoptó una política de limpieza de la línea costera, que ordenó a todas las personas que residían a lo largo de la costa, de Zhejiang a la frontera con Vietnam que se desplazaran 25 kilómetros hacia el interior y posicionado guardias en la costa para evitar que alguien viviera allí. Por lo tanto, hasta 1685, pocas personas se dedicaban al comercio costero y con el extranjero. Durante estas décadas, aunque las cosechas de granos mejoraron, pocas participaron en el mercado porque la economía se había contraído y los precios locales tocaban fondo. Tang Chen, un erudito chino retirado y comerciante fracasado, describió una imagen deprimente de la economía de mercado de las décadas anteriores en sus escritos a principios de la década de 1690.

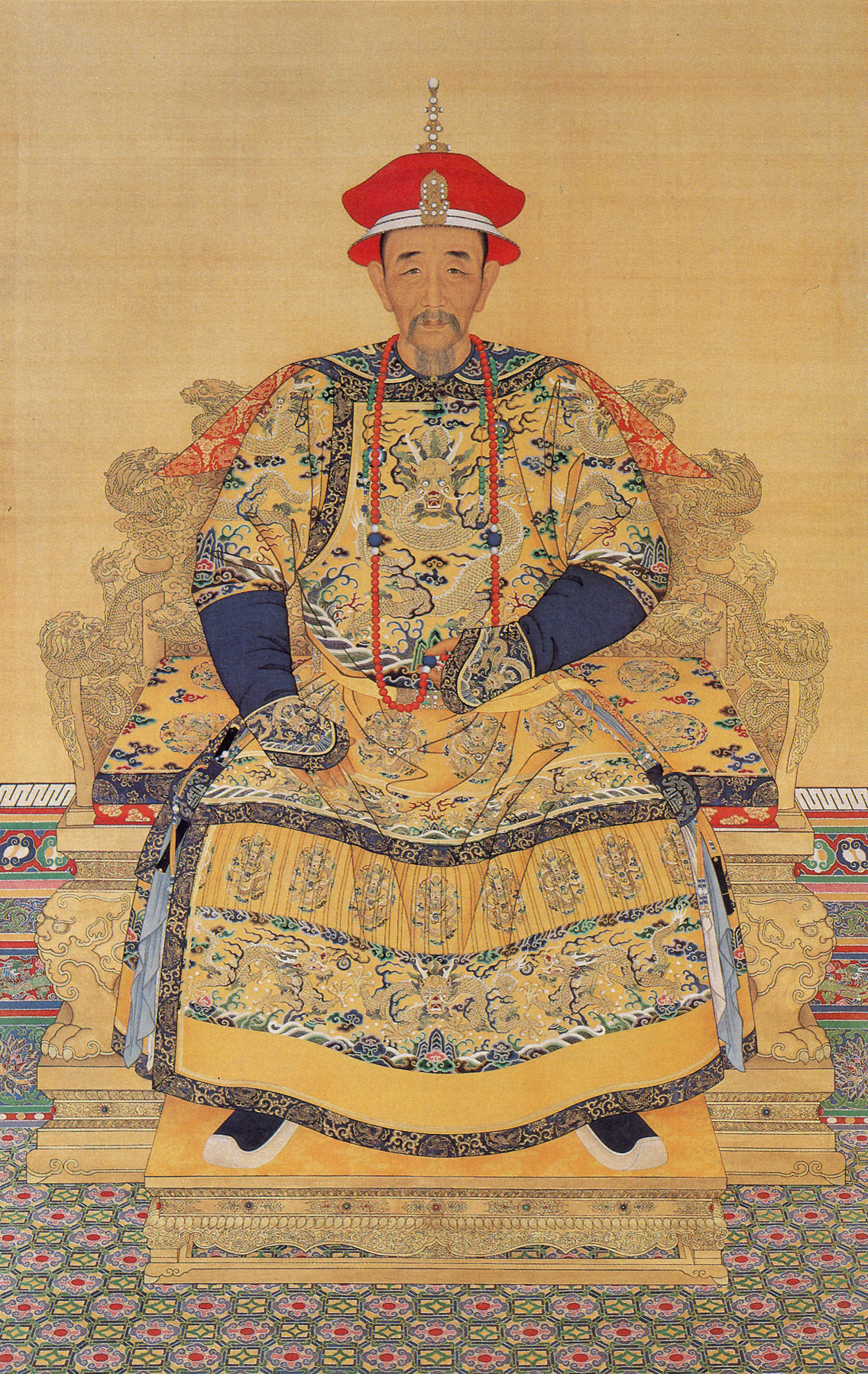
El emperador Kangxi

La situación solo mejoró significativamente después de que la paz se recuperó gradualmente. En la década de 1680, los Qing habían consolidado su control sobre el imperio y se reanudaron los desarrollos económicos favorables. Esos desarrollos se asemejan a la expansión tardía de los Ming, pero el mercado Qing temprano tenía más comercio interregional, dependía más de los mercados extranjeros y tenía una población más grande. 

#### La Era Kang-Qian

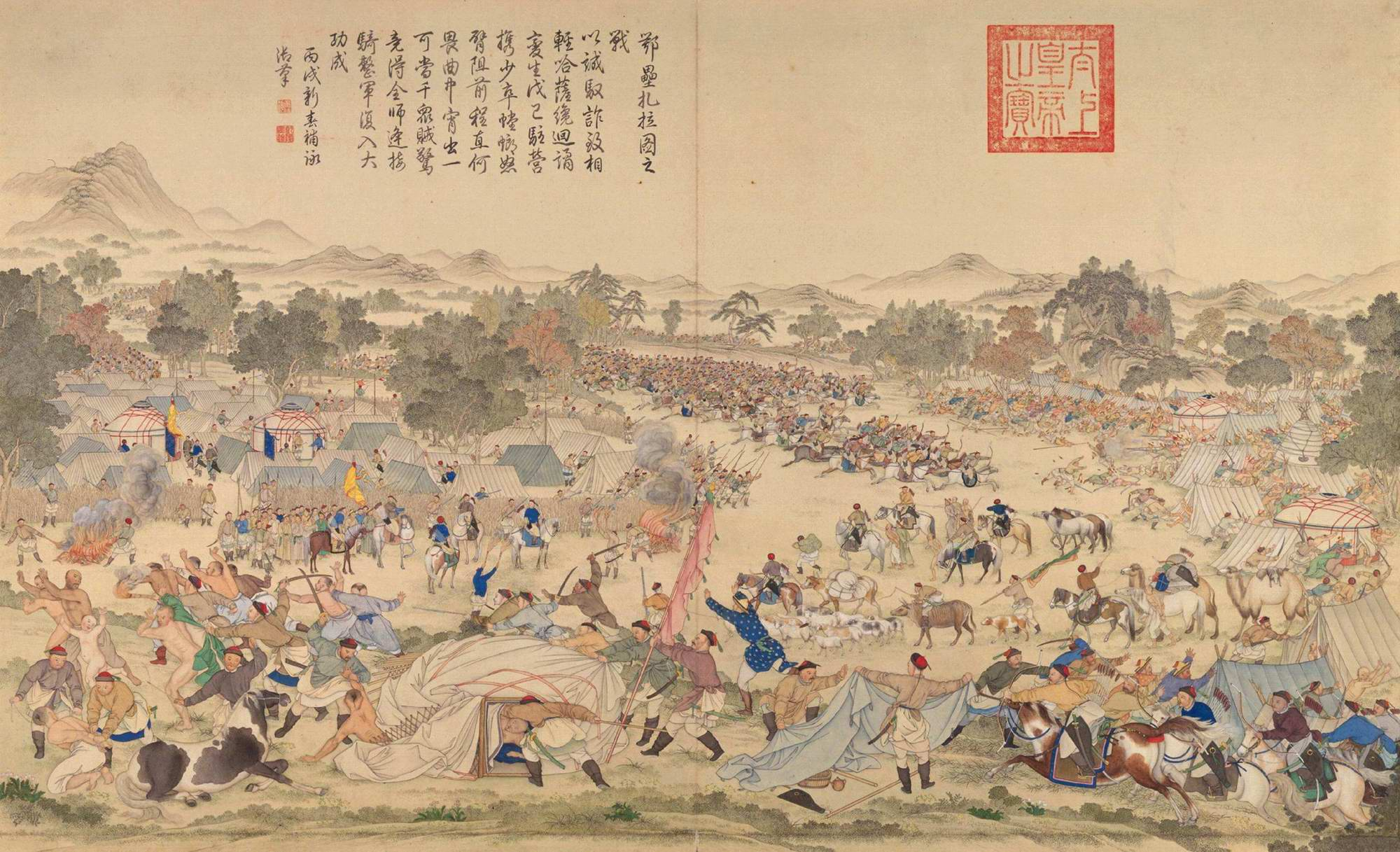
Batalla de Oroi-Jalatu contra los Dzungars en 1756

Después de aplastar a todos los Ming en el sur en 1683, el emperador Kangxi revocó las medidas represivas, como el despeje de la costa. Rápidamente recuperó la economía devastada por la guerra e inició un período de gran prosperidad en la historia china. Bajo los reinados de sus sucesores, la dinastía Qing alcanzó su apogeo en la Era Kang-Qian entre los reinados del Emperador Kangxi y el Emperador Qianlong. Este período también se conoce como "High Qing", durante el cual Kangxi y sus sucesores controlaron las áreas de Xinjiang y el Tíbet, conquistaron el Kanato de Dzungar y ejercieron un control más estricto sobre estas regiones que la dinastía Ming. Esto eliminó una gran amenaza para China e incorporó las regiones de Xinjiang y Mongolia a la economía china.

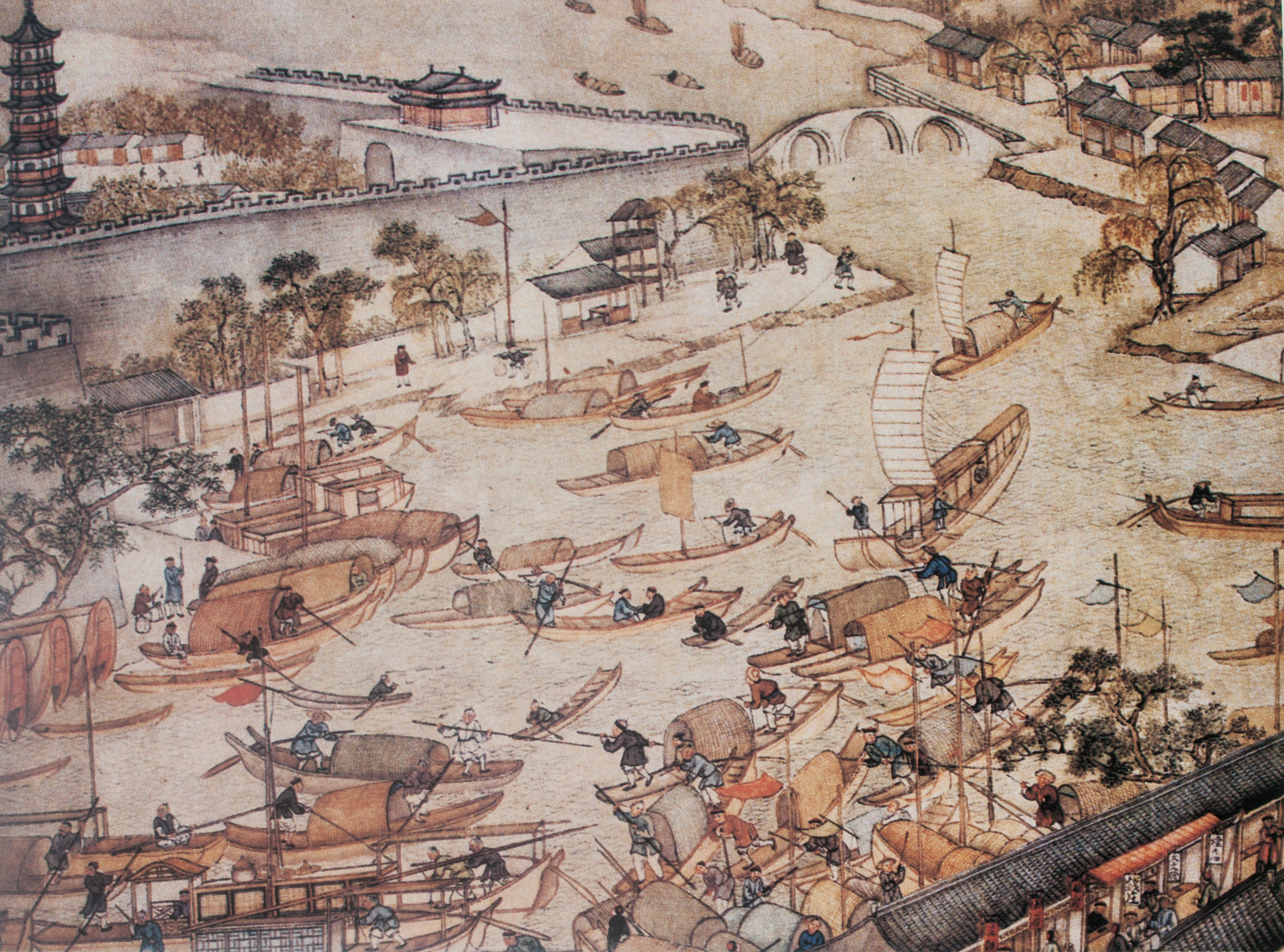
Xu Yang - Comercio en el agua. 1759

Durante la dinastía Qing, los cultivos alimenticios foráneos, como la patata, se introdujeron a gran escala en el siglo XVIII. Estos cultivos, junto con la paz general en el siglo XVIII, alentaron un aumento dramático de la población, de aproximadamente 200 millones durante la dinastía Ming a más de 400 millones durante la dinastía Qing. Durante el siglo XVIII, los mercados continuaron expandiéndose. Para dar a las personas más incentivos para participar en el mercado, redujeron la carga tributaria en comparación con los últimos Ming, y reemplazaron el sistema de Corvea con un impuesto principal utilizado para contratar trabajadores. China siguió exportando té, seda y manufacturas, creando una balanza comercial de gran volumen y favorable con Occidente.
Revirtiendo una de las tendencias de los Ming, el gobierno Qing interfirió mucho en la economía. El monopolio de la sal se restauró y se convirtió en una de las mayores fuentes de ingresos para el Estado. Los funcionarios de Qing trataron de desalentar el cultivo de cultivos comerciales en favor del grano. Desconfiando del poder de los comerciantes adinerados, los gobernantes de Qing limitaron sus licencias comerciales y generalmente les negaron permiso para abrir nuevas minas, excepto en las áreas pobres. Los gremios de comerciantes proliferaron en todas las ciudades chinas en crecimiento y con frecuencia adquirieron una gran influencia social e incluso política. Los ricos comerciantes con conexiones oficiales acumularon grandes fortunas y patrocinaron la literatura, el teatro y las artes. La producción de telas y artesanía floreció.
El cobre se obtuvo de Japón y de Yunnan.

#### El comercio bajo los Qing

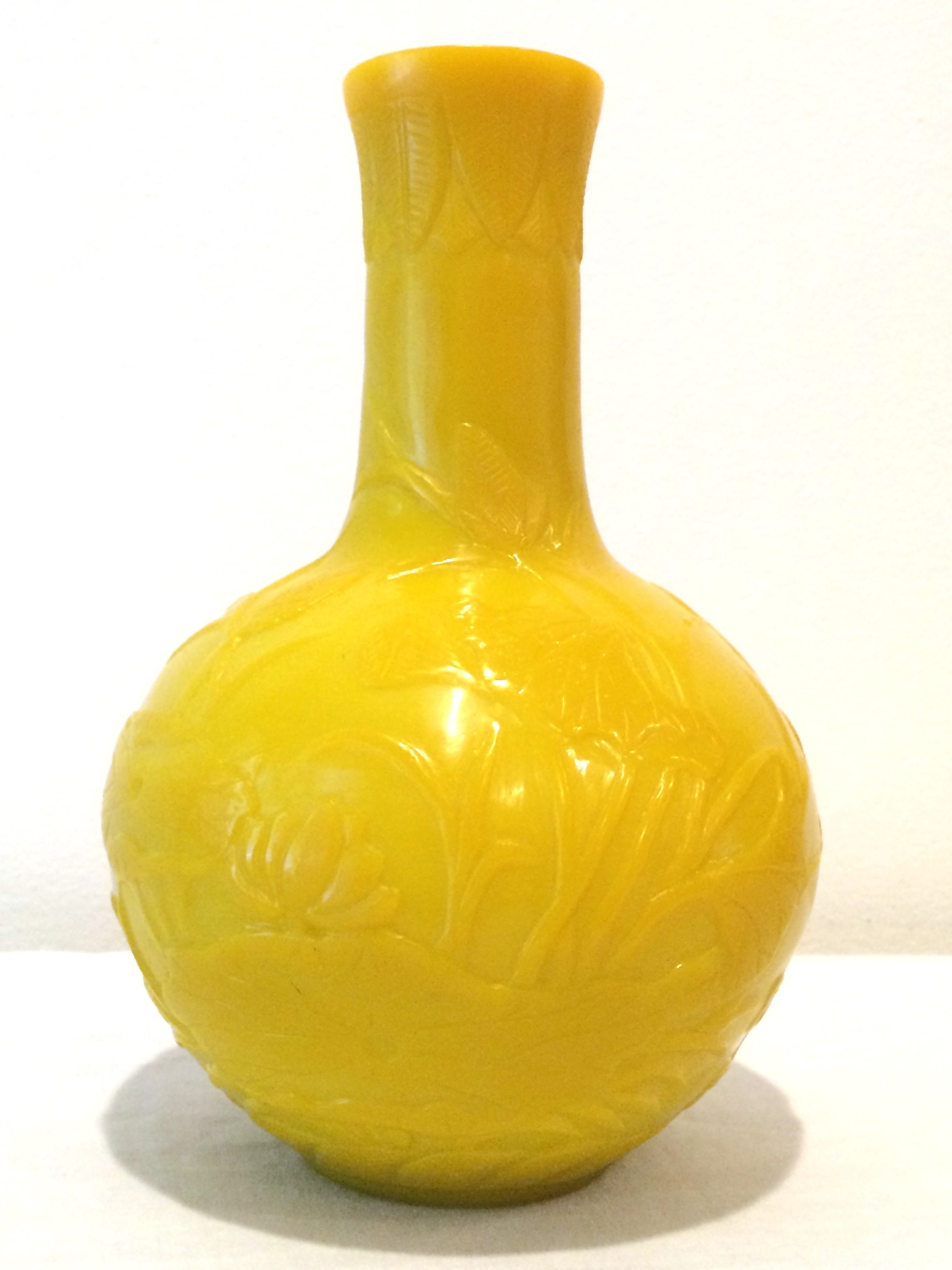
Período de Daoguang. Florero de cristal de Pekín. El color se llama "Amarillo Imperial" por el estandarte de la dinastía Qing.

La política comercial de Qing era ampliamente aislacionista, y el emperador Qianlong proclamó en particular que:
    "Nuestra tierra es tan rica y próspera que poseemos todas las cosas. Por lo tanto, no hay necesidad de cambiar el producto de bárbaros extranjeros por el nuestro."

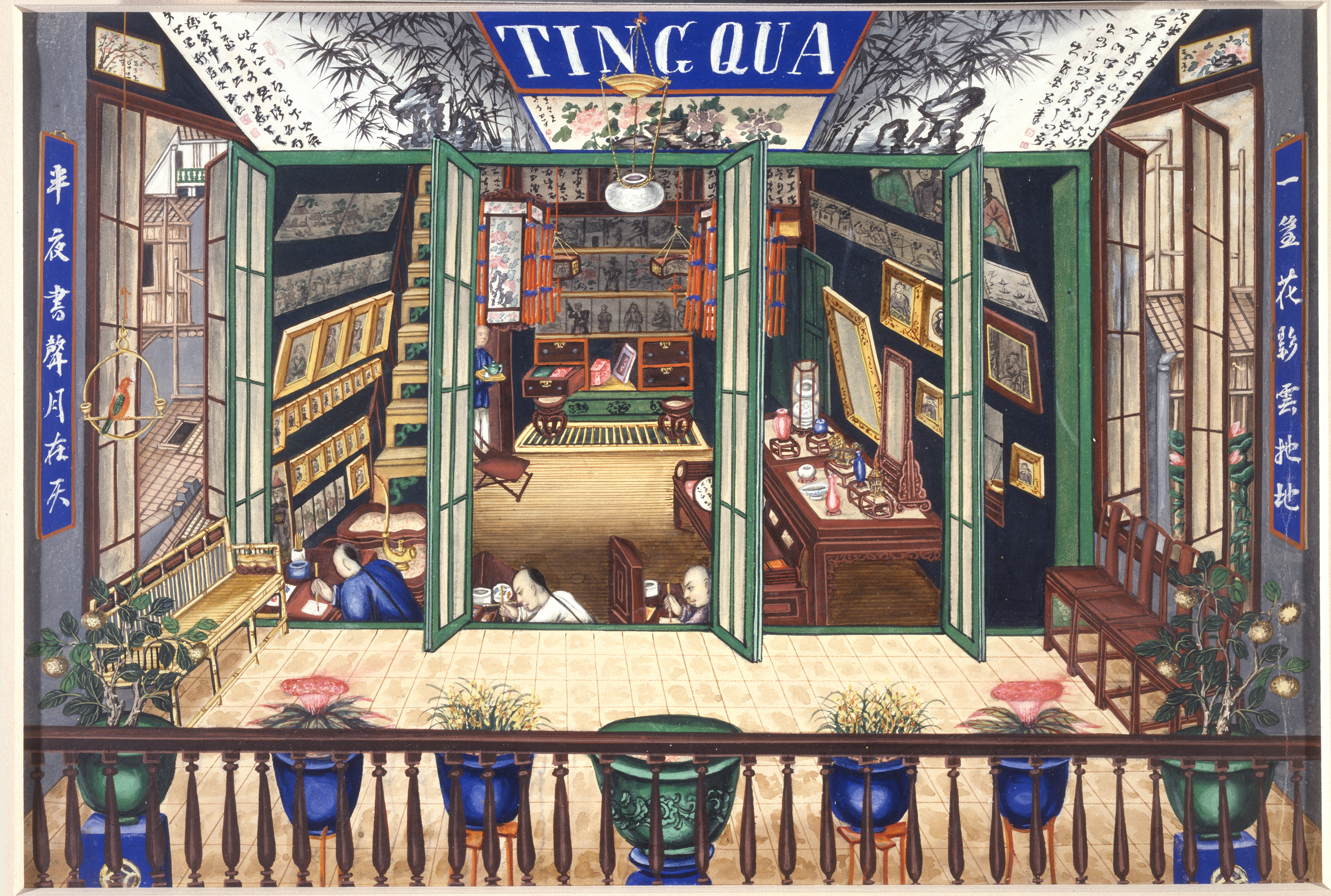
Tienda del pintor Tingqua, 1809

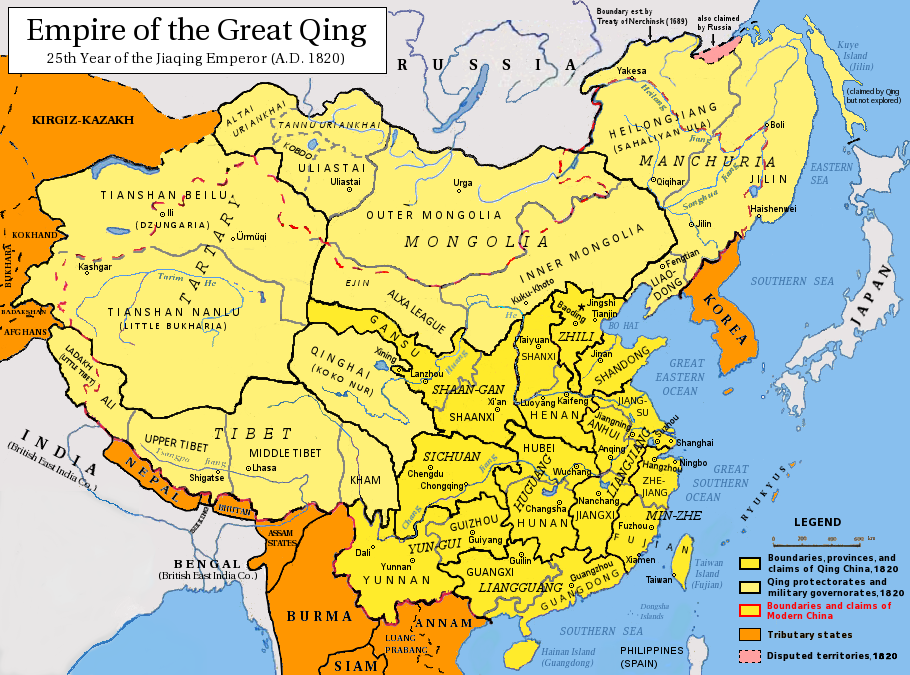
Imperio Qing hacia 1820

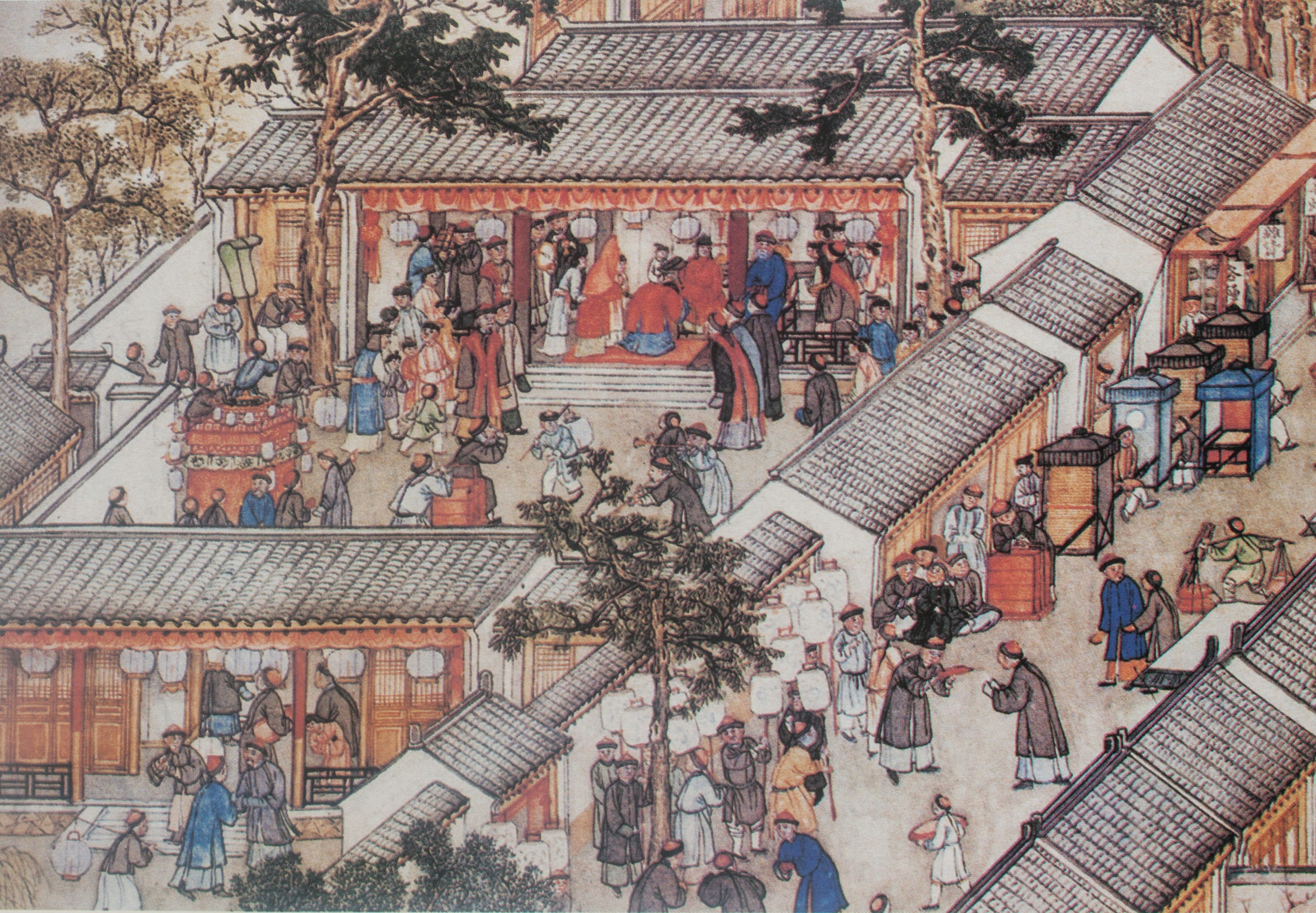
Xu Yang - Casamiento en 1759

Debido a la actividad de los leales de Ming como Koxinga, el Príncipe regente Rui reanudó la prohibición del comercio exterior privado en 1647. De hecho, al igual que el imperio Ming anterior, el imperio Qing dependía del comercio exterior para aprovisionarse de la plata japonesa y sudamericana que sustentaba su sistema monetario, y la prohibición no fue efectiva hasta que se siguió un orden más severo en 1661, tras la ascensión del emperador Kangxi. Los chinos de Guangdong, Fujian, Zhejiang, Jiangsu y partes de Shandong fueron sacados por la fuerza de la costa durante los siguientes tres años en el Gran Despeje. Los buques fueron destruidos y el comercio exterior nuevamente se limitó a los barcos que pasaban por Macao. Después de que se presentaran memoriales de alto nivel al trono, la evacuación ya no se hizo cumplir después de 1669 y, tras la 

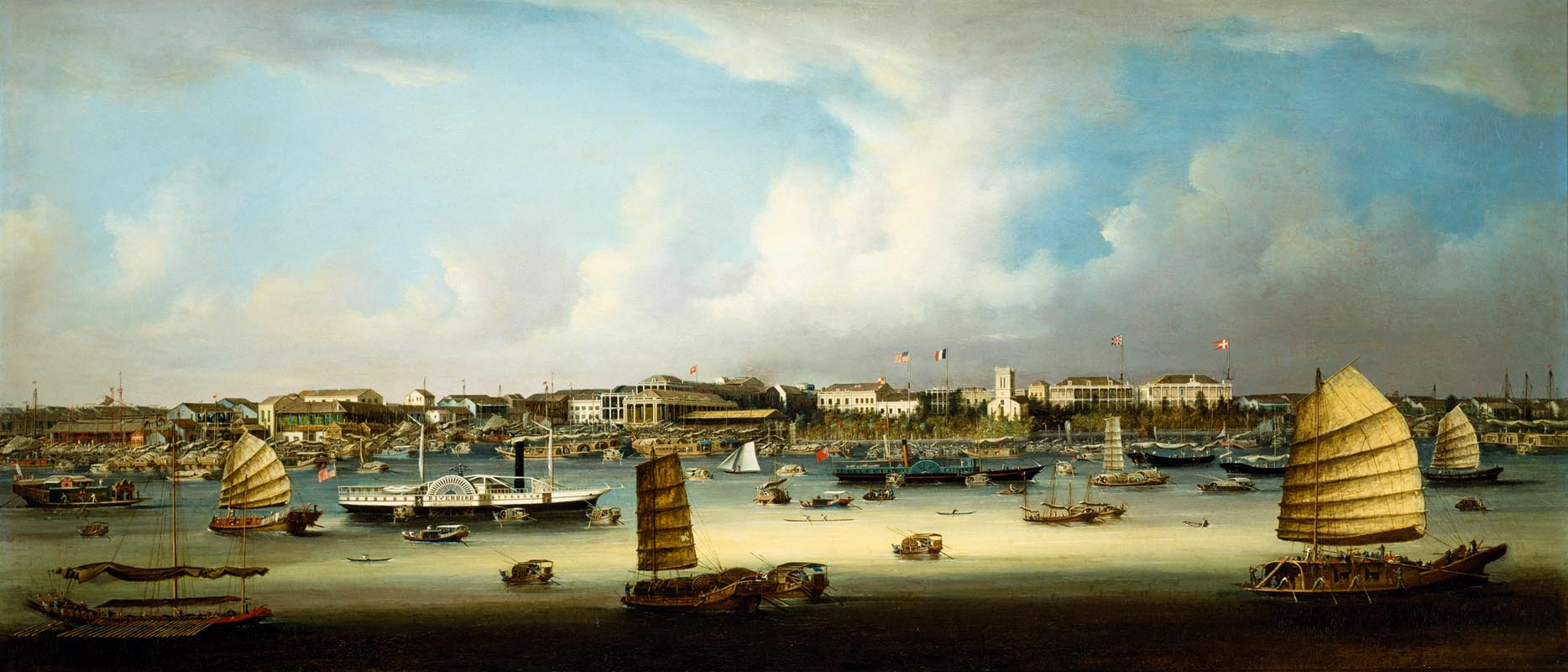
Factorías en Cantón hacia 1855

destrucción de Tungning en Taiwán, las otras prohibiciones se levantaron en 1684. Un año después, se establecieron las oficinas de aduanas en Cantón, Amoy, Ningbo y Songjiang para ocuparse del comercio exterior. La enorme emigración de súbditos chinos que siguió a esta política - junto con los rumores de la presencia de un pretendiente Ming en las Filipinas - hizo que el emperador Kangxi prohibiera el comercio en el Mar de la China Meridional y ordenara el regreso de los emigrados bajo pena de muerte en 1717; esto fue rescindido diez años más tarde, pero continuaron las inspecciones y restricciones de los puerto concomitantes.
El principal puerto comercial en este período fue el de la ciudad de Cantón, donde para comienzos del siglo XVIII se había desarrollado una floreciente comunidad de hongs y agentes comerciales europeos. El descubrimiento por parte de la Compañía Británica de las Indias Orientales de que los precios y los aranceles en Ningbo eran mucho más bajos que los de Cantón los impulsó a comenzar a cambiar su comercio hacia el norte en 1755. Tras el intento fallido del emperador Qianlong de desalentar esto mediante tarifas más altas, el gobierno imperial declaró en el invierno de 1757 que, a partir del año siguiente, el único puerto chino autorizado para el comercio exterior en China sería el de la ciudad de Cantón. Recluyó a los occidentales en el llamado distrito de las trece factorías de Cantón, del que tenían prohibido salir.
Esto dio comienzo al llamado Sistema de Cantón. Bajo este sistema, el Cohong, un gremio de comerciantes chinos, aprobados y supervisados por el gobierno chino, monopolizó el comercio exterior de exportación de China a cambio de garantizar el buen comportamiento de sus socios extranjeros y el pago de impuestos. Myers y Wang concluyeron que, independientemente de estas restricciones, el comercio entre China y Europa creció a una tasa promedio anual del 4% entre 1719 y 1806, duplicando el volumen del comercio cada 18 años. Esto ayudó a los mercados interiores de China y sus puertos de ciudades costeras, proporcionando una demanda adicional de productos nacionales. Cantón, en particular, vio el crecimiento de la porcelana de exportación especializada y obras de arte de exportación diseñadas para satisfacer los intereses de los clientes europeos. Algunos miembros del Cohong se convirtieron en los hombres más ricos del mundo: el mercader hong Howqua tenía una fortuna personal de más de 8.000 millones de dólares, y contribuyó personalmente con un tercio de las reparaciones totales de China después de la primera guerra del Opio (1839-1842). La política también normalizó la base impositiva de Cantón y la entrada de plata extranjera. Sin embargo, al restringir las importaciones principalmente al lingote, creó una fuerte presión sobre los británicos -para quienes el té se había convertido en bebida nacional a lo largo del siglo XVIII - para encontrar cualquier medio posible para ajustar la balanza comercial. Después de que varias embajadas no lograron persuadir a los chinos para expandir el comercio legal, un rechazo tradicionalmente atribuido a McCartney y la negativa de otros a doblegarse u observar otras sutilezas del protocolo chino, la solución resultó ser el contrabando de opio indio. Se estima que entre 1821 y 1840, se usó hasta la quinta parte de la plata que circulaba en China para comprar opio.

#### Colapso de los Qing
Ver también: Rebelión Taiping

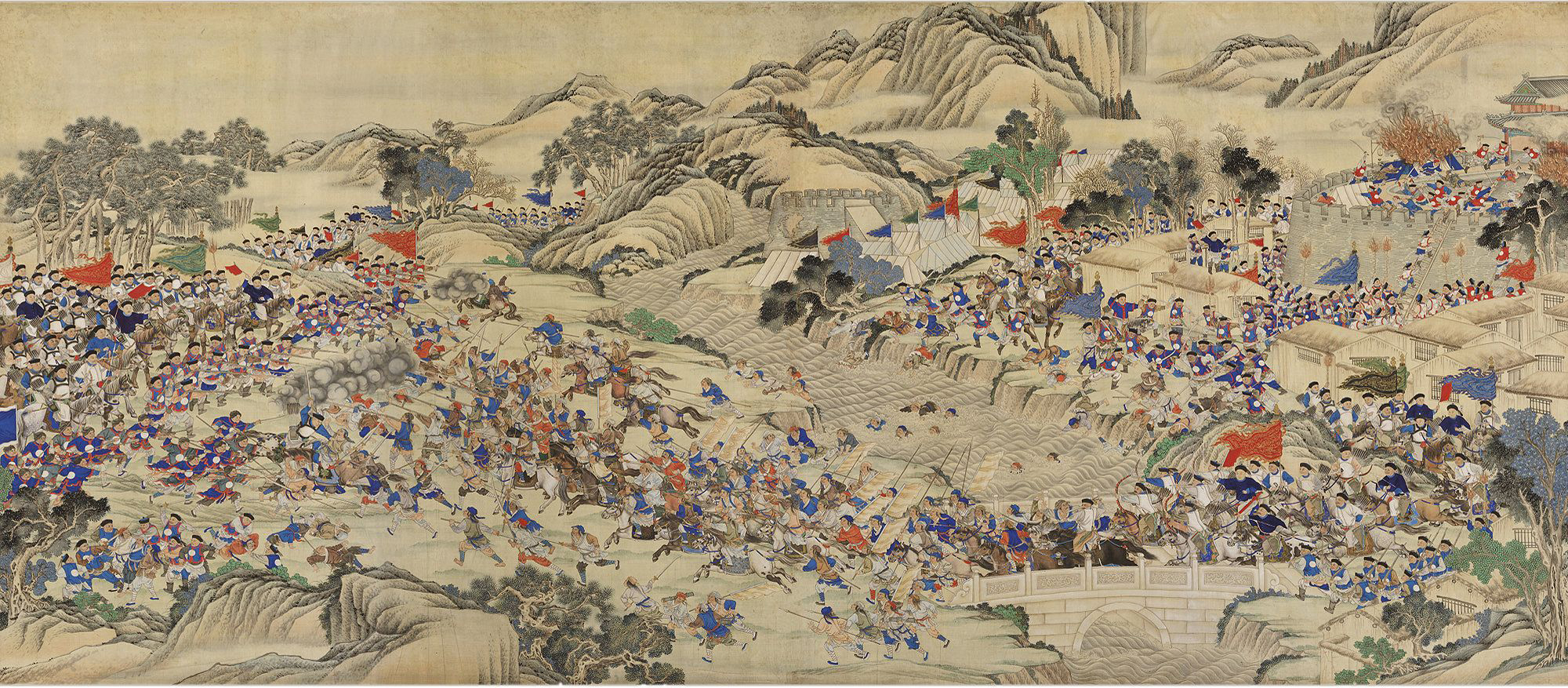
Batalla de la Rebelión Taiping

A pesar de sus efectos incapacitantes, las prohibiciones existentes sobre el comercio de opio en China fueron generalmente ignoradas hasta que la Ley del Gobierno de la India de 1833 eliminó el monopolio de la Compañía de las Indias Orientales sobre el comercio británico con China. Los oficiales británicos notaron que la afluencia desenfrenada de nuevos contrabandistas era muy alarmante para los chinos, pero no pudieron frenarlos antes de que el virrey Lin Zexu pusiera las fábricas extranjeras bajo un completo bloqueo, exigiendo la entrega de todo el opio en el Delta del Río Perla. Los británicos solo pudieron proporcionarlo después de que su superintendente garantizó indemnizar la pérdida. La suma resultó ser tan grande (3.000.000 de libras esterlinas) que provocó la primera guerra del Opio. El Tratado de Nankín de 1842 - el comienzo de los tratados desiguales que restringieron la soberanía de los Qing en el siglo XIX - generalmente se considera que terminó con el aislamiento de China, con la apertura de los puertos de Xiamen ("Amoy"), Fuzhou ("Fuchow"), Ningbo ("Ningpo") y Shanghái, pero el comercio legal continuó estando limitado a puertos específicos hasta el final de la dinastía. No obstante, el conflicto comenzó un patrón de guerra, derrota, concesiones y reparaciones, debilitando aún más al gobierno y la economía chinos a través de la salida de la plata que necesitaban para su propio crecimiento monetario.

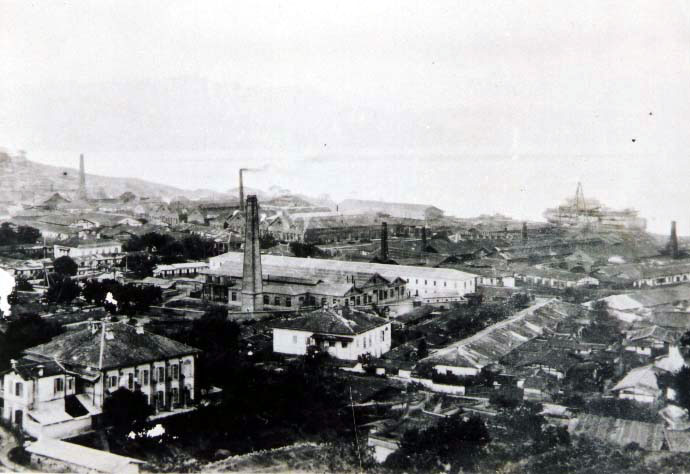
1880. Un arsenal con varios edificios. El arsenal de Fuzhou era parte del movimiento de auto-fortalecimiento de China

La ira ante las concesiones de los Qing y la sorpresa ante su debilidad ya estaban provocando rebeliones ante las desastrosas inundaciones de principios de la década de 1850, entre otras cosas, desplazando la desembocadura del río Amarillo desde el sur de la península de Shandong hasta el norte, arruinando y desplazando a millones de personas. En 1851, Hong Xiuquan comenzó una revuelta contra la dinastía Qing, proclamando que sus gobernantes eran "asquerosos bárbaros y bestias" que habían "llevado a China a la desesperación". Su Rebelión Taiping, que se inspiraba en planteamientos cristianos adaptados a China, tomó rápidamente el control de gran parte del sureste de China. Con la ayuda de los británicos y franceses, que pensaron que si dejaban caer a los Qing los nuevos mandatarios no asumirían los altísimos compromisos a que habían obligado al imperio, los Qing derrotaron finalmente a los rebeldes, que estuvieron a punto de conseguir el poder, pero a un costo final de más de 20 millones de vidas. Como duró 20 años, hasta 1871, la Rebelión Taiping fue una de las guerras más sangrientas de la historia y devastó la economía Qing, que no había sido ayudada por el estallido de una segunda guerra del Opio en 1856. Al mismo tiempo, los disturbios en las áreas de Altishahr y de la cuenca de Tarim en Xinjiang, en el extremo noroeste de China, provocaron un mayor agotamiento del tesoro imperial. El mantenimiento de las guarniciones del ejército para mantener el orden en Xinjiang y su administración adjunta costó decenas de miles de taels de plata anualmente, lo que requirió el subsidio de los impuestos agrícolas gravados en las provincias más ricas.

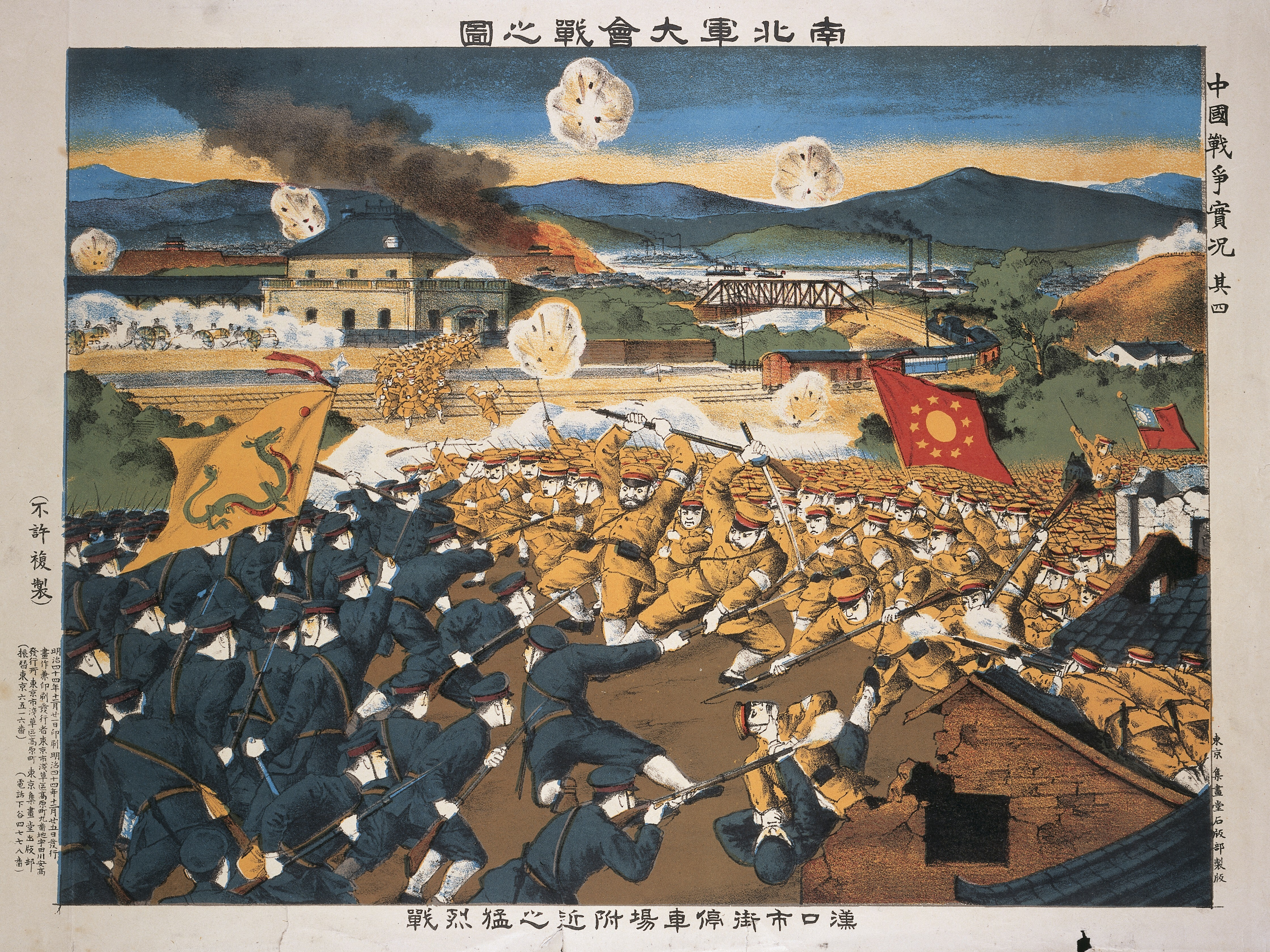
Episodio de la Revolución de Xinhai

Después de la Rebelión Taiping, algunos nobles manchúes reconocieron que las reformas eran necesarias. Instituyeron el Movimiento de Fortalecimiento Propio, que llevó a cabo modernizaciones limitadas dirigidas principalmente a la industria militar de China. El ejército fue reequipado y se desarrolló una marina de guerra moderna. La mayoría de la nobleza manchú se opuso a estos desarrollos, incluida la limitada industrialización que los acompañó. Después de la derrota de los japoneses en 1894, el movimiento quedó desacreditado. En 1911, la Revolución de Xinhai derrocó a los manchúes y estableció la República de China. La era concomitante de señores de la guerra y la guerra civil aceleró el declive de la economía china, que disminuyó rápidamente en comparación con otros países. La brecha entre el potencial del capital humano del pueblo chino y el nivel de vida comparablemente bajo enfatiza el impacto negativo de esta era inestable política y social en la economía china, y también brinda una explicación del crecimiento económico explosivo que aparece cada vez que China disfruta de un período de paz interior.